# Mode
För andra betydelser, se Mode (olika betydelser).

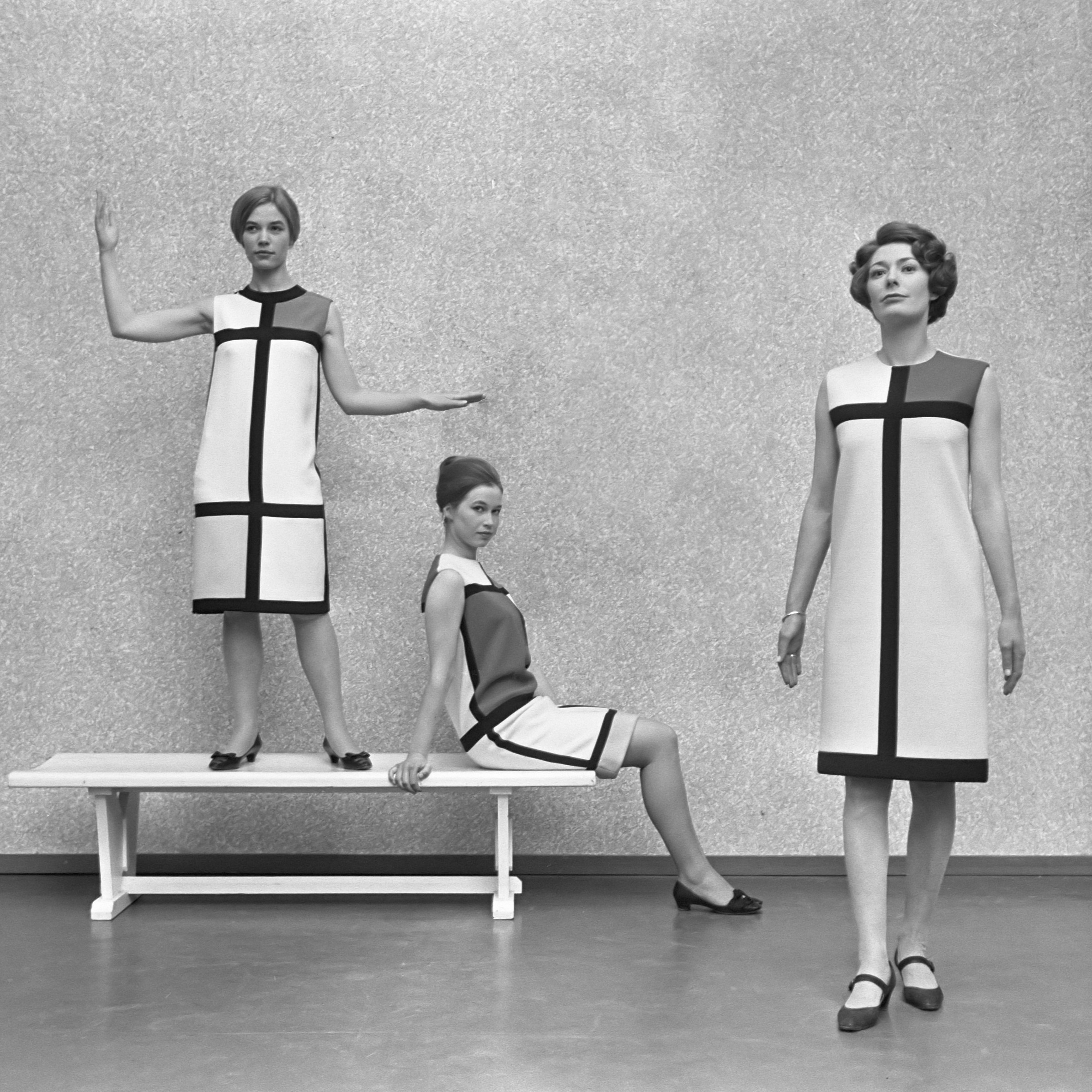
Kvinnor i mondrianinspirerade klänningar av Yves Saint-Laurent 1966.

Mode, (latin: modus), betyder sätt, fason, rytm, mått, gräns; något som är förenligt med tidens rytm och smak, alltså det som är modernt. Ordet används framför allt, men inte uteslutande, beträffande kläder (klädstil). Mode speglar den rådande tidsandan och dess ideal. Det kan ta sig uttryck i kläder, arkitektur, målarkonst eller musik. Inom givna kulturella gränser kan en person höja sin status i gruppen genom att ändra klädedräkten.
Modehistorien speglar samtidigt kultur som historia. Mode har sitt ursprung från socioekonomiska klasser, där en underklass skapar mode för en överklass. Då blir mode en definition skapad ur individualism.
| ”                | Om jag finge välja bland den brokiga massa böcker som kommer ut hundra år efter min död, vet ni vilken jag skulle ta?...Nej, jag skulle inte ta en roman i detta framtida bibliotek och inte heller någon historisk bok, ty i den mån den innehåller något av intresse är den också en roman. Min vän, jag skulle helt simpelt välja en modejournal för att se hur kvinnorna klär sig ett sekel efter min bortgång. Och dessa klädtrasor skulle säga mig mer om framtidens människor än alla filosofer, författare, predikanter och vetenskapsmän. | „ |
| – Anatole France | |   |

Viss klädsel är endast avsedd för vissa tillfällen – uniform, arbetskläder, folkdräkt, högtidsdräkt, klädkod. Bland annat just därför är denna ofta mindre påverkad av modetrender.

## Mode och variation

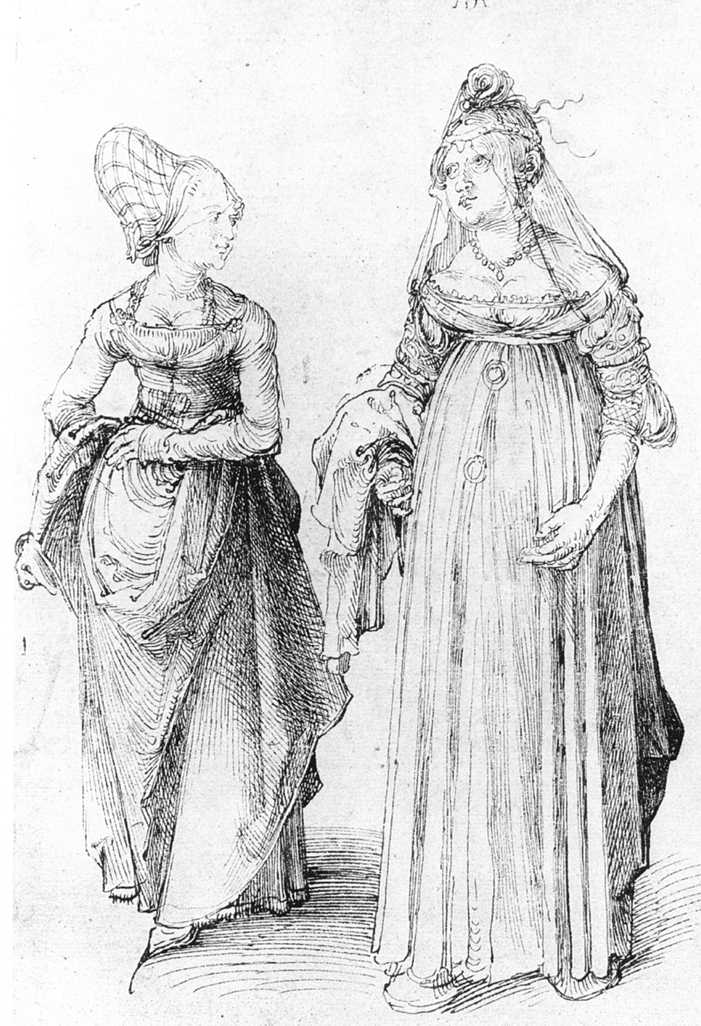
Albrecht Dürers bild visar skillnaden mellan en rik borgarkvinna från Nürnberg (till vänster) och en kvinna i samma samhällsställning från Venedig, åren 1496–1497. Venetiskan har på sig en form av höga platåskor som var moderna i Italien på den tiden, vilket gör att hon verkar längre.

Den europeiska föreställningen att mode är ett uttryck för individuell personlighet snarare än ett rent kulturellt uttryck, tog sin början i Central- och Sydeuropa på 1500-talet: Tio olika porträtt av tyska och italienska män från samma tid kan visa tio helt olika hattar. Emellertid satte fortfarande den lokala kulturen gränserna, som Albrecht Dürer har visat i sina verkliga eller iscensatta bilder av skillnaderna mellan modet i Nürnberg och Venedig vid 1400-talets slut. Under upplysningstiden ökade uppfattningen om varje människas individuella värde, även om modet i perioder har varit fylld av många "måsten" även sedan dess.
Modet hos den europeiska överklassen kom med ett ökat kulturellt utbyte att bli mer synkroniserat under 1700-talet. Färger och mönster ändrades från år till år, men skärningen och längden på en mansrock förändrades långsammare, liksom skärningen på damernas klänningar. Männens mode påverkades av modeller på militäruniformer och modeväxlingar har följt krigsskådeplatserna, där de adliga officerarna kunde iaktta utländska stilar: Ett exempel är slipsens ursprung.
Under 1500-talet sändes modedockor mellan Europas hov för att informera om modet. Modet växlade snabbare från och med 1780-talet, då franska gravyrer, som visade de senaste trenderna i Paris, började spridas. Det var också i slutet av 1700-talet som modetidningar började uppkomma; Galerie des Modes et Costumes Français utgavs från 1778 och fick efterföljare. Runt år 1800 klädde sig alla i Västeuropa på samma sätt; lokala variationer kom att bli ett uttryck för provinsiell kultur och längre fram för den konservativa bondebefolkningen.
Klädmodet har, under flera årtusenden, varit ett sätt för människor att uttrycka olika känslor eller samhörighet med andra. I västerlandet finns stora möjligheter till variation vid valet av kläder. Detta gäller särskilt för kvinnor. För män är variationsmöjligheten uppenbart mindre. Hur en person klär sig kan återspegla dennes personlighet eller särskilda preferenser. När personer med kulturell status börjar använda en viss typ av kläder kan detta påverka modet och bli början till en ny trend. Andra, som gillar eller respekterar dessa, tar ofta efter och klär sig i liknande kläder.
Modet hos olika individer i ett samhälle kan variera beroende på ålder, socialklass, generation, yrke och bostadsort, på samma sätt som modet växlar över tid. En äldre person som klär sig enligt rådande ungdomsmode kan uppfattas som konstig i såväl äldres som yngres ögon. Uttrycket "modeslav" används för att beskriva den som alltid ser sig tvungen att följa de allra senaste modetrenderna. Genom massproduktion har priserna på kläder sjunkit och idag är det möjligt för många att följa le dernier cri ("sista skriket").
Det finns människor som uttalar ordet "mode" med ett ringaktande tonfall, men de facto är det så att modet är en del av kulturen.

## Modets växlingar

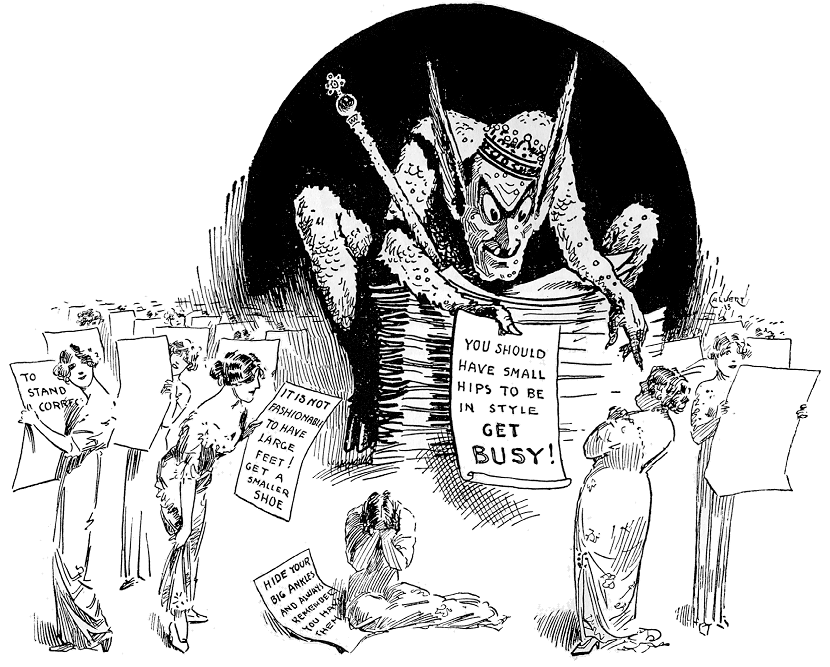
En skämtteckning från den dåvarande tidskriften "Life" 1913, som ironiserar över modets diktat.

Modet förändras hela tiden, det ligger i själva definitionen av begreppet. Förändringarna är ofta snabbare än hos många andra kulturella uttryck, som språk och filosofi.
Människor i vår tid har en hittills aldrig tidigare upplevt frihet att genom klädvalet uttrycka individualitet och personlig smak. Likväl måste man hålla sig inom vissa bestämda normer – man kan strunta i en del extrema modenyheter och ändra på en del detaljer för att de bättre skall passa ålder och personlighet, men att helt negligera modetrender kan man inte. Detta eftersom modet även kommer till uttryck i arkitektur, målar- och möbelkonst och alla andra föremål som finns i vår närmaste omgivning.
Klädedräkten skapades ursprungligen för att skydda mot värme eller kyla, och tjänstgjorde först i andra hand som prydnad.
Med modets växlingar kom löften om ett skönhetsideal som människor har kommit att tro på och böja sig för – ett slags modets diktatur. Skönhetsidealen har skiftat genom tiderna, från den yppiga kvinnofiguren på 1500-talet till nutiden slanka linje.
En av de vanligaste tendenserna har varit att överdriva kroppens proportioner – antingen att framhäva eller dölja vissa partier. Exempel på detta är medeltidens putande mage, den överdrivet smala midjan i mitten på 1850-talet och när kvinnor började visa benen, vilket skedde på 1920-talet.
Den mest populära detaljen inom dammodet har varit storleken på urringningen, dekolletaget. Detta var modernt redan på Kreta under 17:e århundradet före Kristus, och återkom sedan på medeltiden, då mer eller mindre hela bysten visades. Bland annat beskrev reformatorn Jan Hus, som brändes i Konstanz 1415, detta mode med dessa ord: De har så djup och vid urringning att vem som helst kan se den mjälla huden på halva bröstet.
Under renässansen, med dess stränga spanska mode, förbjöds dekolletaget, men återkom senare under barocken och rokokon. Under Napoleons tid var det populärt med närapå genomskinliga tyger.

## Historik: Västerlandets modehistoria
Mode har historiskt sett varit ett västerländskt fenomen. Klädskicket i kulturer utanför Europa har i historisk tid inte skiftat utifrån modestilar på samma sätt som i Europa. Kulturer utanför Europa har istället haft en traditionell kulturell klädedräkt, som bibehållit sitt utseende under mycket lång tid och inte har förändrats utifrån modets växlingar. Kulturer utanför Europa började utveckla modeväxlingar när de lade av sig traditionella klädedräkter och började bära moderna kläder under 1800- och 1900-talen. Det råder delade meningar om när modet uppkom i Europa, även om många utpekar 1300-talet som det århundrade när modet uppkom, och var skiljelinjen bör dras mellan en långsam vidareutveckling av en klädedräkt, och modeväxlingar.

### År 500–1100 e.Kr.
Denna tidsperiod karaktäriseras i Västeuropa av en gradvis sammansmältning av den romerska klädedräkten i det Romerska riket med klädedräkten hos de olika germanska folkslag som lade under sig västra Europa under Romerska rikets fall på 400-talet. 
Detta lade grunden för en gradvis mer enhetlig dräkt som med vissa regionala variationer bars i det kristna Västeuropa (nuvarande England, Frankrike, Spanien och Italien) under denna tid.
Materialet till kläder bestod liksom under romartiden normalt av linne till underkläder och kläde till övriga plagg; siden förekom men var mycket dyrt, eftersom det fick importeras från Kina via sidenvägen. 
Färgvalet var begränsat och de flesta bar vitt, grått eller brunt därför att det var tygernas naturliga färger. Linnetyg kunde inte färgas förrän under 1700-talet, endast blekas till att bli helt vitt, något som ofta gjordes av välbärgade personer. Däremot kunde kläde färgas och färgning av tyger gjordes av alla samhällsklasser. Den vanligaste intensiva färgen var rött eftersom det var den enda intensiva färgen som var lätt och billig att framställa, medan de övriga färgerna ofta blev oklara och brunaktiga; utöver rött var olika gula toner de vanligaste. Grönt, blått och svart förekom, men de var svåra och arbetsamma att framställa och fick i praktiken ofta en blandad och urblekt ton, vilket inte ansågs vackert under medeltiden, när starka färger var populära, och ljusa färger betraktades som misslyckade.
Norden och andra områden utanför det kristna Europa bar under denna tid sin egen klädedräkt som först senare influerades av det västeuropeiska modet och som ofta skilde sig från den som bars i det kristna Europa.

#### Dammode

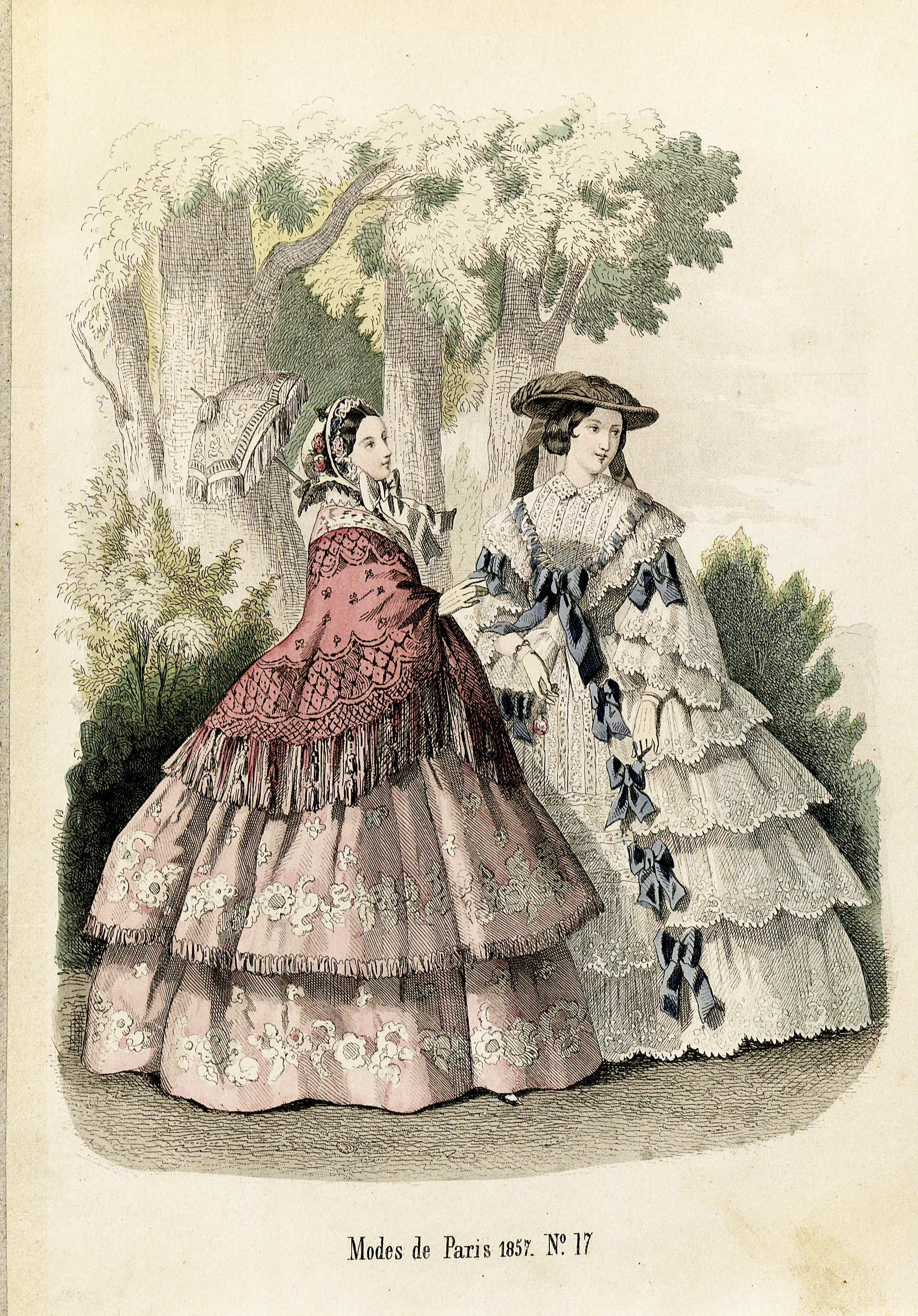
Penelope- Nyaste journal för damer 1857, illustration nr 17

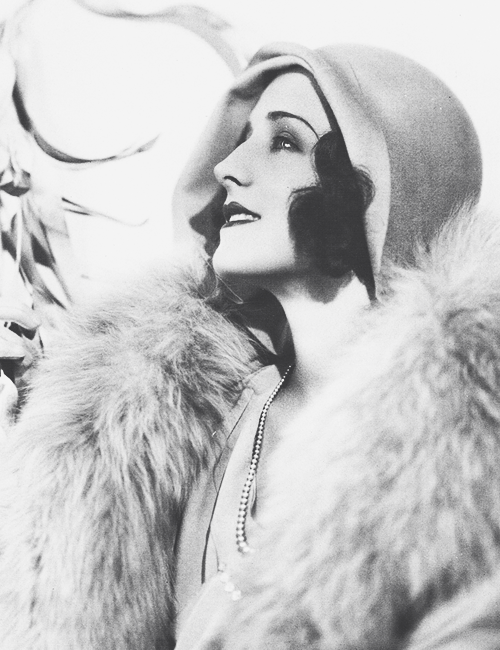
Rh louise shearer

Kvinnor bar en fotsid T-formad tunika med långa ärmar. Initialt fästes denna med broscher över axlarna, men den blev så småningom oftare hopsydd. Över denna kunde bäras en övertunika som var öppen på framsidan, och som fästes med spännen och ett bälte om midjan, men detta överplagg tycks inte ha varit obligatoriskt. Sömmarna och bårderna på plagget dekorerades gärna med band och broderier.
Kvinnor bar förmodligen liksom som män hosor över benen upp till knäna. Som ytterplagg bars en mantel som fästes med ett spänne över axlarna.
Allteftersom kristendomen spred sig över Europa spred sig ett allmänt bruk för gifta kvinnor att täcka håret med slöja. Ogifta kvinnor behövde dock aldrig bära slöja utan kunde fortsatt visa håret.

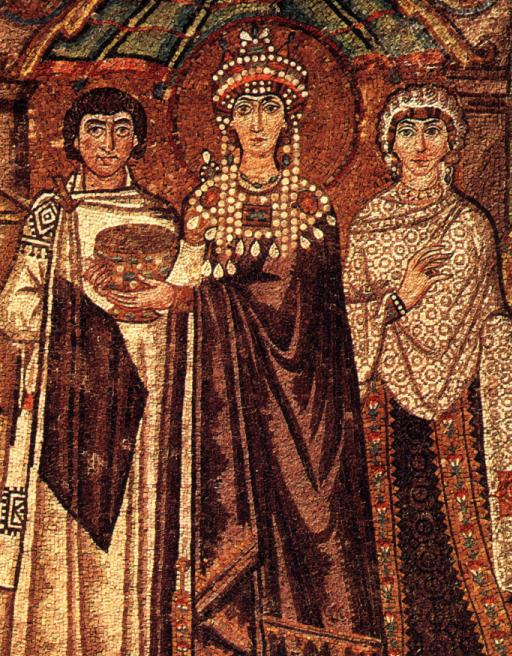
Empress Theodora
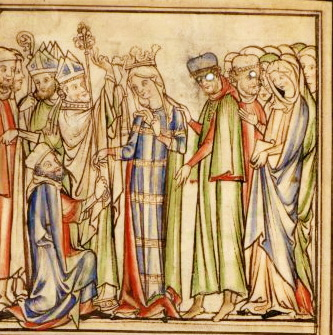
Edward the Confessor Ee.3.59 fol.11v (part2)

#### Herrmode
Män liksom kvinnor bar en T-formad tunika med långa ärmar. Sömmarna och bårderna på plagget dekorerades gärna med band och broderier. Män kunde bära en knäkort tunika, särskilt som bonde, arbetare eller krigare, men en lång tunika signalerade status och bars normalt av män ur den högre klasserna och som högtidsdräkt. Tunikan bars normalt med bälte.
Män bar byxor, antingen bestående av tygremsor som virades runt benen och fästes med läderremmar, eller hosor som drogs upp över knäna. Det finns dock uppgifter om att hopsydda byxor existerade under denna period, och som gradvis tycks ha utvecklats till att bli enbart de senare korta brokarna, som användes som underkläder.
Över tunikan bars manteln, som fästes med en spänne eller brosch över axeln. I mer romerskt influerade områden, som Bysans, draperades manteln ännu långt fram i tiden som en toga. Manteln med huva, som i tusentals år framåt kom att bli ett självklart könsneutralt basplagg, finns belagt för män redan under denna period.

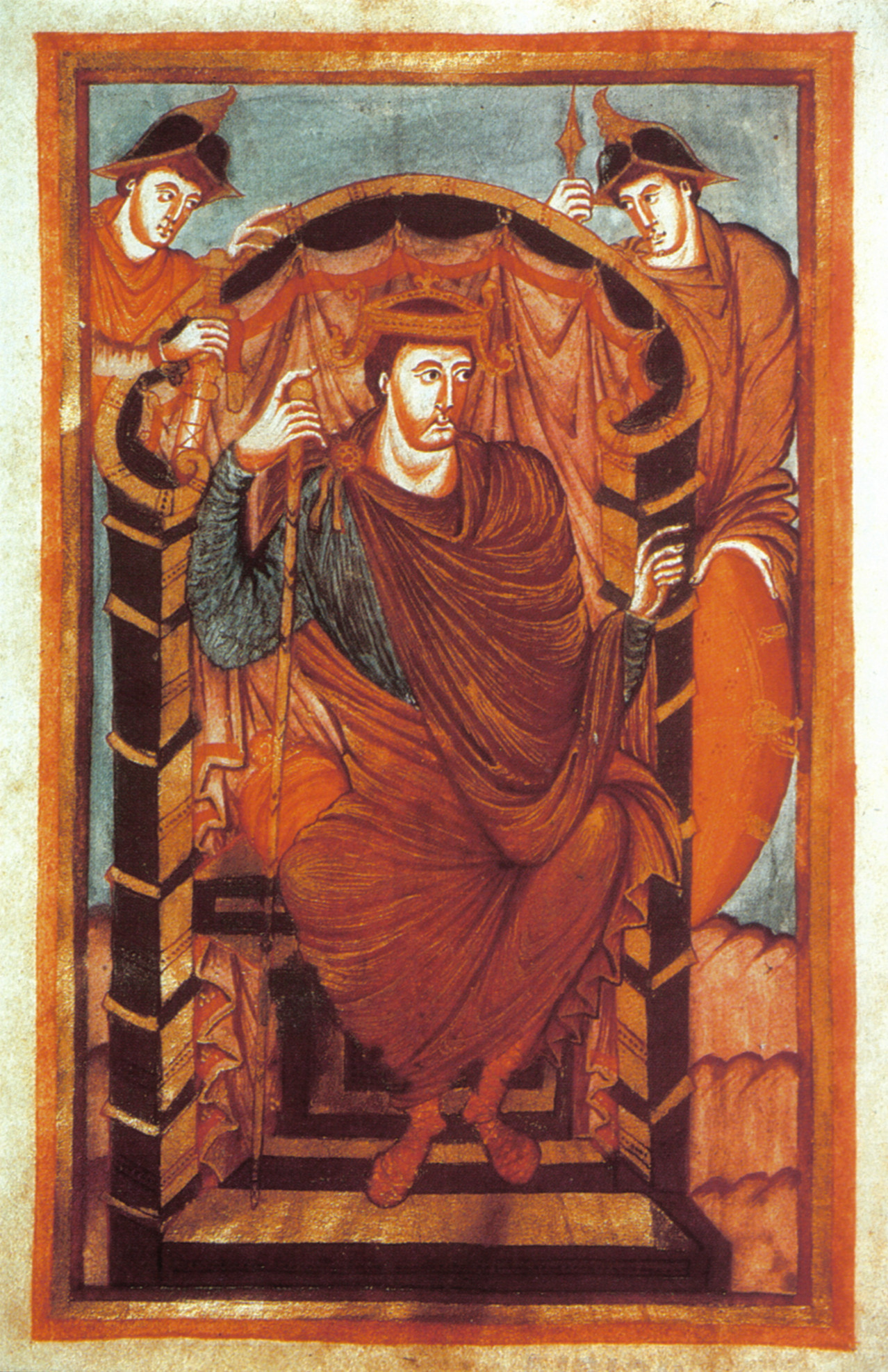
Kung Lothar I, med långärmad T-tunika, byxor bestående av virade tygremsor och en mantel fäst om axlarna med spänne, men draperad som en romersk toga, c. 850.

### 1100-talet
Från 1100-talet började den västeuropeiska dräkten, som hade sett likadan ut sedan romerska rikets fall på 400-talet, långsamt förändras. Män och kvinnor bar likadana kläder: en undertunika (särk) och en övertunika, med den enda skillnaden att kvinnors kläder var längre. Under 1100-talet var dessa figurnära. Tunikan var figurnära i den mening att den skars närmare kroppen, men kläderna var under denna tid inte figursydda utan skars i en rak rektangel, vilket innebar att de trots att de var snäva, ändå inte följde figuren utan snarare hade en tubform.
Underkläderna var alltid av linne, och "linnekläder" var därför en synonym för underkläder, medan överkläderna ofta var av kläde: dyrbara tyger som siden var ytterst sällsynta importvaror under 1100-talet.

#### Dammode
Under 1100-talet var kvinnors och mäns kläder i grunden likadana. Även kvinnor bar en kortare linnetunika med långa snäva ärmar under en längre och vidare övertunika. Kvinnors undertunika kallades chemise, och deras övertunika kirtle (kjortel) eller bliaut. Tunikan var figurnära i den mening att den skars närmare kroppen, men kläderna var under denna tid inte figursydda utan skars helt raka, vilket innebar att de trots att de var snäva, ändå inte följde figuren utan snarare hade en tubform. 
Medan mäns övertunika kunde vara både lång och kort, var kvinnors alltid långa. Liksom för män blev dessa kläder mer figurnära under 1100-talet, och bars ofta med bälte. Kjorteln var det huvudsakliga klädesplagget, och i det fall den var lång skilde den sig inte åt mellan män och kvinnor utom ifråga om storlek.
Både män och kvinnor bar mantel, ofta en med huva, över sina två tunikor. 
Kvinnor täckte över sitt hår med slöja (dok) så fort de gifte sig (det kallades därför också "frudok" eller "hustrulin"). Under 1100-talet började de också täcka över halsen. Ogifta kvinnor kunde däremot visa håret. Under 1100-talet bar kvinnor håret i många långa hängande flätor, ofta med hjälp av löshår.

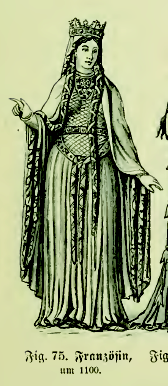
1100-talets typiska figurnära övertunika (bliaut) med bälte under en mantel, och långa hängande löshårsflätor.
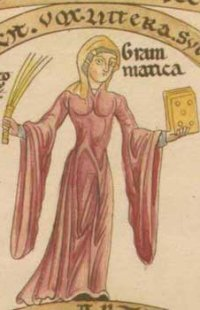
1100-talet typiska figurnära bliaut med hängande ärmar, här buren av en kvinna.

#### Herrmode
Män bar brokar (braies) av linne om könsdelar och bak, och nedanför dessa benkläder (hosor eller chausse), som fästes vid knäna; de hölls alla uppe av ett bälte. På överkroppen bars en kortare linnetunika med långa snäva ärmar innerst, och en övertunika (cote, cotte eller kjortel) med vidare ärmar, fästad med bälte om midjan.  
Övertunikan (bliaute) kunde vara knäkort eller räcka ned till anklarna: arbetare bar den korta modellen, medan den långa ansågs finare, utom i krigsdräkt. Under 1100-talet blev kläderna plötsligt mer figurnära än de varit tidigare, vilket var en första antydan om en modeväxling. Tunikan var figurnära i den mening att den skars närmare kroppen, men kläderna var under denna tid inte figursydda utan skars helt raka, vilket innebar att de trots att de var snäva, ändå inte följde figuren utan snarare hade en tubform.
Ytterkläderna bestod av manteln, som fästes över den högra axeln. Utöver mantelns huva uppkom en ny huvudbonad, coif, som efter detta bars i flera sekel av både män och kvinnor. 
Under 1100-talet började riddare bära en vid ärmlös tunika (surcote) över sin rustning för att skydda metallen från solen. Under rustningen började de bära en typ av vadderat livplagg kallad gambeson eller doublet.  
1100-talets man skulle gärna vara kortklippt och slätrakad. 

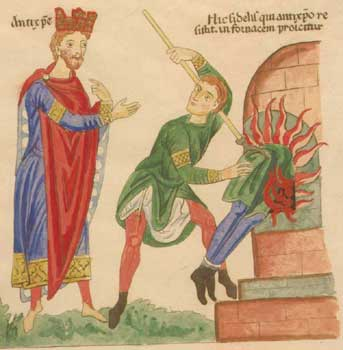
Röd mantel buren fäst över axeln över en blå tunika. Grön tunika uppfäst över hosorna.
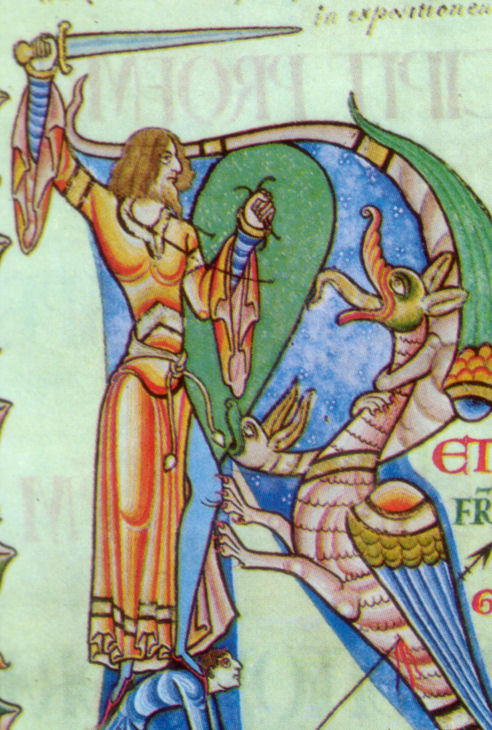
1100-talet typiska figurnära bliaut med hängande ärmar, här buren av en man.

### 1200-talet
1200-talets mode skilde sig från 1100-talet huvudsakligen genom att kläderna nu skulle vara vida istället för figurnära. Eftersom klädedräkten då var mycket vid bars den gärna med ett bälte om midjan. 
Både män och kvinnor bar en långärmad och fotsid kjortel (tunika) av över en linnesärk. Kjorteln var liksom förr sydd med raka sömmar och såg likadant ut för både kvinnor och män. 
Både män och kvinnor bar hosor om benen. Männen bar dock brokar om könsdelarna, som hosorna kunde fästas vid, medan det inte finns några uppgifter om att kvinnor bar brokar, och deras hosor istället knöts fast vid knäna. Som överplagg bars den könsneutrala manteln. 
Både män och kvinnor skulle ha stort, långt och lockigt hår. Män liksom ogifta kvinnor kunde bära coif som huvudbonad, medan gifta kvinnor bar slöja och haklin (ett band som drogs över halsen och fästes under en slöja eller mössa).
Liksom tidigare var tyget till kläder som regel linne för de inre plaggen, och kläde för de yttre. Under 1200-talet började en viss sidentillverkning uppkomma i Europa, och siden blev därför något mer tillgängligt än förr, när det hade fått importeras från Kina via Sidenvägen. 
Liksom tidigare kunde kläde eller siden färgas av de som ville klä sig i andra färger än grått, vitt eller brunt. Färgning av kläder kunde ske med billiga eller dyra metoder och fick därför olika resultat i olika samhällsklasser; intensiva och klara färger, som var svårare och därmed dyrare att åstadkomma, bars av överklassen och hade därför högre status än blekare och mer blandade färger. De vanligaste färgerna var liksom tidigare rött och olika gula och brungröna toner, eftersom de var lättast att åstadkomma, men under 1200-talet blev intensivt klarblått den mest moderna färgen. Den var svår att åstadkomma och blev därför en modefärg för eliten, och det franska kungahuset antog den som sin heraldiska färg.

#### Dammode
Kvinnor bar en långärmad tunika (cotte eller kjortel) över en linnesärk. Över tunikan bars en surkot, det vida ärmlösa överplagg som männen började bära över rustningen på 1100-talet, och som började bäras som vardagsplagg av både män och kvinnor, ofta i kontrasterande färg.
Till skillnad från män var kvinnor helt nakna under kjolarna, men även de bar hosor över benen, som i deras fall knöts fast över knäna. 
Denna klädsel skilde sig inte mycket åt mellan män och kvinnor, vilket förklarar varför män och kvinnor ofta kunde testamentera sina kläder till varandra och utan problem kunde bära varandras kläder.
En potentiell könsskillnad var kjortelns längd: medan kvinnor alltid hade en lång tunika, kunde män ibland ha en knäkort, men korta manstunikor användes som regel bara som arbetskläder. Tunikan skulle till skillnad från 1100-talet inte vara figurnära utan så lång och vid att den föll ihop i skrynklor över golvet nere vid fötterna.
Under 1200-talet bar gifta kvinnor ur överklassen ibland en annan huvudbonad än dok. Det blev modernt att vira ett linneband om hakan och fästad ovanpå huvudet: denna kunde hålla ett hårnät (barbette) på plats över bakhuvudet, eller en linneklädnad formad som en krona (fillet).   

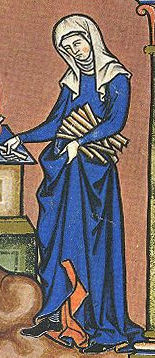
En lång lös blå övetunika, och ett vitt hustrudok, som täcker både huvud och hals.
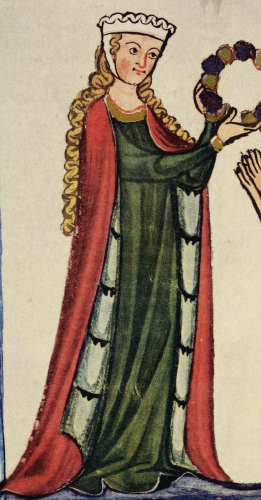
Den typiska stilen 1200–1330: en vid veckad övertunika, så lång att den veckar sig på marken, under en mantel. Ett lin virat om huvud och haka under en linnekrona (fillet). En ogift kvinna bär håret utsläppt, medan en gift kvinna hade burit det i knut under ett hårnät, eller helt täckt.
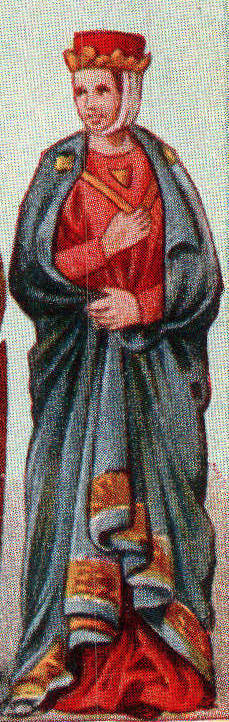
1200-talets vida mode. Blå mantel över veckad röd kjortel. Vitt hustrulin under tygkrona av ståltråd.

#### Herrmode
Män bar liksom kvinnor en långärmad tunika (cotte eller kjortel) över en linnesärk. Över tunikan bars en surkot, det vida ärmlösa överplagg som männen började bära över rustningen på 1100-talet, och som började bäras som vardagsplagg av både män och kvinnor, ofta i kontrasterande färg. På underkroppen bars brokar över könsdelarna och över benen hosor, som gärna hakades fast vid brokarna. 
Denna klädsel skilde sig inte mycket åt mellan män och kvinnor, vilket förklarar varför män och kvinnor ofta kunde testamentera sina kläder till varandra och utan problem kunde bära varandras kläder.
En potentiell könsskillnad var längden: medan kvinnor alltid hade en lång tunika, kunde män ibland ha en knäkort, men att bära fotsid tunika var mycket vanligt för män. Män bar kort tunika främst om de hade ett kroppsarbete som gjorde en lång sådan opraktisk, och lång tunika var därför ett statusplagg. Den skulle gärna vara för lång, så den skrynklade ihop sig i en hög runt fötterna. 
Ett populärt ytterplagg var en cyclas, ett plagg som täckte axlarna med hål för huvudet, som ofta hade en huva. Över den bars mantel. Coifen var en vanlig huvudbonad. 
Under 1200-talet hade män liksom kvinnor långt, lockigt och blont hår (dock halvlångt snarare än hellångt), gärna i pagelängd. Skägg bars endast av äldre män. 

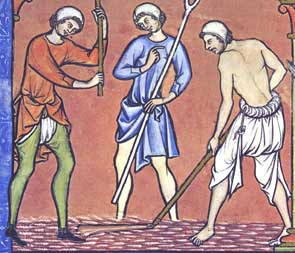
Röd kjortel över gröna hosor och vita brokar eller braies. Blå kjortel. Den tredje mannen bär enbart underkläder: de vita brokarna. Alla bär coif som huvudbonad.
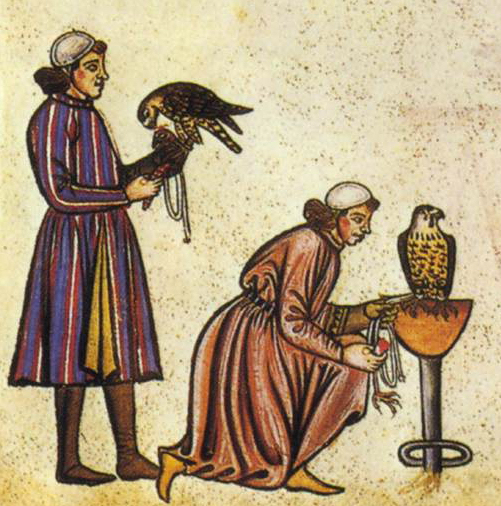
Män i 1200-talets vida kjortel över hosorna och coif på huvudet.
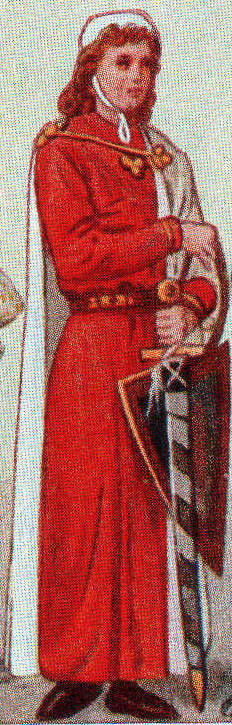
1200-talets vida övertunika, med mantel.

### 1300-talet
1300-talet var ett århundrade då modet undergick en revolutionerande förändring. Omkring 1330 gick klädedräkten, som under medeltiden i stort sett bestått av olika variationer av könsneutrala tunikor, till en snäv dräkt som avslöjade kroppens konturer och underströk de fysiska skillnaderna mellan könen. Från denna tid och framåt började modet dessutom genomgå allt snabbare modeväxlingar. 1300-talet har därför av vissa forskare utpekats som det århundrade när modet i modern mening uppkom. 
1300-talet var det århundrade när mans- och kvinnokläder i praktiken började se olika ut. Mitten av 1300-talet var den tidpunkt i modehistorien, där män och kvinnor hade fått en könsspecifik silhuett som sedan skulle råda i flera sekel: män i korta livplagg och synliga benkläder, och kvinnor i klänning med figurnära liv och vid kjol. Den könsneutrala tunikan blev kort för män, och fick ett figursytt liv och utställd kjol och förvandlades till en klänning för kvinnor. Skräddarkonsten blev mer avancerad, och de nya snäva kroppsnära plaggen började sys med midjesömmar, bli figursydda och fästas med snörning och knappar istället för att dras över huvudet. En karaktäristisk detalj för 1300-talet var att kläder började skäras i mönster, så som i tungor och spetsar, och att man började sy ihop plagg av olika färger, som till exempel en tröja som blev hälften svart och hälften vit.
Som tidigare användes linne (ofta hemproducerat) eller kläde (vars produktionscentrum var Flandern) allmänt som material till kläder, men detta var en tid när siden, sammet och andra dyrbara tyger blev allt vanligare. De mest populära (och helt könsneutrala) färgerna under 1300-talet var rött, brunt (violett) och blått: ju klarare och intensiv färg, dess mer exklusiv var den, medan billig blåfärg var mattare än den intensiva blå som användes av eliten. Mönstrade tyger också blev vanligare.  
Omkring år 1300 har man tillräckligt mycket dokumentation om förhållandena i Skandinavien för att kunna fastställa att människorna i Norge och Sverige klädde sig likadant som människorna i övriga Västeuropa, och följde västeuropeiskt mode.

#### Dammode
Kvinnor bar fortfarande den tidigare standarddräkten: över sin undertunika (chemise eller särk) bar de en fotsid övertunika (cotte, kirtle eller kjortel), med snäva ärmar och ett veckrikt ärmlöst överplagg (surkot).  
Omkring 1340 blev övertunikan figursydd och dess kjol vidare genom midjesöm och kilformade tygstycken i sömmarna, och man började knäppa och snöra klänningen snarare än att dra det över huvudet. 
Detta innebär att den tidigare könsneutrala tunikan fick en vid "kjol" och ett figurnära "liv" och förvandlades till en klänning, vilket innebär att mäns och kvinnors kläder i fortsättningen såg olika ut. 
Över klänningen bars en överklänning. Den vanliga överklänningen var den ärmlösa surkoten. I mitten av 1300-talet blev ärmhålen till den ärmlösa surkoten vidare och dess liv smalare så den öppnade sig in mot klänningen och visade kvinnans figur i den figurnära klänningen, något som fick kyrkan att kalla detta mode för "helvetesfönster". Även urringningar blev moderna vid denna tid. 
Även fortsatt gällde oftast regeln att gifta kvinnor täckte håret, oftast med en slöja, men huvudbonaderna blev under denna tid alltmer fantasifulla, draperade och uppbyggda runt ansiktet med järntrådar i olika former, och mycket hår visades i själva verket fram i olika flätade frisyrer.

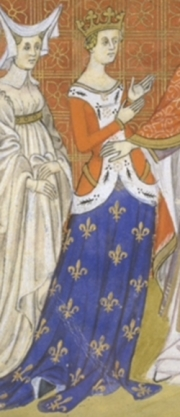
En ärmlös, pälsbrämad blå surkotklänning med vida ärmhål ("helvetesfönster") som avslöjar den snäva rödbruna kjortel-underklänningen. Typisk 1330–1400.
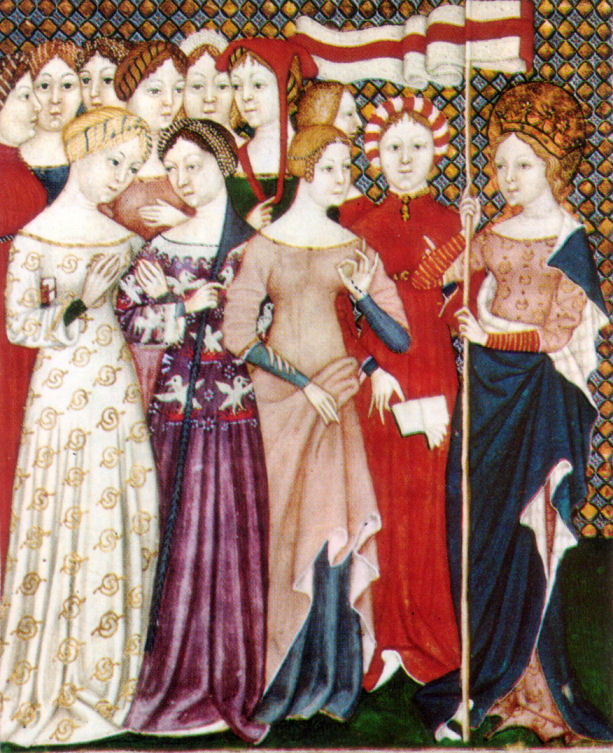
1300-talets mönstrade och färgrika mode: tunikan sys med midjesöm och utsvängd kjol och blev därmed en figursydd klänning.
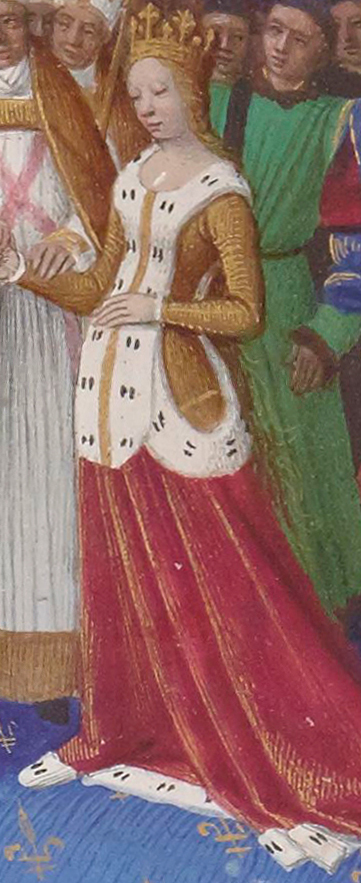
Pälsbrämad röd surkotklänning med helvetesfönster över gul kjortel.

#### Herrmode
Mäns klädedräkt genomgick en revolution vid mitten av 1300-talet. Omkring 1300 bar män fortfarande den gamla standarddräkten: en lång övertunika (kirtle) över en innertunika (linnesärk), och på underkroppen lösa knälånga braies (brokar) om könet, och separata hosor om benen fastbundna med samma bälte som höll brokarna uppe; hosorna hade ofta lädersulor, och behövde därmed inte bäras med skor.
Omkring 1330-talet ändrades dock denna dräkt vid samma tid som kvinnors, och blev snävare, kortare och mer könsspecifik. Tunikan kortades av tills den förvandlades till en skjorta. Över denna bars en tröja (en doublet, pourpoint, jaqueta eller jubón), som även den endast räckte till midjan. Både den figurnära hosorna och den vadderade tröjan hade tidigare endast burits som underkläder män under rustningen.    
Att mäns tunikor inte längre räckte över midjan innebar att de nu hade gått över från att vara tunikor till att bli skjorta och tröja, och därmed definitivt skilde sig från kvinnors tunikor, som vid samma tid hade utvecklats till att bli klänningar. 
Att männens tunikor hade kortats av till midjelängd innebar också att brokarna blev mer figurnära och förvandlades till kalsonger. Hosorna blev längre alltmedan skjortan blev kortare: till slut nådde till höfterna, och syddes ihop över bakdelen: de syddes dock inte ihop på framsidan, vilket innebar att männens könsdelar endast täcktes av brokarnas linnetyg när skjortorna kortades av, något som ledde uppkomsten av blygdkapseln, som fästes över könet. 
Männens nya snäva mode med snäva benkläder och blygdkapsel som framhävde ben och bak och könsdelar blev vid denna tid kritiserat av kyrkan som osedligt, likt kvinnors alltmer figursydda och urringade klänningar. 

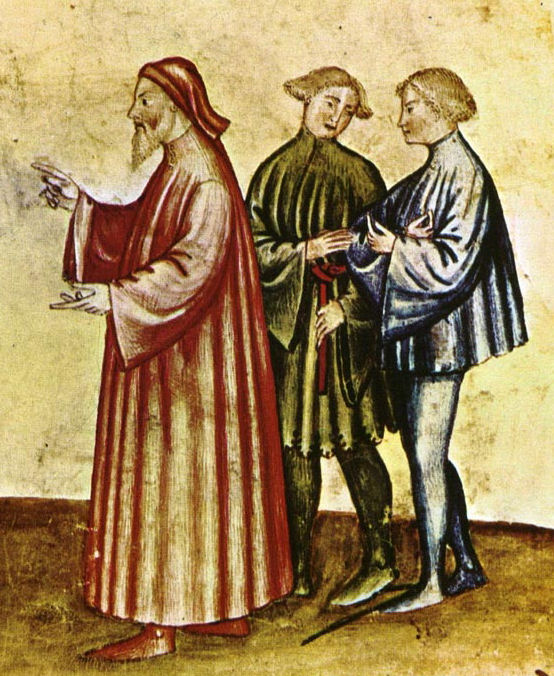
Houppelande, jacka, i olika längd, över hosor.
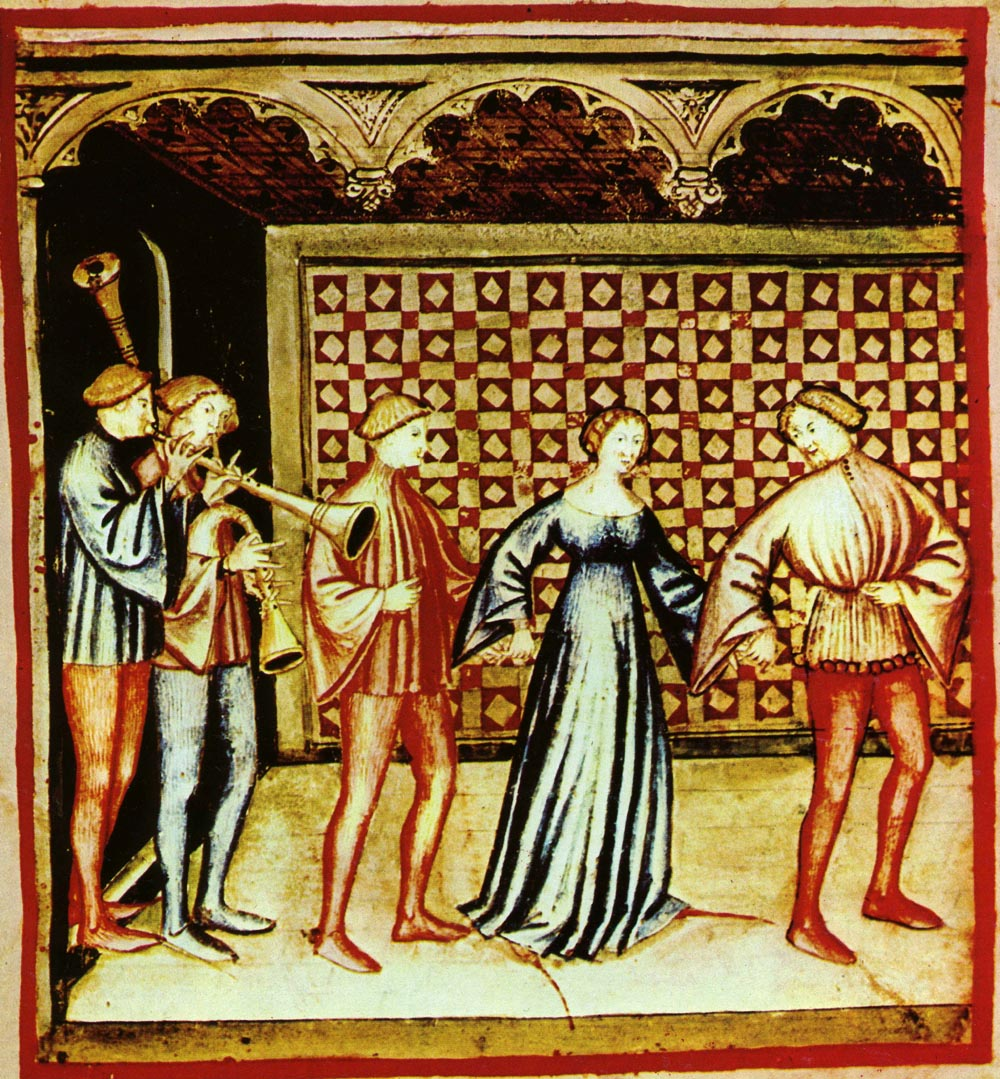
Män i korta Houppelande-jackor över snäva hosor, dansar med en kvinna i underklänning.
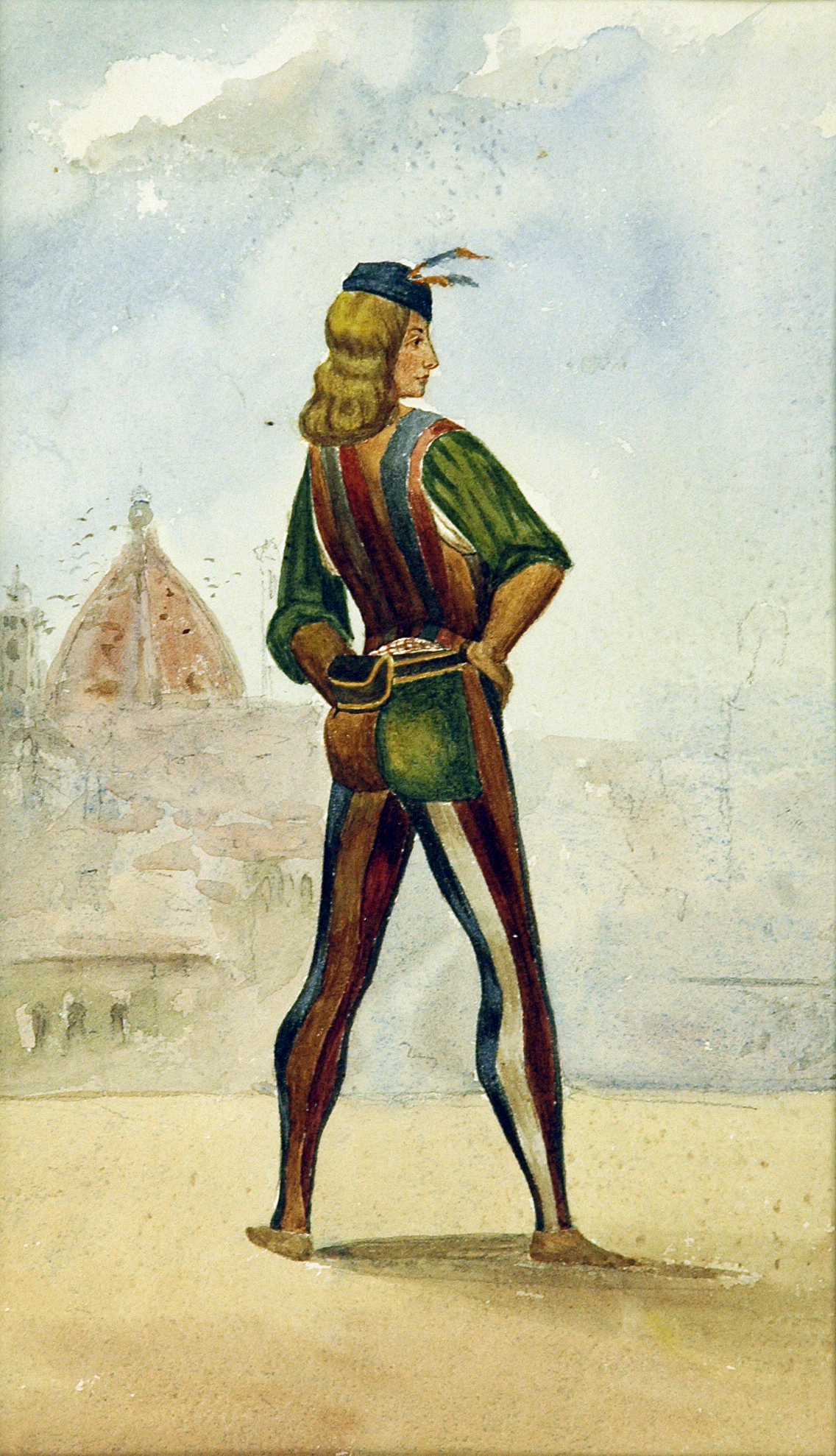
Man i enbart snäv doublet-tröja och snäva hosor.
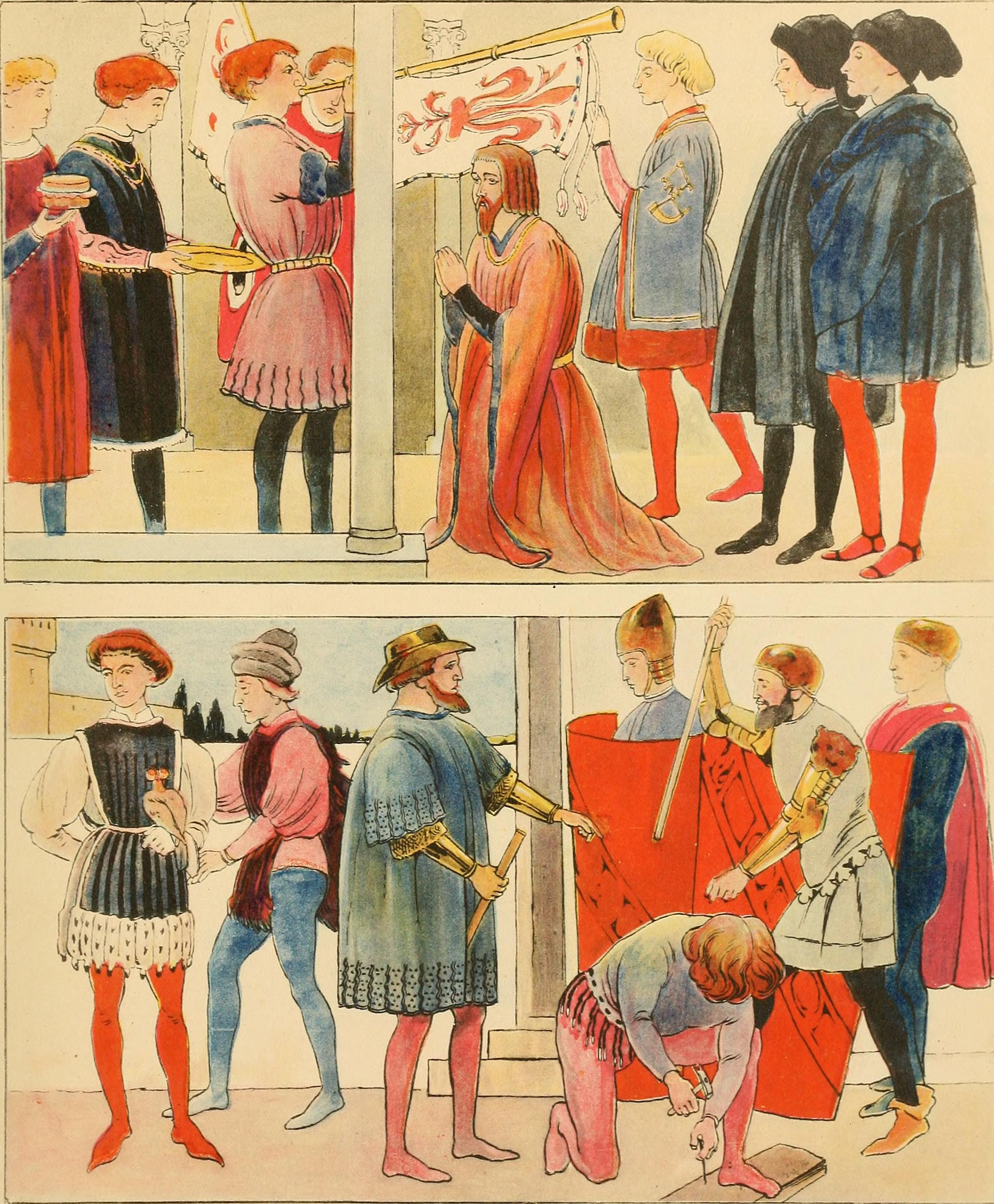
Geschichte des Kostüms (1905) (14784054182)

### 1400-talet: Renässansen
Inspirationen kom under 1400-talet främst från Renässansens Italien och Burgund (Östra Frankrike och Belgien-Nederländerna): det var vid denna tid en annan typ av hovkultur spred sig från Italien och via Burgund till resten av Europas hov, med offentlig representation som en viktig del, där kläder spelade en viktig roll. Under 1400-talet inkom en reaktion mot 1300-talets snäva mode, som byttes ut mot ett mer veckrikt mode. 
De populära färgerna under 1400-talet var grönt och svart vid sidan av den oföränderligt populära rödfärgen, och mönstrade och broderade brokadtyger, sammet och brodyr med guld- och silvertråd. 

#### Dammode
Över linnesärken bar kvinnor en figurnära underklänning (kirtle, kjortel), och över denna en överklänning. 
Underklänningen fortsatte under 1400-talet den tidigare utvecklingen med en allt vidare kjol och snävare liv, något som åstadkoms genom kilar och snörning i livet: denna klänning kunde bäras utan överklänning, som vardagsplagg. 
Över denna bars en övre klänning. 1300-talets figurnära surkotklänning avlöstes omkring 1400 av en lång, vid, veckrik houppelande. Den typiska klänningen var en långärmad houppelande, med en V-ringing djup nog att visa underklänningens kontrasterande färg, som knöts ihop med ett skärp strax under bysten, och gärna hade släp.  
En stor mängd fantasifulla huvudbonader bars av kvinnor under 1400-talet. Genomskinliga slöjor draperades med hjälp av järntrådar i olika fantasifulla former kring de flätade frisyrerna: det mest kända av dessa blev de berömda struthattarna, s.k. "hennins" från Burgund, upplevde sin storhetstid ca 1450–1490. 
Utanför överklassen bar gifta kvinnor fortfarande frudok av samma slag som förut, dock började det förekomma mössor istället för dok och slöjor. I renässansens Italien blev det accepterat för gifta kvinnor att visa sig barhuvade, något som tidigare enbart hade varit accepterat för ogifta kvinnor.

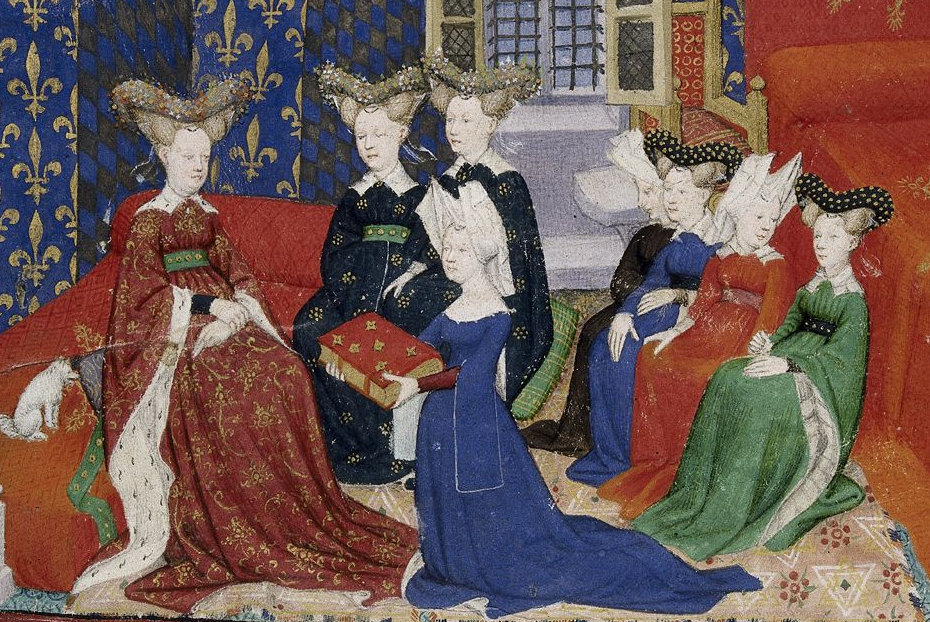
1410-talet. Vida överklänningar var nu igen modernt. Fantasifulla huvudbonader (hennin) i olika former.
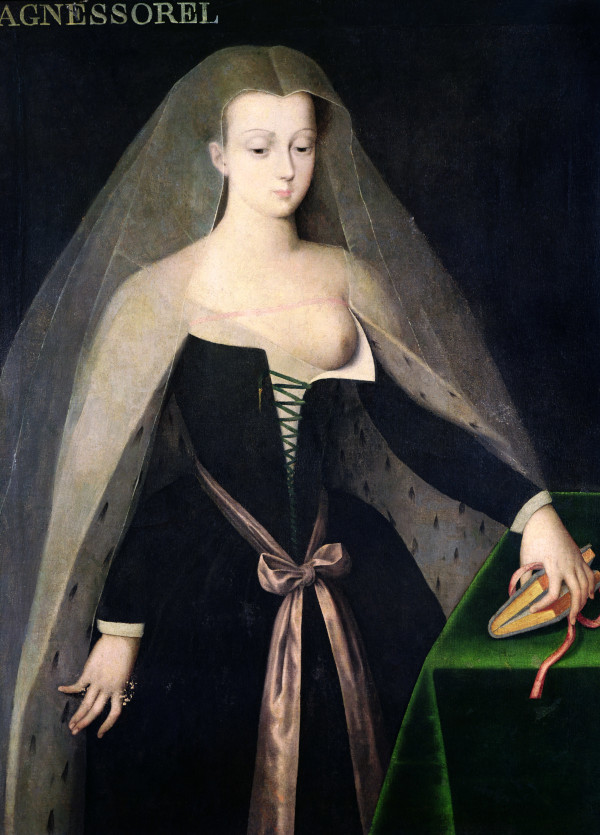
Agnès Sorel, samtida porträtt tillskrivet Jean Fouquet. Hon bär endast sin svarta underklänning över särken.
Den typiska 1400-talsklänningen. En vid, röd, långärmad houppelande fastknuten med skärp under bysten, med en v-ringning som avslöjar den snäva svarta underklänningen och innerst den vita särken.
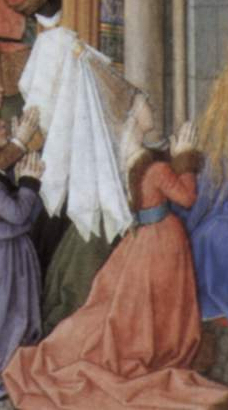
1400-talets berömda huvudbonad: en hennin.

#### Herrmode
Män bar innerst en linneskjorta, som under 1400-talet hade blivit vid och veckrik, över snäva linnekalsonger (brokar). Hosorna hade på 1400-talet definitivt blivit hoppsydda över baken, medan könet framtill täcktes av en fullt utvecklad blygdkapsel. Över skjortan bars en tättsittande midjekort jacka (doublet), sydd med vida axlar och skört: den sågs inte som ett ytterplagg utan bars för att vara fullt påklädd, då skjortan under denna fortfarande sågs som underkläder. 
Över den snäva jackan kunde bäras ett överplagg i form av en tabard eller en kort eller fotsid houppelande.  
1400-talet var den tidsperiod män började bära hatt och modern mening, och Chaperon (huvudbonad) utgjorde den mest populära modellen. 
Kostbara tyger, dyrbara smycken, gyllene klockor och bjällror hörde till "vardagsklädseln". En karakteristisk detalj var de slanka och spetsiga formerna, i såväl huvudbonader som kläder och skor. Furstar och prinsar fick ha skospetsar som var två och en halv gånger fotlängden, rikt folk en gång fotlängden och vanligt folk en halv gång fotens längd. Härifrån kommer talesättet "att leva på stor fot". En annan detalj var mi-parti, vilket innebar att plagget delades i två olikfärgade hälfter. Detta utvecklades vidare till att plaggets högra och vänstra sida kunde vara olikt skuret, till exempel kunde högra ärmen vara vid, och den vänstra smal. Bland modeförebilderna återfanns Karl den djärve; hans klädsel beskrevs av samtida som "mycket prunkande och något överdriven". 

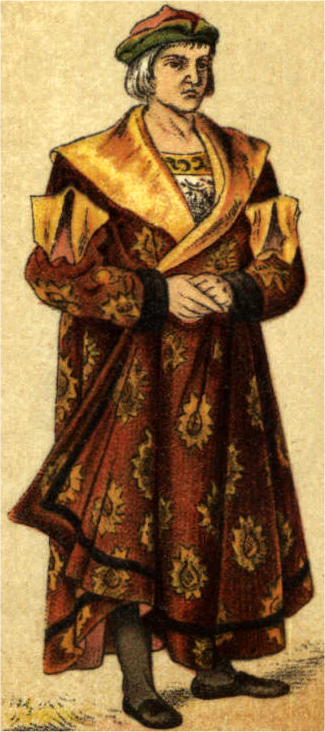
Dräkt, Tysk storborgare, Nordisk familjebok.
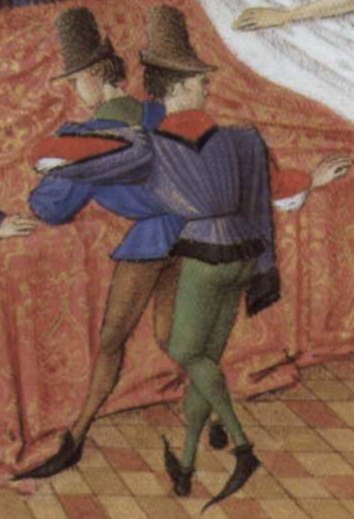
Korta doublet-jackor över snäva hosor som nu blivit hopsydda över bakdelen. Hattar har nu börjat bäras. De typiska spetsiga skorna.
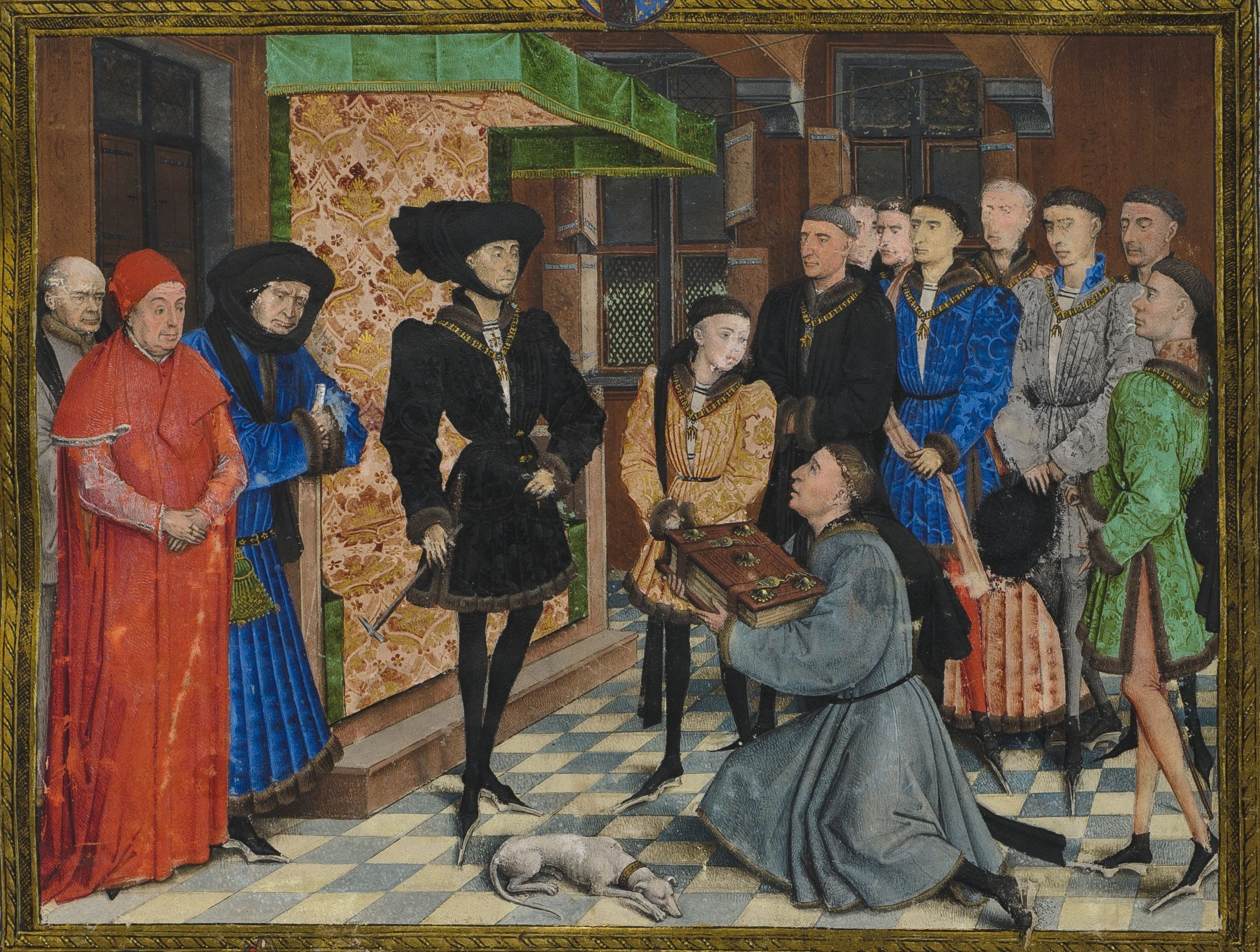
Typiskt 1400-talet, med veckade jackor över snäva hosor.
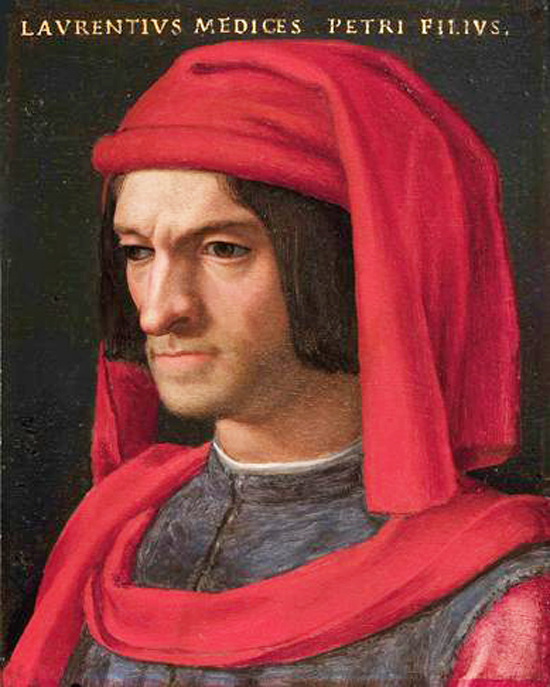
Lorenzo de Medici.
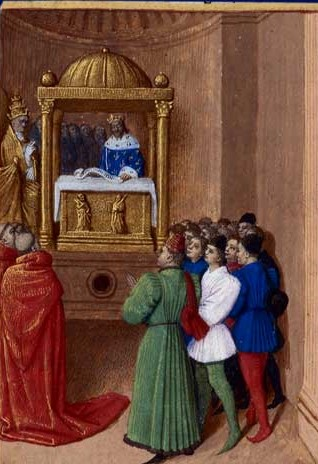
Män bär houppelande i olika längd över sina snäva hosor med spetsiga isydda sulor.

### 1500-talet: Renässansen
1500-talet var en period när man tydligare kunde observera olika nationella moderiktningar. Under första hälften av 1500-talet delades modet in i tyskt mode, spanskt mode, italienskt mode och franskt mode. Under andra hälften av 1500-talet blev däremot det spanska modet modernt i hela Europa, om än med vissa modifikationer: i England bars till exempel den franska versionen av det spanska modet. 1500-talets mode delas därför modehistoriskt in i den tyska-italienska perioden 1500–1550, och i den spanska perioden 1550–1600. I de nordiska länderna, Danmark-Norge och Sverige (med Finland), följde man det tyska modet 1500–1550, och den tyska versionen av det spanska modet 1550–1600. 
Modet 1500–1550 var färgstarkt, och rött, gult, purpur, grönt och rosa var populära färger. Det tyska modet karaktäriserades av slitsarna som lät underklädernas linnetyg pösa ut ur ärmar, tröjor och knäbyxor, och baretter med plymer. 

#### Spanska modet
Under renässansen kom också det spanska modet, som nådde sin höjdpunkt under Filip II av Spanien. Det var ett strängt mode, med styva, obekväma kläder och kvarnstenskrage alternativt spetsprydd pipkrage. Inom det spanska modet liknade mannens och kvinnans dräkt varandra på överkroppen och skilde sig bara under midjan; midjan var hårt åtsnörd, ärmarna var långa och hårt stoppade för båda könen. Under midjan tillkom för kvinnans del vida skört över den första, trumformade krinolinen, vertugallen, och för mannens del hårt stoppade och stela knäbyxor. Andra detaljer var kläder av broderat tyg med ärmar av avvikande material samt spetsmanschetter. Kvinnans hår syntes nu för första gången helt och hållet, under endast en liten hätta som nästan bara var en hårprydnad; det skulle vara högt uppsatt, och peruker var vanliga. Mestadels hade man obetäckt huvud; det blev modernt med hög panna, och kvinnorna flätade in pärlor i frisyren. Färgerna var ofta mörka, förutom vid det engelska hovet. 
Under midjan tillkom för kvinnans del vida skört över den första, trumformade krinolinen, vertugallen, och för mannens del hårt stoppade och stela knäbyxor. Andra detaljer var kläder av broderat tyg med ärmar av avvikande material samt spetsmanschetter. Mannens hår kunde vara både kortklippt och axellångt. Kvinnans hår syntes nu för första gången helt och hållet, under endast en liten hätta som nästan bara var en hårprydnad; det skulle vara högt uppsatt, och peruker var vanliga. Mestadels hade man obetäckt huvud; det blev modernt med hög panna, och kvinnorna flätade in pärlor i frisyren. 
Under den spanska modeperioden 1550–1600 var svart den i särklass mest populära basfärgen, medan andra färger - som brunt, lila och rött - var undantag från regeln. Ett undantag var det engelska hovet, som var känt för att bära det spanska modet i ljusa färger.  
Den svarta färgen användes för att fästa uppmärksamheten på andra saker. Under renässansen kom egenskaper som bildning, kunskap om konst och etikett att bli de egenskaper som signalerade status, och den svarta färgen skulle signalera att man inte behövde använda färger för att distrahera någon från personliga kvaliteter och talanger.  
Den svarta färgen kom, enligt samma resonemang, att användas av det holländska borgerskapet för att signalera egenskaperna respektabilitet och fromhet, som skilde borgerskapet från vad man uppfattade som den primitiva bondebefolkningen och den omoraliska adeln, och färgen svart kom från denna tid och framåt också att bli det "respektabla borgerskapets" färg i hela Europa.

#### Dammode

##### 1500–1550
Kvinnors baskläder bestod fortsatt av tre lager: en linnesärk, en underklänning (kjortel eller gamurran), och en överklänning. Dessa såg dock olika ut eftersom modet under denna period blev präglat av nationella skillnader. Denna tid innebar en brytningstid eftersom det var mot slutet av denna tid som (överklänningens) liv och kjol separerades och började tas på separat, eftersom modet dikterade ett allt mer åtsittande liv och allt vidare kjolar, som med den tidens skräddarkonst var svårt att åstadkomma i ett sammanhängande plagg. 
Det tyska modet behöll den gotiska 1400-talsklänningens höga midja, med skärp under bysten. Det tyska modet karaktäriserades framför allt av sina slitsar, då de övre plaggen slitsades för att låta vitt linne och färgat foder tränga ut ur hålen. Mansdräktens ärmar, väst och doublet kunde alla slitsas upp; ett berömt exempel är också att byxorna slitsades (pluderhosor). I kvinnors fall är det främst ärmarna som är slitsade.
En populär huvudbonad var Wulsthaube, en stoppad rulle under en mössa, men även kvinnor kunde bära de baretter eller vidbrättade hattar som män bar. Ogifta kvinnor visade gärna håret lockat och utsläppt under en liten hatt, medan gifta kvinnor bar det under en mössa.
Kvinnor kunde även bära de vida ärmlösa kappor eller mantlar som män bar. 
Det italienska modet låg nära det tyska. De italienska klänningarna hade initialt hög midja som de tyska, men fick snart en lägre midja, och en bred fyrkantig urringning, likt de franska och engelska. Italienska klänningar hade dock en sluten kjol och öppnade sig inte över en underkjol. De hade ofta slitsar i de vida puffärmarna, som de tyska klänningarna. I Italien visade både gifta och ogifta kvinnor håret. 
Den franska och engelska överklänningen hade cirka 1530 ett långt, figurnära liv format som en kon, med en fyrkantig ringning som kunde täckas över med en bröstlapp (partlett). Livet blev alltmer figurnära och åtsittande, och till slut syddes det med stöd i för att forma midjan. 
De löstagbara ärmarna var trumpetformade och sattes fast ovanpå underklänningens ärmar, som också blev vidare och fick manschetter: den praktfulla underärmen var ofta i själva verket löstagbar.    
Överklänningens kjol öppnade sig över underklänningens kjol, som ofta hade en praktfull triangulär isättning (forepart) av ett dyrbart broderat tyg. 
Under kjolen bar man en trumpetformad vertugall för att bättre visa upp isättningen. 
Man bar en hätta med slöja, men håret tilläts synas på framsidan. Slöjan sattes fast på hättans baksida. I England bars en så kallad gable hood eller gavelhätta, och i Frankrike en bindmössa, som satt på bakhuvudet och visade mer av håret. 

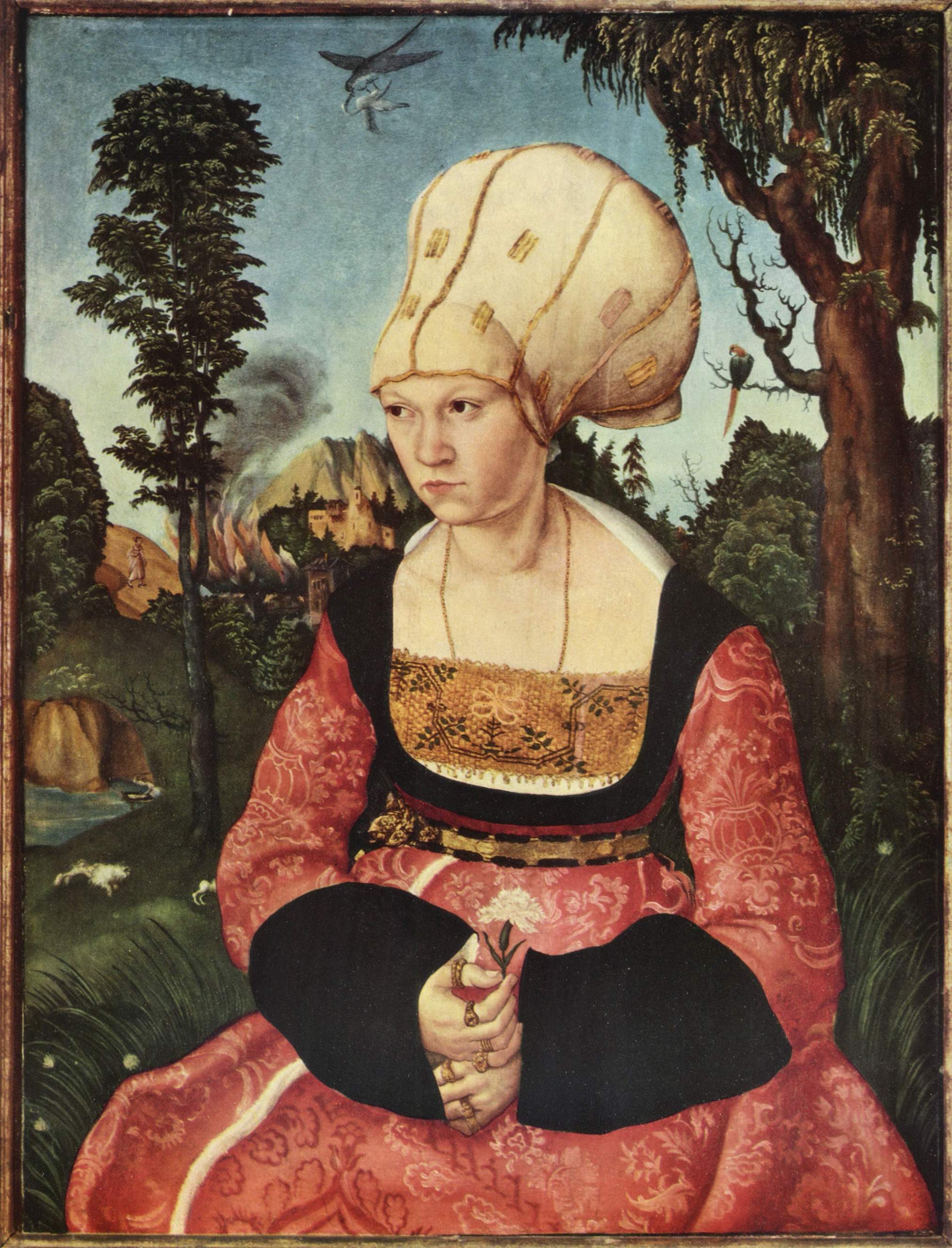
Tysk klänning: 1400-talsmodell med högt skärp och urringning öppen över underklänningens tyg. Huvudbonad: den typiska Wultshaube med en rulle under mössan.
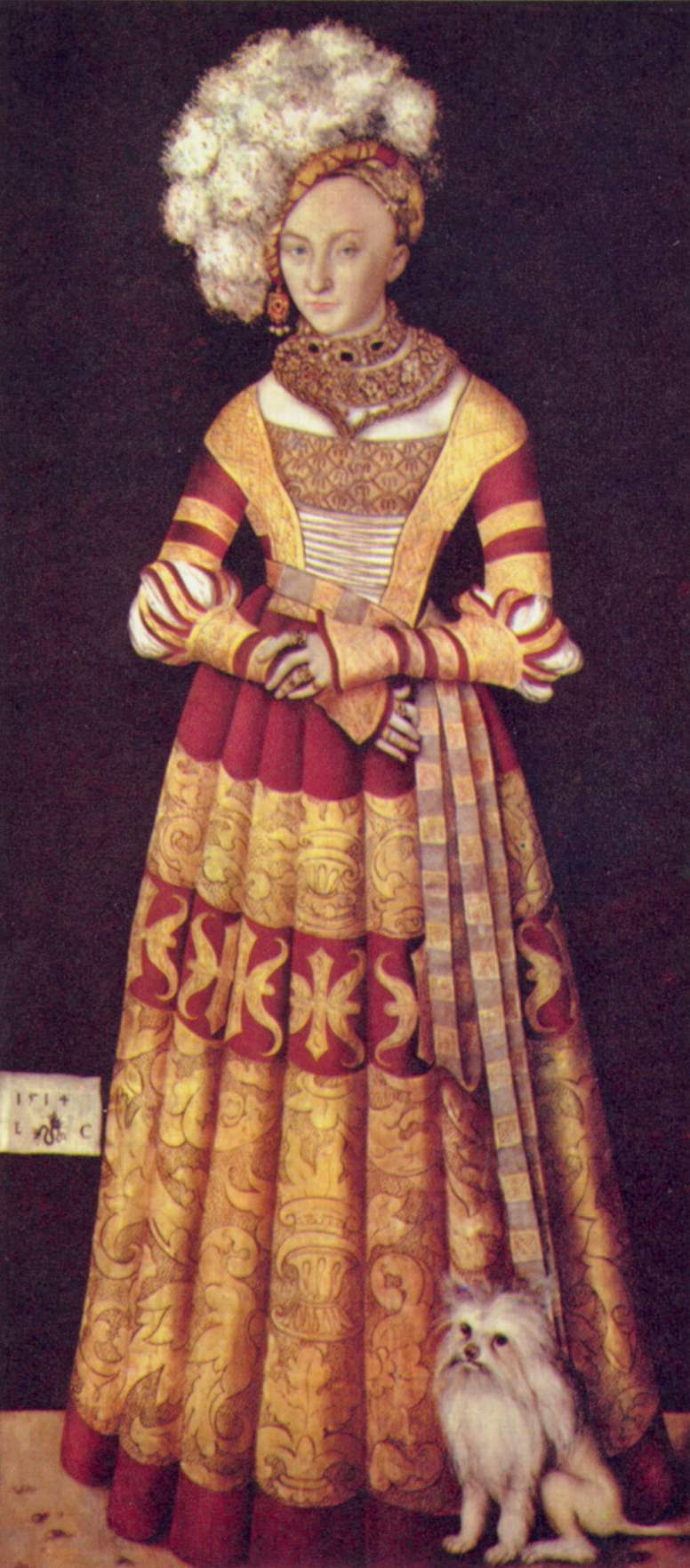
Det tyska slitsade modet. Klänning i nära 1400-talsmodellen, och huvudbonad med plymer.
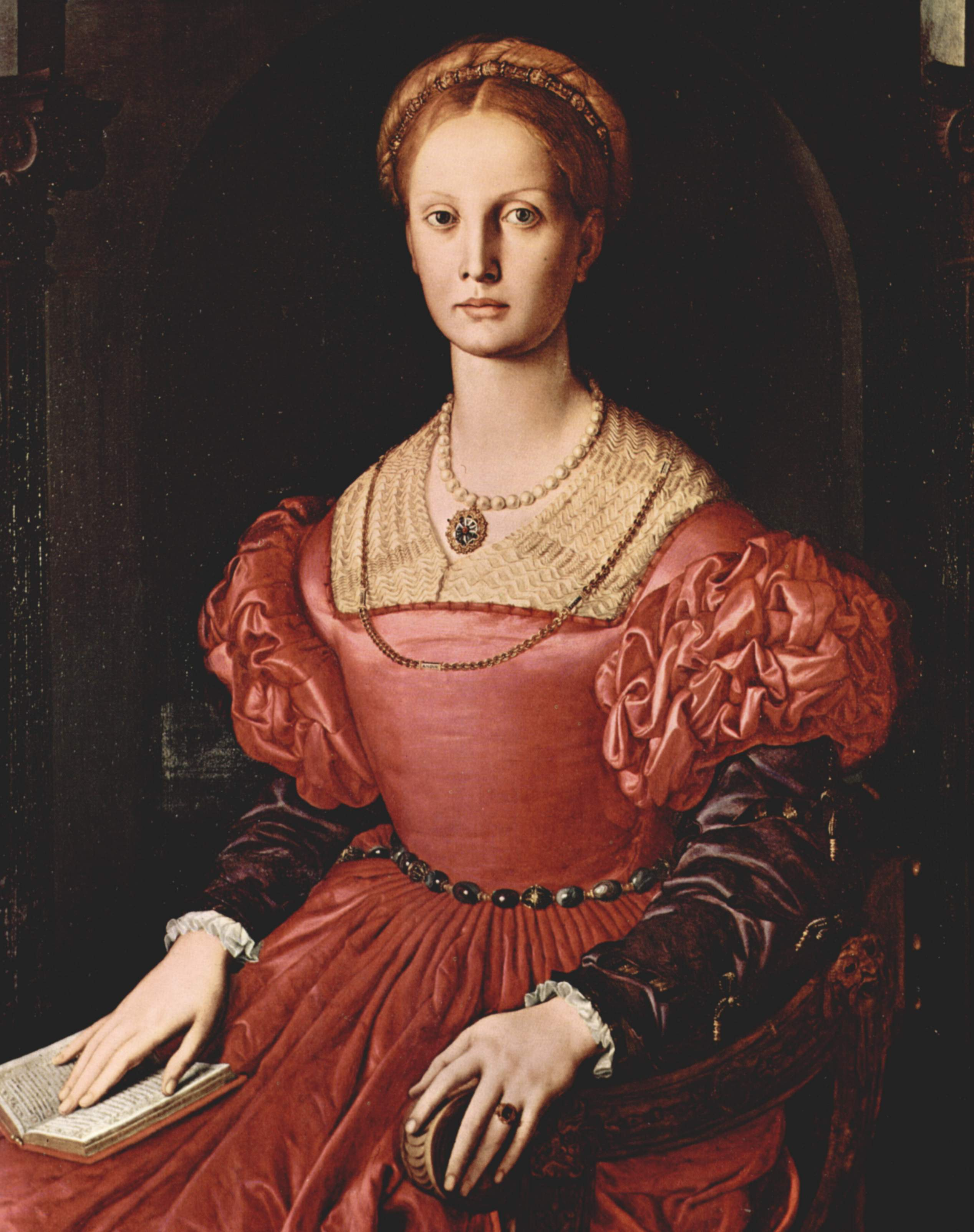
Den slutna italienska klänningen med sin höga midja (rosa) över en lila underklänning.
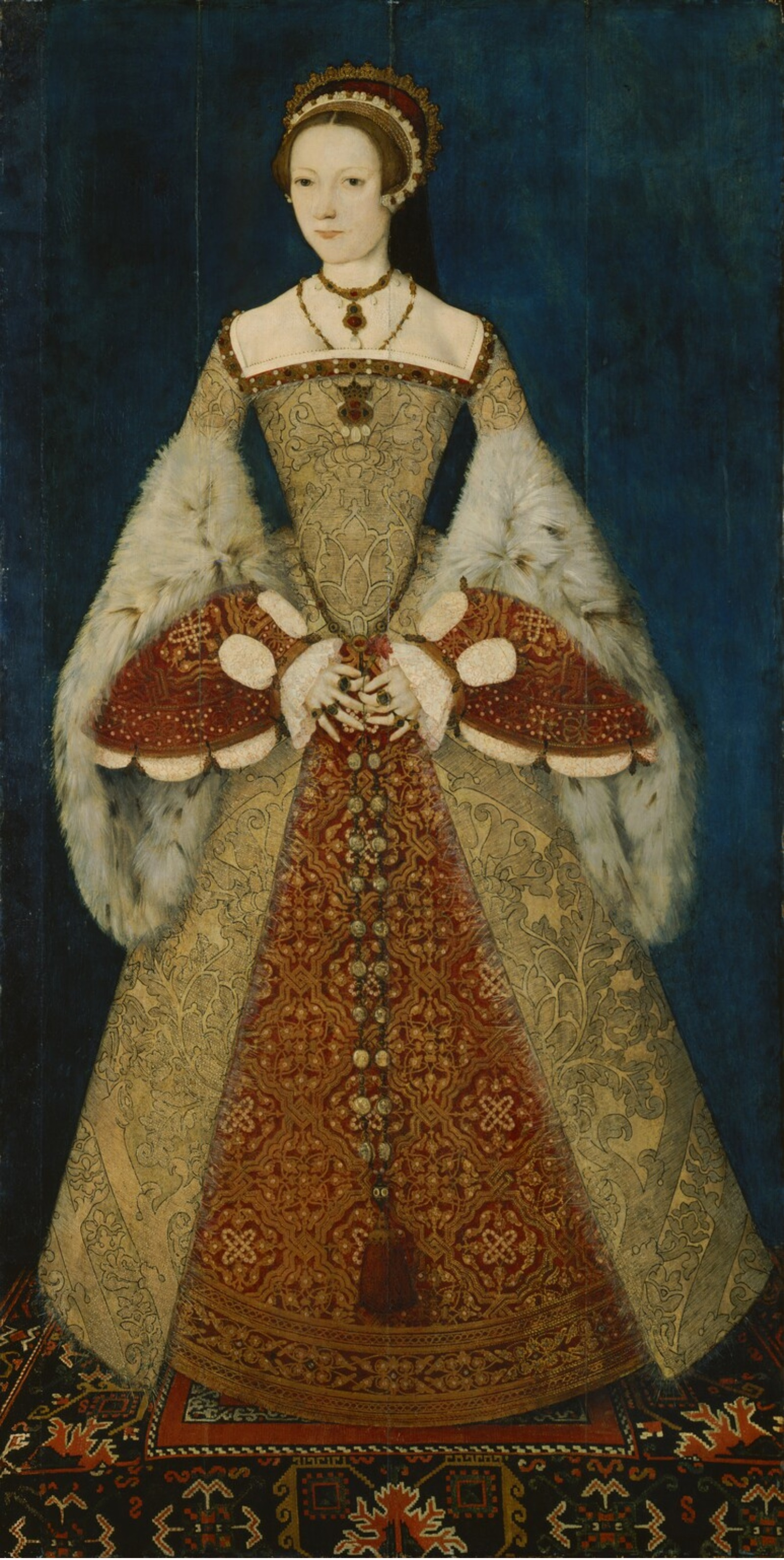
Engelsk klänning. Långt snävt liv med styvnad; trattformade ärmar; fyrkantig urringning, trattformad kjol öppen över en underkjol med triangulär isättning. Fransk hätta med slöja.

##### 1550–1600
Från omkring 1550 och framåt blev det spanska modet modernt i hela Europa. Tiden 1560–1580 var modesillhuetten formad som en strut på grund av den strutformade underkjolen, samt att kvinnor ofta bar samma ärmlösa jacka och rock över klänningen, men från 1580 förändrades silhuetten och blev timglasformad, genom den trumformade vertugallen, smala korsettmidjan och vida stoppade axlar. 
Underst bar kvinnor en vit linnesärk (chemise, smock). Den underklänning som dittills burits över särken blev cirka 1545–1550 delad i ett livstycke (ett liv med ärmar) och en underdel (underkjol), som därmed bildade ett snörliv och en underkjol. 
Det var vid denna tid korsetten spred sig från Spanien och till resten av Europa: livstycket, som fungerade som ett snörliv, hade löstagbara ärmar och ett långt liv med tjockare tyg, styvnat med bland annat valben. Livet var långt och konformat och gick ned i en djup spets i midjan. 
Överdelen av klädedräkten såg ofta likadan ut för män och kvinnor och var ofta höghalsad. Det förekom fortfarande att kvinnor bar fyrkantiga dekolletage, som kunde täckas med en bröstduk (partlet). 
Över livstycket kunde bäras en jacka, (doublet), av samma slag som en man. Efter 1580 skulle jackan helst ha vida skört. Istället för en doublet kunde man också bära en klänning med löstagbara ärmar, som ofta öppnade sig på framsidan och visade framsidan av livstycket och underkjolen. 
Ärmarna var löstagbara och skulle vara snäva nedtill och vidare upptill, och blev med tiden alltmer hårt stoppade över axlarna. Klänningens eller doubletens ärmar kunde vara vida och öppna sig över livstycktes stela ärmar. Det var också vanligt att inte använda ytterärmarna, utan enbart visa livstyckets ärmar. 
Över doublet-jackan eller klänningen kunde kvinnor bära den oftast ärmlösa, vida jerkin-västen, som också var populär för män: detta var särskilt populärt 1550–1580, innan den trumformade styvkjolen blev modern. 
Före 1500-talet finns inga uppgifter om att kvinnor skulle ha varit annat än nakna under kjolarna, men vid denna tid finns det uppgifter om att venetianska kurtisaner bar linneunderbyxor. Dessa sågs dock som mansplagg och associerades med prostituerade och tycks inte ha blivit något allmänt accepterat mode. 
Strumpor drogs upp till knäna där de fästes med strumpeband. 
Ovanpå särken bars en styvkjol (vertugall). Styvkjolen var först formad som en tratt eller kon och hade en blygsam vidd. Från 1580 bars den franska vertugallen, som var formad som en trumma och som växte till en enorm vidd, vars trumform framhävdes ytterligare genom vida skört. Över vertugallen bars underkjolen. Om en klänning bars, kunde den öppna sig över underkjolen. 
Det kännetecknande för det spanska modet var pipkragen. Ursprungligen bestod pipkragen av en bit av den vita särken som syntes ovanför halslinningen: till höghalsade plagg, som var moderna på 1550-talet, bars nämligen höghalsade särkar för att skydda överplagget mot svett, vilket bildade en krusad vid kant ovanför kragen. Allteftersom förlängdes och stärktes dessa veck för att öka effekten, och blev så småningom en lös pipkrage, som efter 1580 växte alltmer i storlek. Både män och kvinnor bar pipkrage, och den löstagbara pipkragen kunde bäras både till höghalsade och urringade klänningar. Till urringade klänningar kunde kvinnor föredra att bära en pipkrage som öppnade sig på framsidan för att framhäva urringningen. 
Under 1500-talet började vuxna gifta kvinnor visa håret. Det typiska var att dela håret i mitten och kamma upp det över kammar vid tinningarna och uppsatt baktill i en knut. Över håret bar man den "franska hättan", som nu bars ensam utan någon slöja fäst vid den, utöver att en skir slöja kunde fästas på baksidan av hättan som sorgklädsel. Dok blev omoderna under denna tid och ersattes av bindmössor även bland icke adliga kvinnor. Kvinnor började också bära hatt: dessa bestod ofta av herrhattar i miniatyr. Utomhus och på resa kunde kvinnor bära mask över ansiktet för att skydda huden mot solen. Kosmetika blev vanligt under denna period: vissa ämnen i kosmetikan vid denna tid var giftiga, men det förekom också helt ofarliga ämnen.  

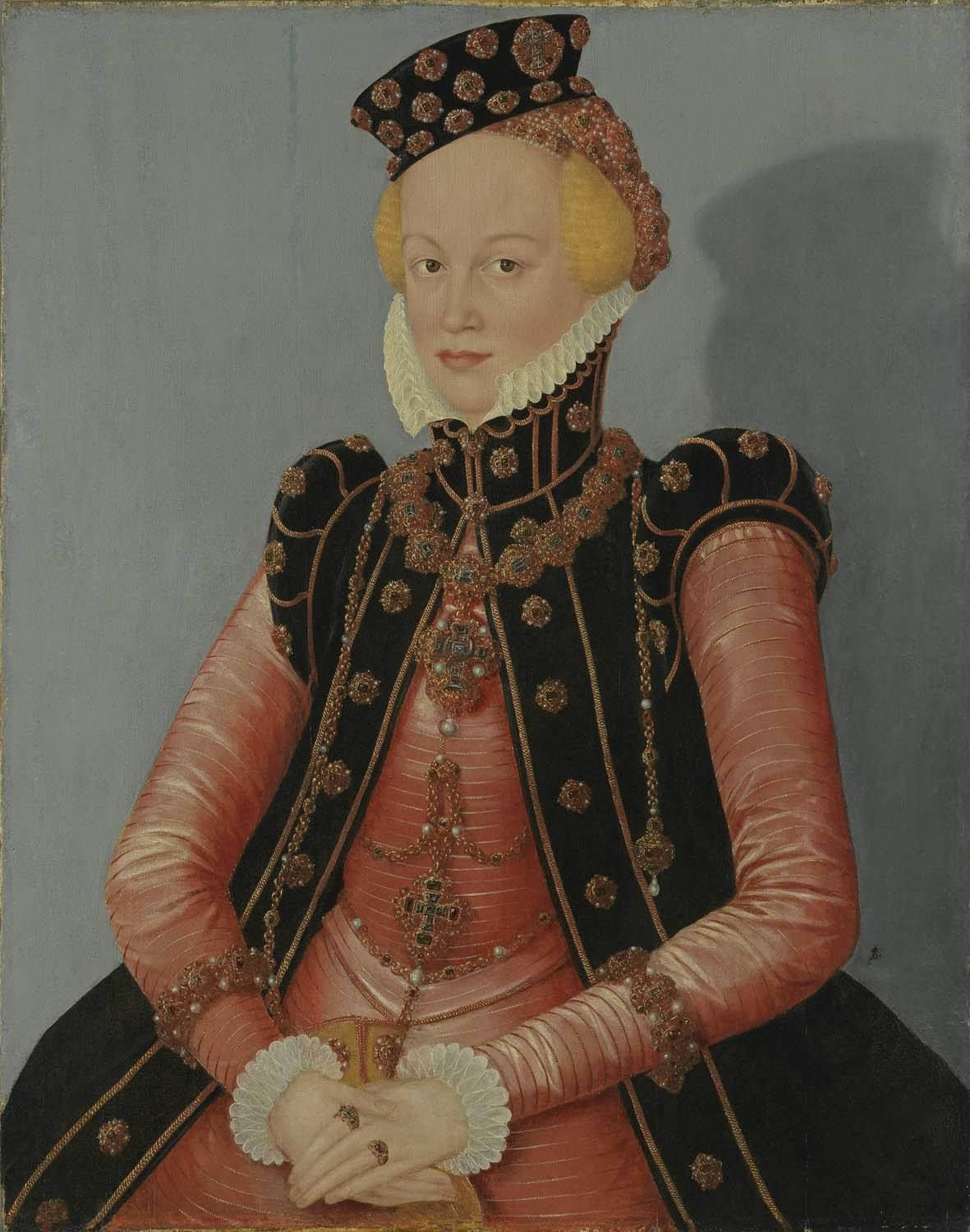
Rosa underklänning (livstycke och kjol) under en typisk vid, svart, ärmlös jerkin-väst. En typisk herrhatt i miniatyr.
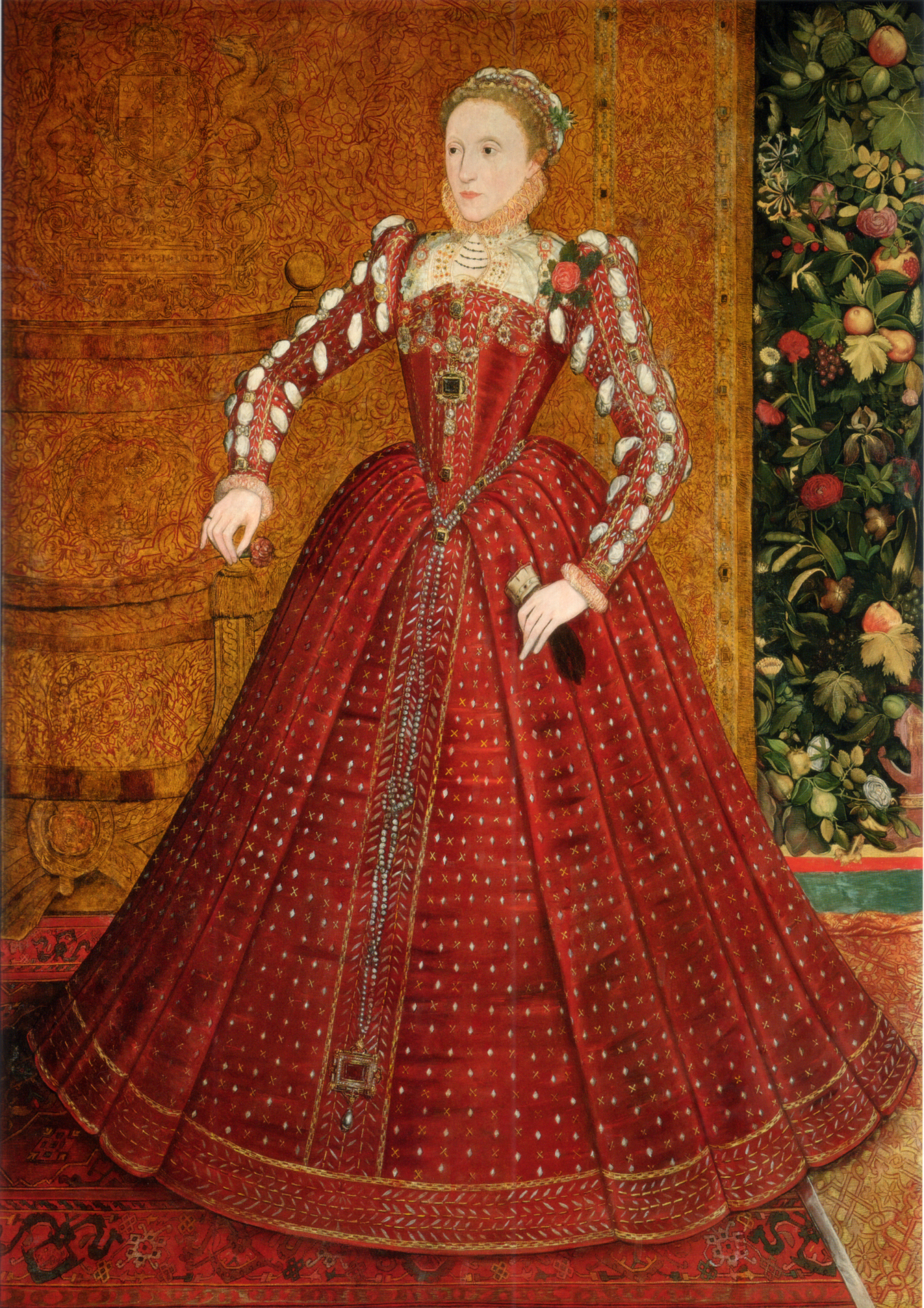
Cirka 1570: en blygsam pipkrage och snäva ärmar. Under kjolen en ännu trattformad vertugall.
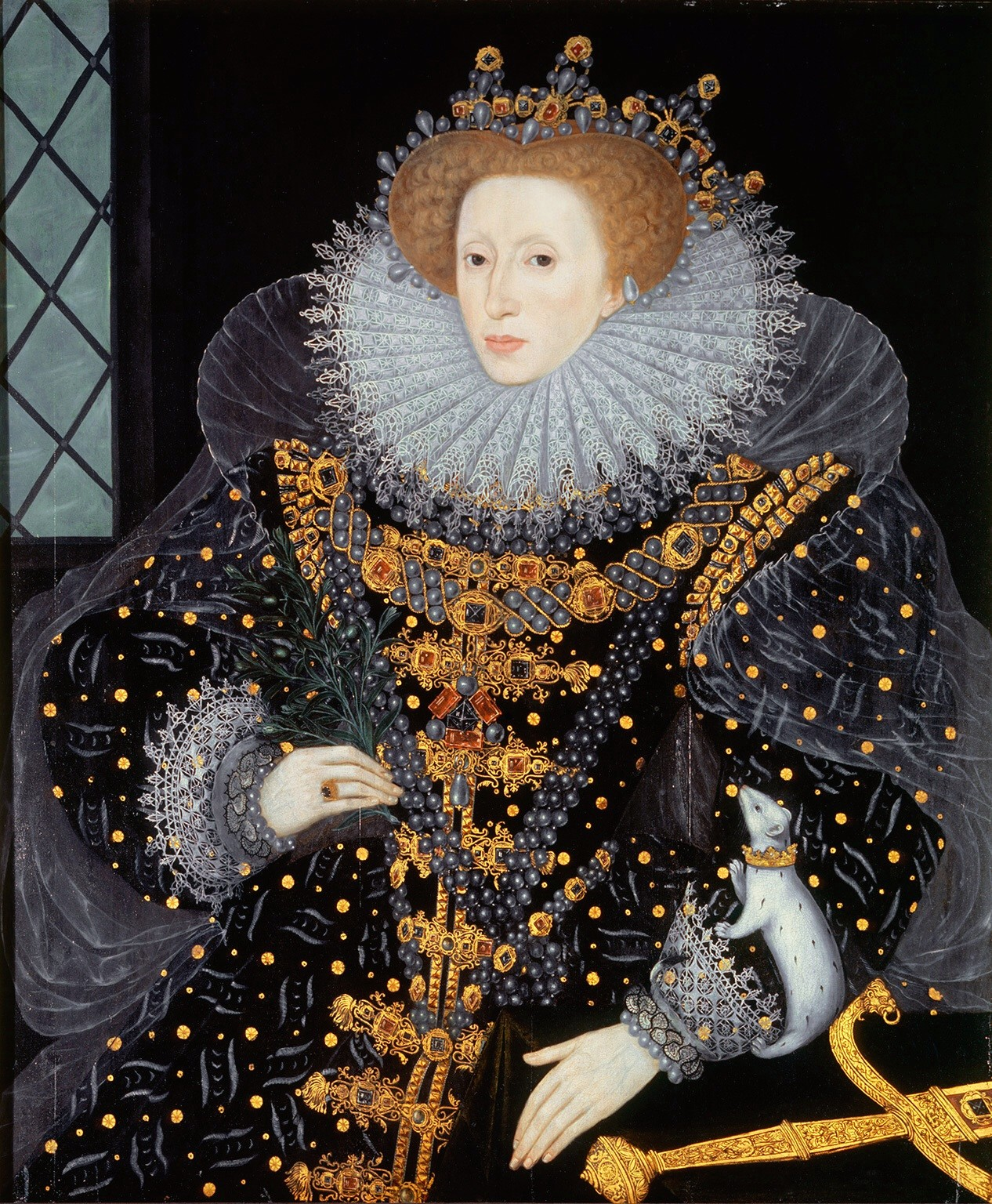
Elisabet I av England, iförd den spanska modedräkten med rund styv pipkrage, klänning i mörkt tyg och pärlor i håret. Lösa stoppade ärmar.
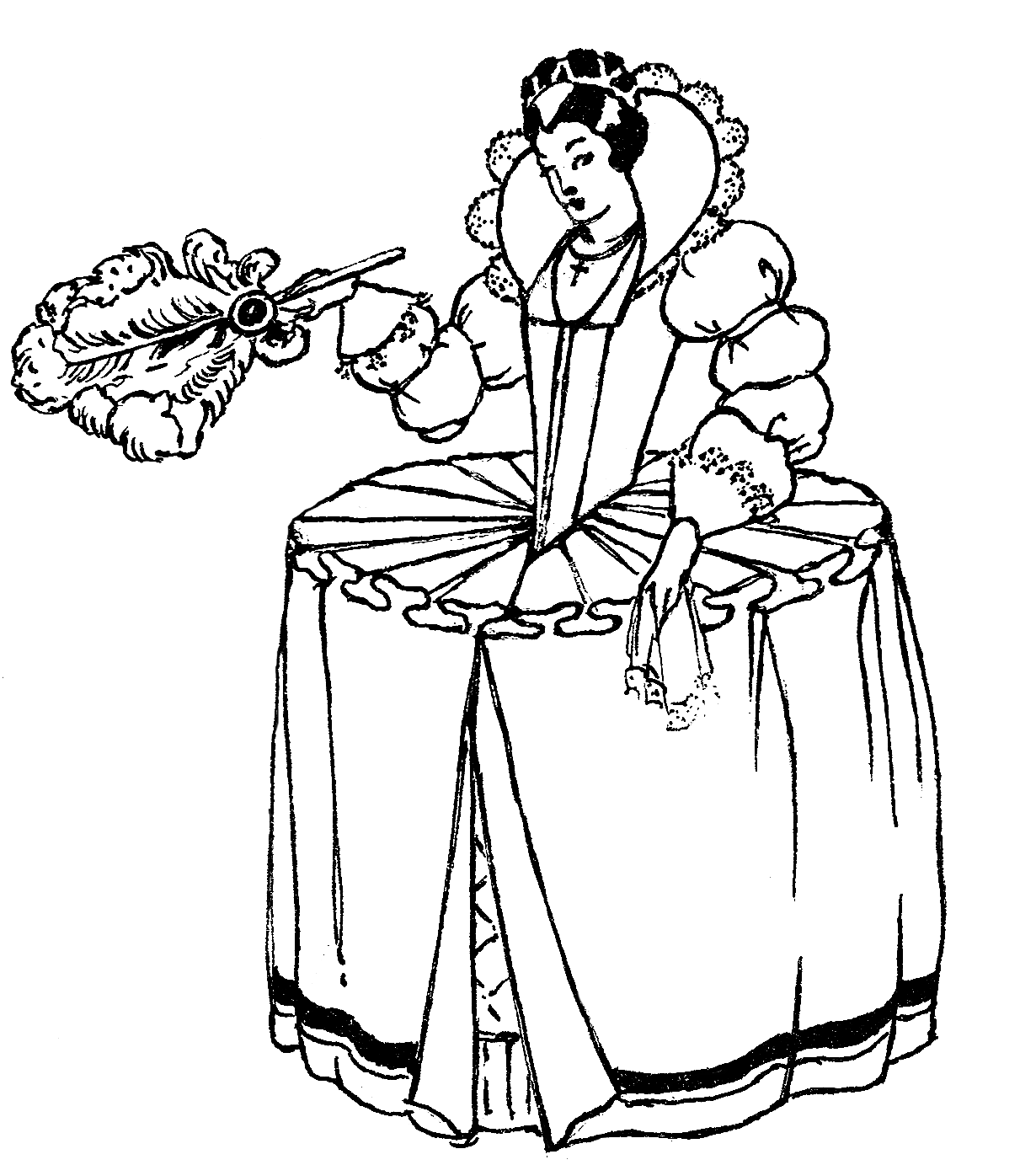
Silhuetten 1580–1620. Pipkragen delad över en fyrkanting urringning. En doublet med lösa stoppade ärmar och lågt sittande spetsigt liv med styvnad. En fransk trumformad vertugall, framhävd av livets vida skört.
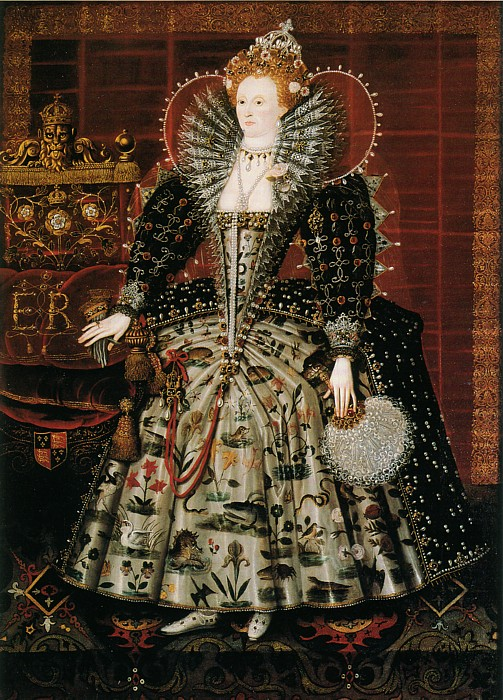
1592. Svart klänning öppen över ett lågt mönstrat livstycke med styvnad och underkjol monterad över en trumformad vertugall. Pipkrage delad fram över en urringning.

#### Herrmode

##### 1500–1550
Mannens baskläder på överkroppen bestod av skjorta, en jacka eller tröja (doublet), under en väst (jerkin).  Slutligen bars en vid rock eller mantel, ofta öppen. 
På underkroppen bars brokar (kalsonger), som nu inte längre hade några ben alls utan enbart satt om bak och könsdelar. Hosorna hade nu delat sig i överhosor och underhosor: överhosorna bars över låren och bar hopsydda över baken, medan könet täcktes av en blygdkapsel, och hade alltså utvecklats till byxor. Underhosorna räckte endast upp till knäna, hölls upp av strumpeband, och kom att utvecklas till strumpor. 
För männen gällde bland annat breda ärmar – upp till 50 centimeter i genomskärning – och zimarran, som var en överrock med växlande längd och pälskantade öppningar för armarna. Det var under denna tid det var modernt med de karakteristiska, uppslitsade ärmar senare tider ofta associerar med perioden; den övre ärmen var uppslitsad, och skjortans tyg tilläts pösa ut genom hålen. Puffärmar och puffbyxor var moderna för män. 
Det var modern att blandad tyger och material och dekorera dräkten med till exempel ränder och foder i kontrasterande färg och material. Det tyska modet karaktäriserades framför allt av sina slitsar, då de övre plaggen slitsades för att låta vitt linne och färgat foder tränga ut ur hålen. Mansdräktens ärmar, väst och doublet kunde alla slitsas upp; ett berömt exempel är också att byxorna slitsades (pluderhosor). Populära huvudbonader var baretten, men även en vidbrättade hatt med plymer var modern för män i särskilt det tyska modet.  
Mansdräkten hade mindre nationell variation än kvinnodräkten, som skilde sig mer beroende på nation. 
Män var oftast slätrakade, och deras hår ofta buret i pagelängd. 

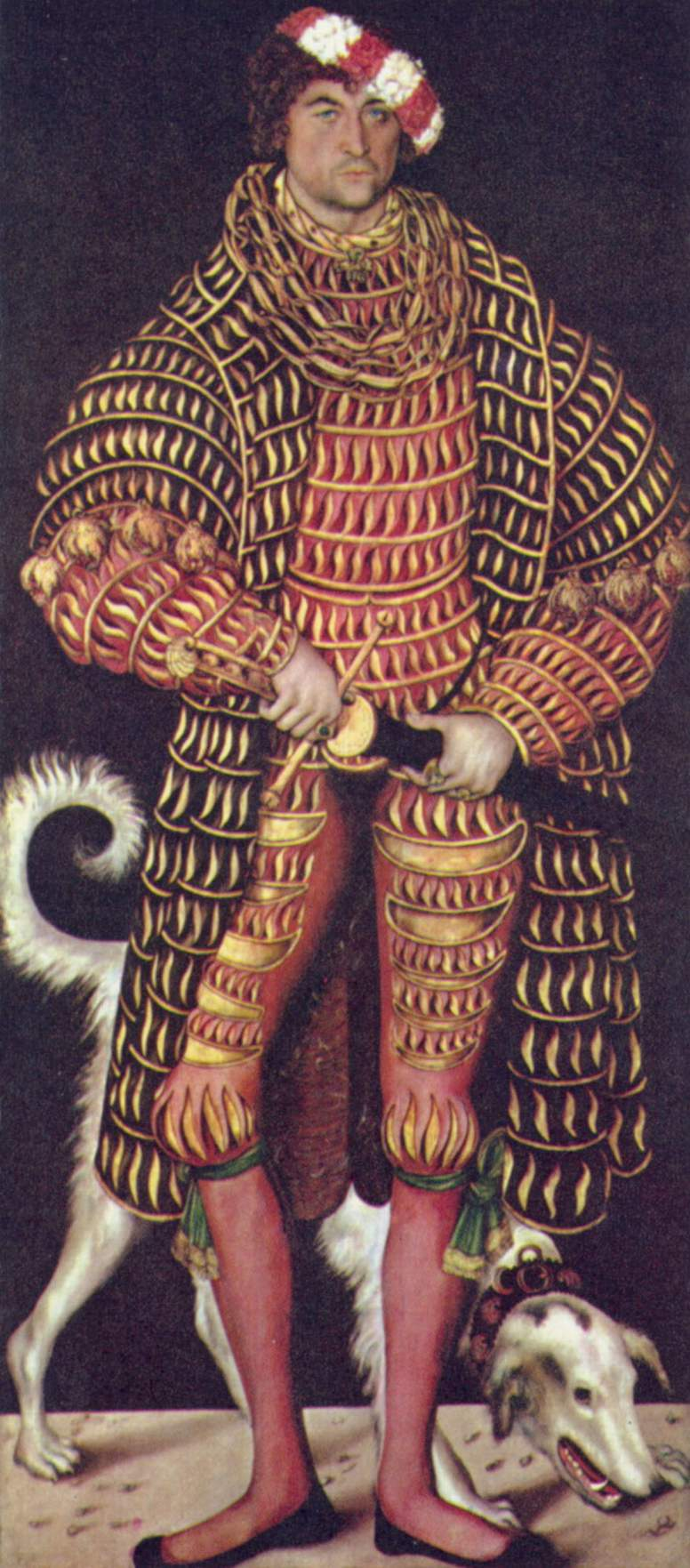
Tyskt mode med de typiska slitsarna i de röda hosorna, den röda doublet-tröjan och den mörka kappan. På huvudet den typiska baretten.
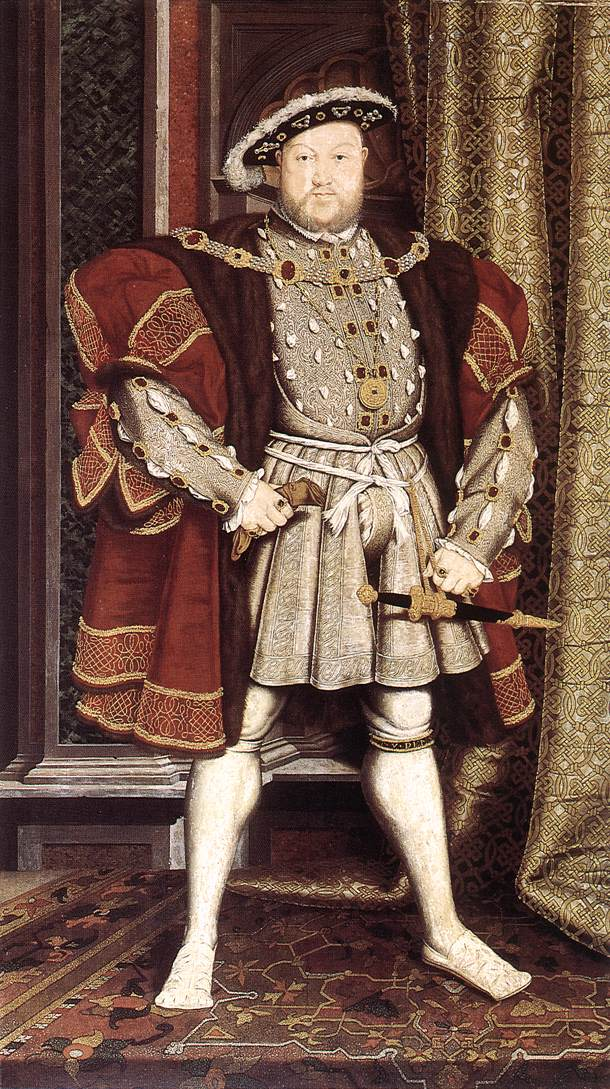
Vid röd rock över en grå jerkin-väst med skört, ovanpå en slitsad grå doublet. Blygdkapseln syns mellan jerkin-västens veck. Knästrumpor med strumpeband ovanpå de snäva brokarna. Barett på huvudet.
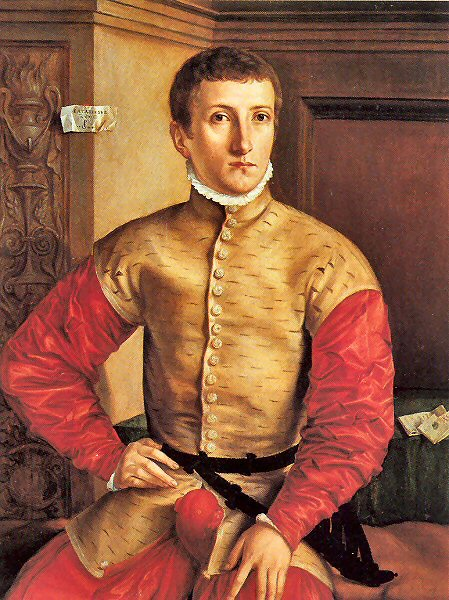
En jerkin i brunt läder ovanpå en röd tröja (doublet). Vida röda knälång puffbyxor och en röd blygkapsel.

##### 1550–1600
Mannens skjorta hade vid denna tid fått en krage och manschetter, som från början var veckade. Över skjortan bars en långärmad jacka/tröja som kallades doublet: precis som kvinnornas snörliv blev denna doublet styvnad på olika sätt och kom att fungera som en korsett, men med tiden blev den dessutom stoppad och vadderad för att framhäva den då moderna konformen som pekade i en spets mot midjan. Ärmarna var löstagbara, snäva längst ned och stoppade upptill med vida axlar. 
Över denna doublet bars i början av perioden en kortärmad väst (jerkin) med styva axelvaddar, ibland av läder, men jerkin ersattes gradvis med en kapé. 
Skjortans vita veckade krage och manschetter skymtade på 1550-talet fram vita och krusade vid linningen till doubletens krage och ärmar, och för att förstärka effekten förlängdes och stärktes dessa tills de utvecklade sig till en pipkrage, som efter 1580 blev så stor att den blev löstagbar; även manschetterna stärktes som små pipkragar.
Över kalsongerna bars vida puffbyxor som var slutna över baken men öppna fram, där könet täcktes av en blygdkapsel. Blygdkapseln framhävdes mycket och kunde även den stoppas och dekoreras: mot slutet av denna period, efter 1570-talet, började dock blygdkapseln alltmer fasas ut då byxorna började sys ihop även på framsidan. Puffbyxorna kunde komma i olika längd och modell, men var aldrig längre än precis över knäet. Mycket korta byxor bars över snäva knäbyxor (cannions) som slutade vid knäet. En vanlig form av knäbyxor var de slitsade pluderhosor. Spanska pyffbyxor var ofta stela och stoppade, och utan slits.
Knästrumpor med strumpeband vid knäet bars under knäbyxorna; till ridning täcktes de med knähöga stövlar.  
Som ytterkläder bars rockar, med eller utan ärmar, men houppelande och manteln började nu bli omodern. Den höga hatten uppkom på 1570-talet genom att barettens veckade krona förlängdes och styvnade och dess brätten slätades ut och styvnades. 
Under denna period blev den modernt med skägg, och det förut halvlånga håret blev kort och kammat rakt från ansiktet.

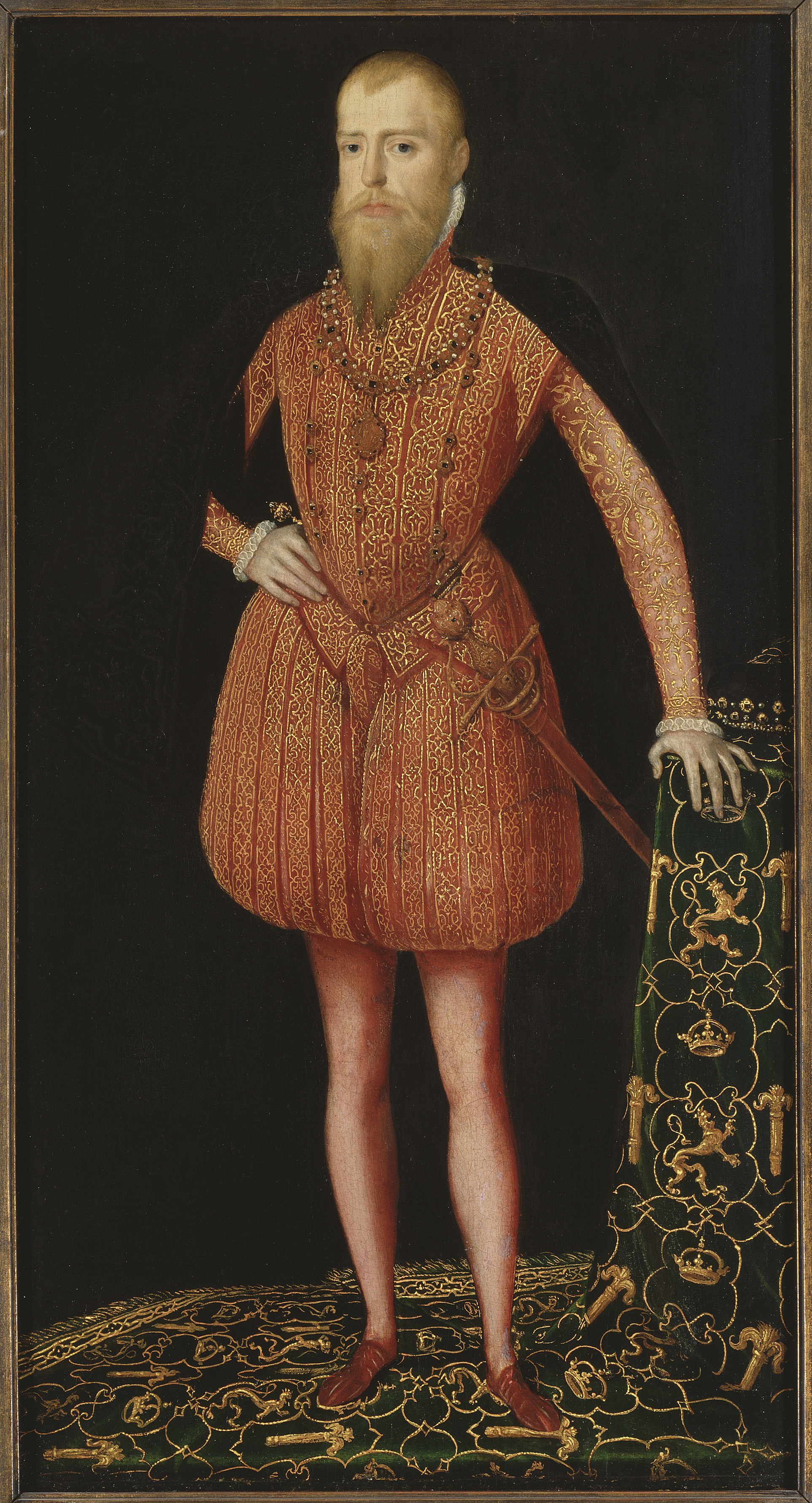
En vid svart kapé över en kortärmad röd doublet-tröja med långt stoppat liv. Stoppade röda puffbyxor. Stoppad blygdkapsel. Röda knästrumpor.
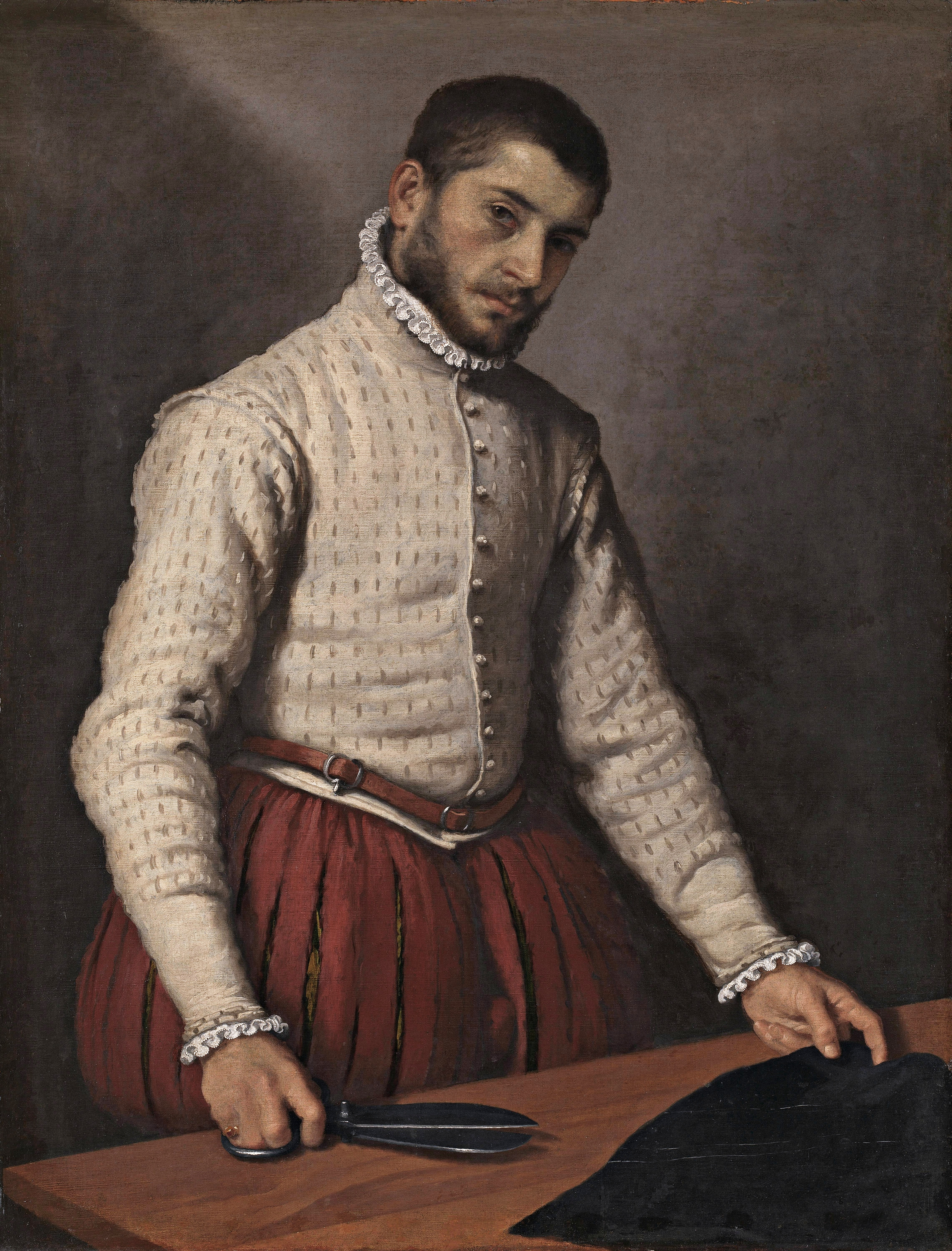
En vit doublet-tröja, röda knälånga puffbyxor och den första antydan till pipkrage.
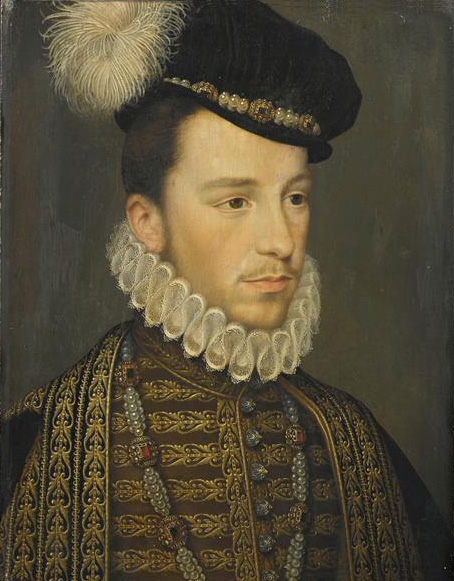
En vid svart kapé över en svart doublet-tröja med knappar. En löstagbar pipkrage. En barett med plym över det bakåtkammade håret.

### 1600-talet: Barocken
Under trettioåriga kriget (1618–1648) kom modet att förändras mycket och bli betydligt mer bekvämt och ledig för båda könen. Den spanska kragen, krinolinen, de styvt stoppade ärmarna, midjorna och byxorna försvann. Båda könen bar löst sittande kläder utan midja under 1630-talet, männens byxor var mjuka och vadlånga, kjolen föll lätt och ledigt till golvet för att till sist släpa något. Man bar vita spetskragar och spetsmanschetter, och färgerna var fortfarande mörka. Midjan återkom för båda könen på 1650-talet. Både män och kvinnor lät håret falla fritt ner över axlarna. Modet krävde mörkt hår, och blondiner färgade håret med ett svart pulver. Det var även populärt med en mask över ögonen och kappor med kapuschong samt pälsmuff.
Modet undergick ännu en förändring då Frankrike blev modenation på 1660-talet. Under denna tid kom peruken att bli ett betydelsefullt element i klädedräkten. Modet växlade snabbt, samtida källor nämner upp till sju gånger per år.
Runt 1700 var det populärt bland både herrar och damer att bära kravatt "à la Steinkirk", en löst knuten, relativt lång, kravatt som sedan träddes genom rockens sjunde hål. Den sades ha uppkommit i slaget vid Steenkerken 1692 (under Pfalziska tronföljdskriget), då soldaterna fått bråttom och inte hunnit knyta kravatterna så som det var tänkt. Silkesstrumporna blev populära, så populära att det lät inrättas en manufaktur i närheten av Paris med tvåhundra vävstolar för tillverkning av silkesstrumpor.
Modefärgerna, som varit mörka i hundra år, blev mer färggranna; under denna tid var scharlakansrött, rosa och himmelsblått, emedan Ludvig XIV personligen föredrog brunt. Under denna tid uppkom även de första skönhetsplåstren, de så kallade moucherna. Dessa små svarta ting, utformade till minimalt små hel- eller halvmånar, stjärnor eller hjärtan, ansågs förhöja ansiktets tjuskraft.

#### Dammode

##### 1600–1650
Det sena 1500-talets spanska mode bars fram till 1620-talet, och blev rentav extra framhävt i 1600-talets början. Klädedräktens grunder var desamma: en klänning eller en jacka och kjol över ett styvnat livstycke och underkjol, med en särk innerst. 
Omkring 1625 började det stela spanska modet ersättas av ett mjukare mode (överallt utom i själva Spanien, där det spanska modet fortsatte seklet ut). 
Pipkragen stärktes inte längre, utan fick falla ned mjuk och slät över livstyckets urringning. Livstyckets midja höjdes: under 1630-talet satt midjan strax under bysten, innan de återigen föll till naturlig plats 1640. 
Ärmarna blev kortare och lösare: den typiska ärmen var en lös puffärm halvvägs till handleden, delad i två puffar med en rosett. Styvkjolen försvann, och kjolen fick hänga mjukt ned, över en blygsam rulle om höfterna som gav en rund form. 
Kännetecknande var de vita spetsarna, som dekorerade de stora släta kragarna och manschetterna, och smycken av pärlor. En spetsmössa bars över håret inomhus och en herrhatt utomhus. Under denna tid började gifta och ogifta kvinnor bära samma frisyr, åtminstone inom överklassen: håret kammades bakåt i en knut på bakhuvudet, men föll fritt ned i lockar på sidorna. 
De mörka färgerna byttes ut mot klara pastellfärger, särskilt i England. 

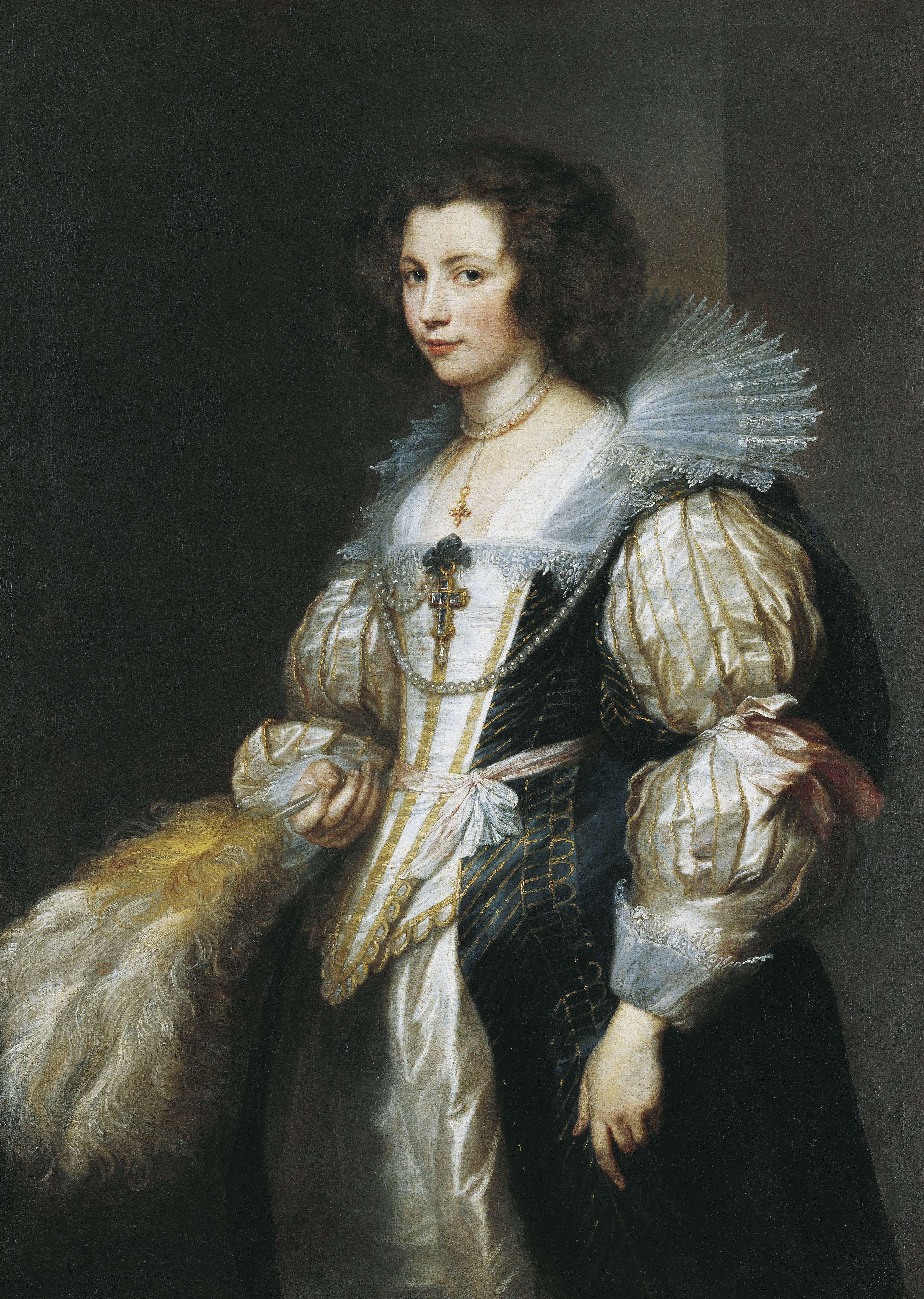
Svart klänning över vitt livstycke och kjol. Ärmarna öppnar sig över underärmarna och delas typiskt i två puffar. Styvkjolen har tagits bort, kragen börjar falla, men midjan är ännu låg.
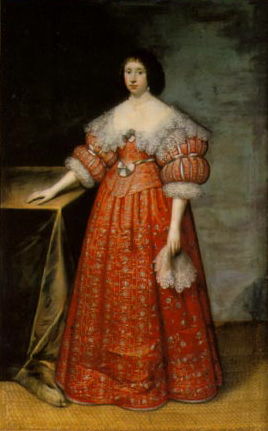
Typiskt 1630-talsmode. Ett rött livstycke med hög midja över den röda underkjolen, med halvlång ärm delad i två puffar och en slät spetskrage över bröstet. Utan överklänning, utan korsett och utan styvkjol.
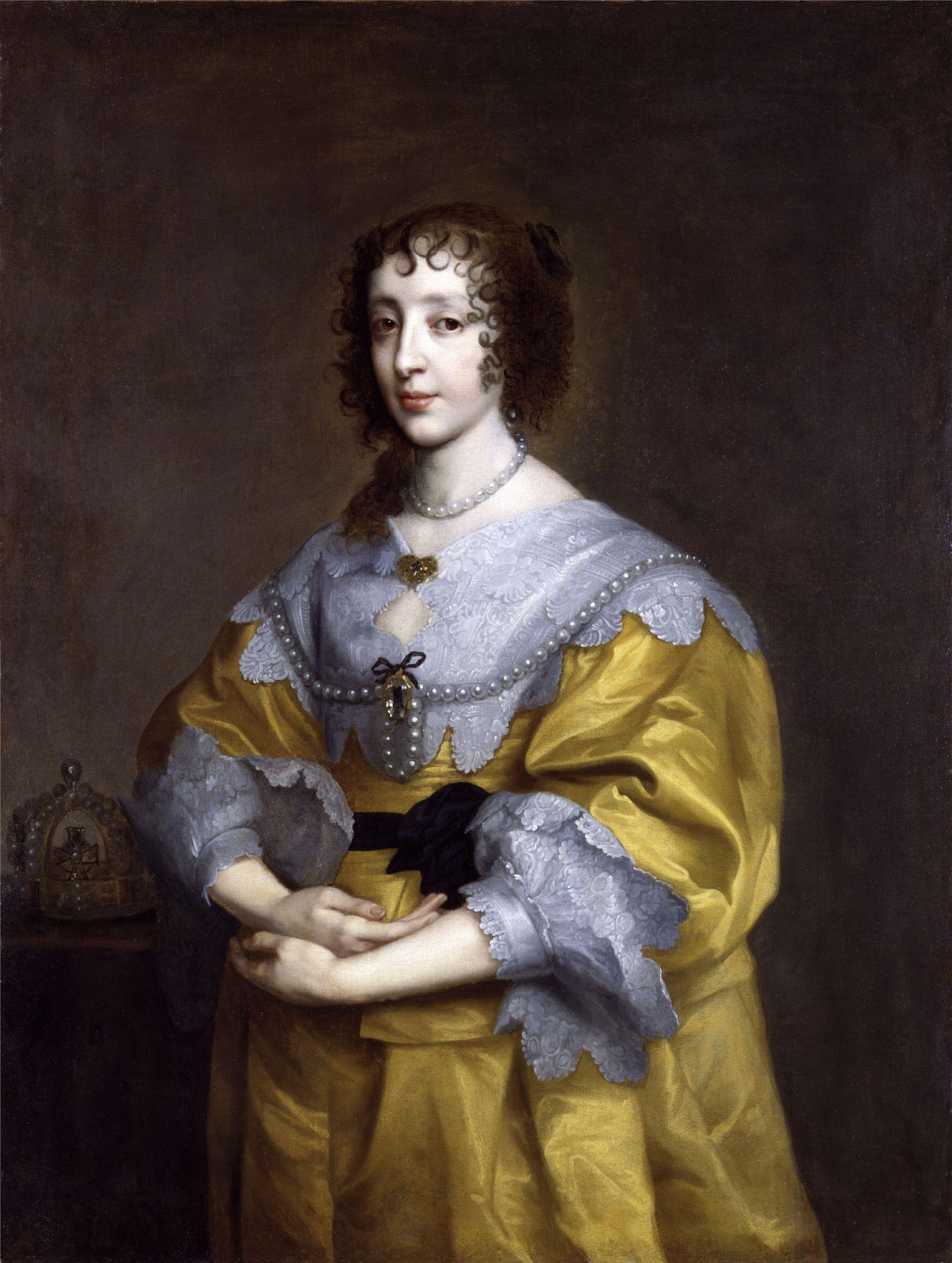
Henrietta Maria i det typiska mjuka 1630-talsmodet.
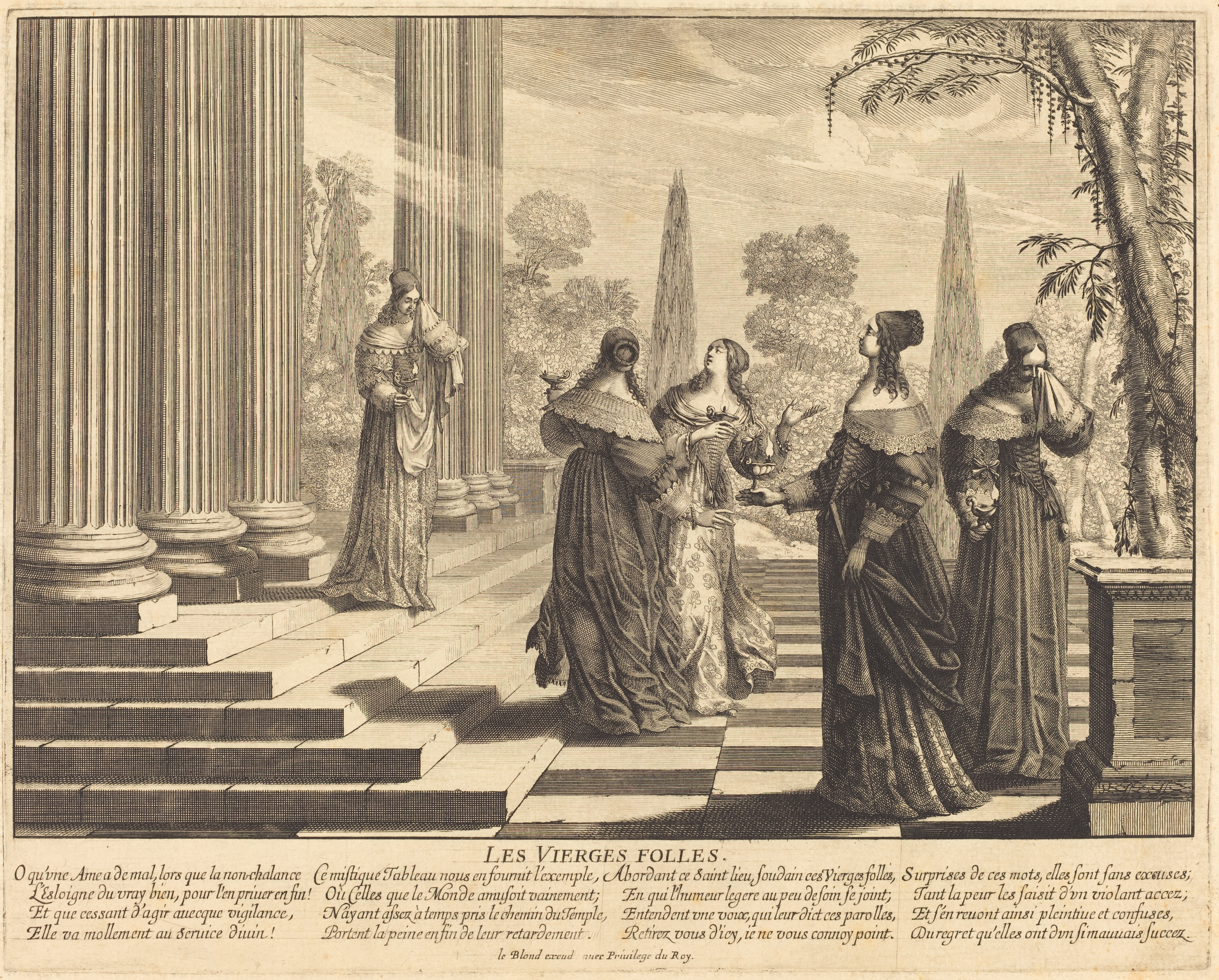
Abraham Bosse, The Foolish Virgins Approaching the Temple, NGA 128379

##### 1650–1700
Vid denna tid bestod kvinnors klänning av ett separat liv och kjol. Över den vita linnesärken bars ett livstycke eller tröja (doublet) med löstagbara ärmar, som var förstärkt och benat som en korsett. Efter 1630-talets midjelösa mode hade midjan återigen hamnat på sin naturliga plats, och under 1650- och 70-talen var livet format i en sådan lågt sittande spets att överkroppen såg onaturligt lång ut. Ärmarna var vida halvlånga puffärmar som kunde slitsas upp över särkens ärmar, och som kunde sluta ovanför armbågen, och låta enbart särkens arm täcka nederdelen av armen. Livet kunde också bäras utan ärmar, och armarna täcktes då av enbart särkens linneärmar, som i sin tur kunde delas upp i små puffar med hjälp av band. Livet var skuret med en vid båtringning som lämnade axlarna bara, men ringningen kunde täckas med en bröstduk. Livstycket och den rynkade kjolen hade samma färg, och utgjorde tillsammans en klänning. 
Håret bars vid denna tid fortfarande friserat som förut: en knut på bakhuvudet, och lockat över öronen. 
Vid denna tid blev det modernt att låta avmåla sig i negligé, det vill säga en lös tunika buren över särken, som kunde bäras hemma och visade att man tillhörde den samhällsklass som hade råd att tillbringa dagarna i bekväm sysslolöshet. Mäns version av denna lösa dräkt kallades Banyan, och kvinnor utvecklade sin egen version av denna.
Cirka 1680 ändrades kvinnodräkten samtidigt som mansdräkten, när mantuaklänningen ersatte den tidigare klänningen med separat liv och kjol. Mantuaklänningen var en sammanhängande klänning som var öppen fram, och fästes ovanpå livstycket och kjolen. Den hade en fyrkantig urringning och öppnade sig på framsidan över livstycket, samtidigt som dess kjol draperades upp över underkjolen och gärna hade ett släp. Mantuan täckte över axlarna och gjorde ett mer klätt intryck än den tidigare båtringade axelbara klänningen. Den hade vanligen halvlånga snäva ärmar, som lät underarmarna visa särkens ärmar i en spetsvolang. 
Den största nyheten på kvinnosidan var fontangen, som blev modern på 1680-talet och sedan kom att ingå i den spanska nationaldräkten, det var en mössa eller en hårprydnad av plisserat, stärkt tyg som stod rakt upp från huvudet över ansiktet. Frisyren var från början knut i nacken och lockar vid sidorna, men efter fontangen blev modern sattes det upp över pannan i ett moln av lockar.
Under jakt bar kvinnor en särskild riddräkt, som också bars som resdräkt. Sedan gammal föreskrev sedvänjan att kvinnor under jakt skulle klä sig precis som män, med undantag för en kjol, och de bar därmed liksom män skjorta med krås, rock och väst, kraghandskar och herrhatt med plym samt stövlar under jakt, med den enda skillnaden att de bar kjol istället för byxor. En ridkjol fick dock vara betydligt kortare än normalt, och det var också accepterat att haka upp den, åtminstone på ena sidan, för att kunna rida och röra sig mer obehindrat. 

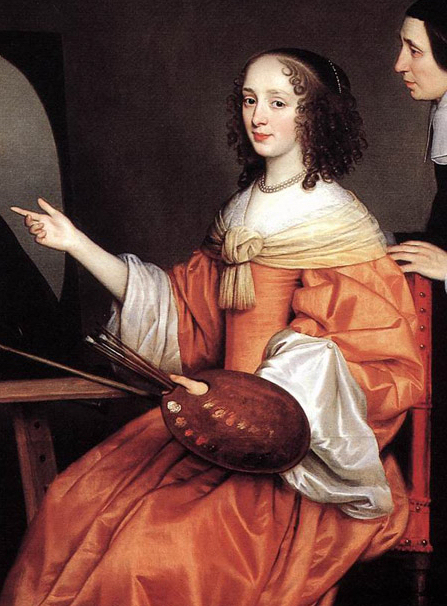
Orange, styvnat livstycke med löstagbara halvlånga puffärmar till en kjol i samma färg. Vid isättning över båtringningen.
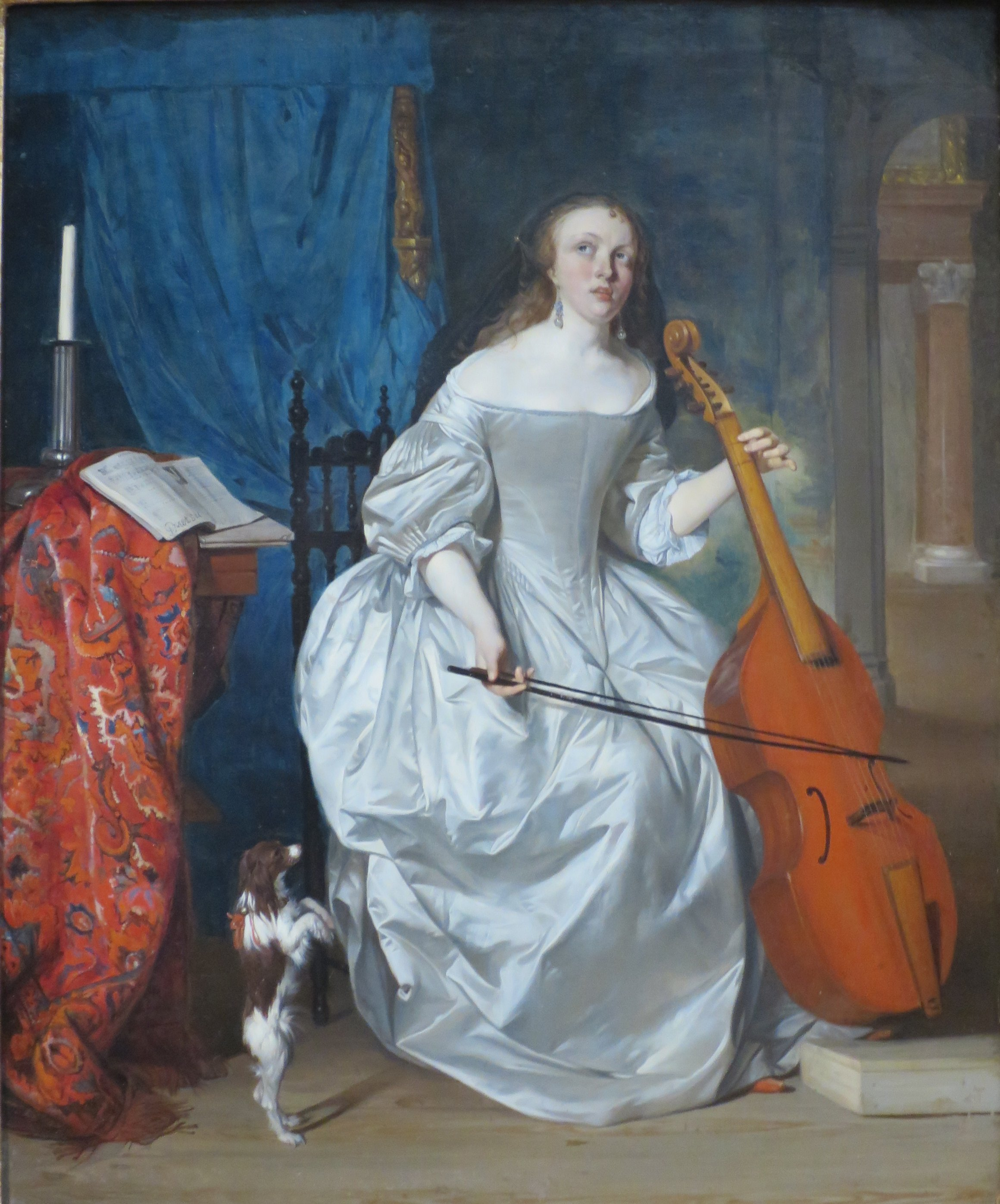
Ett styvnat ljusblått livstycke med vid båtringning och lösa puffärmar till en kjol i samma färg över särken. Typisk 1650–1680.
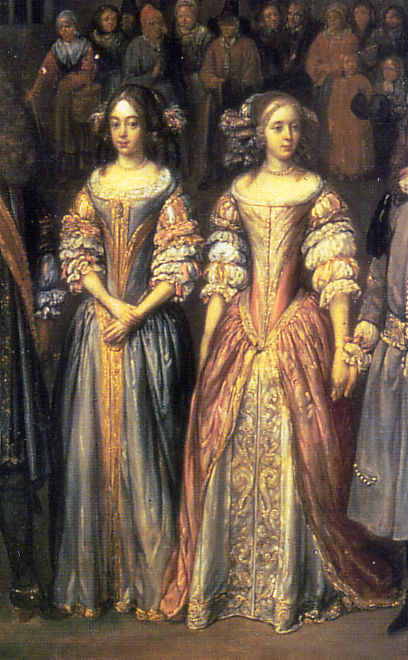
1670. Formella klänningar: långa styvnade liv med korta ärmar och band längs midjesömmen. Särkens ärmar syns och delas in i puffar med band. Kjolen öppnas över underkjolen.
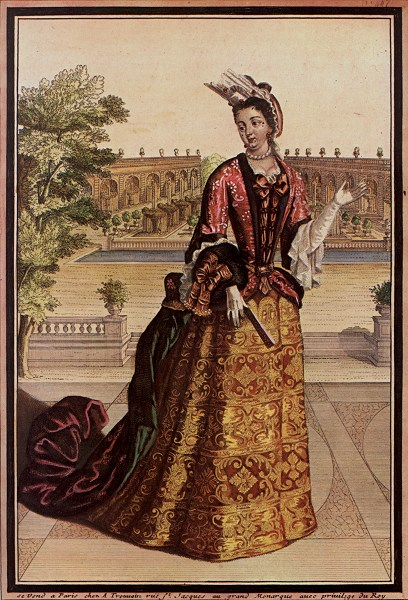
Typisk 1680–1720. Röd mantua med halvlånga snäva ärmar och spetsmanschetter. Öppen fram, där det knyts i rosetter över livstycket, och draperad över underkjolen. På huvudet bärs en fontangmössa.

#### Herrmode

##### 1600–1650
Herrmodet 1625–1650 har associerats med musketörernas klädedräkt.
Det sena 1500-talets spanska mode bars fram till cirka 1625. Skjortans krage pryddes med spets och lades slätt över bröstet. 
Över den bars en tröja (doublet), som satt lösare över kroppen, vars midja efter 1630 (liksom kvinnors) satt högt upp över bröstet, och 1640 blottade den vita skjortan mellan byxorna och den högt sittande tröjan. 
Ärmarna var lösa och mjuka och uppslitsade över skjortans ärmar, och skjortans manschetter brydda med spets. 
Ärmlösa västar (jerkins) bars nu endast av soldater. 
På underkroppen försvann blygdkapseln, och de inte längre vadderade, lösa hosorna var nu fullt utvecklade knäbyxor, nu hopsydda både över bak och könsdelar, som nådde strax nedanför knäna. Under resa och ritt bars de typiska kragstövlarna, som drogs ända upp till knäet.
Som ytterkläder bars nu caper eller slängkappor, ibland med ärmar. Den högkulliga capotain-hatten byttes 1620 ut mot en vidbrättad lågkullig hatt med plymer, ofta med brättet uppvikt på ena sidan. Modet med kort hår och skägg byttes ut mot allt längre lockigt hår, respektive endast mustasch och pipskägg. 

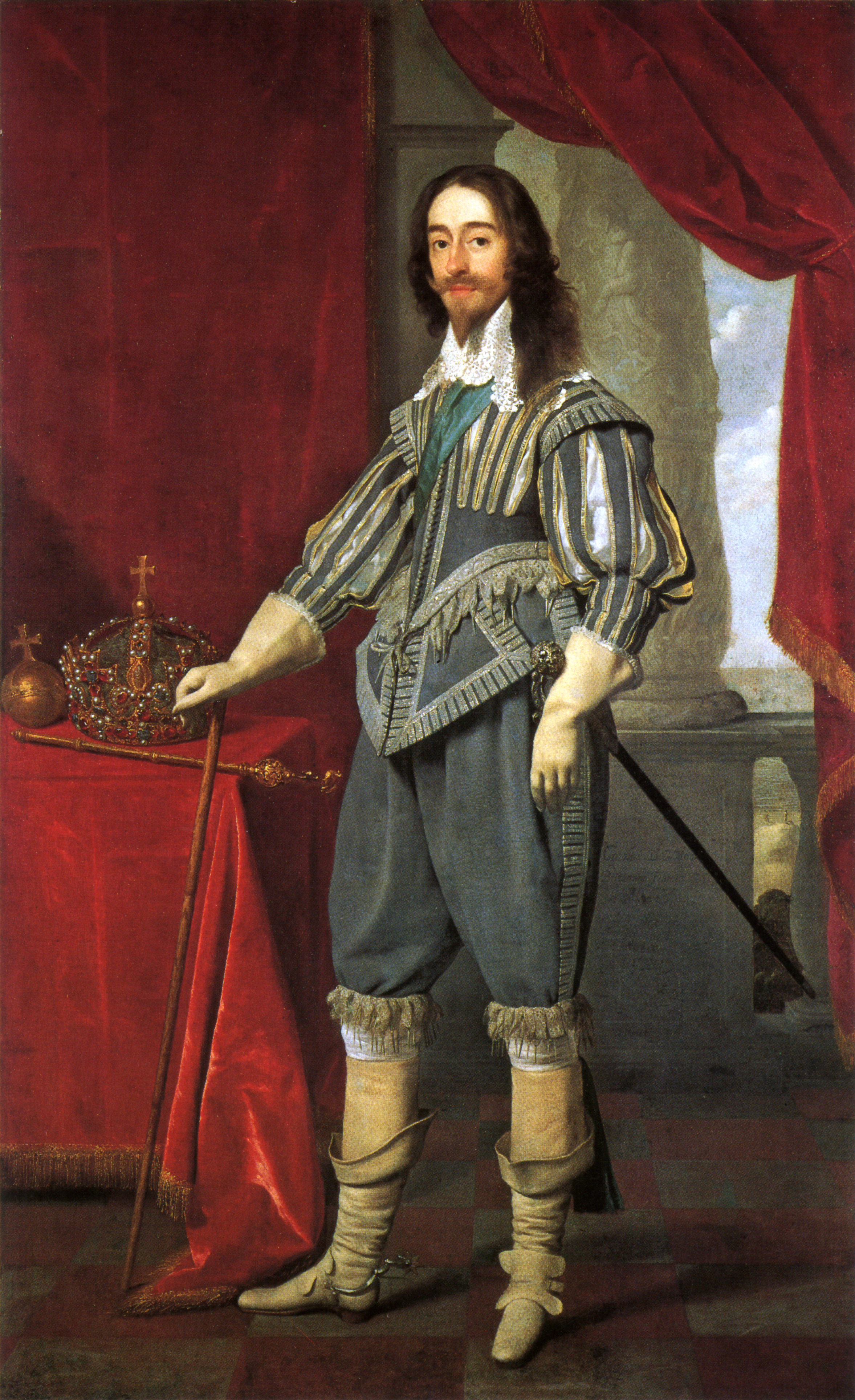
Blå doublet med hög midja och slitsade ärmar över långa blå knäbyxor och höga kragstövlar.
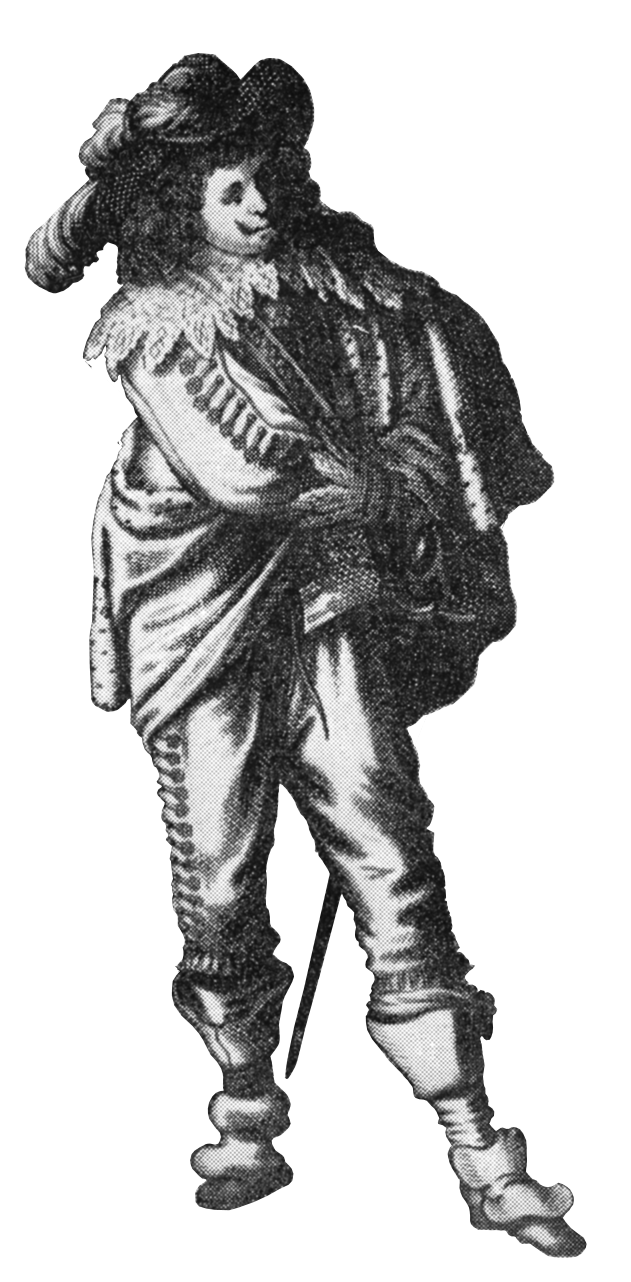
Musketör.
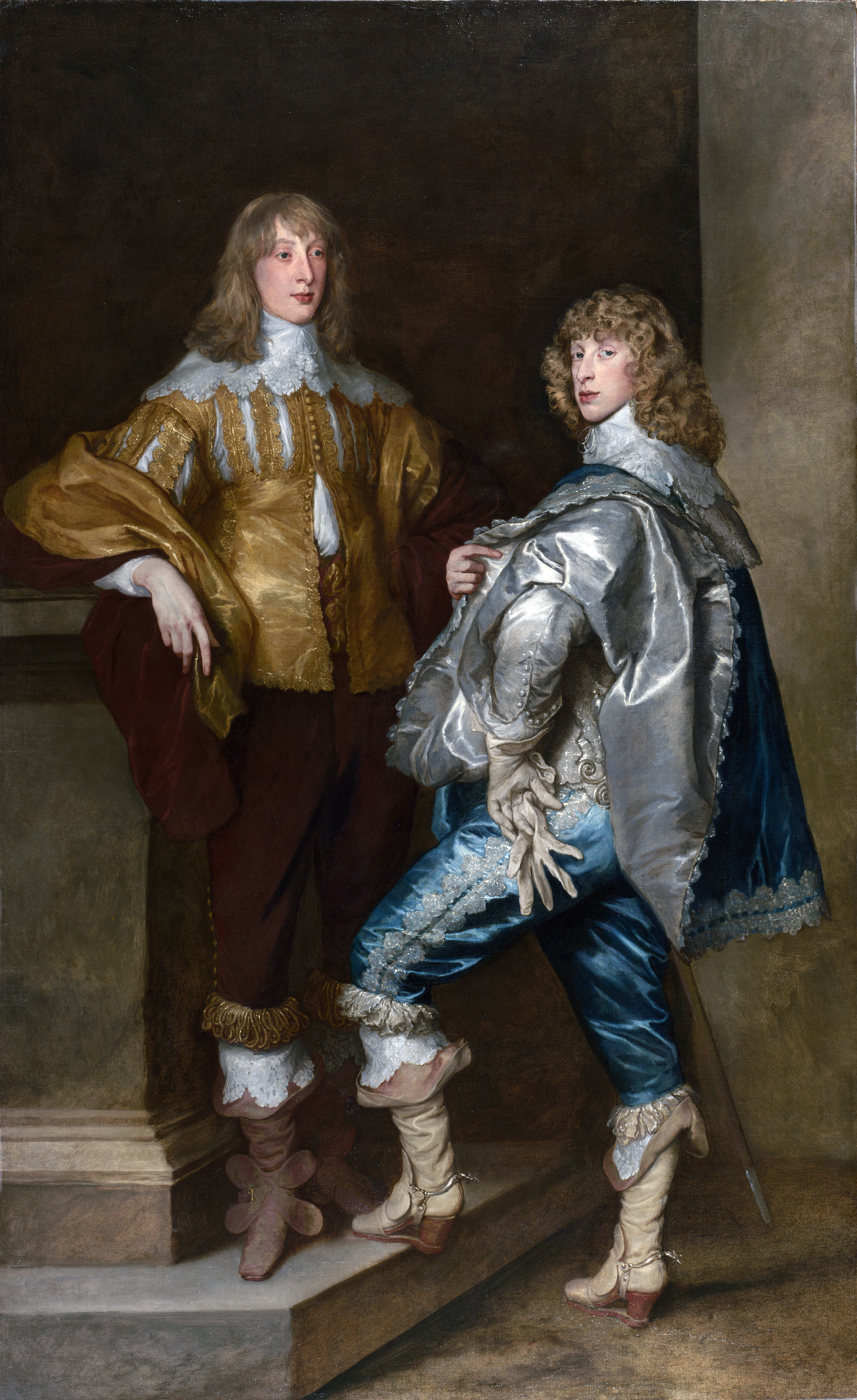
Typiskt 1630-tal. Doublet-tröjor med slitsade ärmar, spetskragar och spetsmanschetter, långa knäbyxor, höga kragstövlar, slängkappor och långt lockigt hår.
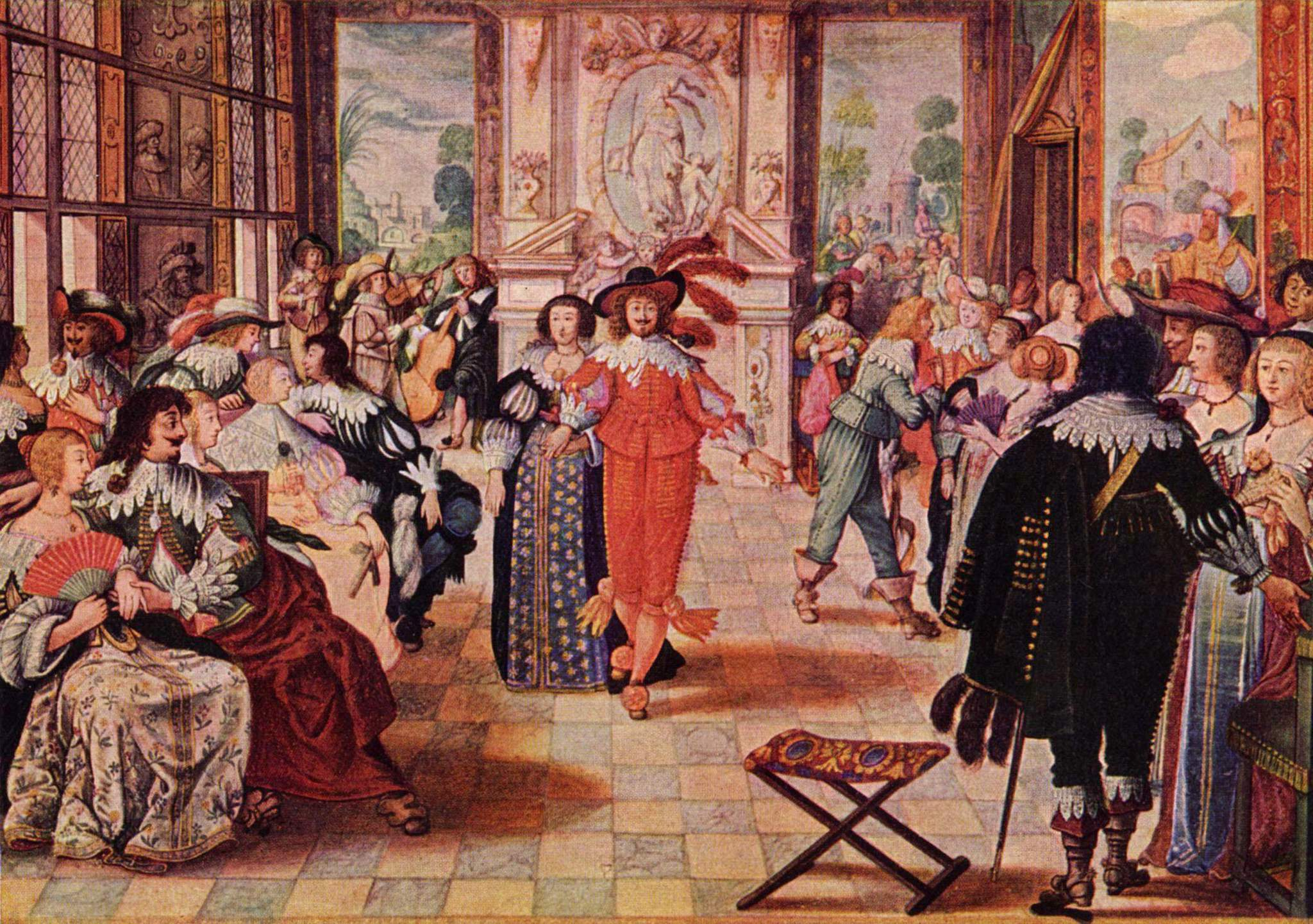
Abraham Bosse 001

##### 1650–1700
På överkroppen var skjortan fortfarande det innersta plagget. Skjortans krage var viktig under 1650-talet och bredde ut sig över hela axlarna. På 1660-talet försvann kragen, och ersattes av en duk om halsen, kravatt, oftast av spetskantat linne, och detta blev en föregångare till slipsen. Kravatten knöts ihop med en rosett, och rosett ökade i storlek tills den försvann. Kravatten ersattes på 1690-talet av "à la Steinkirk", en löst knuten, relativt lång, kravatt som sedan träddes genom rockens sjunde hål. Den sades ha uppkommit i slaget vid Steenkerken 1692 (under Pfalziska tronföljdskriget), då soldaterna fått bråttom och inte hunnit knyta kravatterna så som det var tänkt. 
Över skjortan bars tröjan (doublet), som bars öppen eller knäppt, och som blev allt kortare, för att under 1660-talet knappt täcka revbenen och blotta skjortan därunder. Ärmarna kunde liksom kvinnors delas i två med en rosett, slitsas upp över skjortans ärm, och täckte endast halva armen, så enbart skjortans ärm täckte armen nedanför armbågen. Över tröjan bars en löst sittande rock med halvlånga ärmar. Under 1670-talet blev rocken långärmad och figurnära, och ersatte tröjan: istället började man bära en väst under rocken.
Under 1650- och 60-talen hade de knälånga byxorna blivit mycket vida och lösa. En viktig detalj var de vida, knäkorta och nedtill spetsprydda benkläderna, som påminde om en kjol, s.k. "petticoat breeches", som bars över vida knäkorta rhengrevebyxor. Kjolen med tillhörande rhengrevebyxor blev omoderna när tröjan och kappan ersattes med figurnära rock och väst 1680. 
Omkring 1680 hade mansdräkten utvecklats till de beståndsdelar som så småningom kom att bli kostymen: en skjorta med krås (som senare kom att utvecklas till slipsen); knäbyxor med strumpor; en knälång väst och en figurnära rock (en sk. just-au-corps). När de snäva knäbyxorna blev moderna började silkesstrumporna fästas ovanför snarare än under knäna. 
Stövlar blev omoderna för alla tillfällen utom vid jakt och resa. Svärdet bars inte längre i ett gehäng över axeln, utan började bäras i ett svärdsbälte om midjan. Mansdräkten var som regel översållad med spetsar och rosetter och fladdrande band i varje söm, men förenklades under 1680-talet och under 1690-talet rådde en mer enkel och sparsamt dekorerad stil. 
Män skulle vid denna tid vara helt slätrakade (efter 1680 var inte ens en mustasch acceptabel) och bära håret långt och lockigt. Även tidigare hade män burit peruk, men då endast om det var nödvändigt: från 1680 hade dock allongeperuken slutgiltigt blivit modern, då modet då föreskrev sådana tjocka och lockiga hårmassor att det var svårt för någon människa att få det på naturlig väg. 1680–1700 var allongeperukerna rufsiga och dess lockar naturliga, snarare än de stela rullar som senare blev kännetecknande för dem. En allongeperuk kunde vara i vilken färg som helst, och håret pudrades ännu inte under 1600-talet. Hattars utseende varierade mellan höga kullar och smala eller breda brätten, men de var vanligen prydda med plymer och hade brättet uppnålad över ena sidan av ansiktet.

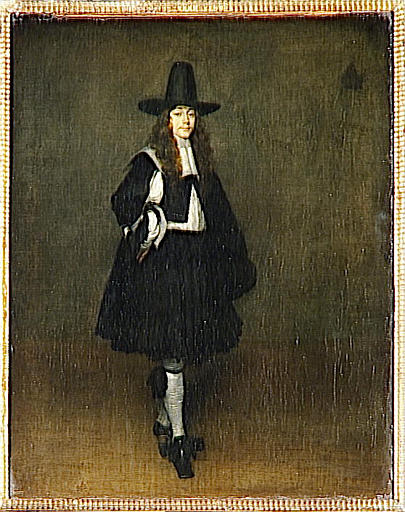
En kort svart doublet över vit skjorta, och "petticoat breeches", över vida knälånga rhengrevebyxor.
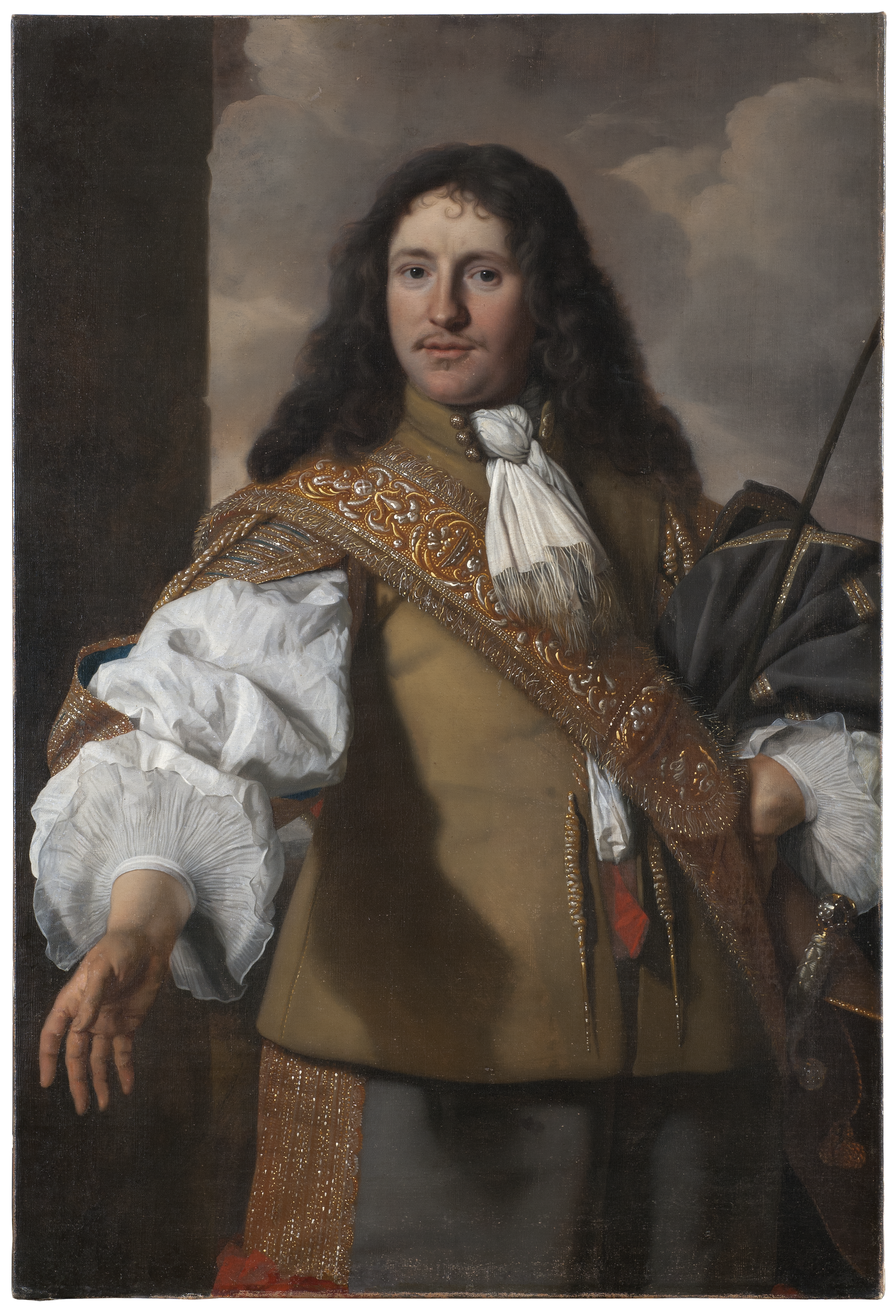
En kort gulbrun doublet över vit skjorta, och "petticoat breeches", över vida knälånga rhengrevebyxor.
Karl XI:s byxor i rhengrevemodell, 1669- Livrustkammaren.
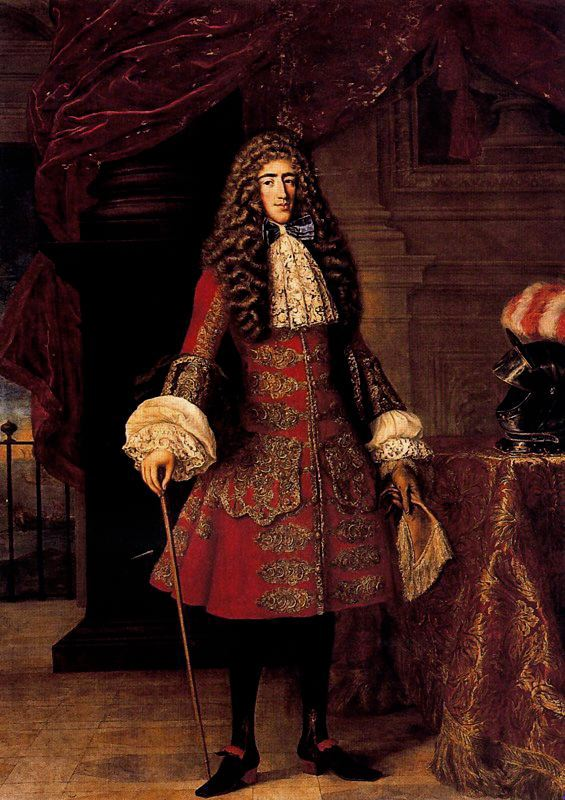
Typisk 1680–1720. Långärmad rock (en sk. just-au-corps) med manschetter över en väst och skjorta med kravatt, knäbyxor och silkesstrumpor. På huvudet allongeperuk.

### 1700-talet: rokokon och klassicismen
Rokoko kallas det mode som var populärt under tidsperioden 1730–1780. Ordet Rokoko betyder snäcka. Frankrike var modenationen under 1700-talet. Modet började förändras för båda könen i och med kungens död 1715, då allongeperuken blev omodern för män och fontangen för kvinnor, samtidigt som säcklänningen och panierstyvkjolen blev modern. 
Mannen bar en rock över en väst, skjorta och snäva knäbyxor. Kvinnors klänning öppnade sig som en rock på framsidan över snörliv och underkjol. Modets grundmodell kvarstod oförändrad i fyrtio år, 1730–1780. 
Under denna tid förändrades inställningen till färger och pastellfärger blev moderna. Män och kvinnor använde under 1700-talet samma färger och mönster, och endast under 1780- och 90-talen börjar en större skillnad gradvis framgå. Barockens starka färger avlöstes av ljusa pastellfärger, som från 1720- och 30-talen fram till cirka 1780 blev de mest moderna. De populäraste färgerna under rokokon var pärlgrått, ljusblått, vitt och rosa. Mörka färger bars mer sällan under rokokon, utom som grundfärg till ljusa mönster, så som till exempel ljusa blommor på mörk botten. Under 1780-talet blev vitt den mest moderna färgen, nu i kombination med starkare färger som rött, marinblått, svart och brunt. Det var först under 1780-talet en större könsskillnad började märkas, då kvinnor oftare bar vitt och män oftare märka färger, kanske till en del på grund av den extremt populära chemiseklänningen, som skulle vara vit. 
Det ansågs vackert att vara blek, och puder användes i stora mängder av både män och kvinnor. Både män och kvinnor sminkade sig och använde parfym under 1700-talet. Man använde rouge, puder och färg till läpparna, dock sminkades inte ögon eller ögonbryn. 
Modet föreskrev att rougefärgen skulle synas tydligt och att det skulle se konstgjort, och inte naturligt, ut. Pudret var dock inte alltid så onaturligt vitt som senare karikatyrer visade, utan kunde också se mer naturligt ut. Man pudrade både hår och hud. Pudret i håret kunde ha olika färger. Effekten man ville få var att utplåna kontrasten mellan hy, hår och kläder, och åstadkomma ett matt helhetsintryck utan kontraster. Pudret som användes innehöll bly, och det var inte ovanligt att man blev sjuk på grund av blyförgiftning, men man förstod inte förrän senare att detta berodde på pudret. Under 1780-talet, då rokokon började övergå i klassicism, började sminket se alltmer naturligt ut, för att till sist inte vara menat att synas. 
Parallellt med det franska rokokomodet, fanns även det engelska lantmodet. Den engelska adeln levde inte vid hovet, som den franska, utan föredrog att leva på sina gods, och där bära förenklade kläder. Detta samspelade med 1700-talets växande idealisering av naturen. Det engelska lantmodet växte långsamt i popularitet parallellt med den franska rokokon under andra hälften av 1700-talet. 
Rokokon avslutades under 1770-talet, som också var årtiondet med det mest extrema modet, med höga pudrade frisyrer för både män och kvinnor, och det sista decennium den dekorerade Robe à la française var modern. Under 1780-talet fick klassicismen, sitt genombrott. Klassicismen var inspirerad av antiken, men också av det förenklade engelska lantmodet: klassicismen kom att påverka dammodet, medan herrmodet påverkades av det engelska lantmodet. 
Under 1700-talet växte stadigt modekonsumtionen bland alla samhällsklasser av flera orsaker. Den merkantila tygindustrin inom först manufakturerna och sedan den industriella revolutionen med dess bomullsspinnerier gjorde tyger billigare och mer tillgängliga samtidigt som uppkomsten av modetidningar ökande tillgängligheten till modenyheter. Fler konsumenter blev medvetna om mode och ville uppdatera sina garderober, något som blev möjligt för allt fler då industrin tillverkade allt mer billiga tyger som gjorde dem tillgängliga för allt fler människor. 
Denna utveckling gjorde också att efterfrågan drev på utvecklingen och gjorde det möjligt att ersätta kläde och linne med bomull och trycka bomull i olika färger och mönster, och gjorde allmänhetens garderob med färggrann.

 
Det var också i slutet av 1700-talet som mode alltmer började uppfattas som ett kvinnligt fenomen, då den nya modepressen främst riktade sig till kvinnliga konsumenter. 

#### Barnmode
Fram till 1780-talet denna tid hade barn blivit klädda på samma sätt som vuxna. Både flickor och pojkar kläddes som vuxna kvinnor fram till ungefär sex eller sju års ålder, med både kjolar och snörliv. Bakgrunden var att det var lättare att hålla småbarn, som ännu inte lärt sig att gå på toaletten, rena om de bar kjol, medan snörliv uppfattades som nödvändig för alla barn, eftersom man vid denna tid trodde att barns skelett var så mjukt att de behövde stöd. Åldern för när pojkar slutade bära kjol och snörliv skiftade, men vanligen bar de kjol till åtminstone sex-sju års ålder: därefter slutade pojkar kläs som vuxna kvinnor och började istället kläs som vuxna män. 
Under 1780-talet hade nya idéer om barndomen som en idealiserad ålder började slå igenom, samtidigt som även vuxnas kläder började bli mer naturliga och bekväma. Detta var idéer som utgjorde bakgrunden till att specifika barnkläder började utvecklas. På 1780-talet började pojkar att kläs i en typ av tygoverall som på engelska kallades skeleton suit. Samtidigt började flickor kläs i en version av vuxna kvinnors chemiseklänning, en lös linneklänning med skärp om midjan. Det var en typ av kläder som gjorde det lättare för barnet att röra sig och leva det naturliga liv med lekar som man vid denna tid började uppfatta som den ideala barndomen, och som kom att utvecklas till vad som sågs som typiska barnkläder.

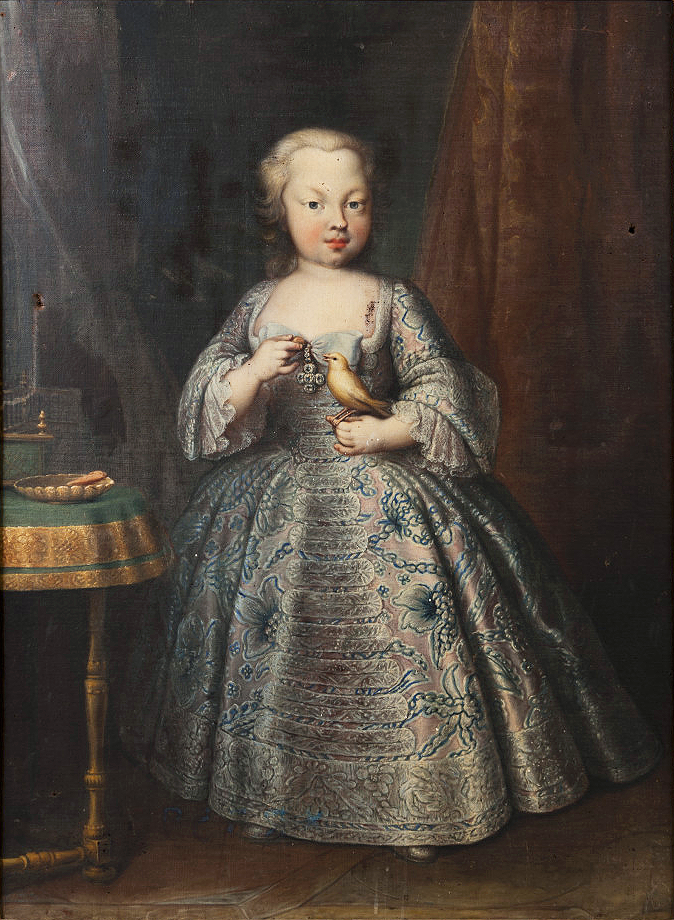
Maria Felicita of Savoy as a child - Racconigi
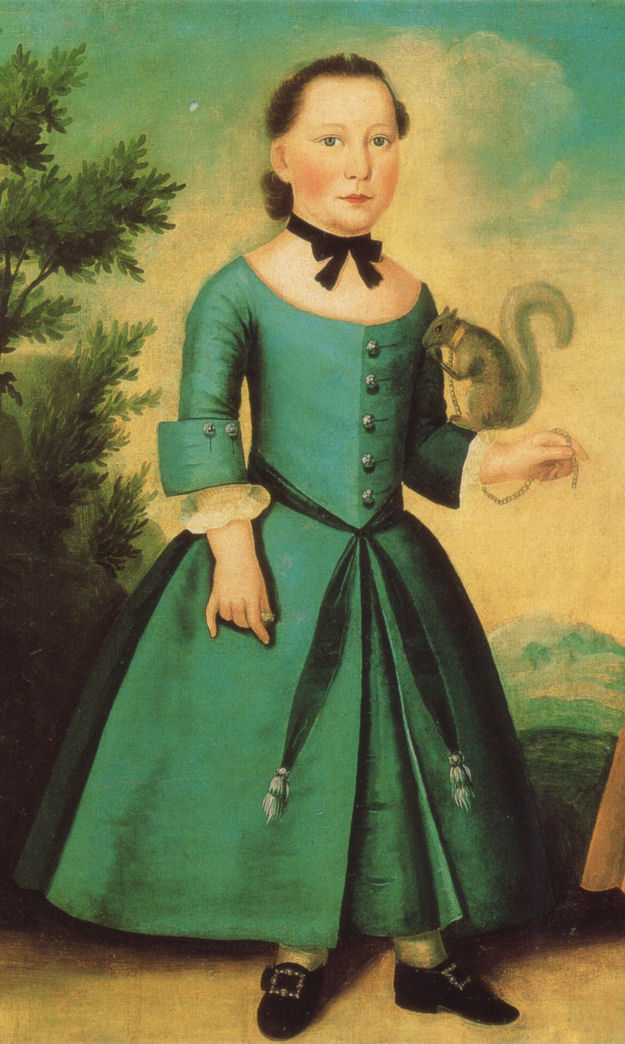
Badger attributed Two Children Detail of Boy
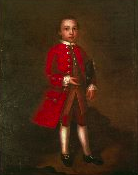
ThomasDawes ca1764 byJosephBadger Harvard.
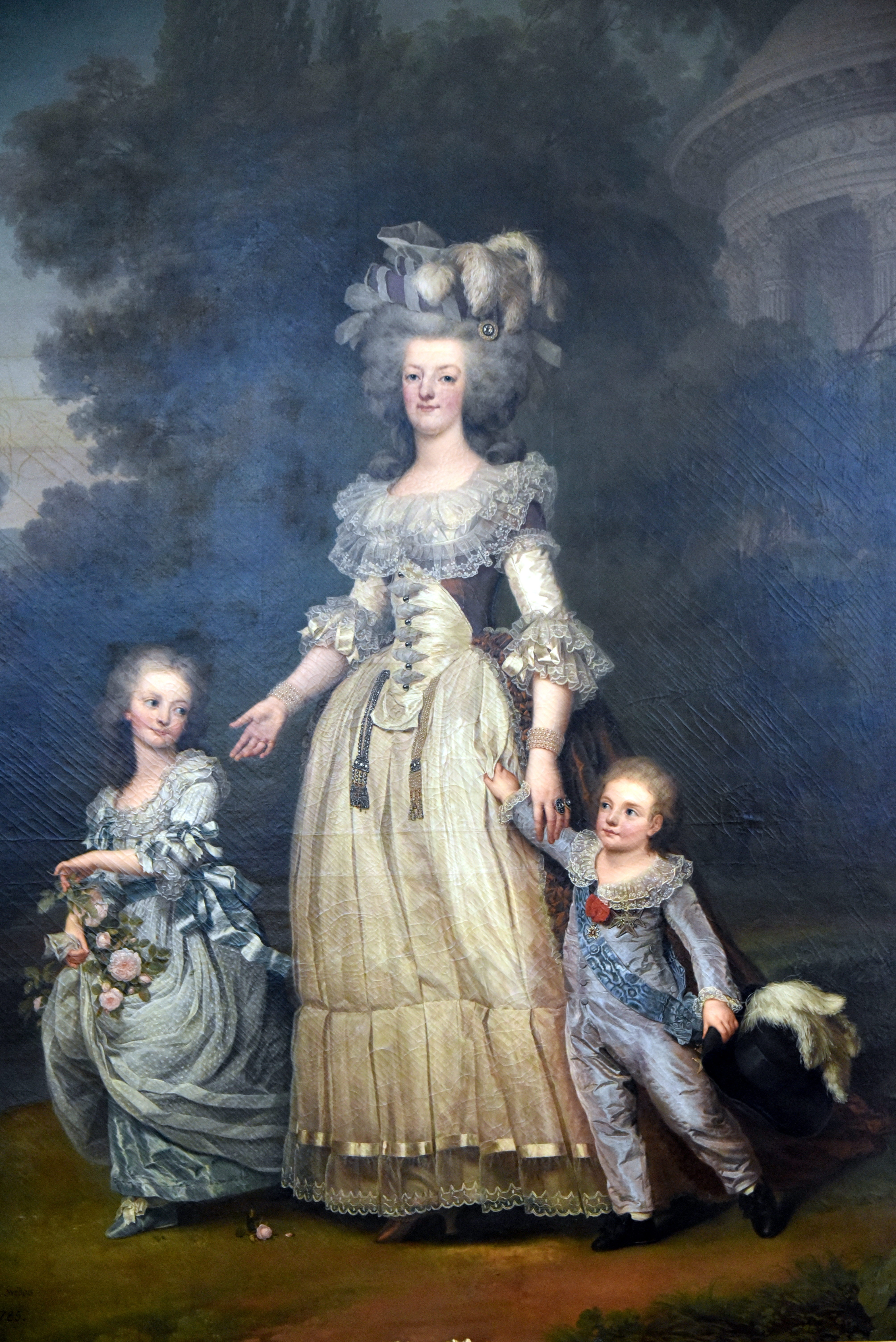
Marie Antoinette och hennes barn, 1785. Hennes dotter bär en lös chemiseklänning med skärp och hennes son en overall, en så kallad skeleton suit. Detta var nyheter: ett särskilt mode för barn, som fram till detta hade klätts som vuxna.
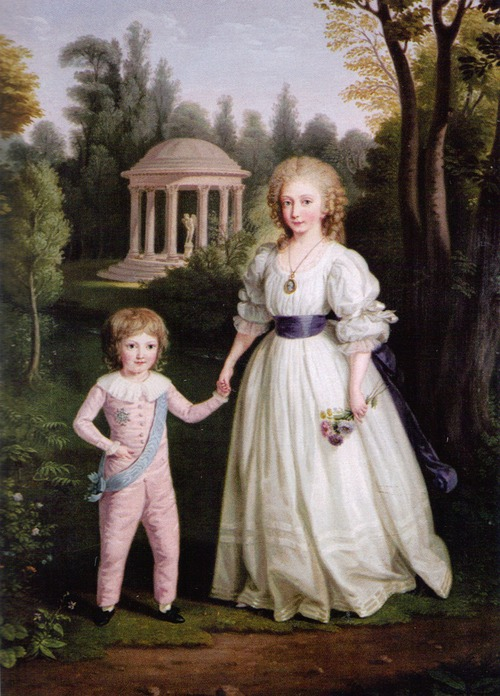
Marie Therese and Louis Charles by Ludwig Guttenbrunn
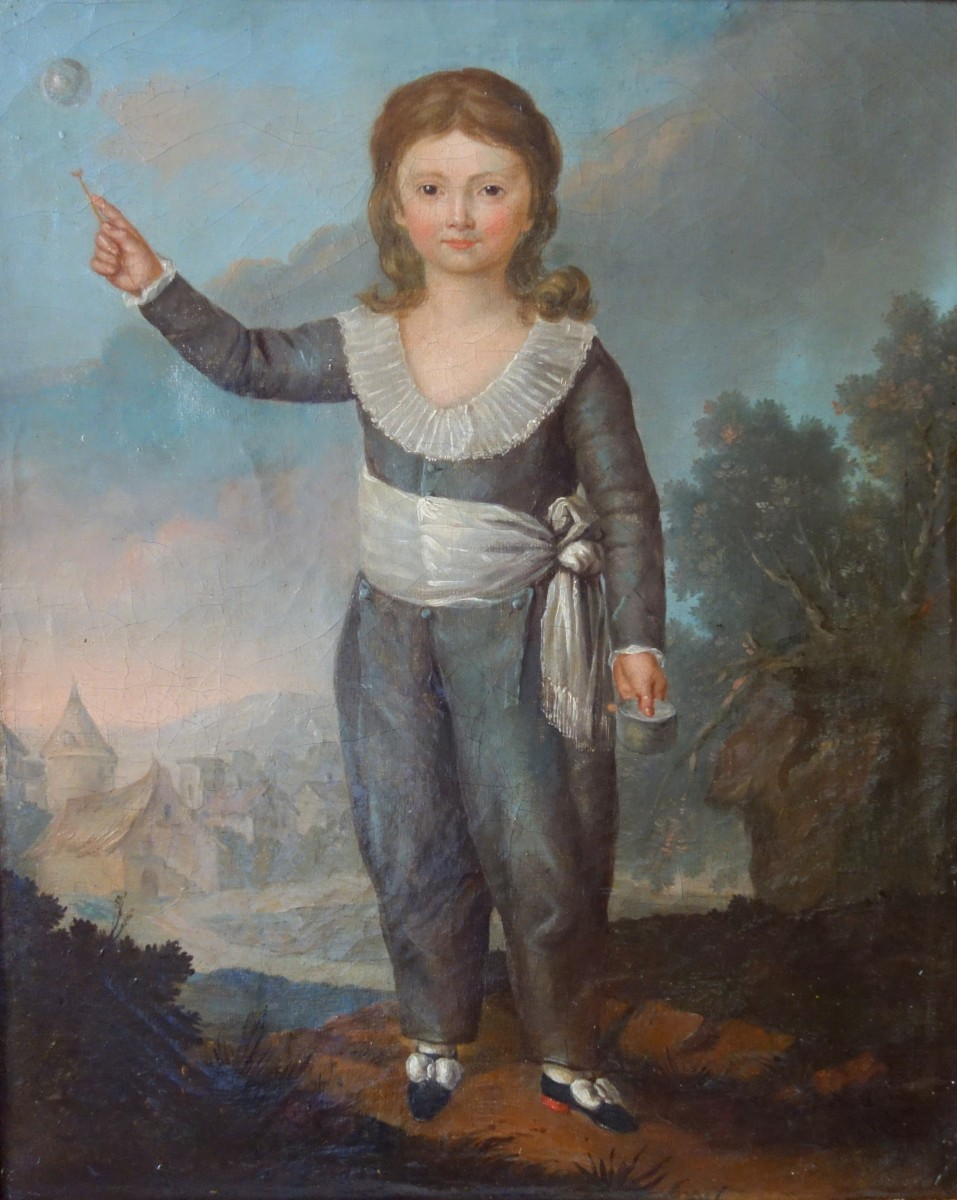
Portrait du premier dauphin Louis-Joseph

#### Dammode

##### 1700–1750
Kvinnor bar underst en vit linnesärk (chemise) med armbågslånga ärmar, och strumpor fästa med strumpeband om knäet. Några benkläder bars i allmänhet inte under särken, även om det finns enstaka uppgifter om individuella kvinnor som bar mansunderbyxor. 
Vid sekelskiftet 1700 hade kvinnor börjat bära separata snörliv: det var en följd av det faktum att den gamla typen av klänningar, som hade inbyggda snörliv i klänningslivet, hade ersatts av mantuaklänningen, som inte hade någon korsett inbyggd i livet. 1700-talets snörliv var konformat, med smal rygg och slät triangulär front: den var konstruerad mer för att släta ut framsidan och lyfte bysten så brösten pöste upp ur urringningen, inte för att snöra ihop midjan, och dess silhuett med slät, rak front, tillbakadragna axlar och uppuffad byst var karaktäristisk för epokens korsett. 
En vanlig del av underklädseln var separata fickor: kjolarna hade inte verkliga fickor, men lösa fickor knöts med band om midjan under klänningen och nåddes genom sprund i kjolen. En underkjol som var kortare än klänningens kjol bars underst: vid kyla kunde denna vara fodrad.   
Mellan 1715 och 1720 blev styvkjolen återigen modern i form av paniern, en underkjol med insydda skenor. Styvkjolen hade rund modell under 1720-talet men  stod efter 1730 enbart ut på sidorna och var platt på framsidan och baksidan. Styvkjolen var ofta liten till vardagen, men kunde vara mycket vid till högtidsdräkt, särskilt vid franska hovet, där man ska ha vidgat dörrarna för deras skull. 
Det fanns ett begränsat antal klänningsmodeller under denna period. Den mest formella modellen var Robe de cour (hovklänning). Den bestod av ett snävt, benat klänningsliv med inbyggt snörliv och bara axlar, som saknade ärmar och istället visade särkens vida, veckade ärmar, omknutna med band och bildande armbågslånga ärmar uppdelade i spetsvolanger. Kjolen var sluten och veckad. Detta var en klänning som bars under hela 1700-talet uteslutande som den mest högtidliga hovdräkten och var typisk för formella kungliga porträtt, och som hade utvecklats ur den klänningsmodell som användes innan mantuan blev modern.
Mantuaklänningen användes allmänt utanför hovet som den mest formella klänningsmodellen. Mantuaklänningen hade armbågslånga ärmar som täckte axeln och avslutades med en manschett som avslöjade särkens spetsvolang, och en fyrkantig ringning som kunde täckas över med en bröstlapp. Mantuaklänningens liv nålades fast ovanpå det stela benade snörlivet till ett snävt klänningsliv, som öppnade sig över en isättning ovanpå snörlivet på framsidan. I början av seklet bars dess kjol fortfarande draperad över en synlig underkjol med fontang på huvudet, men efter 1715 blev fontangen omodern och mantuaklänningen fick en sluten veckad kjol ovanpå en styvkjol. 
Omkring 1715–1720 blev den så kallade säcklänningen modern. Denna var ett mer informellt alternativ till mantuan, och konkurrerade snart ut denna som vardagsklädsel.  Säckklänningen var sydd som en lös säck med armbågslånga ärmar. Den har även kallats saque, contouche, robe volante, robe battante och watteauklänning. Kännetecknande för den var att den hade veck som gick från linningen mellan axlarna över ryggen ned till golvet, kallad watteauveck. I början förekom att man nålade fast livet på klänningen ovanpå snörlivet för att göra den figurnära, men det blev snart populärt att lämnat den onålad och fritt hängande. 
På 1720-talet var modellen helt lös och rund runt hela kroppen, och bars som informell vardagsdräkt: denna version kallades sacque. Cirka 1730 öppnade sig modellen över en isättning eller stomacher över snörlivet på framsidan och fick alltså en figurnära front: denna version av modellen kallades robe volante. 
Cirka 1740 hade modellen blivit figurnära även på sidorna, och livet var endast snävt på baksidan, där watteauvecken bildade ett släp från ryggens linning ned till fötterna: på framsidan öppnade sig klänningen som en rock över en snörlivet, täckt av en isättning, som ofta täcktes av rosetter, och över en underkjol. Ärmarna räckte till armbågen och avslutades med en manschett över en spetsvolang (engageantes). Denna version av modellen kallades Robe à la française. 
Urringningen var alltid sydd djup, men kunde täckas med en bröstduk. Om halsen bars ett band, oftast ett ryschigt och dekorerat sådant. 
Denna modell blev extremt populär och bars till och med 1770-talet. Den kunde lätt varieras genom att man bytte ut dekoren: rosetterna på isättningen och ärmarna, och dekoren längs kjolen och överkjolens linningar, halsen och urringningen, och det var genom assecoirerna, snarare än genom själv klänningensmodellen, som modet skiftade under denna tid. 
Ett mer informellt alternativ var en robe à l'anglaise. Denna var en engelsk version av mantuan. Den hade ett figurnära men slutet liv utan watteauveck, och ofta också en sluten kjol buren utan styvkjol. Dess ringning och ärmar var desamma som den franska klänningens. Denna var vid denna tid populär i England som en del av det lantliv som levdes av den engelska aristokratin, som föredrog att leva ute på sina lantegendomar och skilde sig från den franska adeln, som föredrog hovet eller staden. Till robe à l'anglaise bars gärna en vidbrättad stråhatt (bergere). 
En alternativ informell vardagsklädsel var en "kofta" eller jacka (caraco) över en kjol. Jackan var helt enkelt överdelen av en säcklänning avkortad till jacka. Detta var en omtyckt vardagsdräkt för kvinnor ur alla klasser, och jackan kunde vara både vid och figurnära. Arbetarkvinnor kunde också bära en lös säckklänning omknuten med ett förkläde för att ge den ett mer formellt utseende offentligt. 
Till riddräkt bar kvinnor samma klädsel som män, med rock, väst, trekantig hatt och stövlar, utom att de även bar en kjol: riddräkten användes över för resor.  
Under den här tidsperioden började pastellfärger och blommiga tyger bli moderna. Under 1730- och 40-talen var utöver pastellfärger även mörka färger moderna som grundfärg i blommiga tyger. 
Fontangen blev omodern 1715, och i sextio år framåt var hårmodet mycket diskret. Kvinnor bar vanligen håret kammat ganska slätt omkring huvudet tête de mouton ("fårhuvud"): kammat ganska tätt omkring huvudet och uppsatt diskret på bakhuvudet och med en korkskruvslock dragen över ena axeln. Håret dekorerades endast diskret med en hårdekoration. Det blev modernt att pudra sig. Pudret skulle dock sällan vara vitt utan kunde ha andra mer naturliga färger: syftet var att dämpa ned kontrasterna mellan hud, hår och tyger och göra helheten mer sammanhängande. 

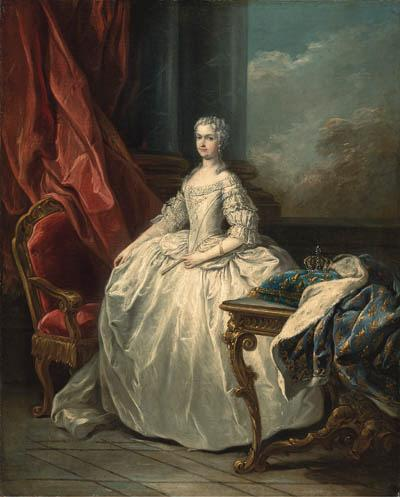
Robe la cour över 1720-talets cirkelrunda styvkjol.
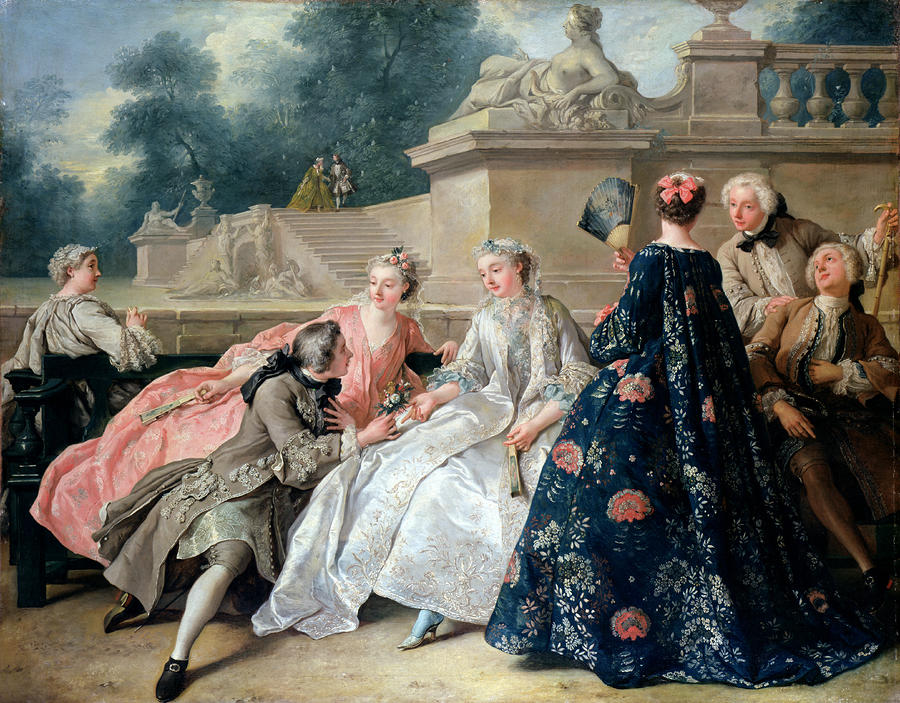
Saque.
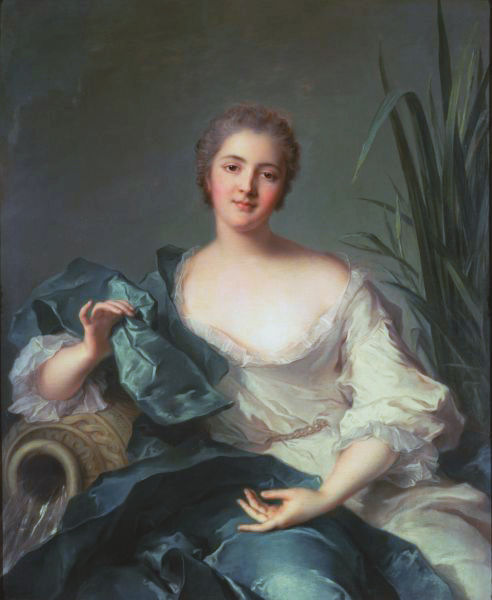
Kvinna klädd endast i vit linnesärk.
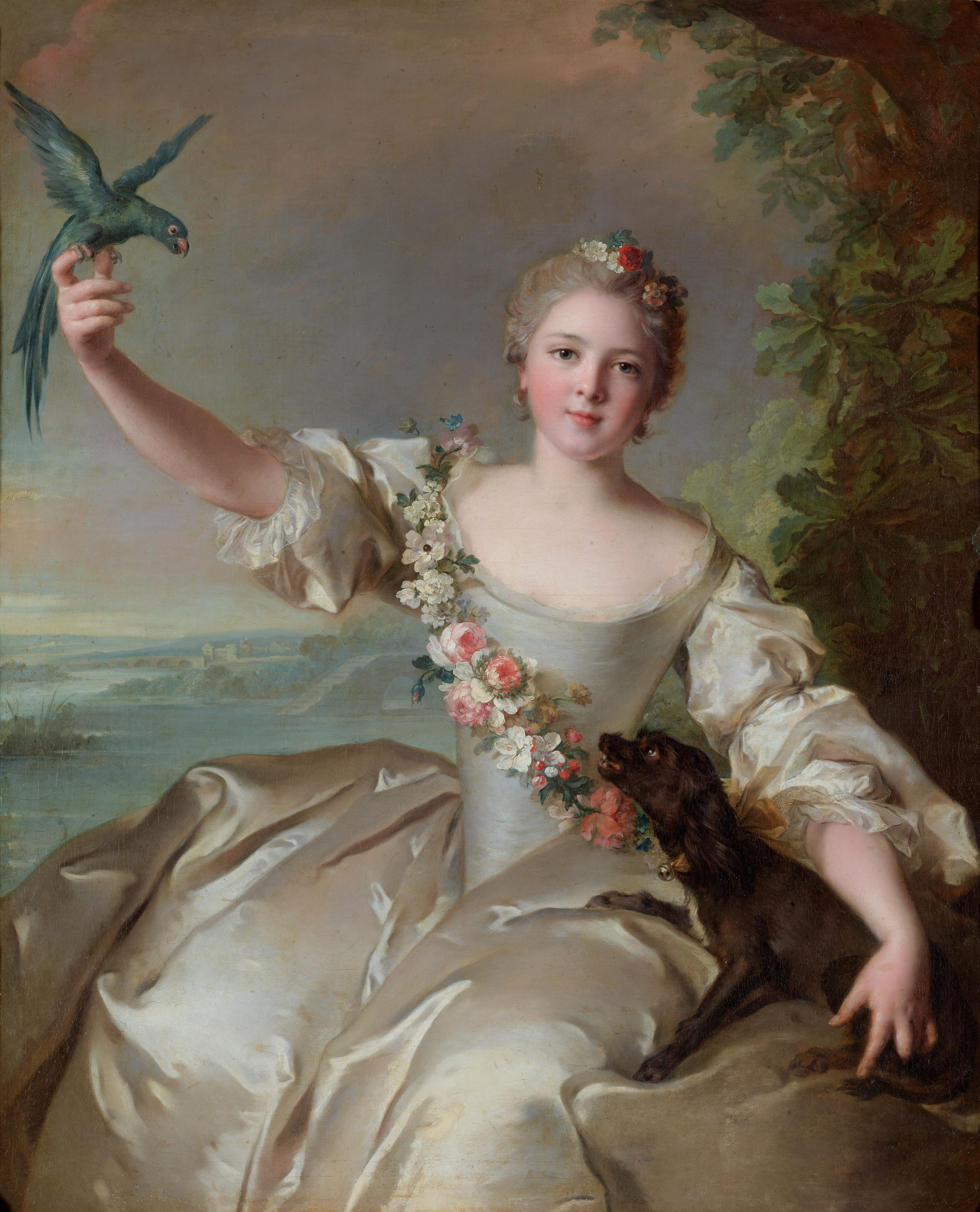
Ärmlöst vitt livstycke, som visar särkens vida ärmar, och vit kjol.
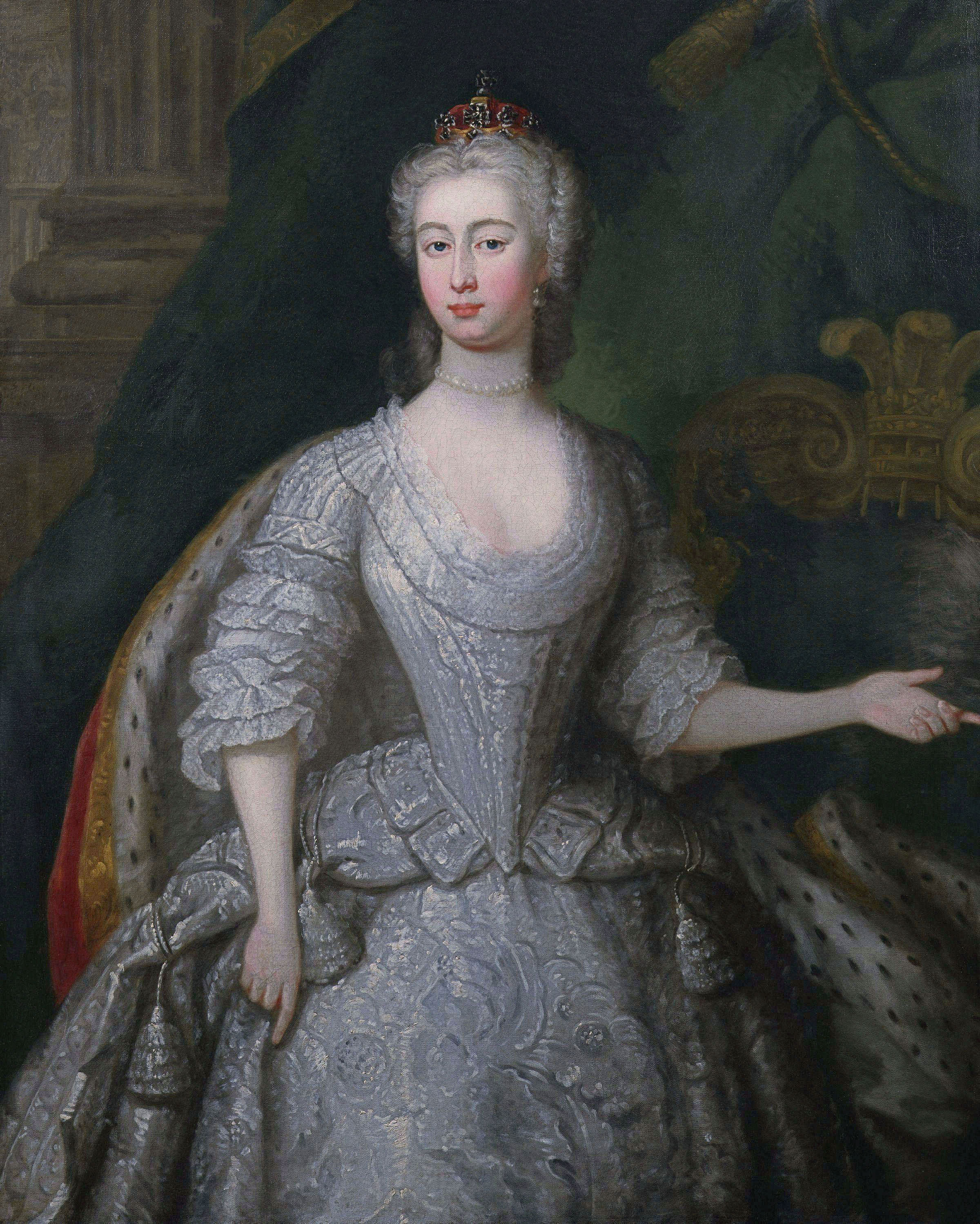
Typisk robe de cour.
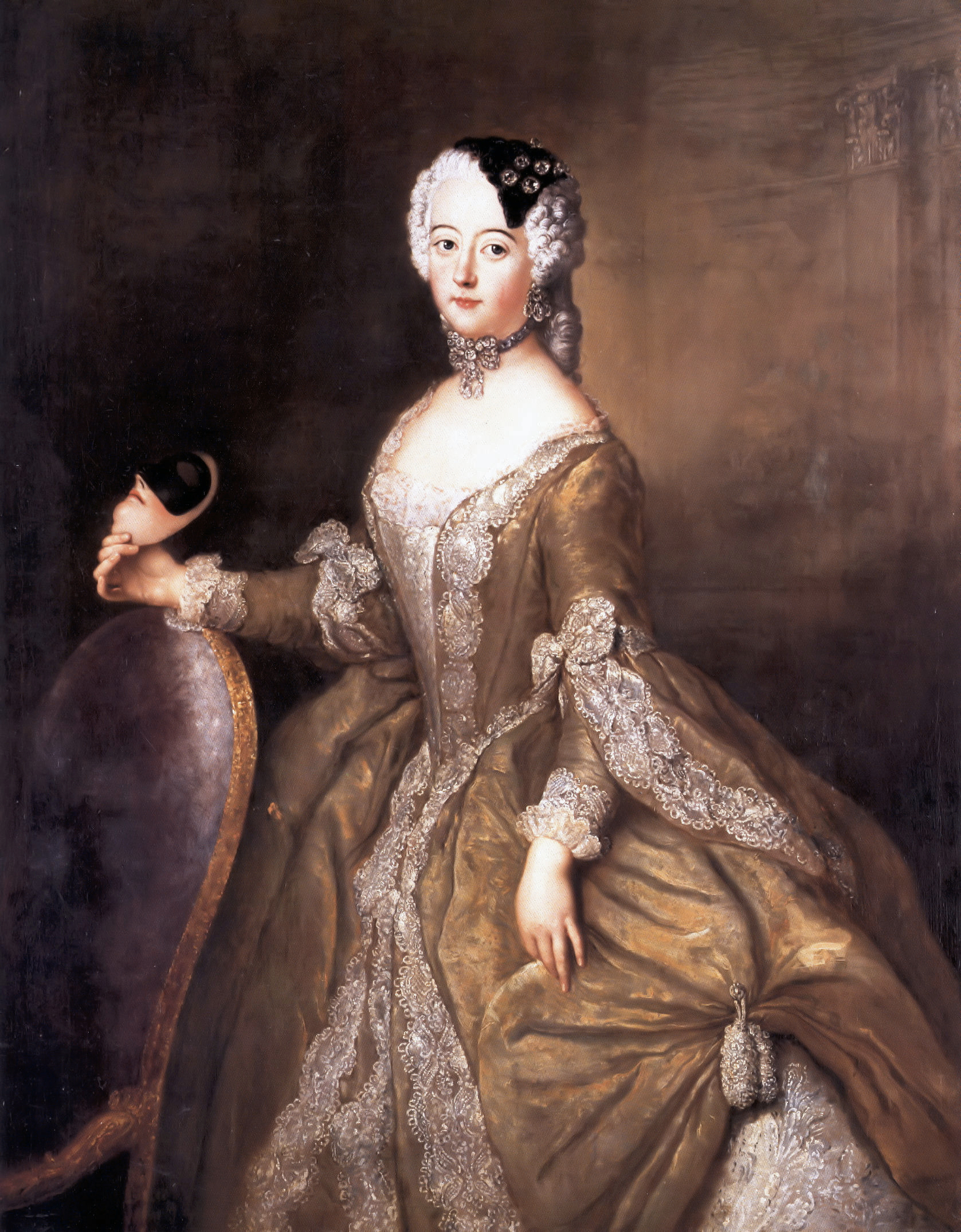
Lovisa Ulrika i mantuaklänning över panierstyvkjol.

##### 1750–1795
Tiden 1750–1780 var Robe à la française fortfarande den mest populära modellen. Från cirka 1750 bars den med kjolen öppen över underkjolen, medan den under 1740-talet hade haft sluten kjol. Panierstyvkjolen förenklades och efter 1750 bars istället pocher, som gav samma effekt av att breda ut kjolen åt sidorna, men som inte längre bestod av en benad underkjol utan bara av två löstagbara ställningar eller "vingar" att knyta fast om midjan under kjolen, vilken var mycket enklare och lättare än panierstyvkjolen. Styvkjolen nådde sitt maximum under 1740- och 1750-talen, och började minska i storlek under 1760-talet. 
Robe à la française var modern 1770-talet ut. Under 1770-talet var Robe à la polonaise modern, som var en vidareutveckling av Robe à la française, med draperad kjol: denna var rentav ännu mer dekorerad än Robe à la française hade varit. Cirka 1780 försvann modellen slutligen från modet.
Vid sidan av Robe à la française blev det engelska lantmodet, inspirerat av den engelska adelns lantliga godsliv, gradvis allt mer populärt, eftersom det associerades med det populära idealiserandet av naturlivet, känt som Arcadia. Det gjorde att den förenklade engelska klänningsmodellen, Robe à l'anglaise, också gradvis blev mer populär. Cirka 1780 hade den enklare Robe à l'anglaise blivit populär även i Frankrike och ersatt Robe à la française. Samtidigt blev även styvkjolen, även i form av pocher, omodern, och användes under 1780-talet enbart till hovdräkt. Däremot blev det populärt att bära en kudde på baksidan av kjolen för att få den att pösa ut som en turnyr. 
Under 1770-talet växte parallellt fram en klänningsmodell som fick sitt genombrott cirka 1780, kallad robe la chemise. Denna var inspirerad av modet i Västindien, där de franska kvinnorna på grund av klimatet enbart bar en särk hemma till vardags. Robe la chemise var helt enkelt en lös linnesärk med vida ärmar, med särk och ärmar kantade med en spetsvolang: den bars över den vanliga särken, snörlivet och underkjolen, och bands ihop med ett brett färgat skärp om midjan. 
Eftersom den såg ut på samma sätt som den särk som bars som underkläder, ansågs chemiseklänningen skandalös, då bäraren visuellt uppfattades gå omkring i underkläderna. År 1783 lanserade Marie-Antoinette linneklänningen; en vit tunika som bands fast om midjan med ett brett skärp i mörkare färg; detta fortsatte att vara högsta mode i tio år och de pastellfärgade sidentygerna började försvinna. Chemiseklänningen slog igenom totalt och blev enormt populär under 1780-talet och konkurrerade ut alla andra klänningsmodeller både till fest och vardag utom för tillfällen då man ansågs behöva se mer påklädd ut, då man istället bar en Robe à l'anglaise. Dess enkelhet motsvarade det naturmode som slutgiltigt slog igenom i klädmodet under detta årtionde: det motsvarade även den samtida vurmen för antiken, som ledde till att klassicismen avlöste rokokon under just 1780-talet. 
Från 1770 tid började det bli alltmer modernt att bära en jacka, en caraco eller brunswick, över kjol och snörliv. Denna jacka utvecklades ur den lösa kofta som redan tidigare varit populär till kjol, men som då endast hade burits som hemmaklädsel eller som vardagsklädsel av kvinnor som inte tillhörde överklassen. 
1770–1790 blev dessa koftor figursydda jackor, och populära att bära offentligt som fashionabla plagg. 
Pastellfärgerna började gradvis fasas ut under 1780-talet och ersättas av starkare färger, som blått och rött, kombinerat med vitt. 
Under 1770-talet förändrades hårmodet radikalt och håret byggdes upp i höga frisyrer (pouf) prydda med olika typer av dekorationer. Efter 1780 ändrades modet igen och pouffrisyrerna byggdes inte längre upp på höjden, utan blev vida och breda snarare än höga: de dekorerades inte heller längre, och hattar ersatte hårdekorationerna i popularitet. Under 1780-talet blev började pudrandet av håret gradvis minska.

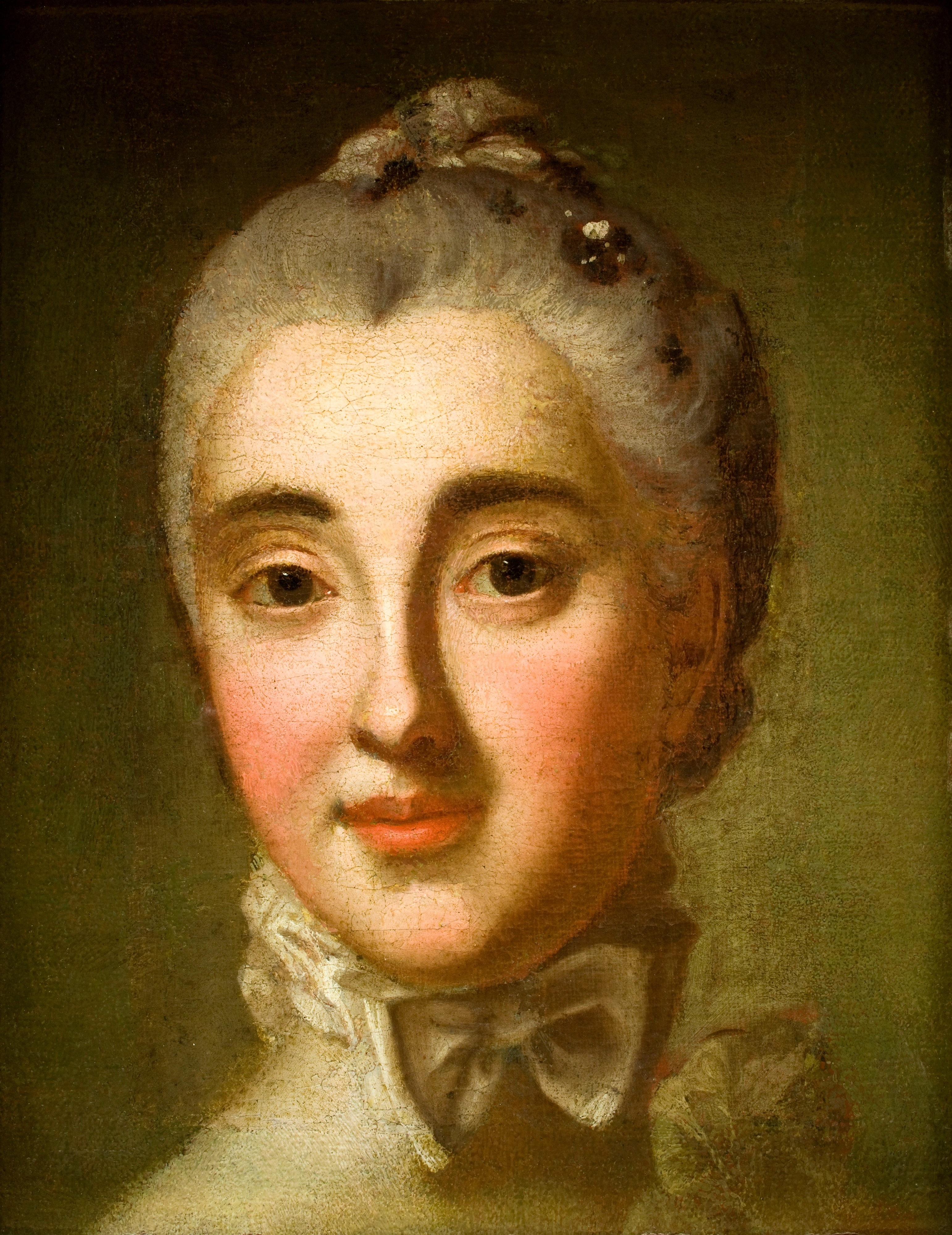
Den typiska släta tättkammade frisyren 1730–1770: tête de mouton.
Den typiska Robe à la française-klänningen.
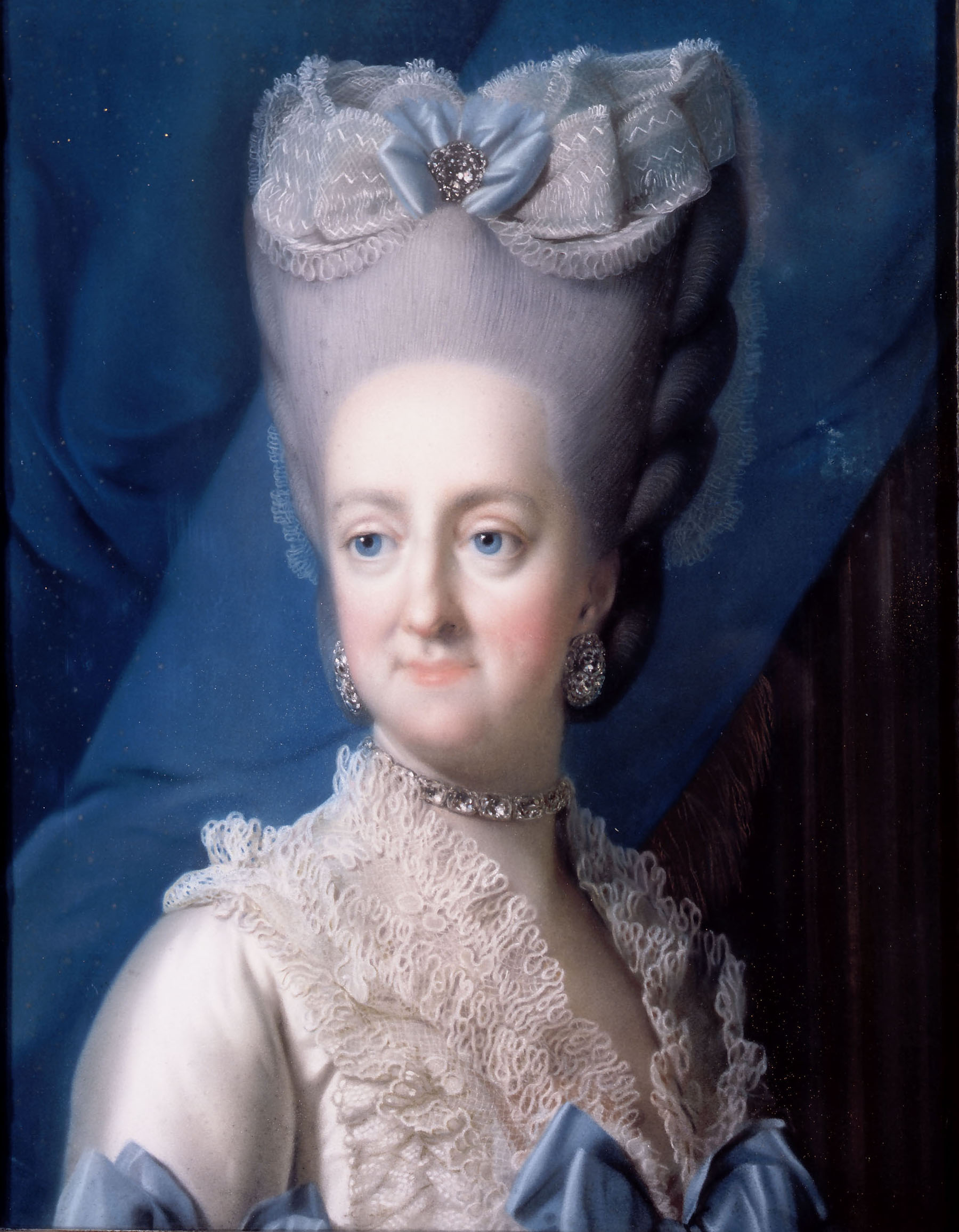
1770-talets typiska höga vitpudrade pouf-frisyr.
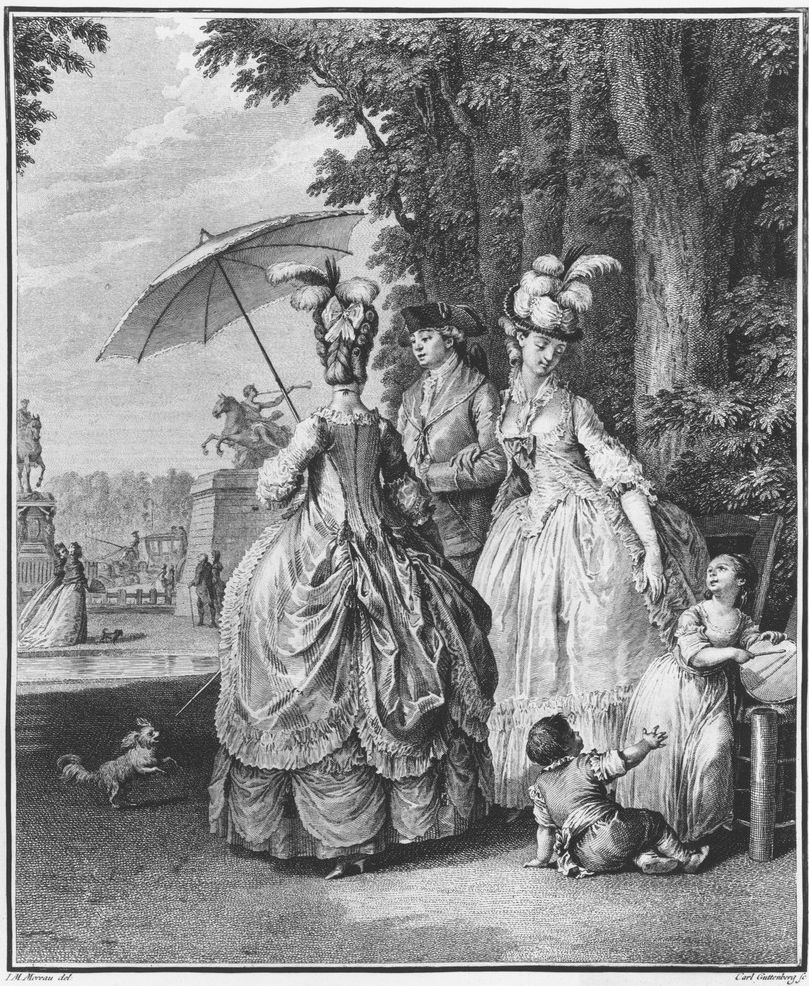
Robe à la polonaise
1780-talet vida pouf-frisyr under typisk hatt, och en Robe à l'anglaise-klänning.
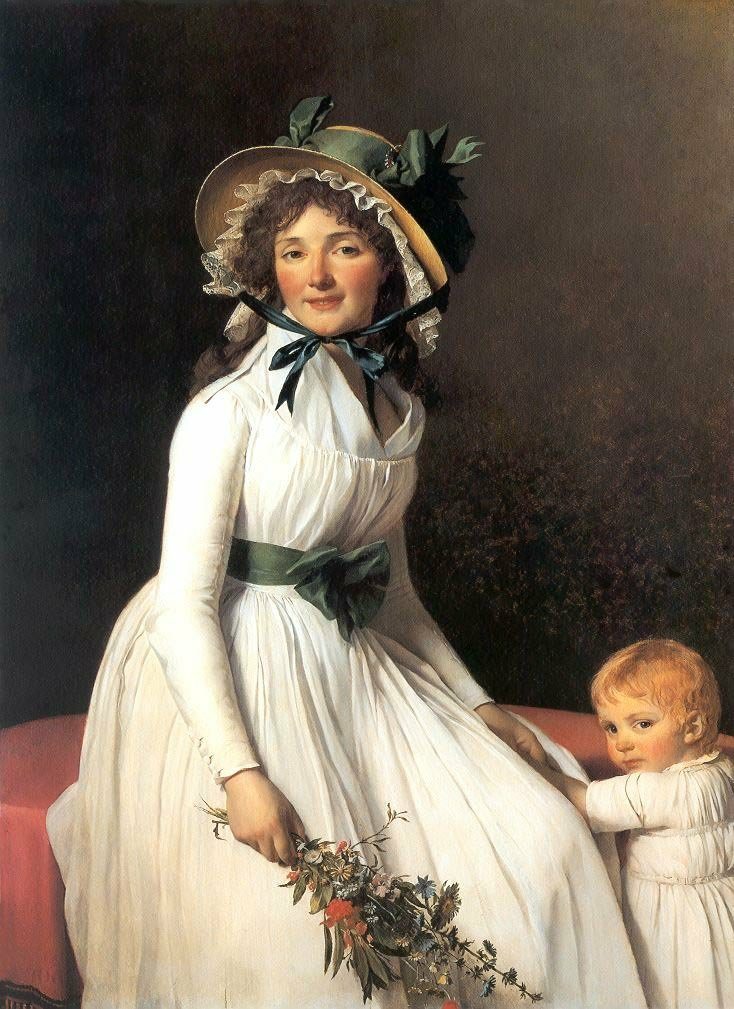
Den typiska vita linneklänningen robe la chemise, omknutet med ett band om midjan, som blev modern på 1780-talet, till den typiska stråhatten. Skärpet knöts nu under bysten och midjan höll på att försvinna.

#### Herrmode

##### 1700–1750
Mansdräkten bestod av tre grundläggande delar, vars helhet kallades habit à la française: en rock (justaucorps), knäbyxor och väst. Knäbyxorna räckte över knäet, och över vita silkesstrumpor. Skorna bars med stora spännen och klacken blev något lägre efter 1730. 
Rocken bars öppen över västen för att visa upp denna, och gradvis skars den allt vidare mot sidorna över västen för att visa alltmer av denna. Under första hälften och mitten av seklet hade rocken vida ärmslag och vida skört. Parallellt med att kvinnornas styvkjolar gjorde kjolarna vida under tiden 1730–1770, växte även skörten på männens rockar och västar i vidd. Rocken hade vida, veckade skört fodrad med styvnad för att få dem att stå ut över höfterna: männens skört växte i takt med kvinnornas styvkjolar, och var liksom dessa som störst under 1740- och 50-talen, innan de började krympa. 
Västen var det mest uppseendeväckande plagget, och bestod ofta av rikt broderade tyger som brokad. 
Mansdräkten bars över en skjorta med halskrås och spetsmanschetter som ofta var löstagbara. 
Under hela seklet bars knäbyxor över strumpor och lågskor. Under en resa, jakt eller andra tillfällen som krävde kroppsansträngning bars dock knähöga stövlar som täckte strumporna.
I början av seklet var fortfarande den stora och långa allongeperuken modern, som män bar över rakat huvud. Under 1720-talet avlöstes den av en stramare frisyr med håret kammat slätt över huvudet, lockat i sidorna och samlat i en hårpiska i nacken. Cirka 1720 blev allongeperukerna omoderna och ersattes av en bakåtkammad frisyr med lockar över sidorna och håret samlat i stångpiska i nacken knuten med en svart rosett och samlat i en påse, "solitaire". En version av denna frisyr var den hårfläta med sidenband som först beordrades inom armén av Fredrik Vilhelm I av Preussen, och som sedan anammades av adeln som i sin tur förde modet vidare till borgarklassens män.
Män bar under seklet den trekantiga trekornshatten, vars höjd och brätten varierade med modets skiften. Den bredbrättade hattens brätten fästes upp från tre hålla mot kullen och antog därmed formen av en trekantig hatt, tricorne, som blev den absolut vanligaste hatten för män. Den populära "domino-stilen" utgjordes av en mask, en long kapé och en tricornehatt: dessa behövde inte vara svarta, men det var populärt att de var det, för att kontrastera mot de annars populära pastellerna i den övriga dräkten. 

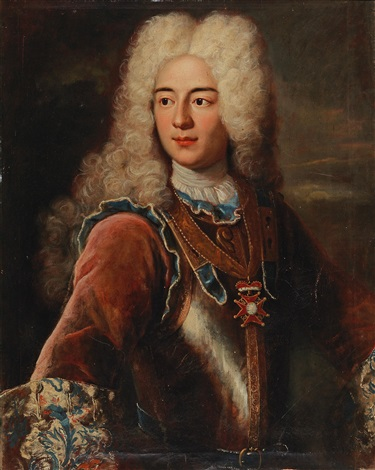
Anonym, Rudolf Emanuel Frisching (1722)
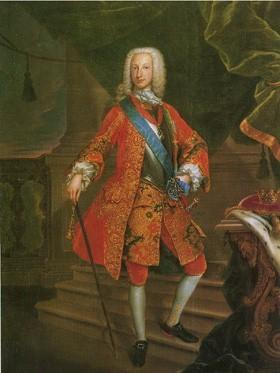
Carlos de Borbón, duque de Parma 2
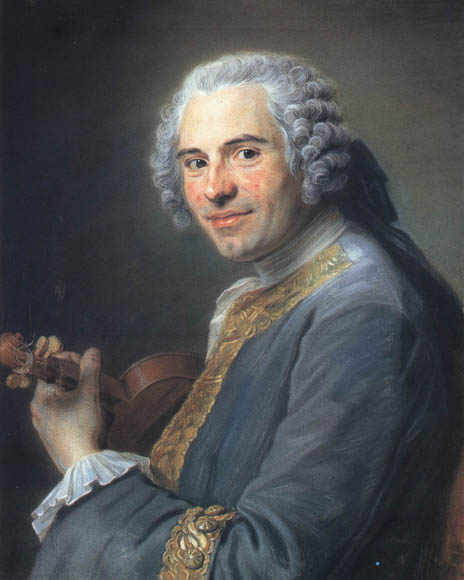
Jean-Joseph Cassanéa de Mondonville.
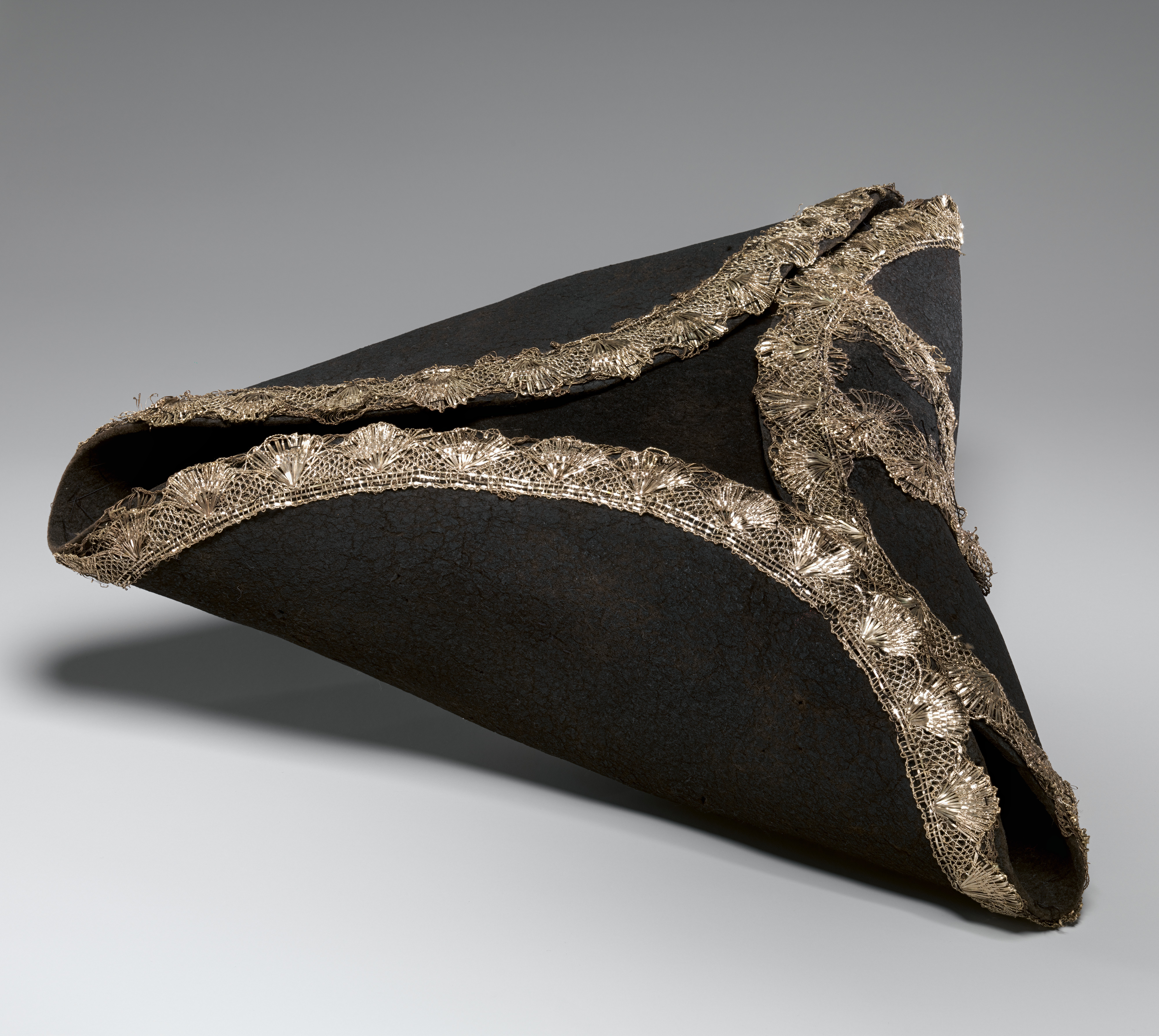
Tricorne

##### 1750–1795
Under 1760– och 70-talen minskade gradvis mansdräkten i storlek och slimmandes av. Ärmarnas slag och manschetter krympte och slätades ut, skörten blev kortare och snävare och västen under rocken kortades av. 
Under 1770– och 80-talen hade rocken skört endast på baksidan, ärmarna var naturligt långa och snäva, och västen slutade vid midjan. Detta gav mansdräkten en snäv och figurnära silhuett. 
Från 1770-talet blev också det "engelska modet" populärt, vilket var ett alternativt, bekvämare och förenklat vardagsmode, med mjuk helknäppt rock utan dekorationer. Det engelska modet slog igenom helt för män under 1780-talet samtidigt som klassicismens chemiseklänning slog igenom för kvinnor, och herrmodet blev därefter gradvis både enklare och mörkare till färgen än kvinnornas. 
Modet med hårpiska var modernt under nästan hela seklet efter 1720. Till skillnad från hur det varit under allongemodets tid var den nya frisyren möjlig att åstadkomma med ens naturliga hår, och män behövde därför inte nödvändigtvis raka av sig håret och köpa en peruk, utan kunde pudra och frisera sitt eget hår. Att bära peruk var dock fortfarande vanligt. 
Under 1770-talet blev det för män liksom kvinnor modernt att pudra håret vitt och bygga upp det på höjden. Mäns frisyrer byggdes inte upp fullt lika högt som kvinnors, och blev heller inte dekorerat som deras, men även deras frisyrer puffades upp mycket högt under 1770-talet. 
Parallellt med att de höga frisyrerna blev omoderna för kvinnor blev de även omoderna för män under 1780-talet. Även under 1780-talet följdes mäns och kvinnors frisyrmode åt. Håret friserades nu i en fluffig frisyr som ramade in ansiktet, pudrades med allt mer naturliga färger och till slut inte alls. Under 1780-talet var peruker inte längre moderna. 
Män bar under seklet den trekantiga trekornshatten, vars höjd och brätten varierade med modets skiften. Under 1770-talet innebar det höga frisyrmodet att hatten endast bars under armen, då det ingick i hälsningsritualen att svepa med den. 
Under 1780-talet, när frisyrmodet gjorde det möjligt att bära hatten på huvudet igen, började även andra hattar bli moderna: det engelska modet förde fram en mjuka hatt utan uppfästa brätten. 

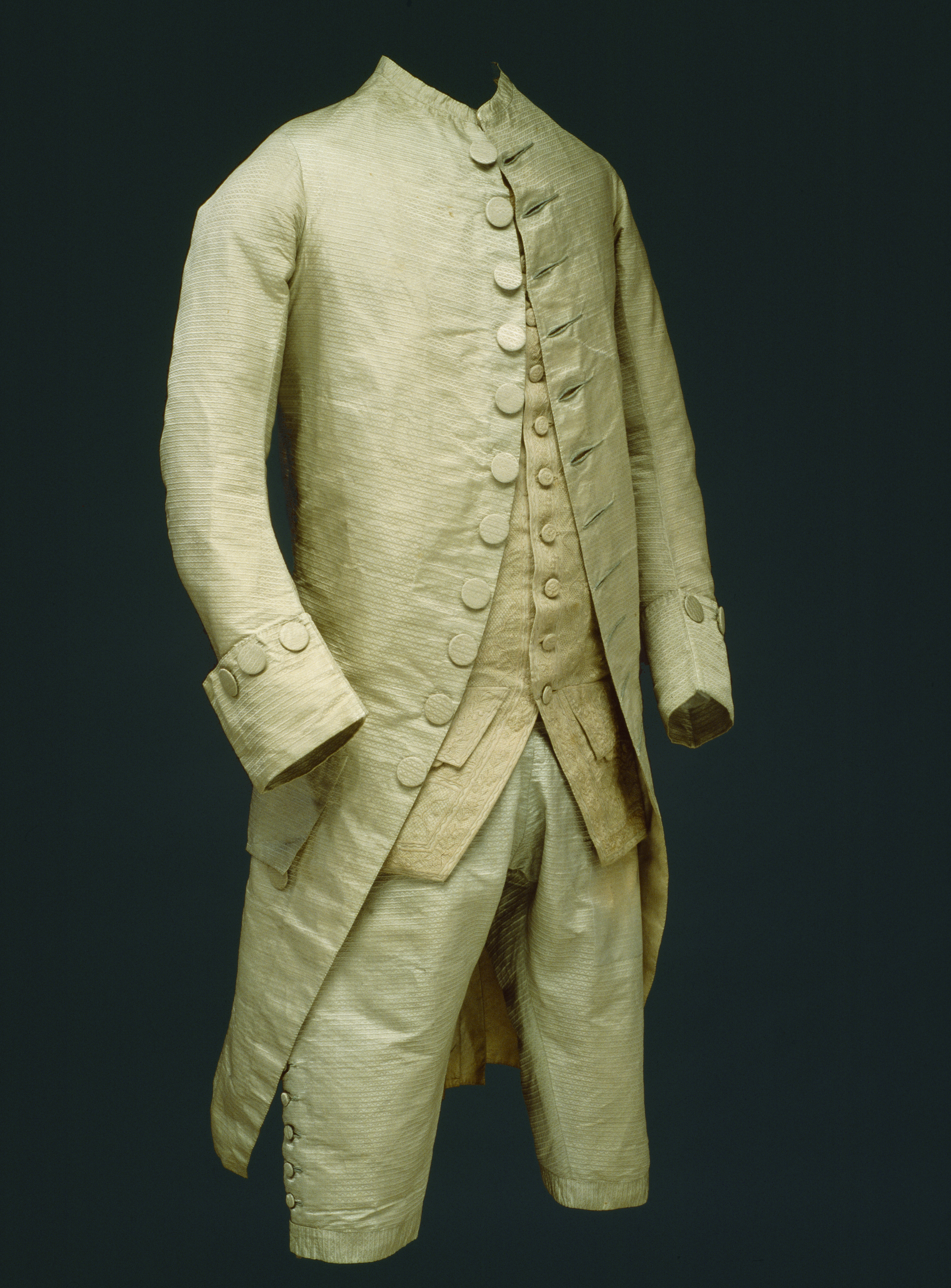
Gustav III:s celadondräkt, 1777.
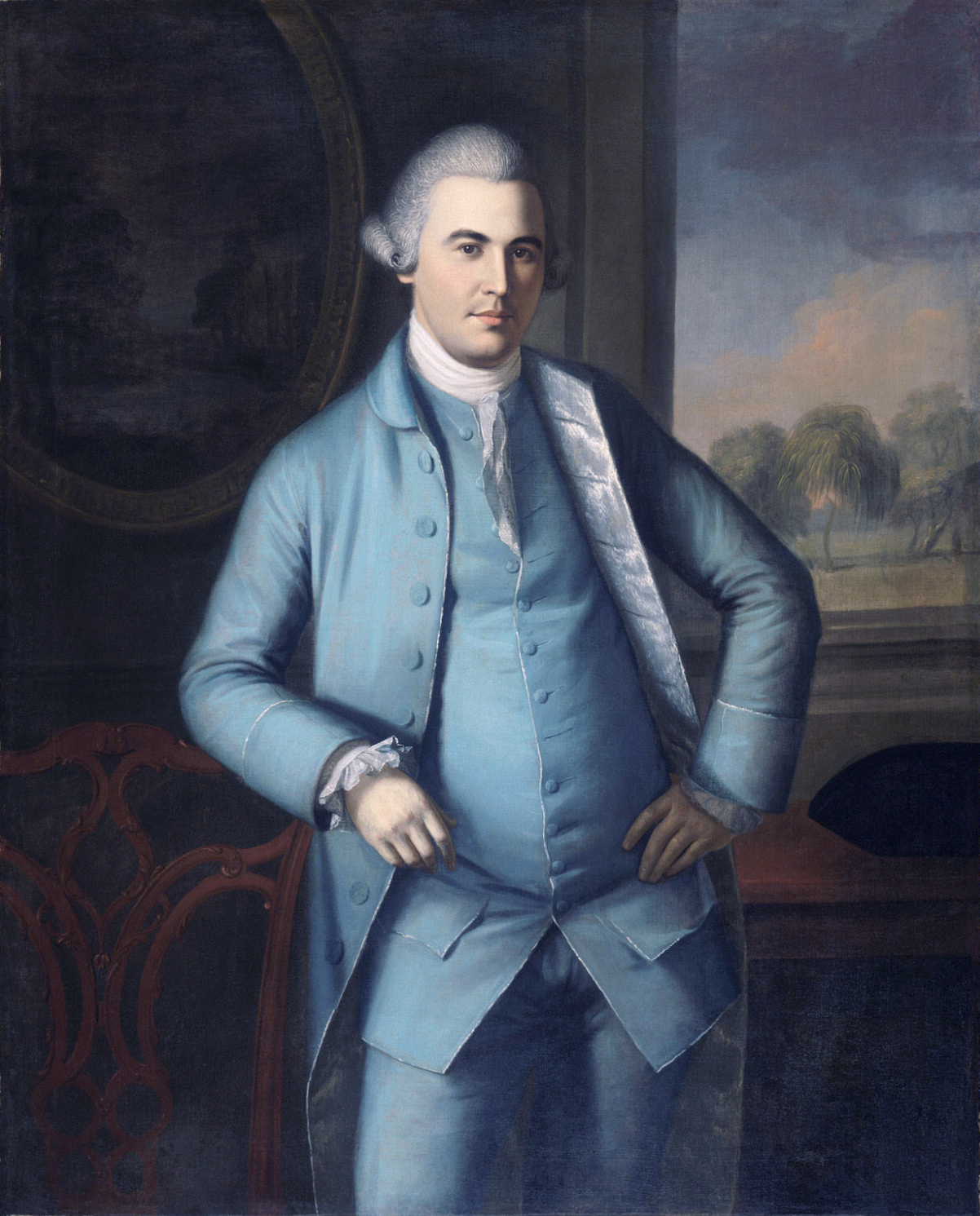
Colonel Lambert Cadwalader (1743–1823), by Charles Willson Peale (1741–1827.
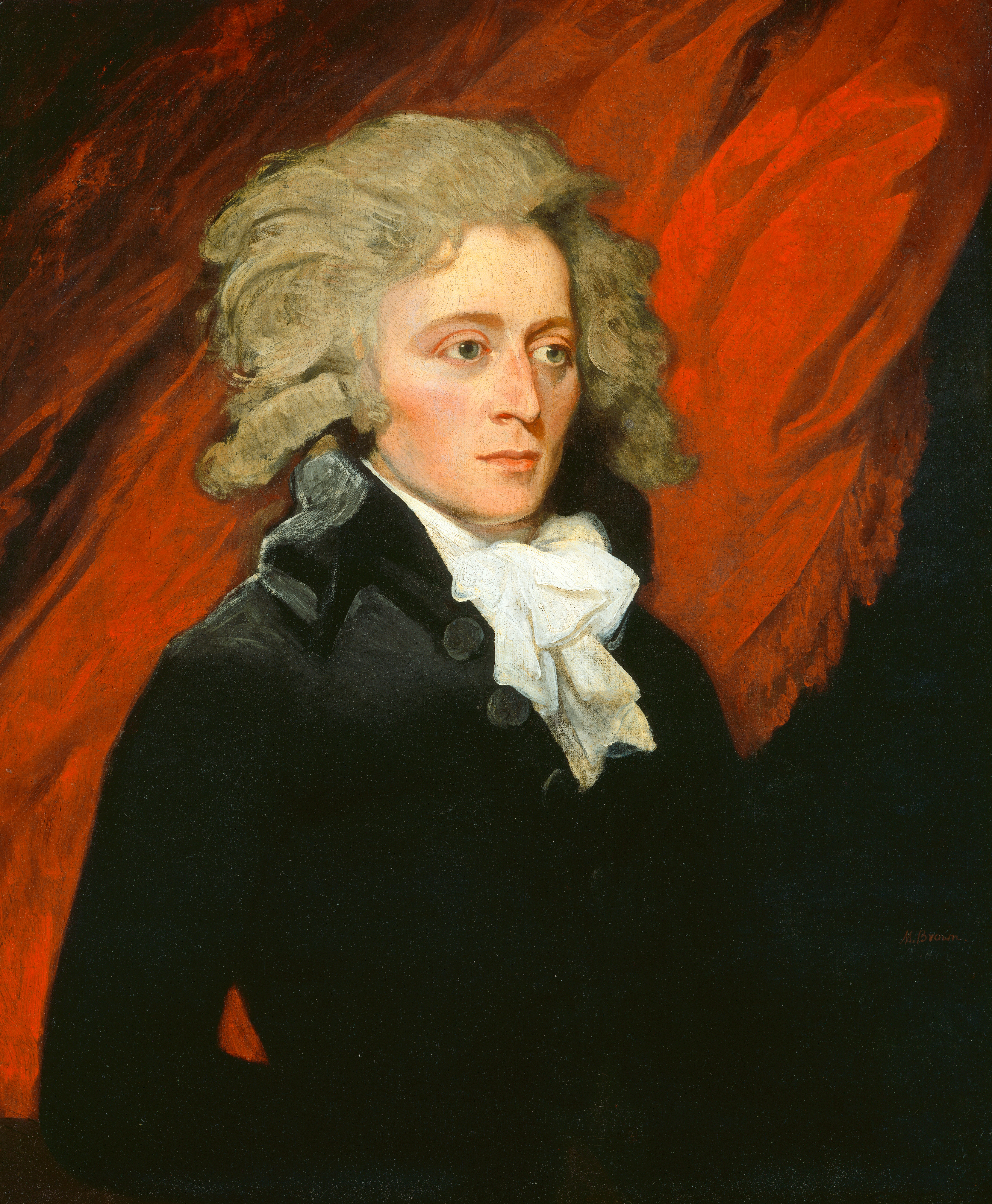
William Vans Murray
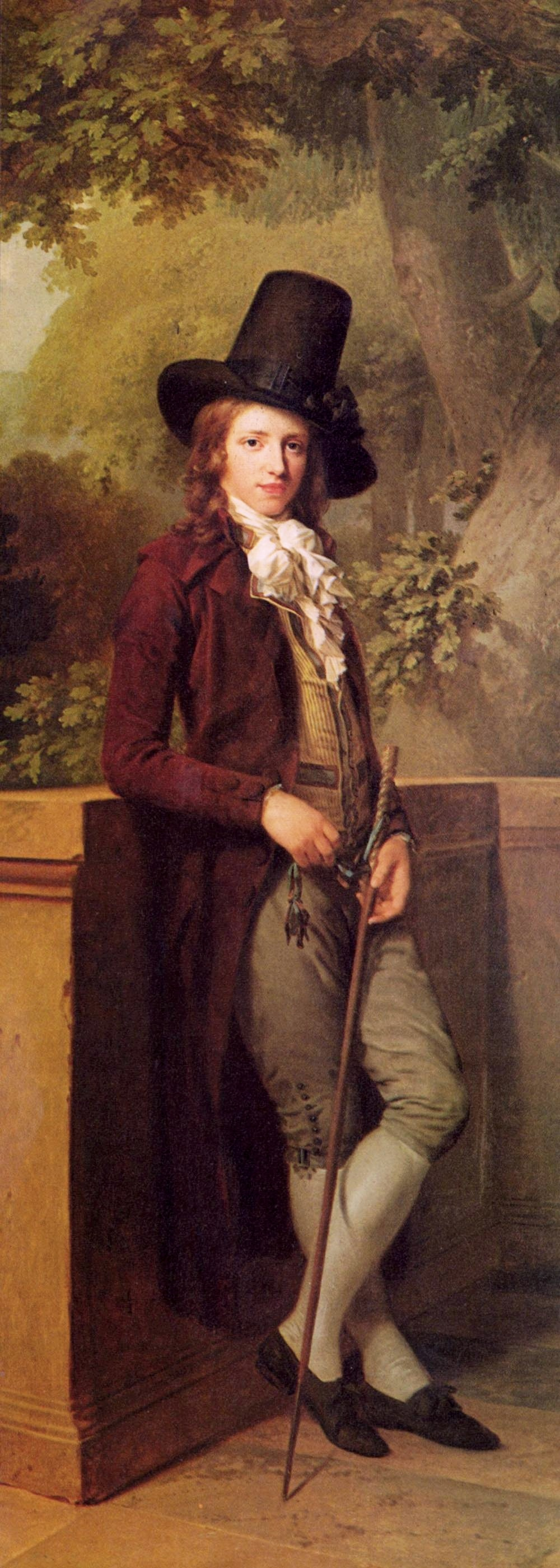
Johann Friedrich August Tischbein 001

### 1795–1820: Empiren
Empiren har fått sitt namn efter Napoleon I, som 1804 lät kröna sig till kejsare. I själva verket var detta endast fortsättningen på en stil som blivit modern redan tio år tidigare. Den kan dock delas in i två perioder; 1794–1804, och 1804–1815.
Redan då rokokon avlösts av den klassiska stilen under 1780-talet hade modet förenklats. Tunikan, en klänning som bands om midjan endast med ett skärp, lanserades 1783. År 1794 hade denna moderiktning fullbordats då midjan försvunnit från klänningen. Detta mode, med inspiration från antiken, försökte efterlikna det klassiska modet; klänningarna var skurna med midja direkt under bysten och kjol i tunna, ibland nästan genomskinliga, material. De pryddes av många små veck, var gärna skuren lite för lång och skrynklade sig vid fötterna som på de antika statyerna kring mjuka, klacklösa skor. Muslin var modetyget.
Detta mode förändrades och förnyades då Napoleon I kom till makten. Han ogillade de halvt genomskinliga linnetygerna och ville gynna sidenindustrin. Därmed blev sidenet modernt år 1803, vilket också gjorde att klänningen måste skäras annorlunda för att materialet skulle falla vackert. Klänningen skars med midjan fortfarande under bysten men nu med helt slät front och med veck endast baktill. Puffärmar blev moderna. Utanpå bar man den långärmade korta spenserjackan i mörkare färg än den vanligen ljusa klänningen. Modefärgerna var vitt, ljusblått och ljusrosa. Kvinnornas hår var, för första gången sedan antiken, ofta kort.
Det var under denna tid som män och kvinnors mode började skilja sig radikalt från varandras: medan mansdräkten och kvinnodräkten tidigare hade varit olika versioner av samma modestil, följde de nu totalt olika modelinjer, då kvinnodräkten följde den klassiska antiken och mansdräkten det engelska lantmodet. 
Under denna tid uppkom fenomenet att välja olika typer av kläder för olika tillfällen. Under 1700-talet hade överklassen endast skilt på att vara fullt påklädd och att bära bekväm hemmaklädsel (som inte räknades som att vara påklädd), och den klädedräkt man bar när man var fullt påklädd var alltid en praktfull sidendräkt oavsett tillfälle. Genom modepressen vid sekelskiftet 1800 uppkom modefenomenet att dela in kläderna i olika typer av kläder för olika tillfällen, så som morgonkläder, eftermiddagskläder och aftonklädsel.   
Detta var en tidsperiod när den industriella revolutionen framställde ett överflöd av billiga bomullstyger, och bomullen ersatte kläde som material i allmänhetens kläder. Bomullstyger var enklare att tvätta, vilket också revolutionerade människors hygienvanor; den var billig, vilket gjorde att även personer som inte tillhörde överklassen nu fick råd med flera klädombyten; och det blev möjligt att framställa mönstrade tyger billigt, vilket gjorde allmänhetens garderob mer varierad, färggrann och sofistikerad.

#### Barnmode
Under 1800-talet hade barnkläder slutgiltigt utvecklats till en specifik form av kläder skild från vuxna kläder inte bara i storlek utan också i modell. 
Under 1800-talet började små pojkar gradvis sluta bära kjol och kläs i kortbyxor. Åldern för när pojkar slutade bära kjol skiftade, men vanligen bar de kjol, eller kolt, till åtminstone sex-sju års ålder. På 1800-talet, när vuxna män slutade bära knäbyxor och istället började bära långbyxor, blev pojkarnas övergång från kortbyxor till långbyxor en andra, och slutgiltig, mognadsfas i deras klädsel. 
Även flickors klädsel hade blivit en specifik barnklädsel. I flickors fall skilde sig deras klädsel från vuxnas genom att flickor bar korta kjolar, medan vuxna kvinnor bar fotsida kjolar. Flickors kjolar fick sluta redan vid knäna då de var små, för att sedan gradvis sänka sig allteftersom de blev äldre och slutligen blev fotsida som en vuxen kvinnas vid femtonårsåldern, vid ungefär samma tid som pojkar fick börja bära långbyxor.

#### Dammode
Sedan 1780-talet hade den antikinspierade Robe la chemise eller chemiseklänningen av vitt muslin varit den absolut mest moderna, ofta buren med en caraco-jacka i  kontrasterande mörk färg. Chemiseklänningen var lös, men bars alltid med ett brett skärp knutet om midjan över det snörliv som fortsatt bars under klänningen. 
Cirka 1795 började kvinnor knyta skärpet strax under bysten istället för om midjan, vilket innebär att chemiseklänningen hade förvandlats till en midjelös grekisk klänning, kallad chemise á la grecque. 
Förändringen innebar att det antikinspirerade modet, klassicismen, slutligen helt hade fått sitt genombrott i klädmodet. 
Det franska modet beskrevs av samtiden som det grekiska modet, och i Paris kallades det för det republikanska modet, då man under republiken såg sin politiska förebild i den klassiska grekiska republiken Aten. Det nya midjelösa modet uppfattades som chockerande i resten av Europa och det tog några år innan det slog igenom  utanför Frankrike. 
Den så kallade grekiska klänningen skulle helst vara av muslin, ett tunt tyg som var idealiskt för att lägga sig i veck som påminde om antikens draperade klädnader; kjolen var vid och veckad, särskilt på baksidan, där den bildade ett släp, och gjordes gärna lite för lång, så att det tunna muslinstyget kunde skrynkla ihop sig vid fötterna som hos antika skulpturer. Livet över bysten och ärmarna designades också om och blev antikinspierat: spetsvolangerna försvann, och livet och de korta ärmarna designades i draperade mönster. 
Under klänningen bars fortfarande en särk, ett snörliv och en underkjol. Den figurnära särken syddes med kortare ärmar än förut, eftersom klänningens ärmar var mycket korta, och slutade ofta vid knäet. Underkjolen var vid denna tid fortfarande vid, och tjänade till värme, då klänningen nästan alltid var av muslin, vilket var ett tunt material som inte var lämpligt i kallare klimat. Trots att midjan inte längre syntes, bar de flesta kvinnor fortfarande ett konformat snörliv, eftersom det var det enda hjälpmedlet för att hålla bysten på plats: det fokuserade dock helt på bysten, och det fanns också korta snörliv som endast täckte området strax under bysten och lämnade midjan fri. Idealet för bysten vid denna tid var att separera brösten, eftersom antikens skulpturer avbildades med brösten vitt isär, och snörlivet, som tidigare varit platt, fick för första gången en viss figurform, med en platt hylla för bysten. 
Medan vitt var den självklara standardfärgen för klänningen, kunde assecoirer och mindre plagg gärna ha starka färger. Sjalar var mycket populära, och kunde vara lika stora som lakan och draperade som på antikens skulpturer. Ett populärt ytterplagg var efterföljaren till caraco-jackan: den korta spenserjackan, en långärmad jacka som gärna var av mörk sammet och endast täckte det korta livet, det vill säga axlar, nacke och byst. Ett alternativ var den långa kappan, redingoten (ursprungligen från engelskans "ridkappa"), som täckte hela klänningen. 
Eftersom man inte längre kunde bära fickpåsar knutna om midjan under klänningen, uppfanns föregångaren till handväskan i form av ridikylen.
Kvinnornas skor var en typ av balettskor, men sandaler var också populära under de första åren genom sin association till antiken.
Medan mäns och kvinnors mode vid denna tid hade börjat skilja sig mer radikalt från varandra än någonsin förr, hade de däremot likartad frisyr. Kvinnornas hår var, för första gången sedan antiken, ofta kort. Det blev modernt även för kvinnor att klippa håret kort "à la Titus" och borsta fram håret till ett lockigt burr runt ansiktet över pannan. Även om kvinnor i vissa fall inte klippte av håret utan bara satt upp det diskret i en knut i antik stil på baksidan, var frisyren visuellt lik den som bars av män. 
För männens del innebar denna period många förändringar. Rockens och västen skört var smala och släta. Under den första perioden låg även mannens väst högt upp, byxorna räckte till bröstet och man bar vida och spretiga kragar och halsdukar, men vid Napoleons makttillträde förändrades även den till ett mer diskret mode. Det var nu som männens mode började få de kännetecken som under 1900-talet skulle uppfattas som typiskt "manligt". Männens hår klipptes kort och mansdräktens färger blev mörka.
Cirka 1804–1805 genomgick modet en förändring. Kejsar Napoleon I ogillade de halvt genomskinliga muslinsklänningarna och ville gynna sidenindustrin, och det franska modet rättade sig efter hans önskan. Det nya materialet gjorde att klänningsmodellen nu också skars i en annan modell. Klänningen skars med ännu högre midja och en kortare kjol med slät front, veck endast baktill, och utan släp. Den antikiserade stilen försvann gradvis, och korta puffärmar blev moderna. Utanpå bar man den långärmade korta spenserjackan i mörkare färg än den vanligen ljusa klänningen. Vitt var fortfarande en populär färg, men det blev nu modernt att bära också andra färger igen, främst rosa och blått. Bahytten blev modern som huvudbonad vid denna tid, i början med diskret brätte. 
Cirka 1810 hade kjolen blivit slät, nästan utan veck, och skuren i formen av en kon: den var så kort att man såg både fötter och vrister, och det hade nu blivit modernt att dekorera fållen på kjolen för att få den att stå ut och understryka konformen. Den antikiserade stilen var borta och klädedräkten, särskilt den fortfarande enormt populära spenserjackan, blev alltmer dekorerad, ofta inspirerad av militära detaljer eller historiska epoker. Bahytterna blev större och blev allt mer dekorerade. 

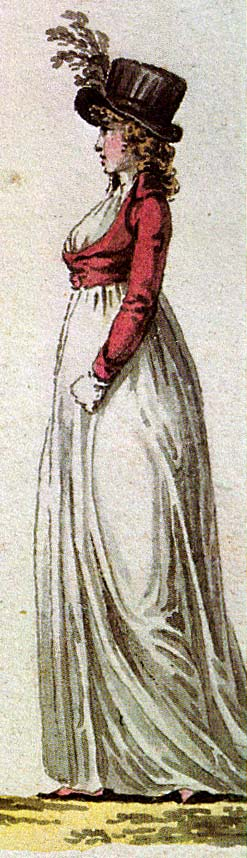
1798-spencer-sketch.
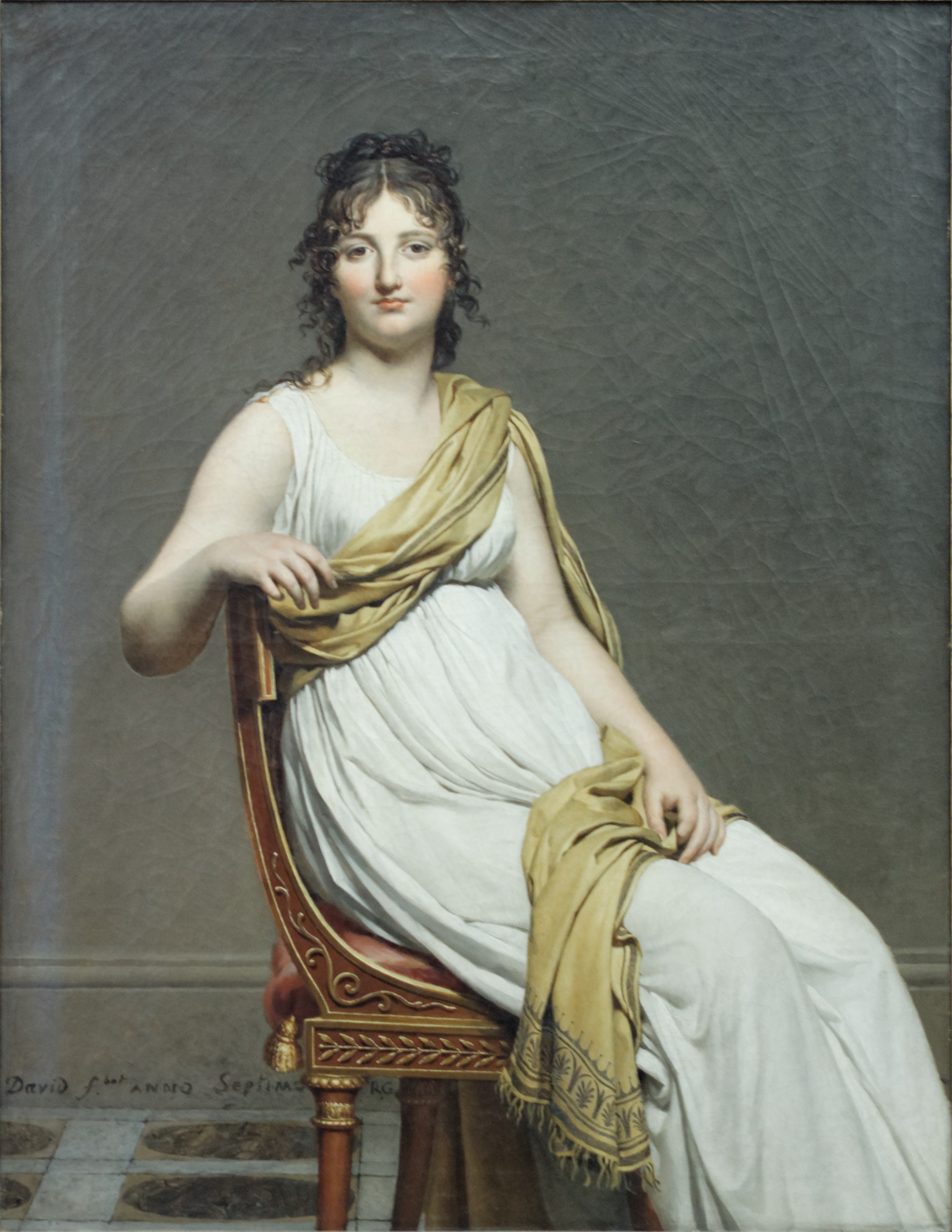
Portrait de madame de Verninac by David Louvre RF1942-16 n2.
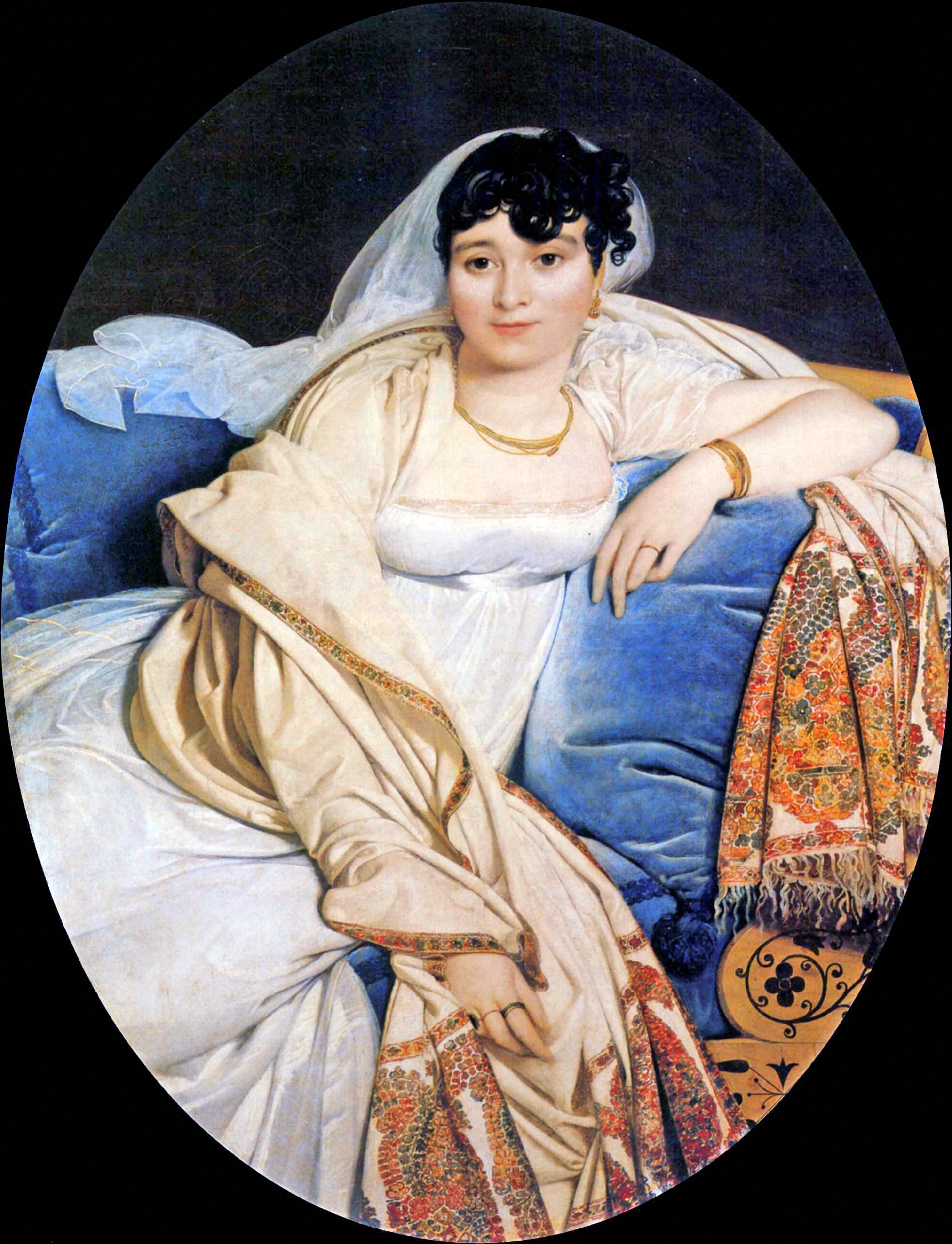
Madame Rivière, 1806, Louvren. Den typiska empireklänningen med midjan omedelbart under bysten.
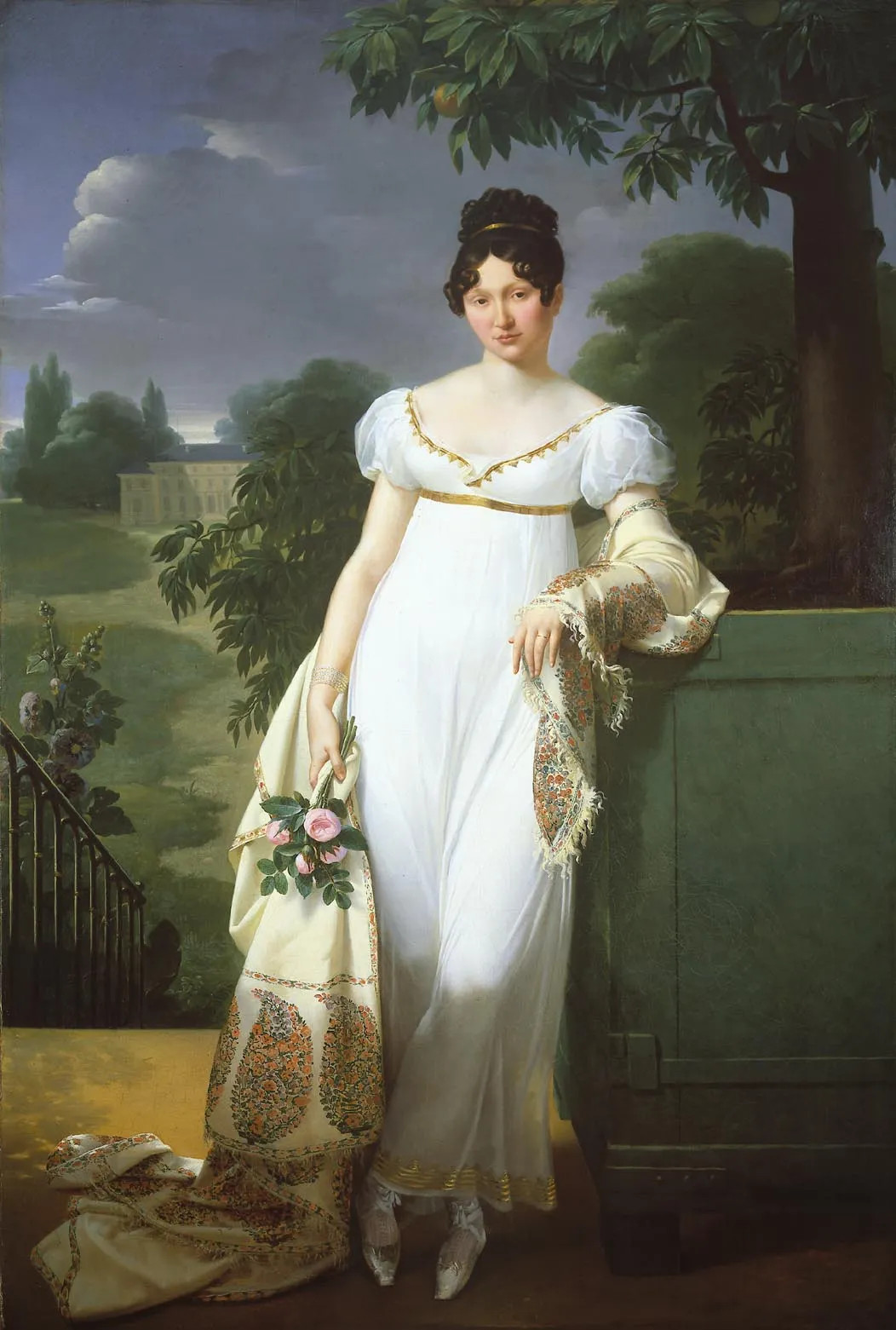
Merry Joseph Blondel - Felicite-Louise-Julie-Constance de Durfort.
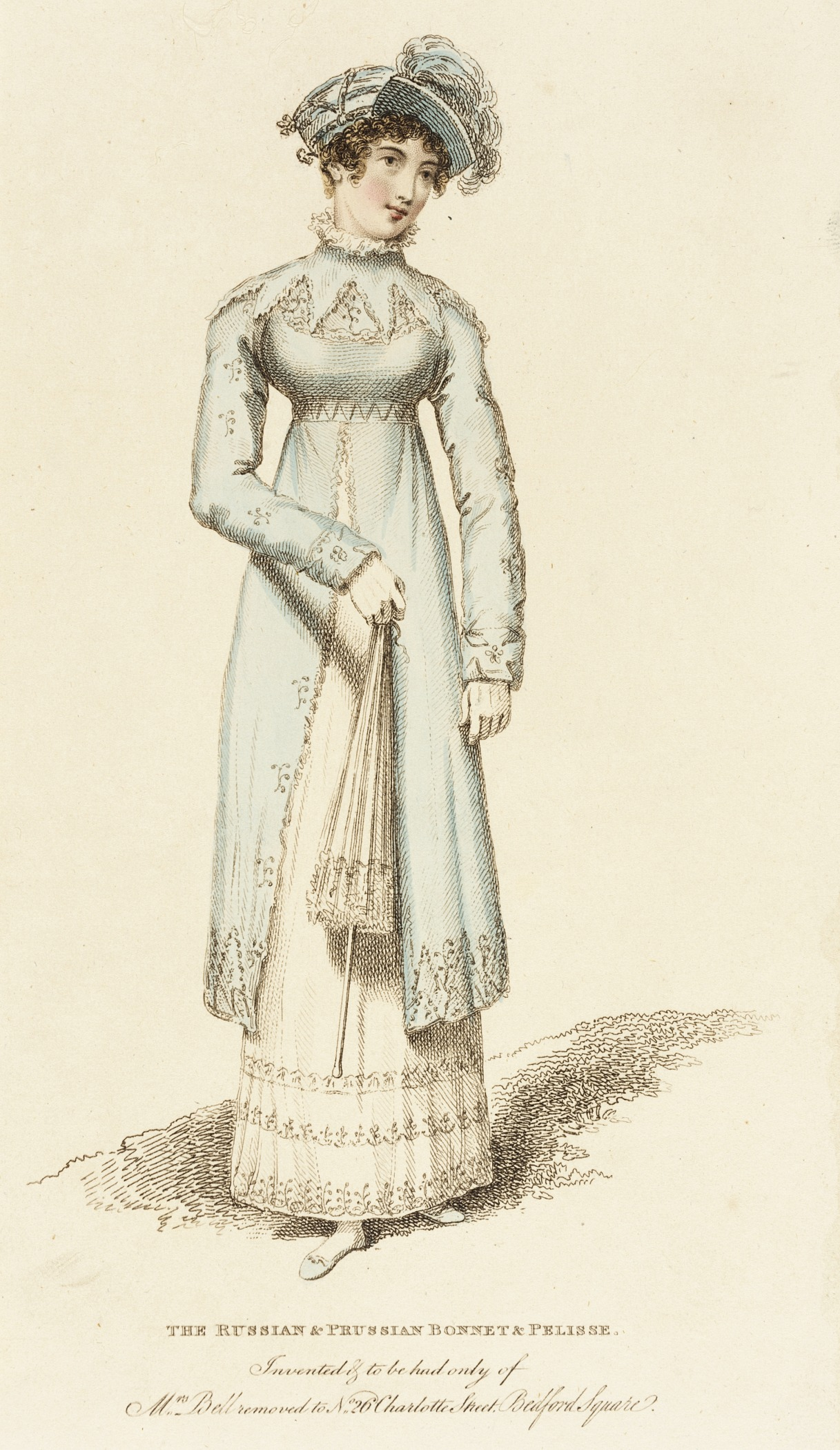
Fashion Plate (The Russian and Prussian Bonnet and Pelisse), 1814.
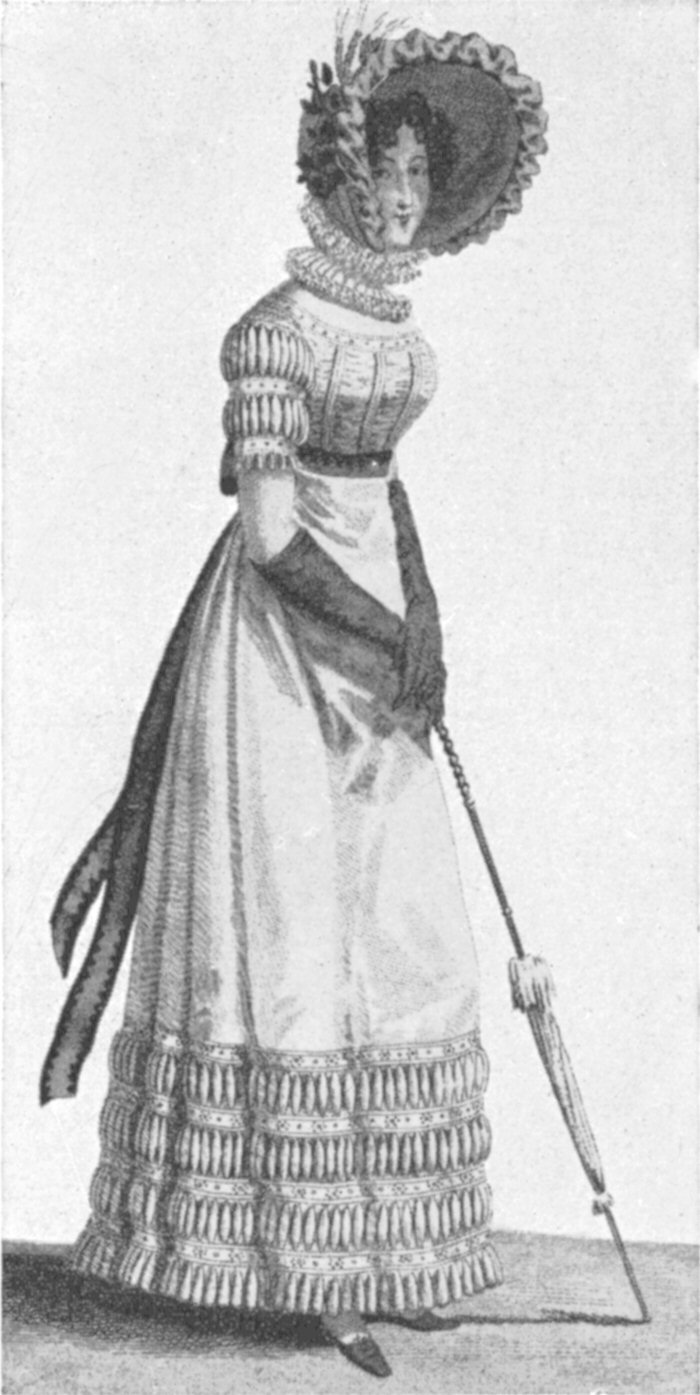
1819.

#### Herrmode
Det var under denna tid som män och kvinnors mode började skilja sig radikalt från varandras. Medan mansdräkten och kvinnodräkten tidigare hade varit olika versioner av samma modestil, följde de nu totalt olika modelinjer. Medan kvinnodräkten inspirerades av den klassiska antiken, följde herrmodet istället det engelska lantmodet.
Det engelska lantmodet utvecklades under 1700-talet bland den brittiska adeln, som till skillnad från den franska föredrog att leva på sina gods istället för vid hovet eller staden, och därför utvecklade en mer enkel och praktisk version av den dräkt det franska modet dikterade. 
Under 1700-talet hade det engelska lantmodet gradvis blivit alltmer populärt för både män och kvinnor i takt med tidens romantiserande av naturen, och som ett mer informellt alternativ till det franska, men det franska modet var fortsatt den dräkt som gällde vid formella tillfällen och i stadsmiljö. I slutet av 1700-talet slog dock det engelska lantmodet igenom helt i herrmodet. 
Det tidigare franska modet blev omodernt under franska revolutionen när man i Frankrike började prioritera en mindre dyrbar dräkt av politiska skäl, samtidigt som man utanför Frankrike blev mer ovillig att se Frankrike som ett ideal. 
Det franska modet fortsatte att följas av kvinnor, men för män blev det gradvis istället England som dikterade herrmodet. Att män började följa det enkla brittiska modet och kvinnor det franska modet, kom också att leda till en syn på mode som något feminint, och att en man i fortsättningen skulle demonstrera sin rikedom genom sin hustrurs kläder snarare än sina egna. Ett visst undantag förekom i Paris, där de mest radikala männen en tid följde kvinnorna i de extrema mode som kallades Incroyables et Merveilleuses, men det blev aldrig ett allmänt mode. 
Grundmodellen för herrklädseln var en frackjacka över skjorta, väst och byxor, med hatt, handskar och käpp, som nu ersatte svärdet som assecoir till mansdräkten.
Skjortan skulle vara av vitt linne och hade löstagbar krage med kravatt. Modet ägnade stor uppmärksamhet åt kragen och fantasifulla knytningar av kravatten i halsen, som skulle gå högt upp, ibland så högt att den täckte en del av kinderna, och vara mycket vida och spretiga. Vid denna tid var det ännu modernt med spetsar och volanger i krage och kravatt, men de blev gradvis allt slätare allteftersom rysch började betraktas som något feminint. 
Västen hade hög midja, stående krage, dubbelknäppt och räckte endast över revbenen. 
Frackjackan var avskuren på framsidan (cutaway) för att avslöja västen under, och ofta dubbelknäppta över bröstet, med breda slag och stående krage och skörten endast på baksidan. Vid denna tid blev en muskulöst vältränad kropp modern i takt med det militära idealet under Napoleontiden, och designen på både krage, rock och väst formade en silhuett med breda axlar, brett bröst och smal midja. Rocken syddes med smalt ryggstycke för att ge intryck av en smal midja och bred rygg.
Cirka 1815 föll västens krage och jackans slag ned på axlarna till den så kallade sjalkragen.     
Både män och kvinnor hade så kallat hög midja under empirtiden. För männens del innebar det att västen kortades av och att byxorna gick upp till revbenen, något som var lätt att åstadkomma med de moderna pantalongerna. 
Under denna tid blev den så kallade kuskrocken (garrick) modern. Att själv köra vagn blev en uppskattad sport för överklassmän vid denna tid, och det gjorde att den typiska kuskrocken, med dess breda slag och flera lager veckade kragar över axlarna, slog igenom även som mode.
I Frankrike gjorde franska revolutionen långbyxan populär av politiska skäl, då man idealiserade den fattige revolutionären, sans-culottes. Långbyxor hade tidigare enbart använts som arbetskläder av arbetarmän, särskilt sjömän. Eftersom långbyxor associerades med fattigdom tog det lång tid innan den faktiska långbyxan slog igenom, men efter 1795 började knäbyxorna förlängas. 
Män bar fortsatt knäbyxor till aftonklädsel, men under dagtid ersattes knäbyxorna av pantalongerna, en typ av trikåbyxor som uppfattades som en kompromiss mellan knäbyxor och långbyxor eftersom de var figurnära och påminde om knäbyxor, men samtidigt hade samma längd som långbyxor. Pantalongerna knäpptes bakom knäna och hade ofta resår under foten för att få dem att sitta slätt. På landsbygden var det vid denna tid också mycket populärt med gula eller beige hjortskinnsbyxor, som ännu var knäbyxor. 
Långbyxor slog slutligen igenom och ersatte pantalongerna som vardagsplagg efter 1810; till aftondräkt bars dock fortsatt knäbyxor. Långbyxorna var mycket snäva och hade en lucka med knäppning istället för gylf, och de hade resår under foten för att sitta slätt. 
Män bar fortsatt pumps, skor med klack av samma form som balettskor och av samma typ som kvinnor, utom till ritt, resa eller på landet, då de använde knästövlar. 
För första gången på tvåhundra år skulle männen bära kortklippt hår. Den i särklass mest populära frisyren kallades "a'la Brutus", vilket var att klippa håret kort i nacken och sidorna för att sedan kamma det i en stor lockig lugg som ramade in ansiktet, ett mode som höll i sig länge. 
Under denna period skulle män vara fullständigt slätrakade, även om polisonger började bli modernt precis mot slutet av perioden, då som ett sätt att bidra till frisyren "a'la Brutus", som ville rama in ansiktet på framsidan och längs sidorna. 
Tricorne bars ännu som huvudbonad fram till cirka 1810, då den började ersättas av cylinderhatten.
Den nya definitionen av manlighet innebar att herrmodet från denna tid alltmer avstod från färg, rysch och dekoration. Den civila mansdräkten förlorade vid denna tid gradvis alla former av dekorationer och de flesta färger, mönster och textilier. En man avstod nästan helt från siden, taft och liknande tyger, och bar nästan enbart linne, bomull och olika sorters ylletyger. 
Män skulle avstå från de flesta färger: svart, grått, brunt, mörkblått och beige var accepterade färger för män, förutom hjortskinnsbyxorna, som oftast var gula. 
Den militära uniformen var den enda mansdräkt som även i fortsättningen använde rikligt med färg och dekoration. Ett undantag var västen, som blev det enda mansplagg som fortfarande fick vara av mönstrat siden, satin eller taft i fantasifulla färger. Ett andra undantag var hemmarocken (banyan), som kunde vara av mönstrat siden i starka färger; men denna bars endast i närvaro av familjen. 
Mäns skulle oftast avstå från mönstrade kläder (förutom i västen och banyan), men randigt och rutigt var accepterat för byxor, förutsatt att färgerna var diskreta. 
Den manliga modeförebilden var Beau Brummell, som satte principerna för 1800-talets herrmode, som kom från just Storbritannien, och blev urtypen för den så kallade dandyn. Principen var att en elegant man inte definierades av att bära färggranna och mönstrade dyrbara tyger med dekorationer, utan skulle visa sin status med klädernas passform, snitt, skräddarkonst och medvetenhet om vilken typ av plagg som skulle bäras under vilken del av dagen eller tillfället.  Denna uppfattning om manligt mode kom att gälla i över hundra år, när nästan alla dekorationer, färger och tyger avlägsnades från herrmodet i vad som kom att kallas Great Male Renunciation (Ungefär: "Den manliga avsägelsen"), vilket innebär att männen avstod från mode. 

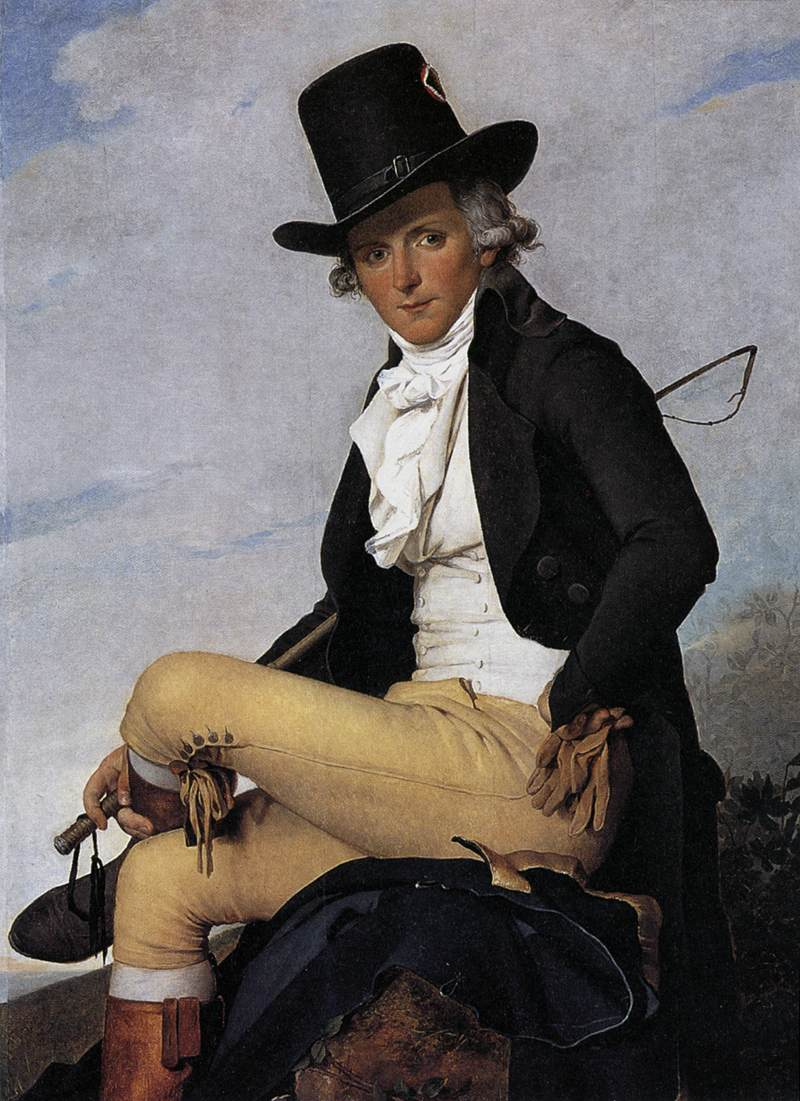
Seriziat
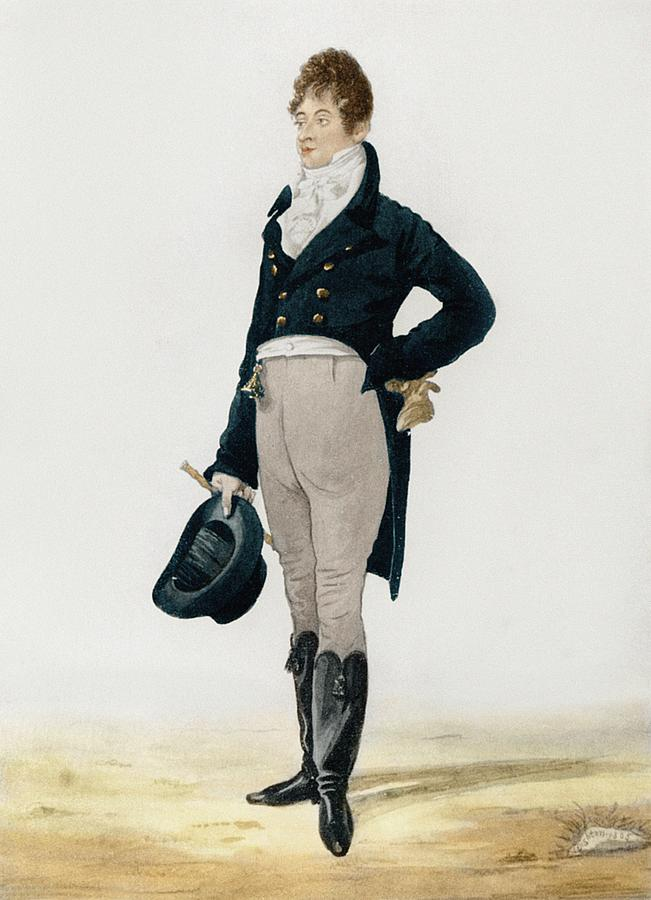
BrummellDighton1805
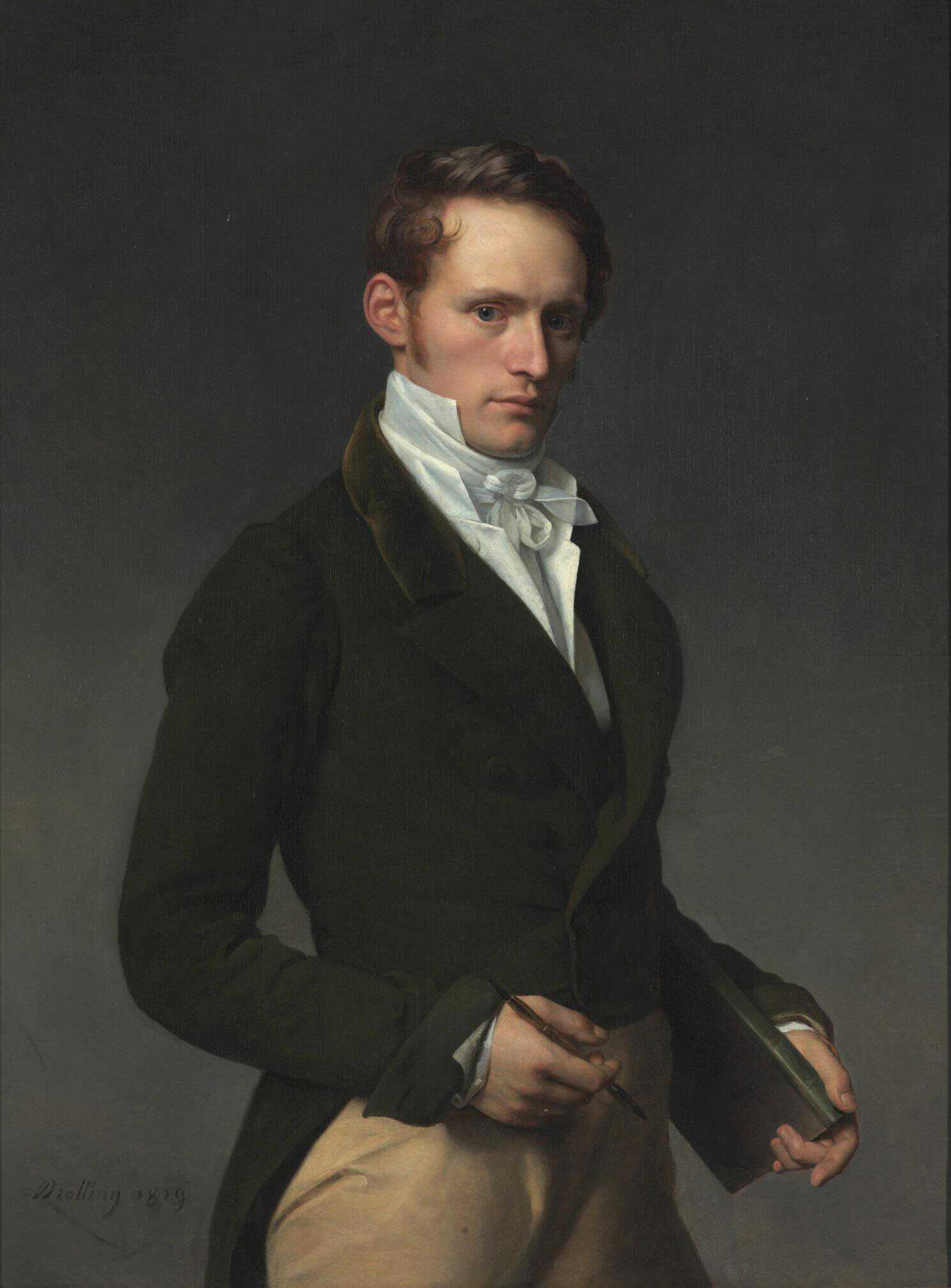
Michel Martin Drolling - Portrait d'un artiste
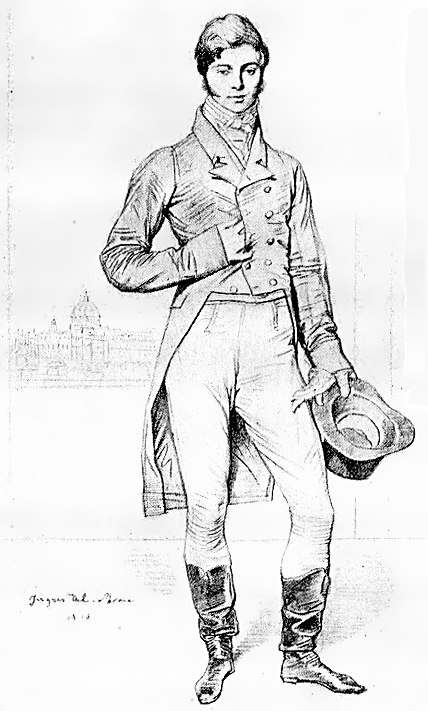
1816-Lord-Grantham-Ingres

### 1820–1830
Efter restaurationen inträffade en reaktion inom modet. Följande år förkortades klänningen till att sluta ovanför fotknölarna och ärmarna blev långa: färger och mönstrade tyger blev moderna och klänningarna var inte längre enkla utan dekorerades med volanger, rosetter och tygblommor. 
Kvinnornas hår skulle nu åter vara långt, lockigt, uppsatt i vida frisyrer under vida hattar dekorerade med blommor och plymer. Midjan började också krypa nedåt.
Även herrmodet förändrades; knäbyxorna började försvinna och långbyxan blev modern; håret blev visserligen inte långt, men var inte längre snaggat utan lockat till ett moln, och kravatter, halsdukar och scarfes var moderna för män, nu uppträdde också den höga hatten. Den modemedvetne mannen representerades av dandyn, vars främste representant var Beau Brummell.

#### Dammode
Klänningens silhuett skulle vid denna tid vara formad ungefär som ett timglas. Livet var stelt med ett skärp en bit nedanför bysten, och en mycket bred krage som förstorade livet över bysten. En nästan slät kjol utan veck formad som en stel kon, vars form underströks av en rikligt dekorerad bård. Kjolen var relativt kort och visade fötterna. 
Under 1820-talet började midjan gradvis sänkas ned mot sin naturliga plats och från cirka 1825–1826 förekom modeller i modepressen med midjan på sin naturliga plats, även om en relativt hög midja fortfarande accepterades inom modet 1820-talet ut. 
På samma sätt blev kjolen långsamt vidare under 1820-talets gång tills den blev klockformad.  
Den vanliga frisyren var en knut högt uppe på bakhuvudet med lockar på var sidan om en mittbena. Under 1820-talet var bahytten tillfälligt omodern, och rikligt dekorerade vidbrättade hattar upplevde en period av popularitet.
I takt med att midjan sänktes kom korsetten att spela en viktigare roll igen, och för att skydda klänningen från att skavas av korsetten började man vid denna tid att bära en underklänning över snörliv, särk och underkjol.  

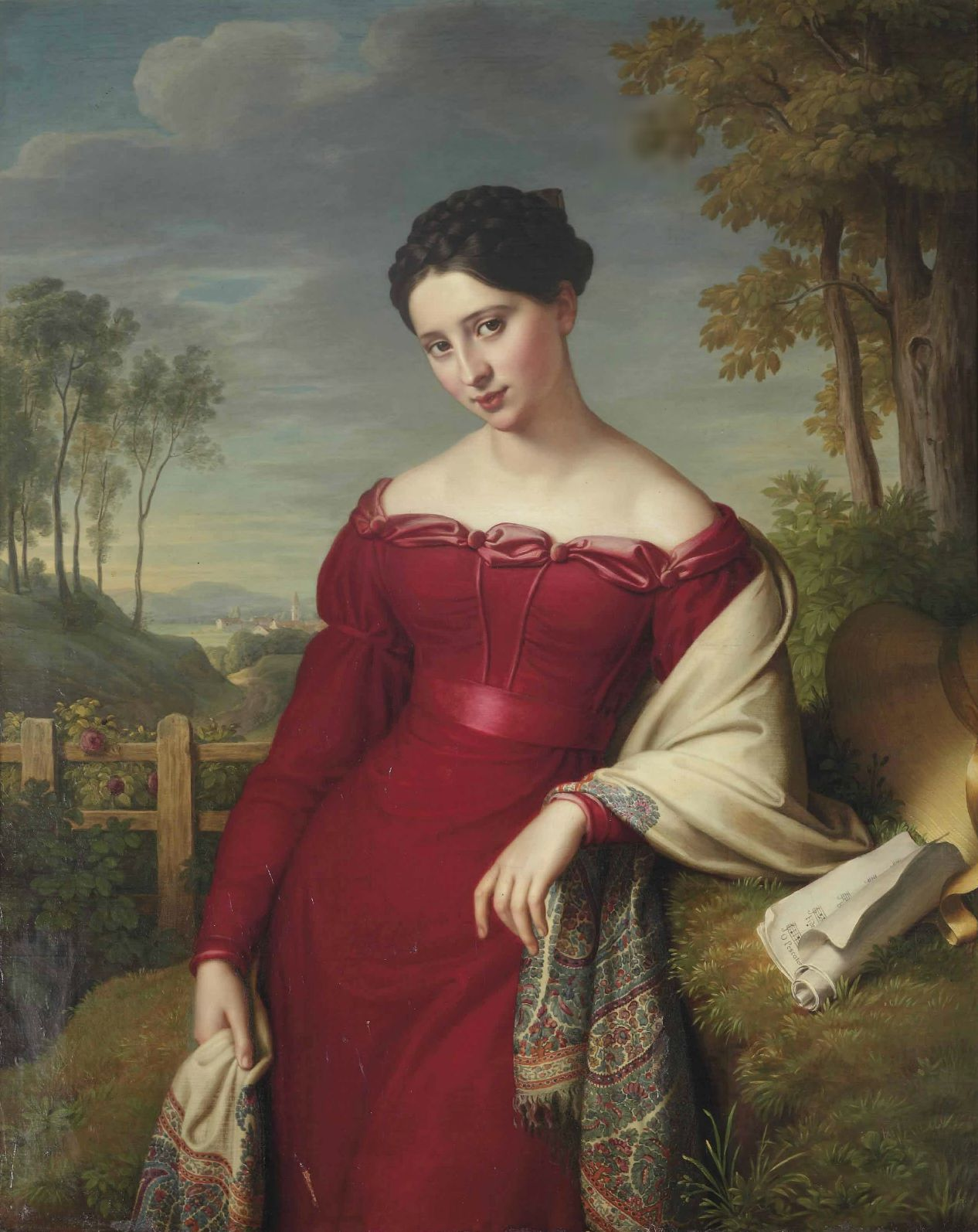
Leybold Portrait of a Young Lady 1824
Fredrika av Baden, 1826.
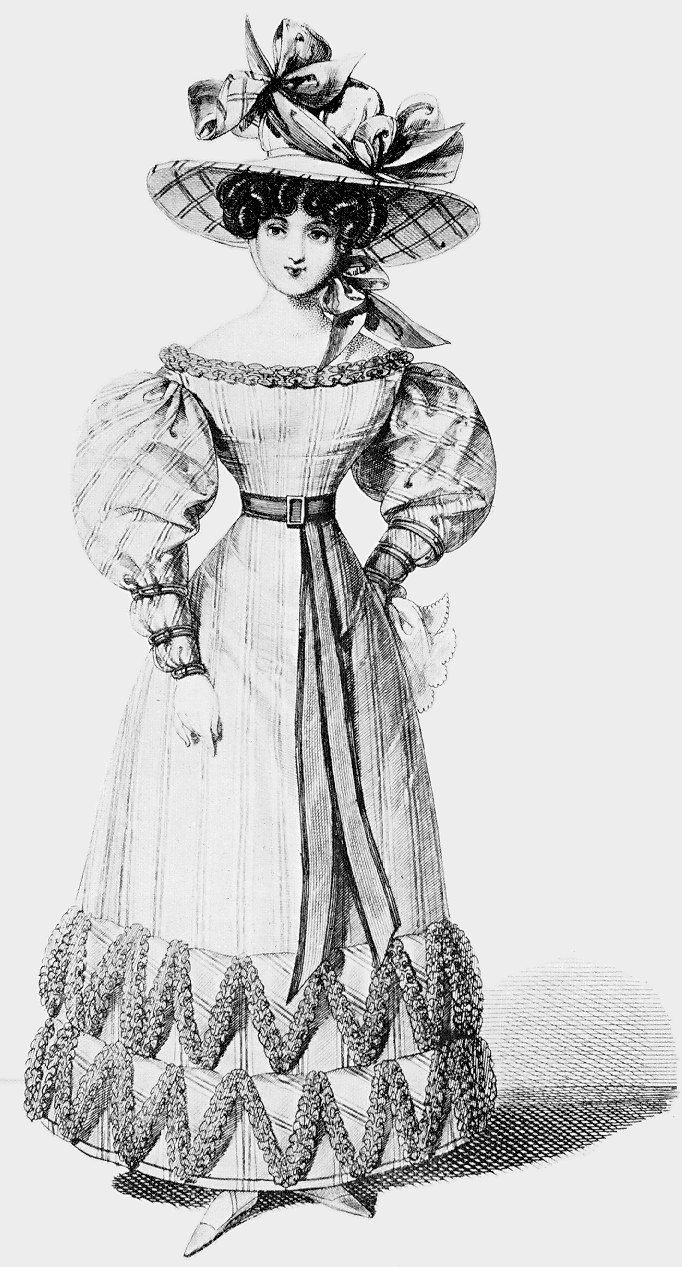
1826-Wiener-Moden-fashion-plate
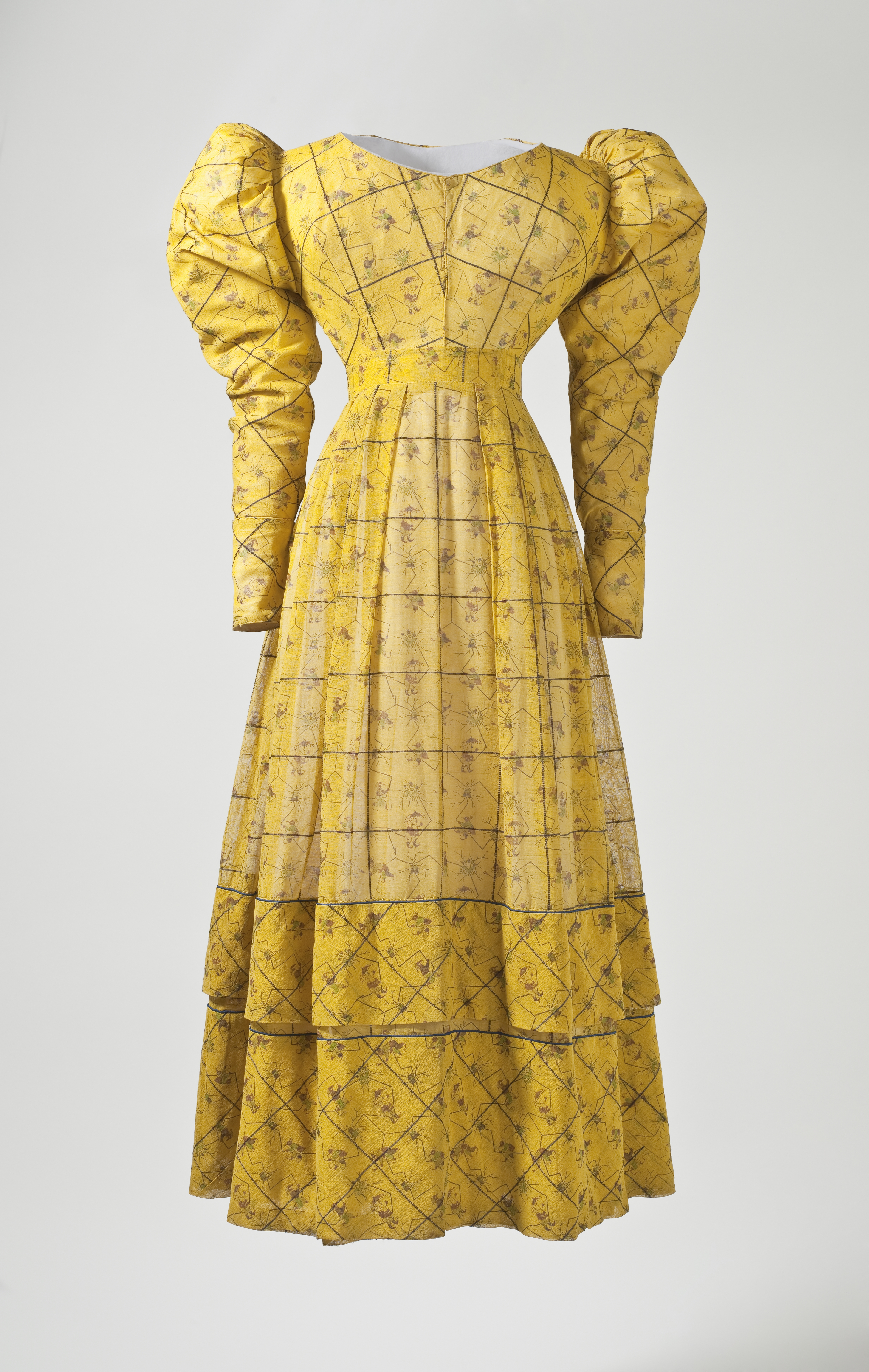
Woman's yellow print dress c. 1827

#### Herrmode
Den modemedvetne mannen representerades av dandyn, vars främste representant var Beau Brummell. Det var under just 1820-talet som dandyn slog igenom. 
Skjortan hade fortfarande hög krage och kravatt. Kravatter, halsdukar och scarfes användes för att få bröstet att verka större, och ägnades stor uppmärksamhet. 
Över skjorta och väst bars en bonjour eller redingot av ylle eller sammet. Slagen hade nu fallit ned, för att ligga över axlarna i en slät så kallad sjalkrage. Rocken visade nu inte längre mycket av västen, eftersom rockens och byxornas höga midja sänktes och rocken knäpptes över västen i normal midjehöjd, medan de vida skjörten nu nådde nästan hela vägen runt, som en knälång kjol. 
Långbyxor slog nu igenom helt, och ersatte knäbyxor vid alla tillfällen utom till aftonklädsel och riddräkt. Byxorna var inte längre tättsittande utan blev tvärtom vidare och veckade över höfterna, fortfarande knäppt gylflucka och resår eller en hälla under foten.   
Liksom under föregående period hade byxor och rock alltid olika färg: att bära byxor och rock i samma färg antydde fattigdom, eftersom det betydde att man måste tänka ekonomiskt. Därför hade byxor och rock alltid olika färg. Som regel skulle byxorna vara ljusare än rocken, och kunde gärna vara rutiga, för att understryka kontrast mot rocken. 
Under denna tid var den muskulösa och vältränade manskroppen idealet. Det föreskrev en manlig version av timglasfiguren: för att ge intryck av att bröst, axlar och armarna var breda och muskulösa, skulle midjan göras smalare. För att åstadkomma denna effekt gjordes kravatten stor, slagen på rocken breda över bröstet, rockens  ärmar fick rynkade över axlarna, dess ryggparti smalt och dess skört vida, och byxorna vida över höfterna. Rocken kunde också vara vadderad på vissa ställen för att ge den önskade effekten av en vältränad manlig timglasfigur, och skräddarkonsten kunde, med hjälp av de styva ylletyger som ofta användes till rockar, sys för att forma kroppen. Det förekom att män, som inte hade en vältränad kropp, använde korsett för att göra midjan smalare. För att inte associeras med kvinnors korsetter kallades den gördel och var ofta inbyggd i form av stålfjädrar och snörning i västen. 
För första gången på två hundra år började skägg återigen bli modernt för män: först dock enbart i form av polisonger. De frisyrer som var moderna under denna tid var fortfarande kort i nacken, men gjorde håret stort, fluffigt och lockigt runt huvudet. Cylinderhatten hade nu helt slagit igenom och totalt ersatt tricornen som huvudbonad för män. 

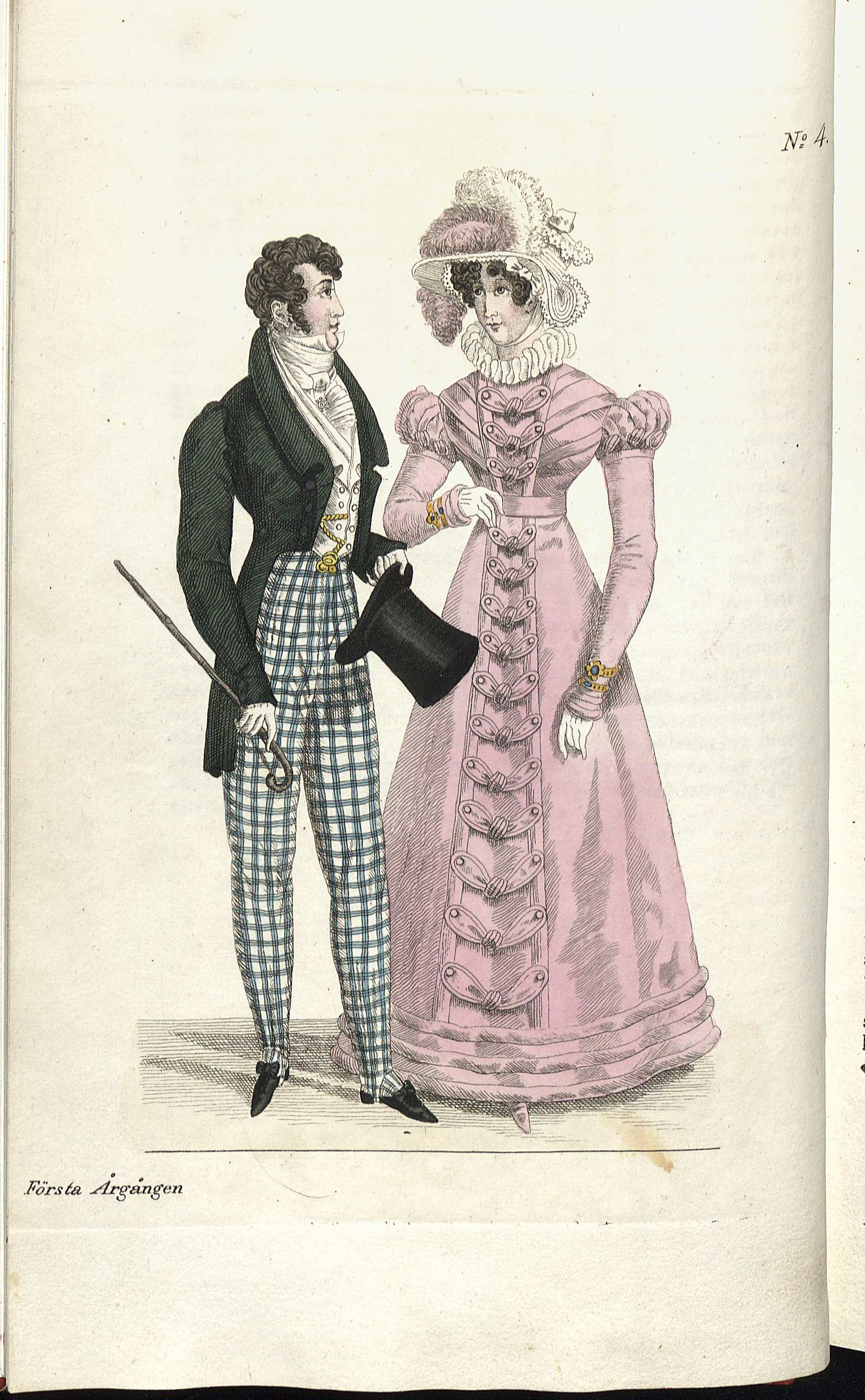
Magasin för konst, nyheter och moder 1823, illustration nr 4
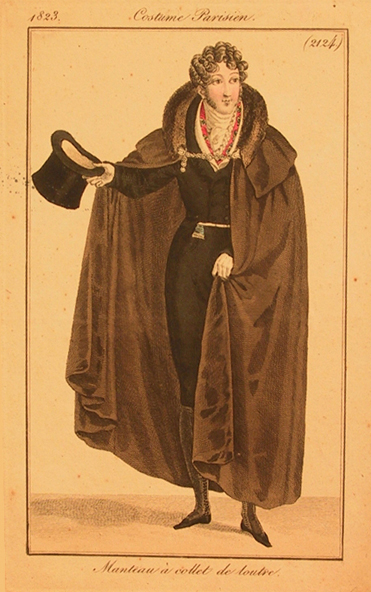
Fashion Plate Manteau 1823
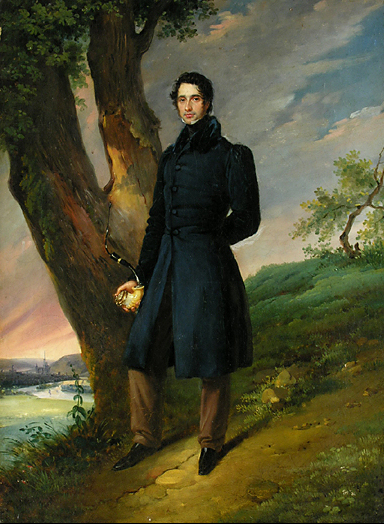
Pingret Meerschaum

### 1830–1850: Biedermeier och romantik
Från den här tidsperioden började konfektionsindustrin med färdigsydda kläder långsamt utvecklas; till en början var det dock endast enkla och grundläggande plagg som skjortor som syddes färdiga, och arbetarplagg som började erbjudas i olika butiker för arbetskläder, men symaskinen, som kom 1846, drev på en utveckling mot en gradvis mer avancerad konfektionsindustri.

#### Dammode

##### 1830–1840
1830-talet representerade artonhundratalets första "extrema" mode. Detta koncentrerades till kvinnornas ärmar. Puffärmarna var korta till aftonklädsel och långa till vardags. De var styvt fodrade och växte sig så stora och vida att kvinnor fick gå sidledes in genom dörrarna. Detta mode nådde sin höjdpunkt 1834. År 1836–1837 halkade puffen på ärmen ned under armbågen, där den hade krympt bort år 1840. Den andra stora förändringen var att midjan nu nått sin naturliga plats, och korsetten därmed återkom. Detta åstadkom under 1800-talet svåra hälsoproblem. Ett annat extremt mode var bahytten, med skärm runt ansiktet och som knöts under hakan. Under 1830-talet var dessa skärmar oerhört stora i omfång runt ansiktet och dekorerade med blommor, plymer, band och fjädrar. Kragarna skulle vara vida till puffärmarna. Modefärgerna var diskreta färger som ljuslila, brunt och grått. Rutiga tyger var också moderna. 
1830-talet har betecknats som början på romantikens (i Tyskland även kallad Beidermeier) period inom modet. Romantiken idealiserade ett ömtåligt och eteriskt utseende, och klädedräkten ville understryka detta ideal. 
Timglasfiguren blev nu framhävd ännu mer. Midjan sjönk definitivt ned på sin naturliga plats, och en smal midja blev en viktig del av skönhetsidealet. En ny typ av korsett hade slutligen ersatt den gamla typen av snörliv. Den nykonstruerade korsetten var inte ett konformat snörliv med spiralsnörning, utan kryssnörning med öglor och metallöljetter, något som gjorde snörningen betydligt mer effektiv, och gjorde det möjligt att forma om kroppen, och dra åt snörningen mycket hårt. Korsettbruket ledde till hälsoproblem som bleksot och resulterade i den så kallade Korsettkontroversen, som så småningom utmynnade i dräktreformrörelsen och skulle fortsätta ända tills korsetten blev omodern nästan hundra år senare. 
Den smala midjan framhävdes av både puffärmarna och av breda skärp och av stora kragar, kallade berta eller pellerinkragar, som också var en närmast självklar del av dräkten. 
Det mest betecknande för 1830-talets dammode var dess enorma puffärmar (fårbogsärmar). Puffärmarna var en obligatorisk bas för alla klänningar, oavsett tillfälle. Dess vidd framhävde den smala midjan, och de syddes med låg axelsöm för att ge intryck av sluttande axlar. För att få puffärmarna att stå ut bars löstagbara stoppade kuddärmar fastknutna under klänningen.
Kjolarna hade mer sällan dekoration nere vid fållen och var inte längre släta utan veckade och vida som balettkjolar. Kjolen var dock fortfarande kort och visade fötterna. För att åstadkomma den önskade kjolvidden började man bära stärkta underkjolar.
En nyhet var den första versionen av underbyxor: byxholkar. Dessa var ett slags underbyxor utan tyg i grenen, som endast täckte benen eftersom det fanns ett motstånd mot att använda något som påminde om männens byxor. Det tog lång tid innan denna nyhet slog igenom helt, men de blev särskilt populära för småflickor, som bar kortare kjolar än vuxna kvinnor, och då skulle byxholkarna synas under kjolfållen. 
Håret var fortfarande friserat i en hög knut högt på bakhuvudet och lockar ovanför öronen på var sin sida av en mittbena. Ett mycket populär inslag var pannbandet, en så kallad ferronniere; en detalj inspirerad av medeltiden. Det var ett exempel på de många historieinspirerade detaljer som användes vid denna tid. 
Bahytten återkom i modet under 1830-talet och nådde ett enormt omfång: hatten skulle vara hög och dess brätten vida, knutna under hakan med en stor rosett och rikligt dekorerad.  
Cirka 1837 inträffade en förändring, då ärmpuffen flyttade från överarmen till att placeras under armbågen. Samtidigt sänktes kjolarna ned till golvet och täckte fötterna. Även frisyren ändrades, då knuten på bakhuvudet sänktes ned till nacken, och lockarna vid tinningarna sänktes ned till axlarna. Detta förändrade hela modesilhuetten.

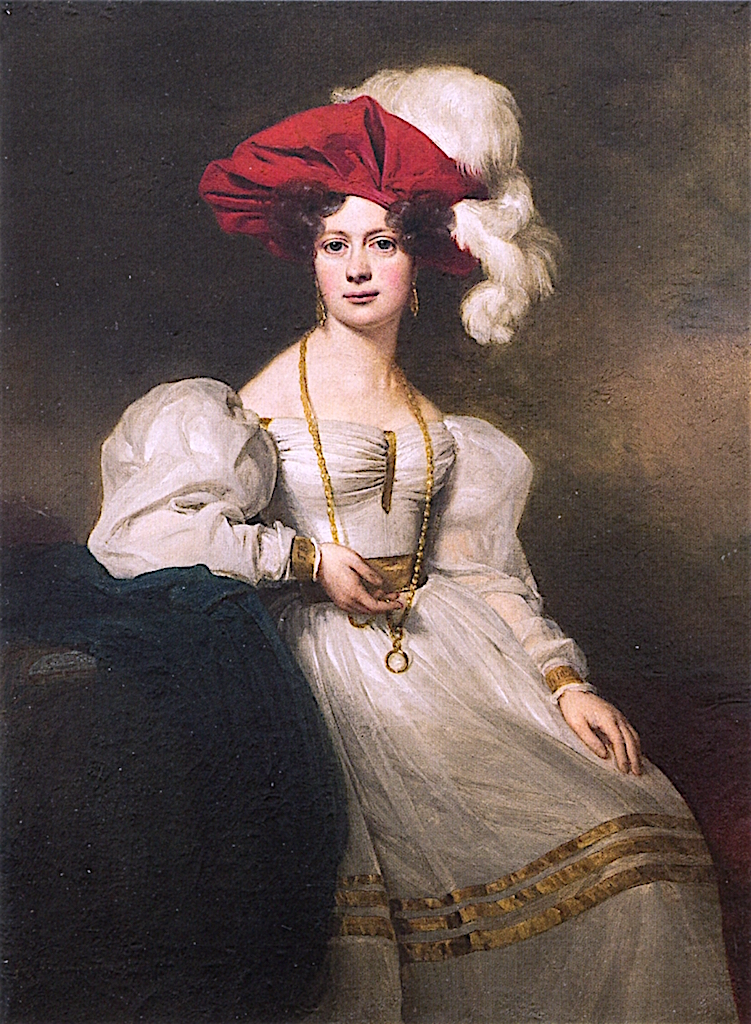
Elisabeth Markgräfin von Baden (1802–1864), född Herzogin von Württemberg.
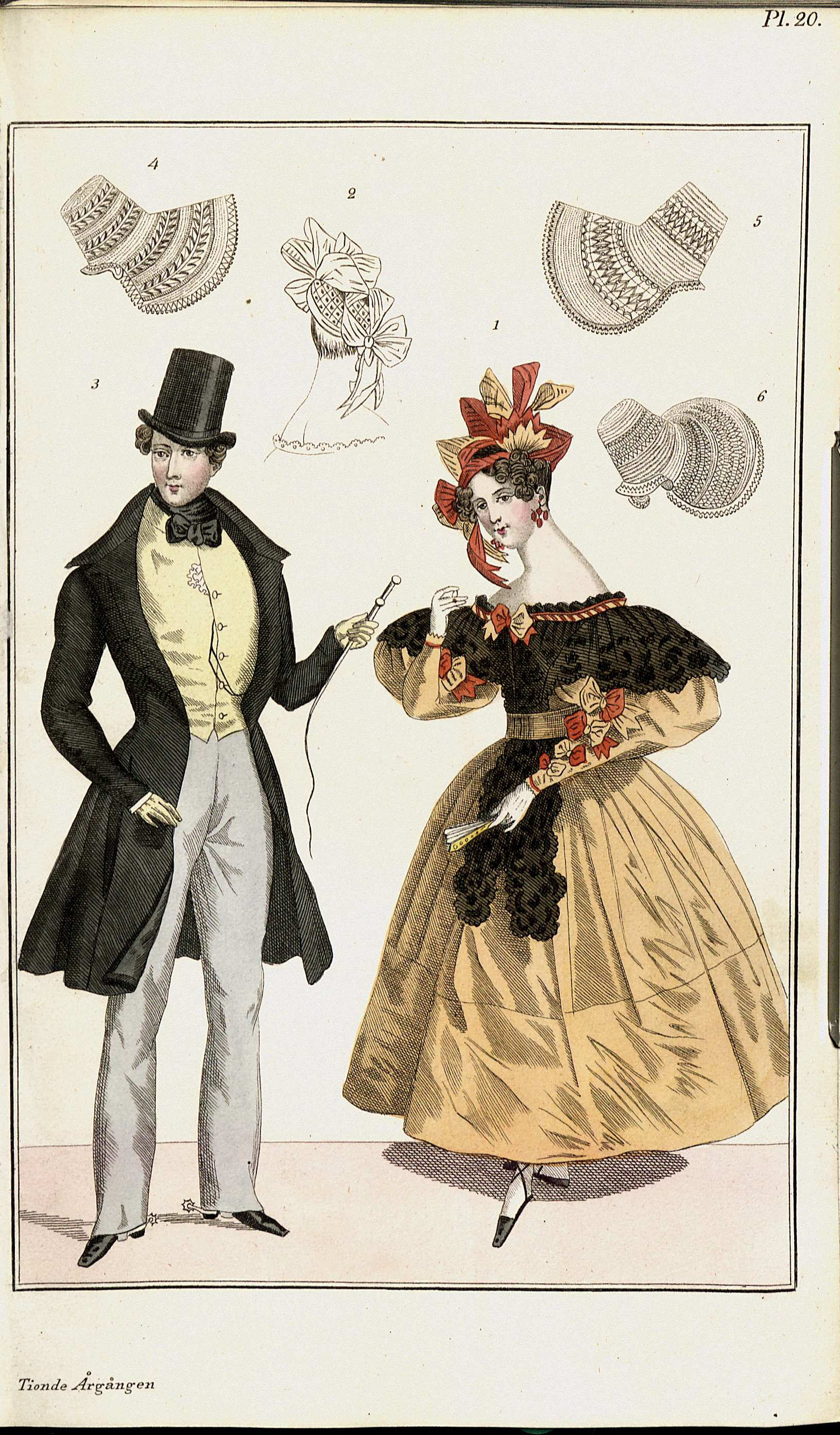
Magasin för konst, nyheter och moder 1833, illustration nr 20
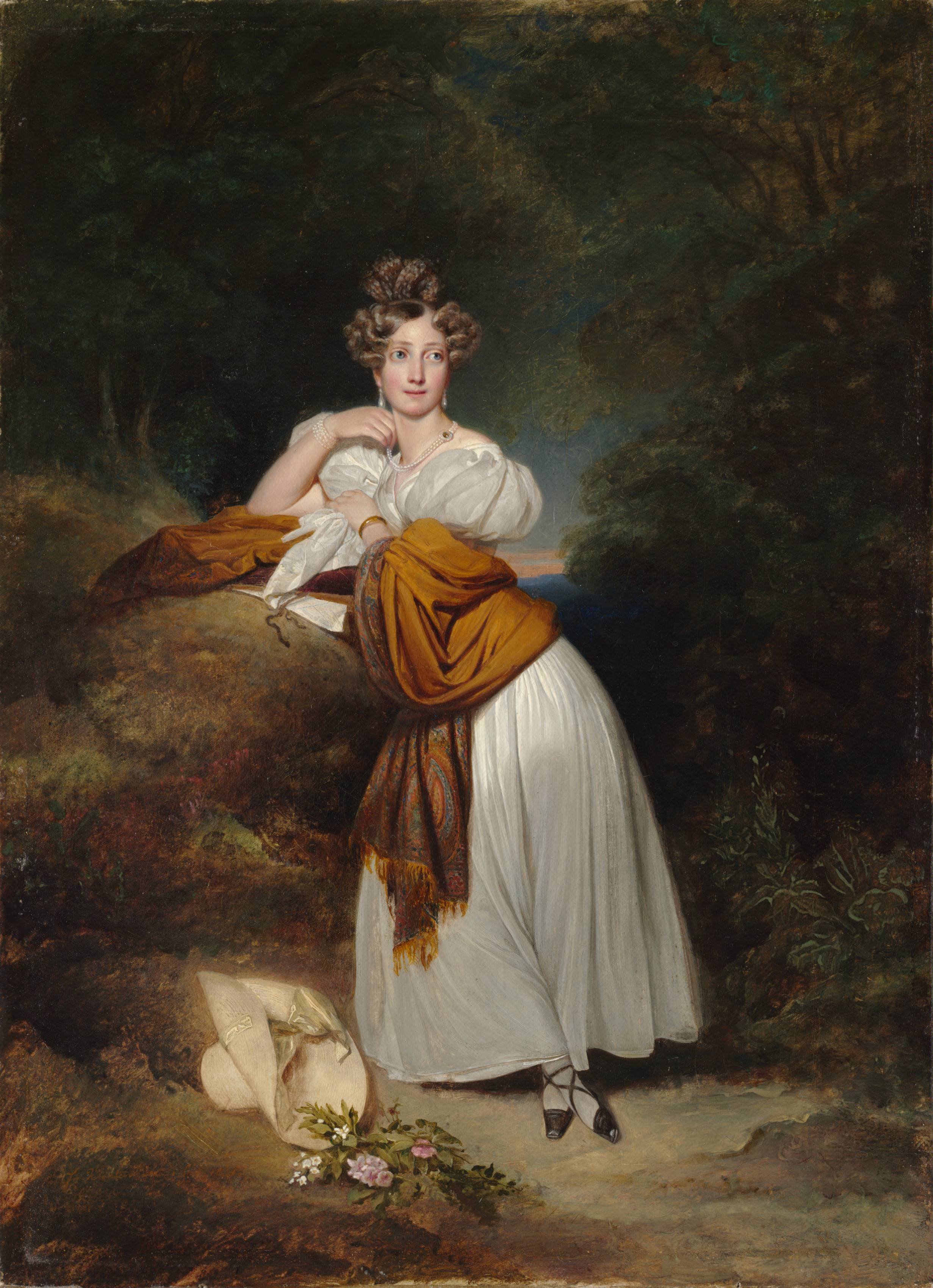
Winterhalter Markgraefin Sophie.
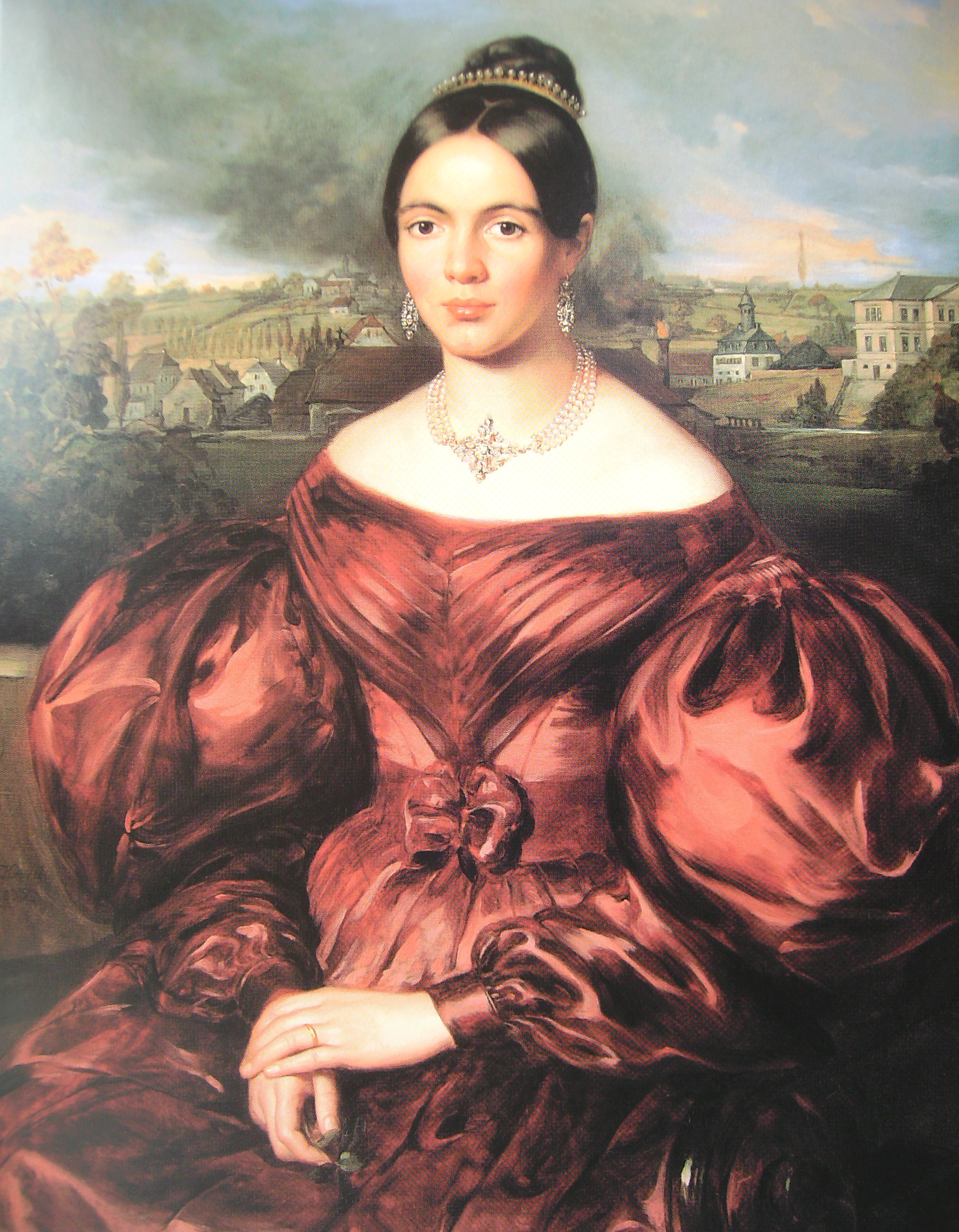
Stumm Marie-Louise
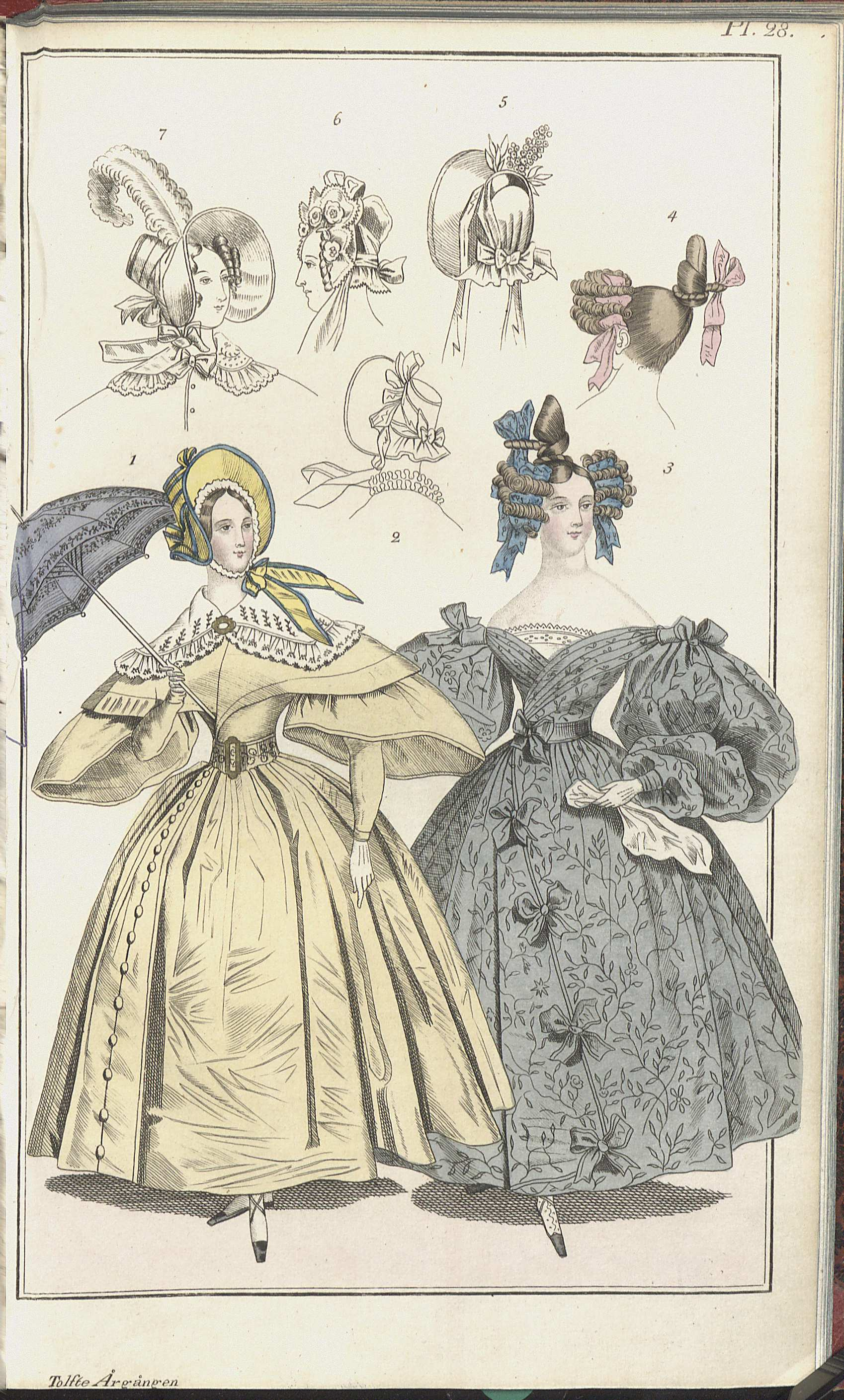
Magasin för konst, nyheter och moder 1835, illustration nr 28.
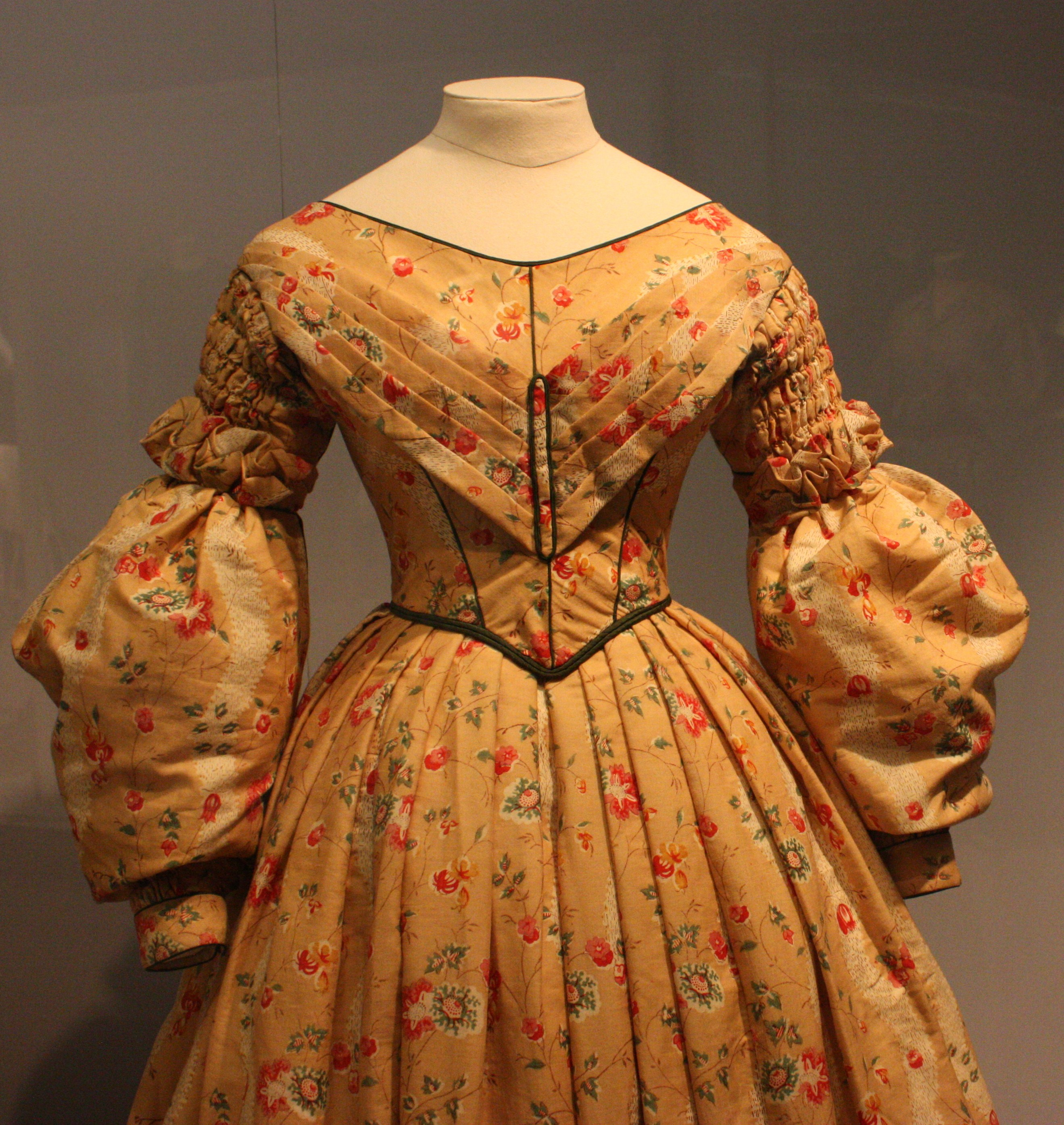
BLW Day Dress (detail).

##### 1840–1850
Under 1840-talet försvann alla extrema tendenser och ett diskret mode ersatte 1830-talets flamboyanta mode. Ärmarna blev snäva, bahyttens brätten smalare, och kjollängden sänktes till golvet. 
Modet under romantikens era var huvudsakligen diskret och icke iögonenfallande, något som uppfattades som sedligt och feminint. Livet var format i en spets, och gärna rynkat på framsidan ned mot midjan a' la vierge för att understryka det långa, spetsiga livet. Till aftonklänning var en bred båtringning det mest moderna: den var vid snarare än djup, och visade axlarna snarare än brösten. Ringningen dekorerades gärna med en bred berta-krage eller spetskrage. Modet använde gärna historiska detaljer, och en bred spetskrage inspirerad av 1600-talet var populärt. Ärmarna var som reaktion på 1830-talets vida puffärmar ofta snäva och figurnära. Till aftonklädsel var ärmarna gärna halvlånga och dekorerade med en spetsvolang inspirerat av 1700-talets mode (engeagenter) eller diskreta ryschband.
Kjolarna var fotsida, vida och rynkade: de kunde gärna vara dekorerade, då främst längs fållen eller på framsidan, men dekoren var diskret, och om man bar volanger var dessa till exempel inte yviga utan platta och låg släta mot kjolen. Till aftonklänning var det populärt att bära en överkjol som öppnade sig över en under kjol, inspirerat av 1700-talets mode. 
Under 1840-talet blev kjolvidden gradvis bredare för varje år, och man åstadkom vidden genom många underkjolar som stärktes och fodrades med rep och band: ibland så många som åtta underkjolar. 
Färgerna skulle under denna tid vara dämpade och diskreta. 
Håret friserades med knut i nacken, mittbena, och korkskruvslockar som inramade sidorna av ansiktet a' la Sevigne. Som huvudbonad bars nu alltid en bahytt. 1840-talets bahytter hade en diskret kulle och diskreta brätten som ramade in och omslöt ansiktet, och gjorde det omöjligt att se på någon från sidan, eller bli sedd från sidan. 

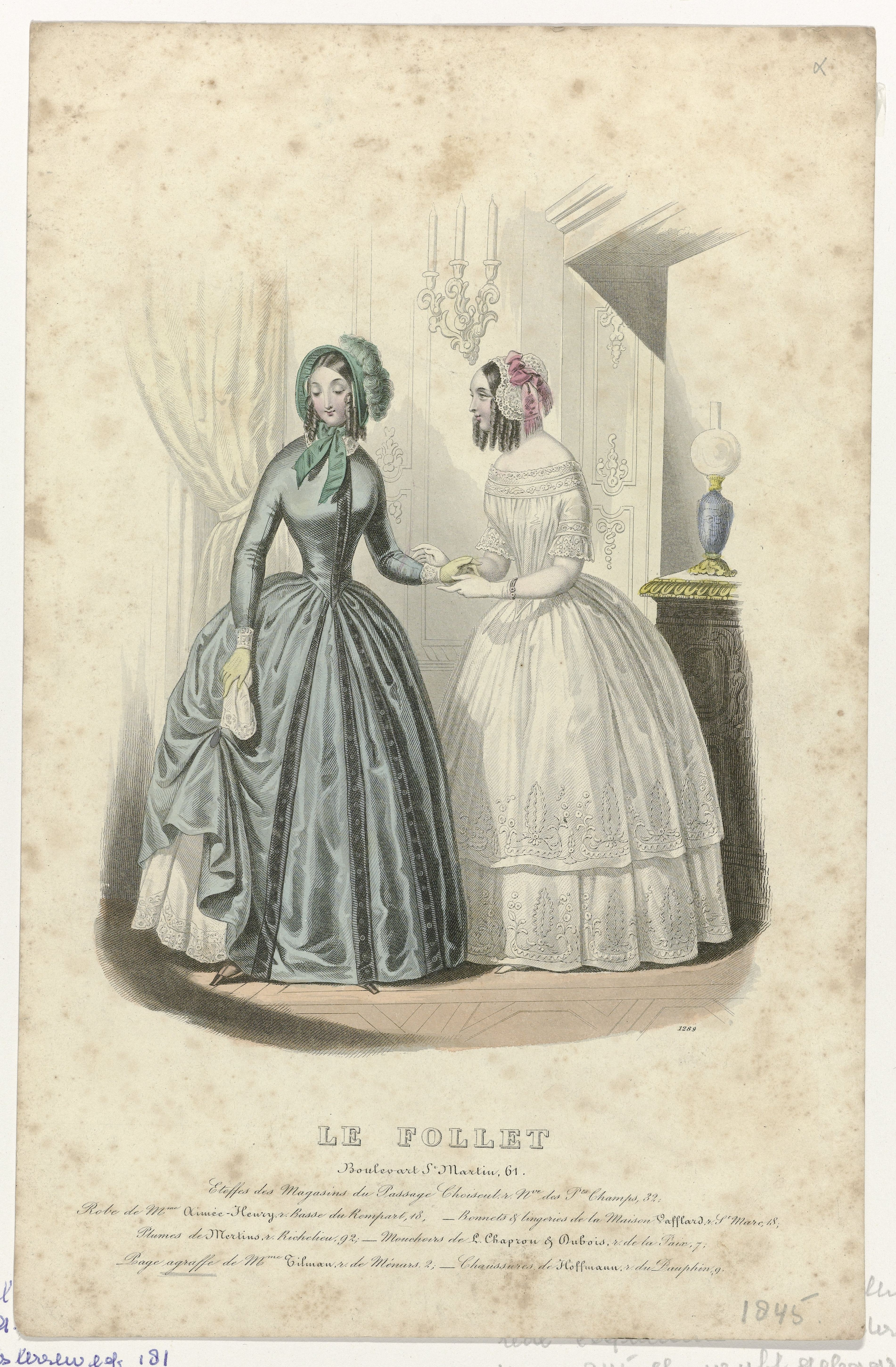
Le Follet, 1845, No. 1289 Etoffes des Magasins (..), RP-P-2009-3234
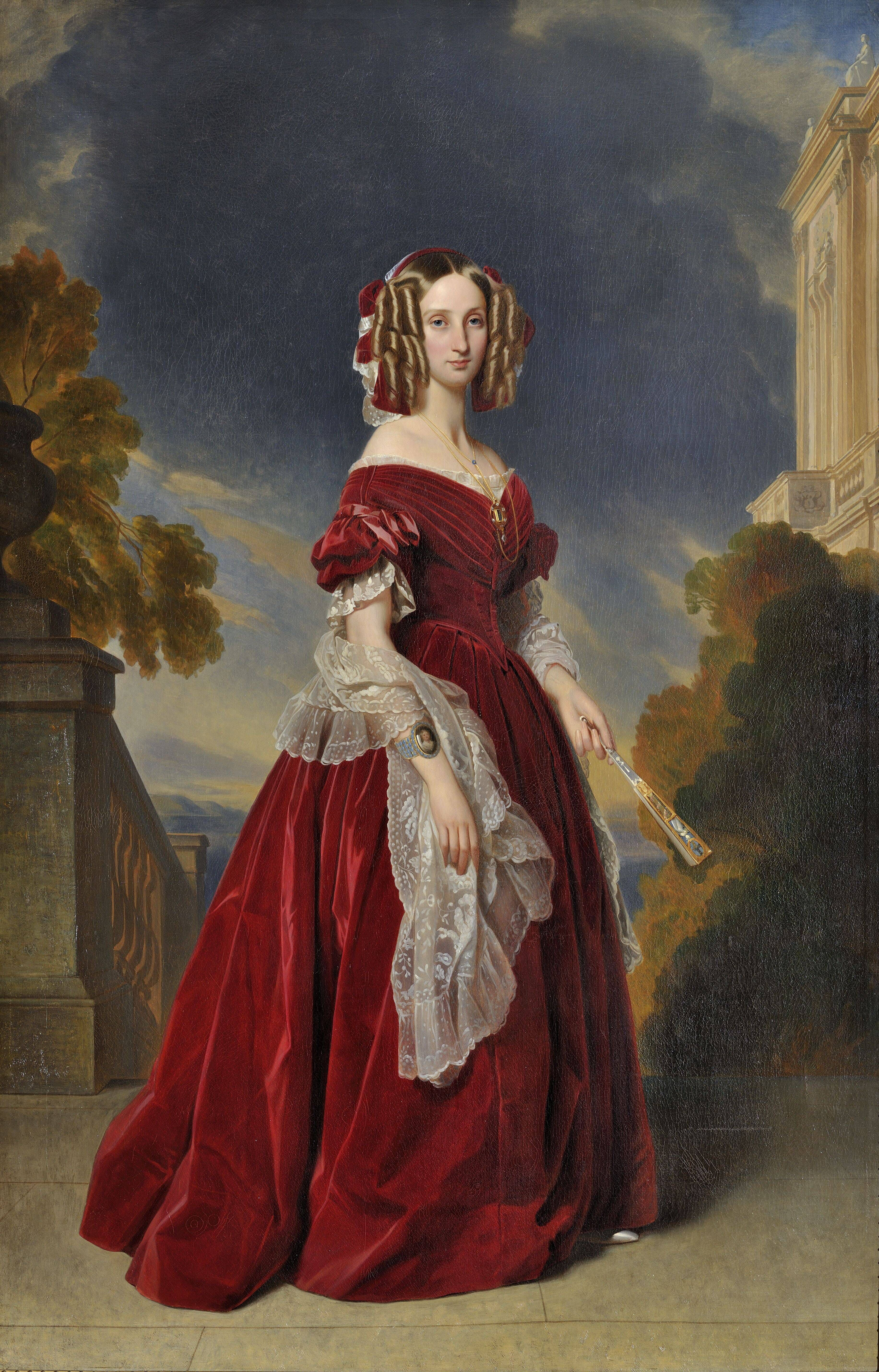
Louise d'Orléans, reine des Belges.
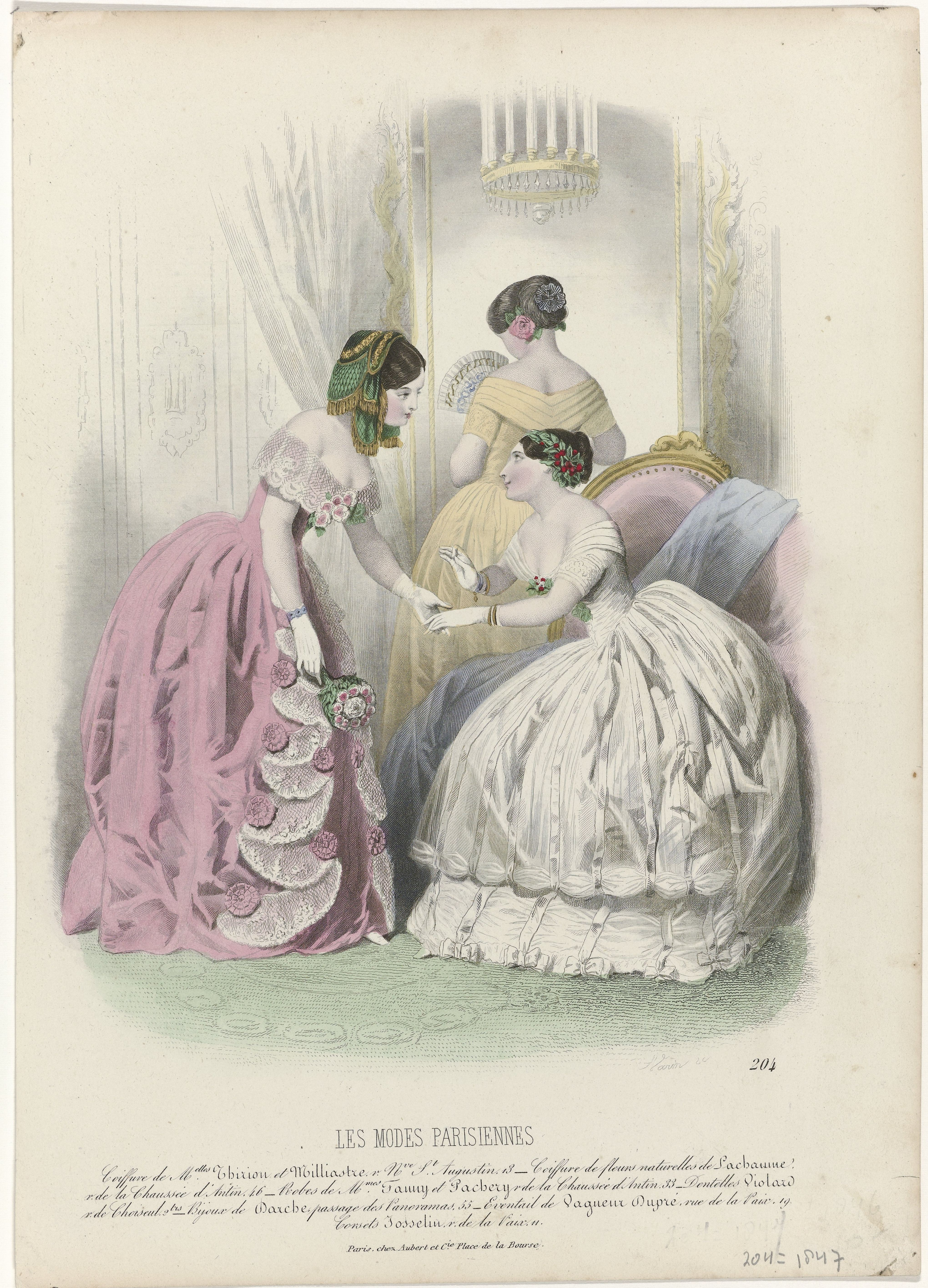
Les Modes Parisiennes, 24 janvier 1847, No. 204 Coiffure de Melles Thirion (..), RP-P-2009-3264
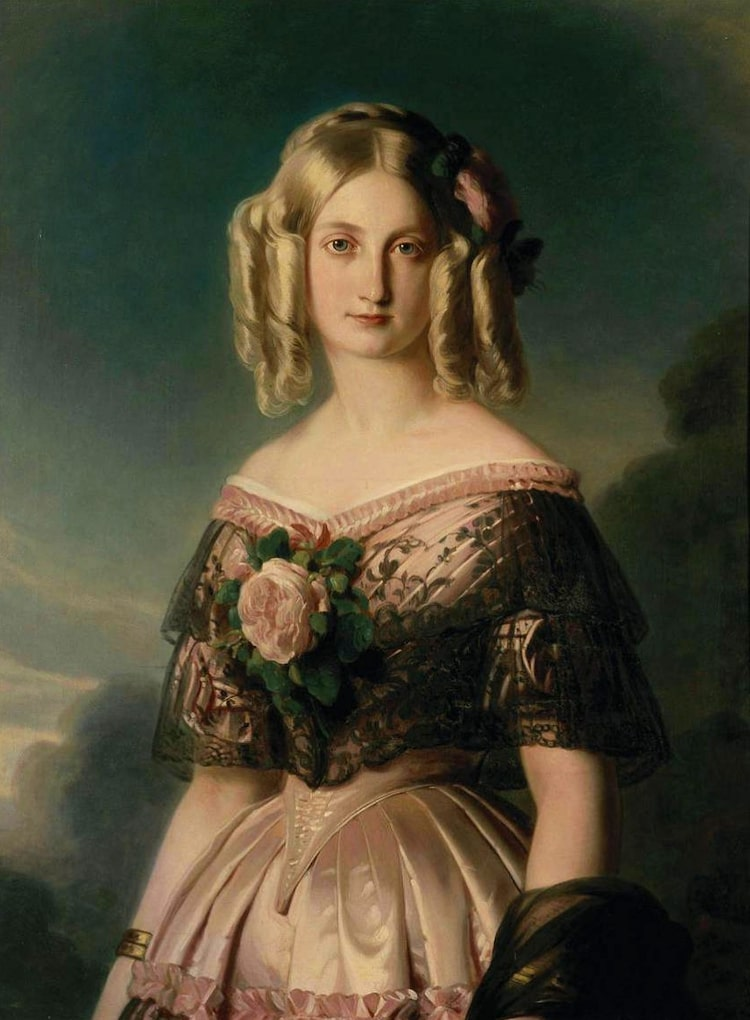
Maria Carolina Augusta di Borbone, Principessa delle Due Sicilie (1848)
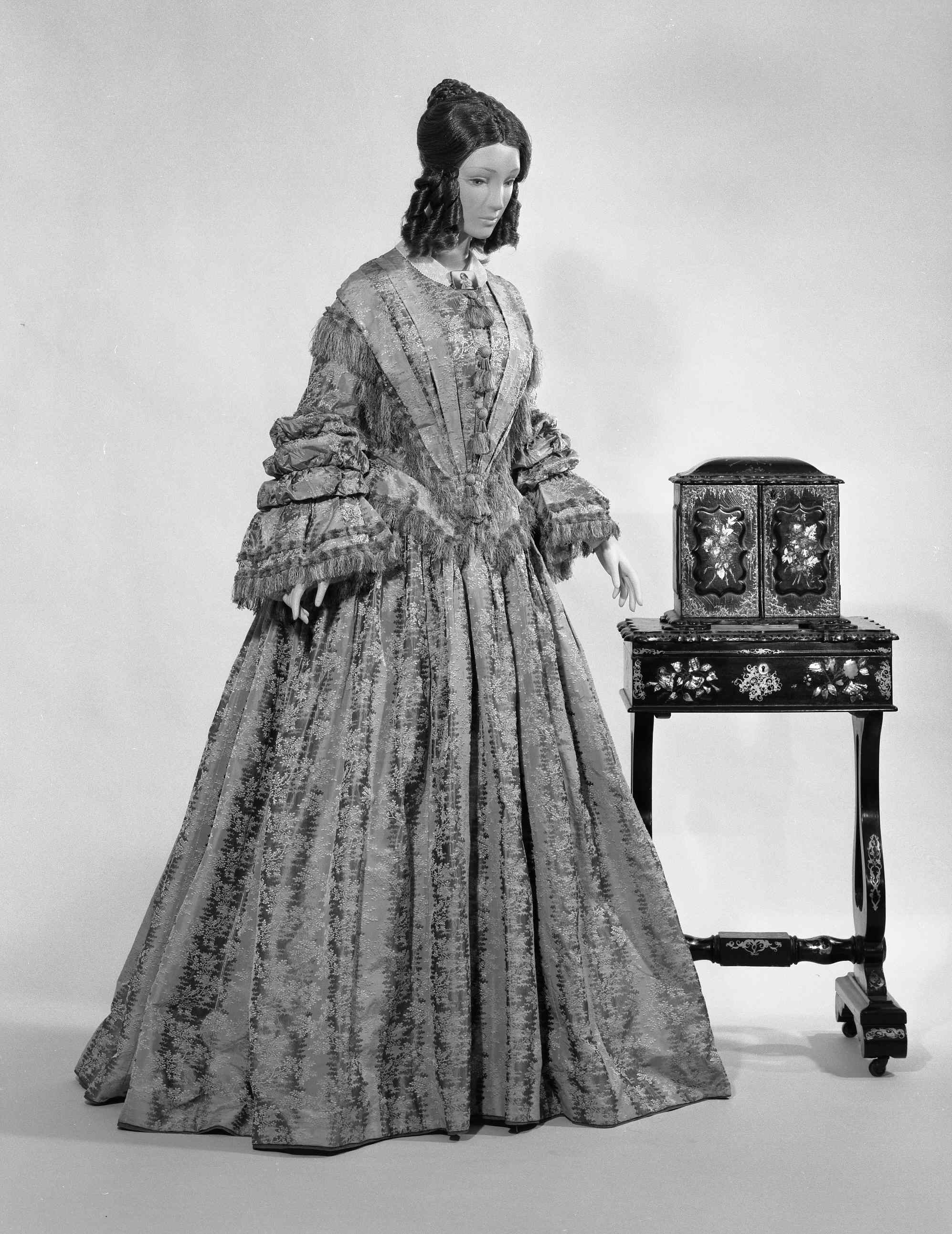
Afternoon dress MET 73.68.1 bw
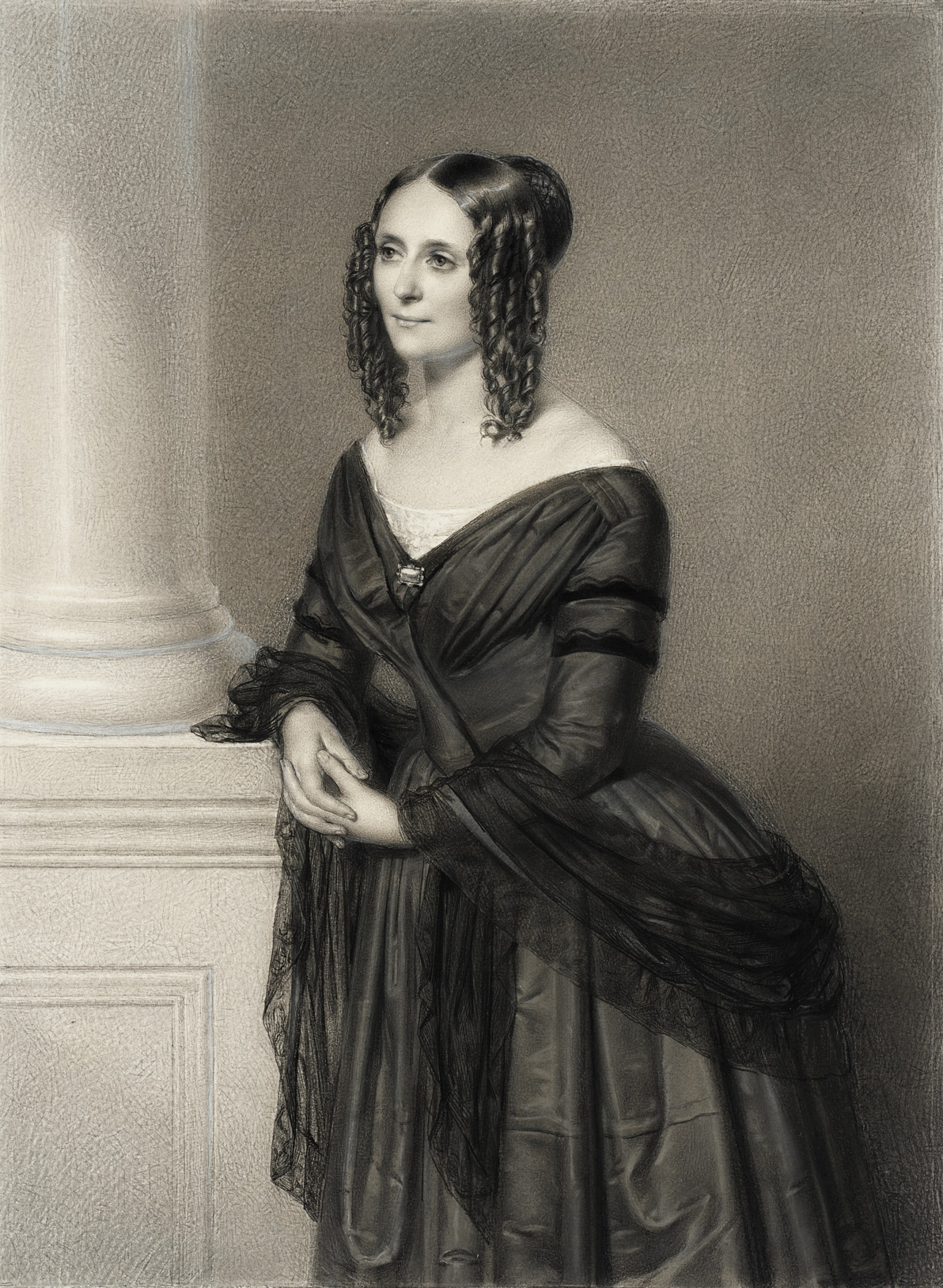
Portrait of a Woman LACMA 54.89.1

#### Herrmode
För männens del innebar denna tid en total "mörkläggning" av klädedräkten som skulle vara till långt in på 1900-talet. Endast västen och halsduken fick ha färg och en man skulle klä sig diskret och utan överdrifter. Långbyxor och hög skorstenshatt var nu en självklarhet. Mannen skulle vara slätrakad och kortklippt, men under 1840-talet var det också modernt med lockigt, axellångt hår, vilket ansågs representera den romantiske poeten.

##### 1830–1840
1830-talets herrmode ändrades obetydligt från föregående årtionde. Den manliga timglasfiguren med breda axlar och smal midja förstärktes fortfarande med rockens breda slag, vida skört och puffärmar och byxor som var vidare över höfterna än nedtill, och män som inte hade en smal midja bar gördel inbyggd i västen. 
Män bar fortfarande kravatt till skjortan. 
Västen över skjortan var midjekort och hårt åtsittande, ofta med inbyggd korsett. Västen var det enda plagget som fick vara färggrant, men på 1830-talet hade det gärna bara en enda färg. Två västar kunde bäras över varandra. 
Bonjouren var nu den helt dominerande rocken. Den hade breda slag över bröstet, vida knälånga skört och puffärmar, som allteftersom minskade och försvann mot slutet av decenniet. 
Långbyxorna var fortfarande vida över höfterna och avsmalnande nedtill med en hälla under foten. Vid denna tid ersattes byxluckan med den moderna gylfen, dock ännu en knäppt sådan. 
Knäbyxor eller pantalonger bars fortfarande till aftonklädsel eller riddräkt. 
Kuskrocken bars fortfarande som överrock, men även en överrock med vida ärmar och slängkappor med ärmhål. 
Det blev nu alltmer viktigt att betona biologiska skillnader mellan könen, och skäggväxt blev mer populärt. Under 1830-talet bara sällan helskägg men däremot både polisonger och mustasch. Håret skulle vara stort, lockigt och yvigt och något längre än på 1820-talet, gärna kammat med sidbena. Cylinderhatten hade nu blivit rak snarare än kurvig. 

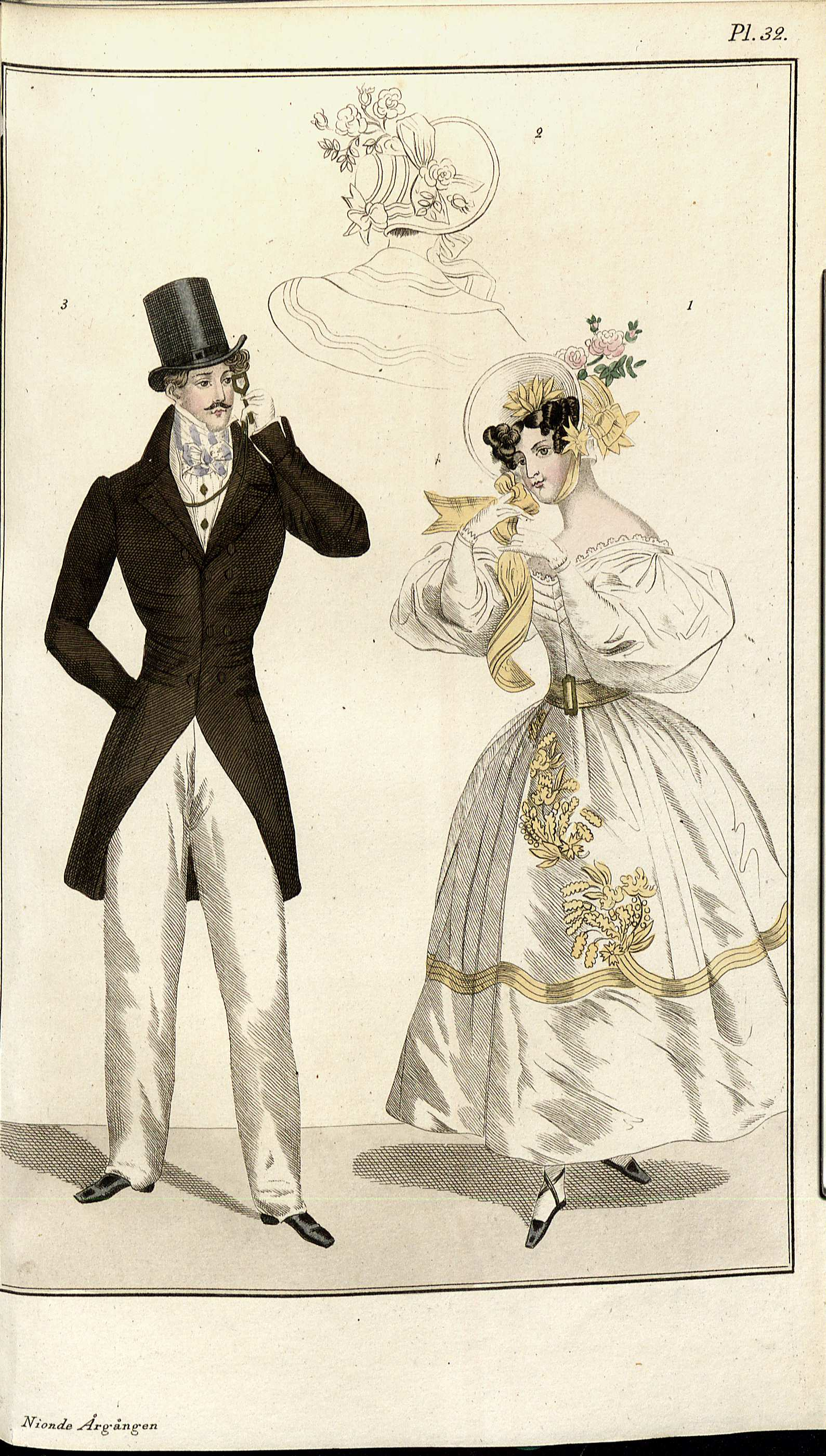
Magasin för konst, nyheter och moder 1832, illustration nr 32
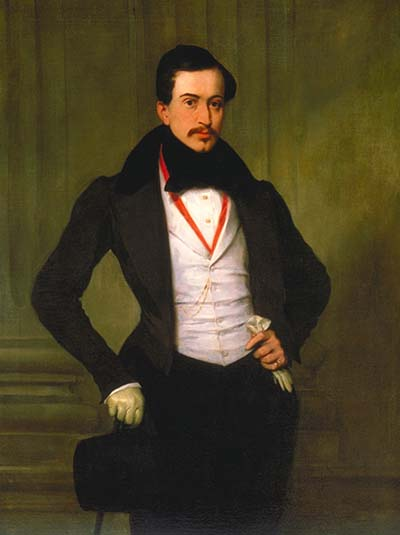
Eugene deveria Meffre-Rouzan

##### 1840–1850
Herrmodet var först och främst brittiskt och där blev Prins Albert under denna tid en modeförebild. Idealfiguren var fortfarande ett brett bröst och smal midja, men under romantikens epok skulle nu gärna axlarna vara något sluttande.
Skjortans kravatt kunde knytas på en mängd olika sätt, men kravatten var inte längre yvig utan slätare och mindre än förr. 
Västen kunde fortfarande ha färg och mönster, men det blev nu allt vanligare att även den var enfärgad och i diskreta färger.  
Bonjouren syddes med brett framstycke och smal ryggstycke för att framhäva figuren, och midjan var fortfarande snäv och figurnära, men ärmarna var nu släta och snäva. Både väst och rock var vanligen dubbelknäppta.  
Långbyxorna var vida och i ljusare färg än rocken, gärna randiga eller rutiga. 
Herrmodet var mer eller mindre färglöst, och gick i svart, grått, brunt eller mörkblått. 
Kängor bars nu av män utom till aftonklädsel och riddräkt. 
Under 1840-talet blev det modernt med halvlångt hår i sidbena, gärna lockigt. Helskägg bars sällan och män kunde gärna vara slätrakade, men det var också populärt med mustasch, dock en liten och diskret sådan, och en krans av skägg precis under käklinjen, för att framhäva denna. 
Cylinderhattarna var höga och raka. Till lantklädsel bars en vidbrättad hatt med låg kulle. 

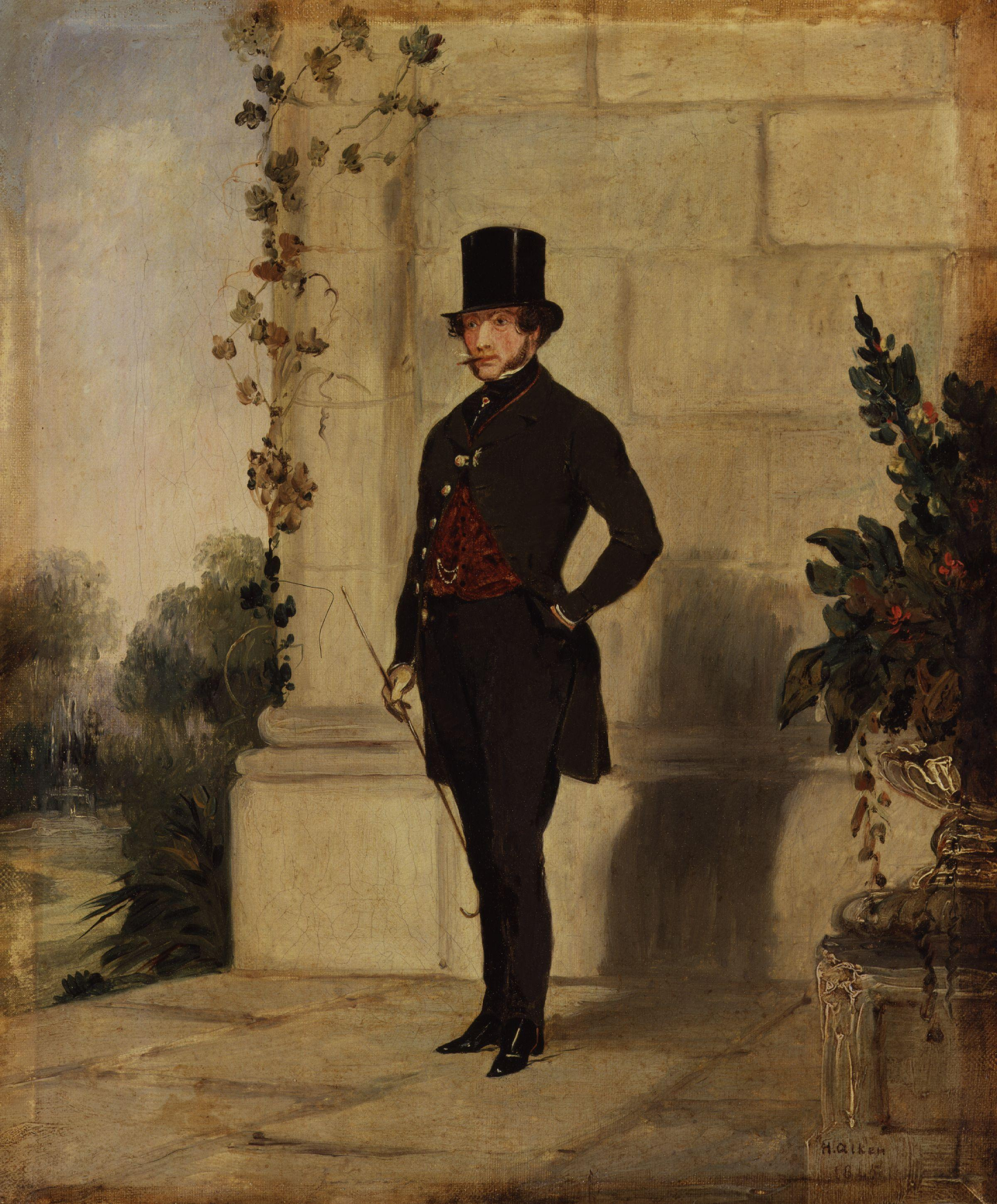
Henry Somerset, 7th Duke of Beaufort by Henry Alken
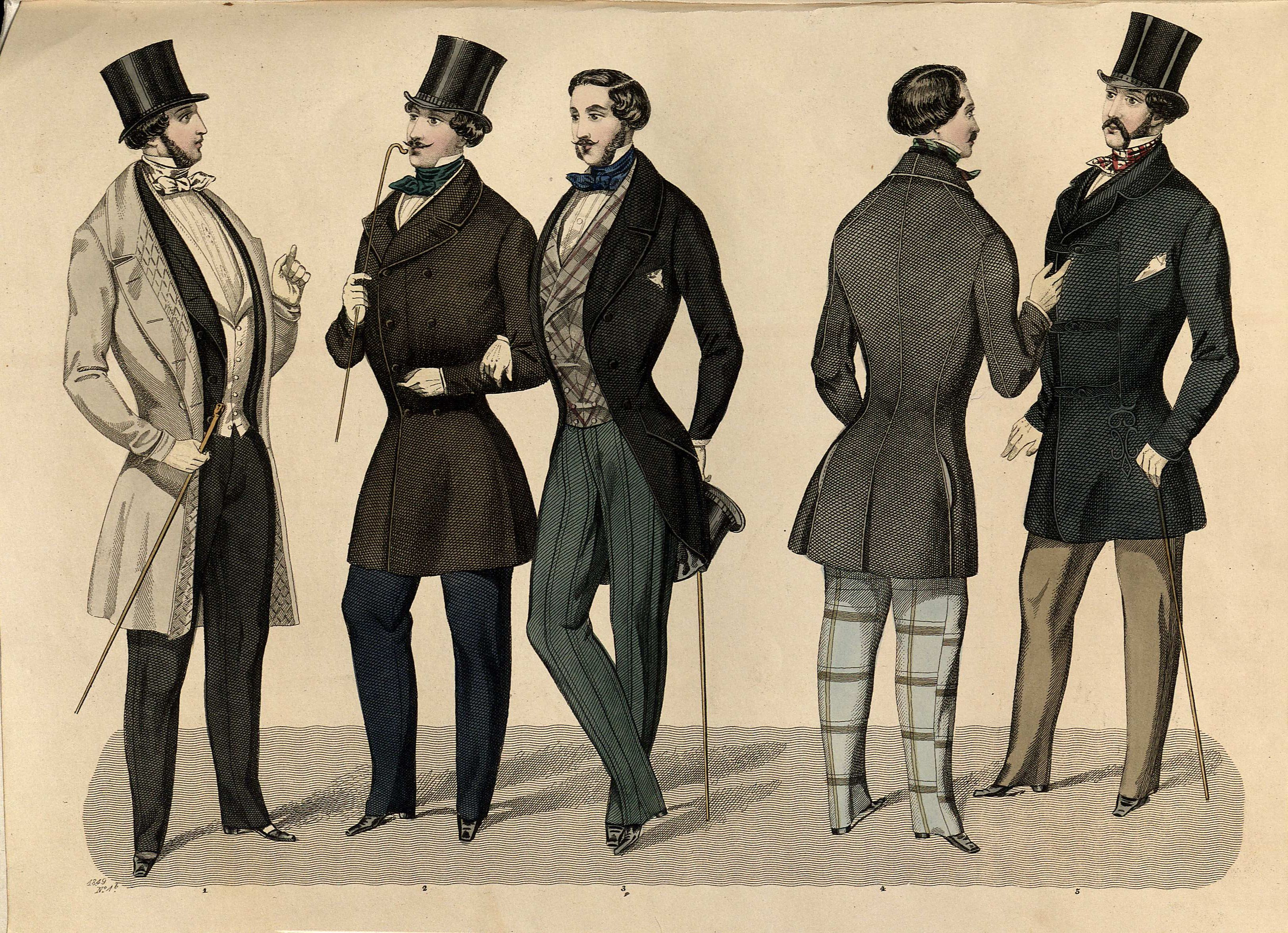
Stockholms mode-journal- Tidskrift för den eleganta werlden 1849, illustration nr 2
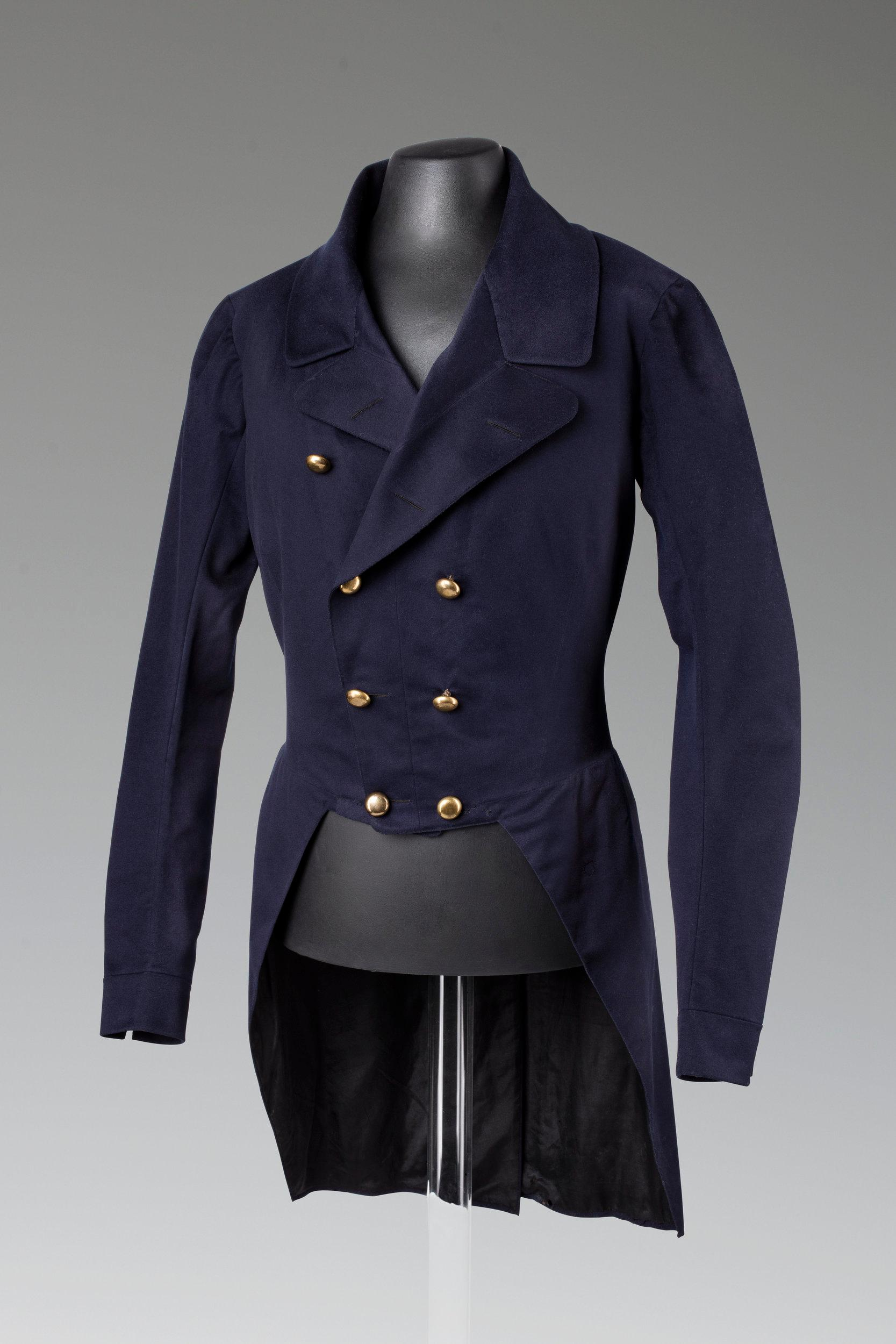
Nieznany - Frak (SZT 2834)
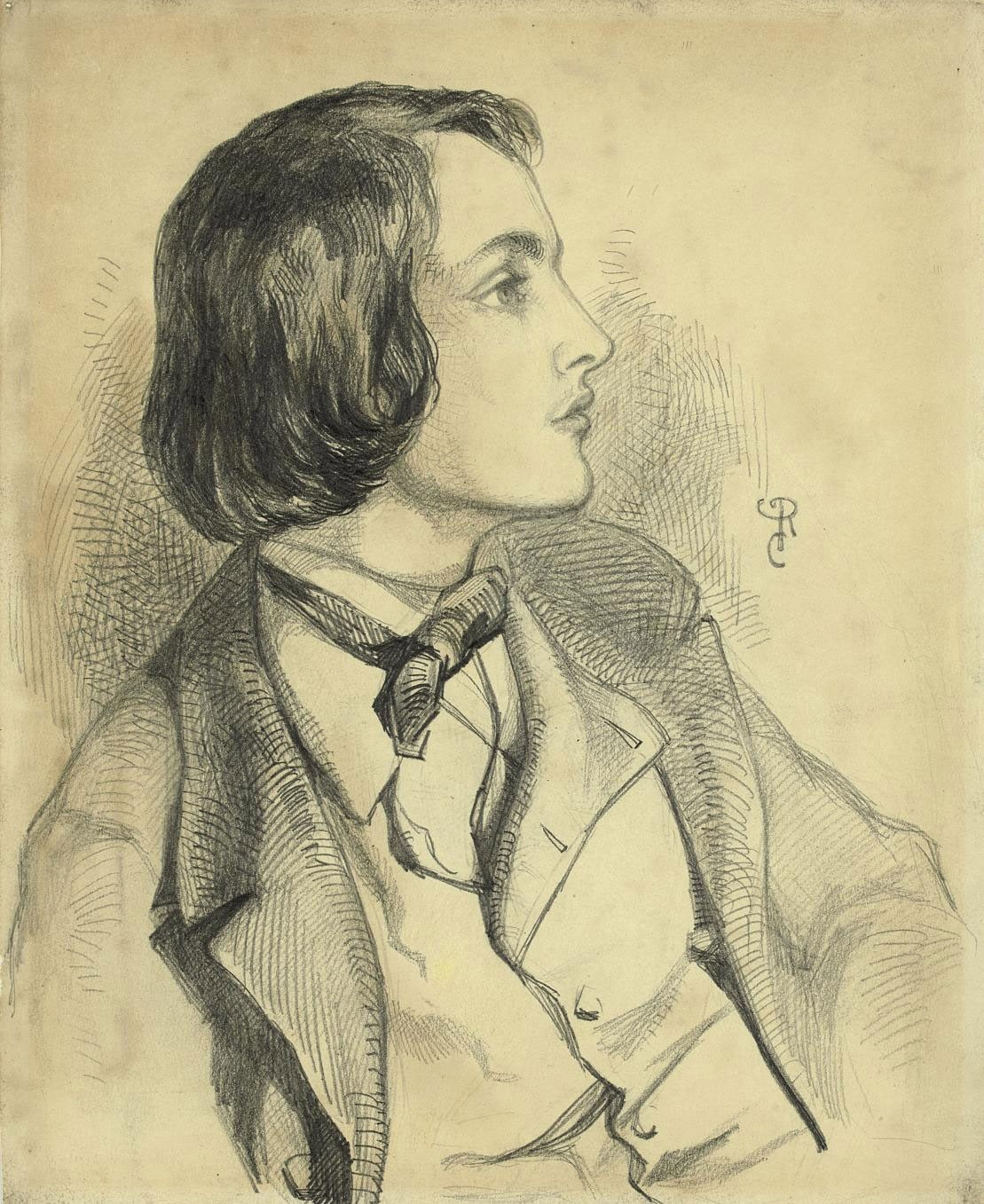
Dante Gabriel Rossetti - William Michael Rossetti (1846)
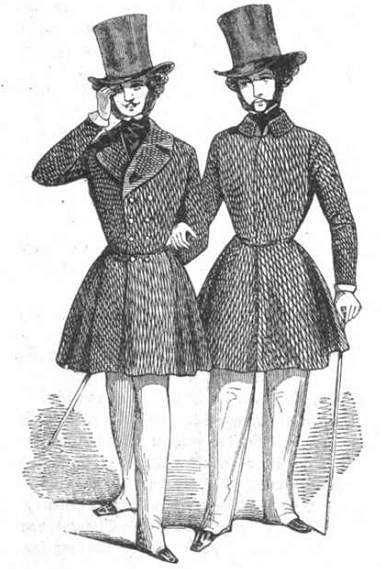
Illustrirte Zeitung (1843) 01 016 3 Herren-Moden von Humann

### 1850–1870: Den andra rokokon
Kännetecknande för den andra rokokon var från 1856 krinolinen, som krävde enorma tygmängder. Kjolarnas omfång hade växt under många år, och 1855 blev det nödvändigt att uppfinna en ställning för att befria kvinnorna från de många underkjolarna; detta var gjort under 1855–1856. För att tillverka dessa krinoliner behövdes stora mängder metalltråd, i genomsnitt 90 alnar metalltråd per krinolin. Det blev även modernt med volanger. År 1859 hade kejsarinnan Eugénie av Frankrike 103 volanger på en av sina balklänningar. Krinolinen förvandlades så småningom till en halvkrinolin som 1870 hade utvecklats till turnyren.
Herrmodet fullföljde i kontrast sin utveckling till en uniformsliknande mörk kostym. Konfektionsindustrin började under denna tid framställa kostymer och uniformer och framför allt mansplagg, vilket därmed också sågs som produkter av en effektiv industrialiserad tidsålder, medan det mer komplicerad dammodet däremot inte kunde framställas av konfektionsindustrin utan krävde sömmerskor och skräddare.
Vid denna tid uppkom en ny konsumtionskultur genom varuhusen som erbjöd färdiga tyger och konfektionsprodukter runtom i Europa: den kvinnliga modedräkten var ännu inte konfektionstillverkad, men för kvinnor blev det nu modernt att konsumera tyger och andra modeprodukter i de nya varuhus som uppstod.

#### Dammode

##### 1850–1860
I början av 1850-talet rådde fortfarande 1840-talets mode. En förändring var att det diskreta modet hade ersatts av mer iögonenfallande detaljer. 
Kännetecknande för 1850-talet var volangerna: både liv och huvudbonaden, bahytten, dekorerades med volanger, och framför allt kjolen, som nu gärna skulle bestå enbart av volanger. Till skillnad från hur det varit under 1840-talet skulle volangerna inte vara platta och diskreta utan tvärtom yviga, spretande och brett rynkade, för att få kjolarna att verka så vida som möjligt. Dessa volanger kunde dekoreras med tygblommor. En populär variant var deux jupes, då kjolen delades i två stora volanger, gärna dekorerade med applikationer och tygblommor. 
En modeförebild var kejsarinnan Eugénie av Frankrike, som 1859 rapporterades ha 103 volanger på en av sina balklänningar. Kejsarinnans klänningar gjordes av Charles Frederick Worth, som räknas som den första moderna modeskaparen. Kvinnoidealet förändrades från romantikens eteriska sylfid till nyrokokons mer drottninglika gestalt. 
Den typiska överdelen var fortfarande ett spetsigt liv med en berta, det vill säga en bred krage hopdragen över brösten och hopfäst mellan brösten, gärna med en dekoration: under dagtid bars en höghalsade isättning över urringningen. Till aftonklädsel skulle urringningen vara mycket stor, och gärna blotta axlarna och en del av ryggen, även om den sällan gick långt nog ned för att visa klyftan mellan brösten. 
De mest moderna ärmarna var strutformade så kallade pagodärmar, som var vidgade sig nedåt och öppnade sig vitt över vida ärmar med spetsmanschetter, inspirerade av 1700-talets engageanter. Ärmarna till aftonklänningen fick gärna vara korta. 
Ett annat mycket populärt liv var den så kallade kasacken eller carackon. Den var sydd som en jacka med vida skört, men var i själva verket ett klänningsliv sytt i en kontrasterande färg och tyg till kjolen, vilket gav ett intryck av att bära jacka och kjol.  
När nyrokokon ersatte romantiken under 1850-talet låg dammodets fokus på kjolvidden. Kjolarnas omfång hade växt under flera år och cirka 1850 kunde upp till åtta underkjolar kunde bäras under klänningen, med stärkta volanger och fodrade med rep och tagel, för att åstadkomma vidden. Detta var varmt och tungt och det fanns behov av en uppfinning för att kunna åstadkomma effekten modet krävde utan att behöva bära så många lager kjolar. Modet blev vid denna tid som obekvämt att dräktreformrörelsen uppkom för att befria kvinnor från korsetten och lagren av många kjolar. 
1856 introducerades krinolinen med stålfjädrar, som blev kännetecknande för nyrokokon. Krinolinen blev enormt populär som ett alternativ till de många lagren underkjolar, eftersom kvinnorna kunde röra sina ben fritt under krinolinens ihåliga klocka, obehindrade av tyg, och därmed ökade kvinnans rörelsefrihet. Kvinnor bar i fortsättningen endast en underkjol: och den bars ovanpå krinolinen, för att ringarna inte skulle avteckna sig genom klänningen. 
Betecknande för 1850-talets krinolin var att den var cirkelformad och stod ut vitt från höfterna som en kupol. Krinolinen växte för varje år och uppnådde sitt maximum cirka 1859–1860. 
Korsetten fortsatte under denna tid som en självklar del av kvinnodräkten. En nyhet var underbyxorna. Fram till denna tid hade kvinnorna varit nakna under kjolarna, eftersom alla former av byxor definierades som en mansdräkt. Krinolinen gjorde dock att underbyxor slog igenom för kvinnor: krinolinen kunde vid en stöt vippa upp över benen, och eftersom kvinnor hade slutat bära underkjolar tack vare krinolinen, innebar en sådan stöt att de riskerade att blotta sig fullständigt. Därför började kvinnor vid denna tid att bära vida underbyxor, även om dessa ofta länge var så kallade byxholkar, som var öppna i grenen. 
Pastellfärger präglade 1850-talet, som hämtade sin inspiration från rokokon. 
Korkskruvslockarna ersattes av chinjongen: håret delades i mittbena och kammades slätt runt ansiktet och samlades i en påse i nacken. Chinjongen kunde puffas upp över öronen för att få håret att verka tjockare. Det var populärt att dekorera chinjongen med sidenblommor, spetsar eller rysch, som ramade in ansiktet. 
Det blev nu återigen accepterat för kvinnor att sminka sig, vilket hade ansetts vara oanständigt i sextio år.
Som huvudbonad bars fortfarande bahytten, men dess skärmar blev kortare och skuggade inte längre ansiktet, vilket innebar att hatten enbart täckte baksidan av huvudet och parasoll därför bars för att skydda ansiktet mot solen. Precis mot slutet av perioden började det bli accepterat med vidbrättade hattar för kvinnor. 

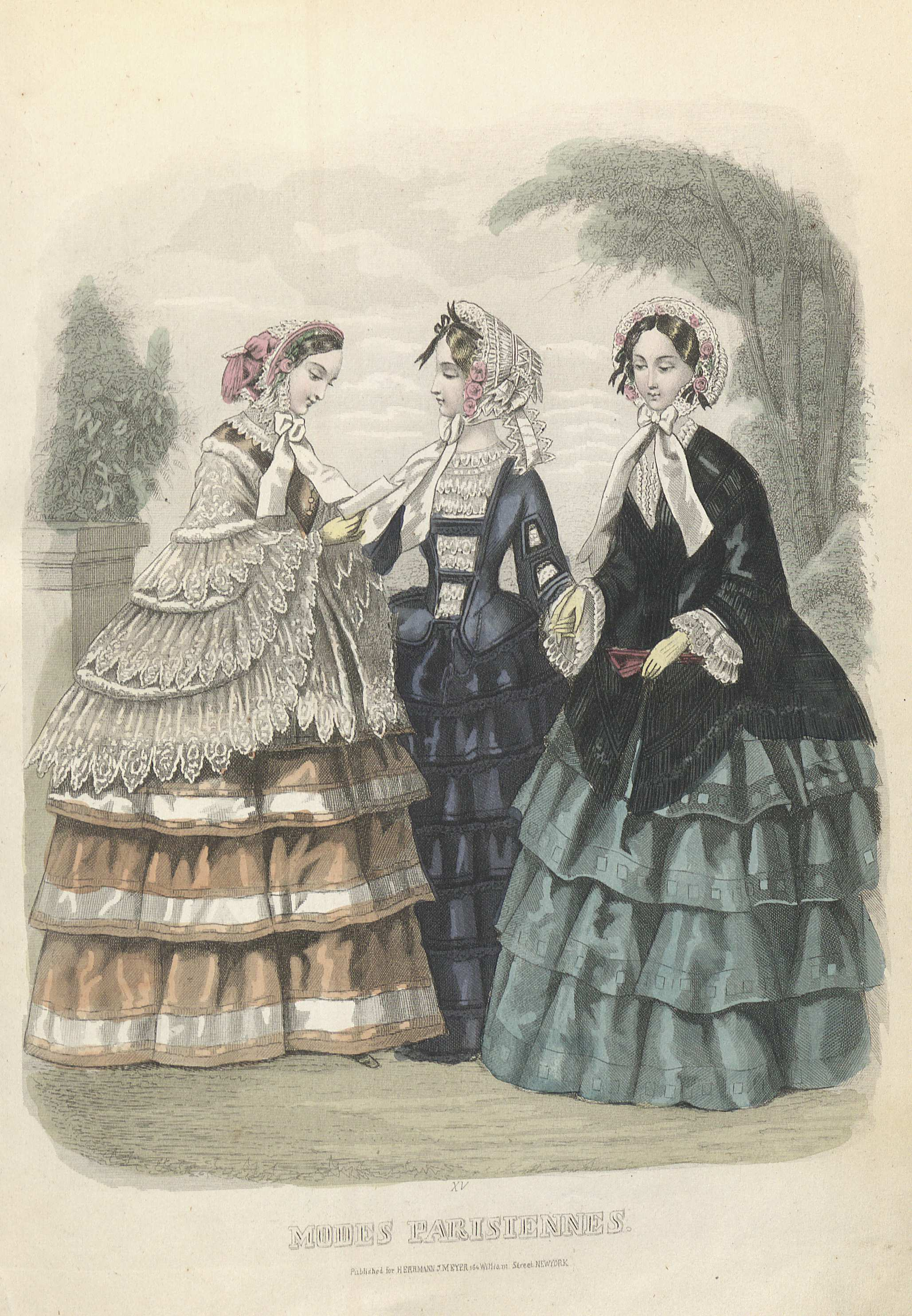
Stockholms mode-journal 1854, illustration nr 14.
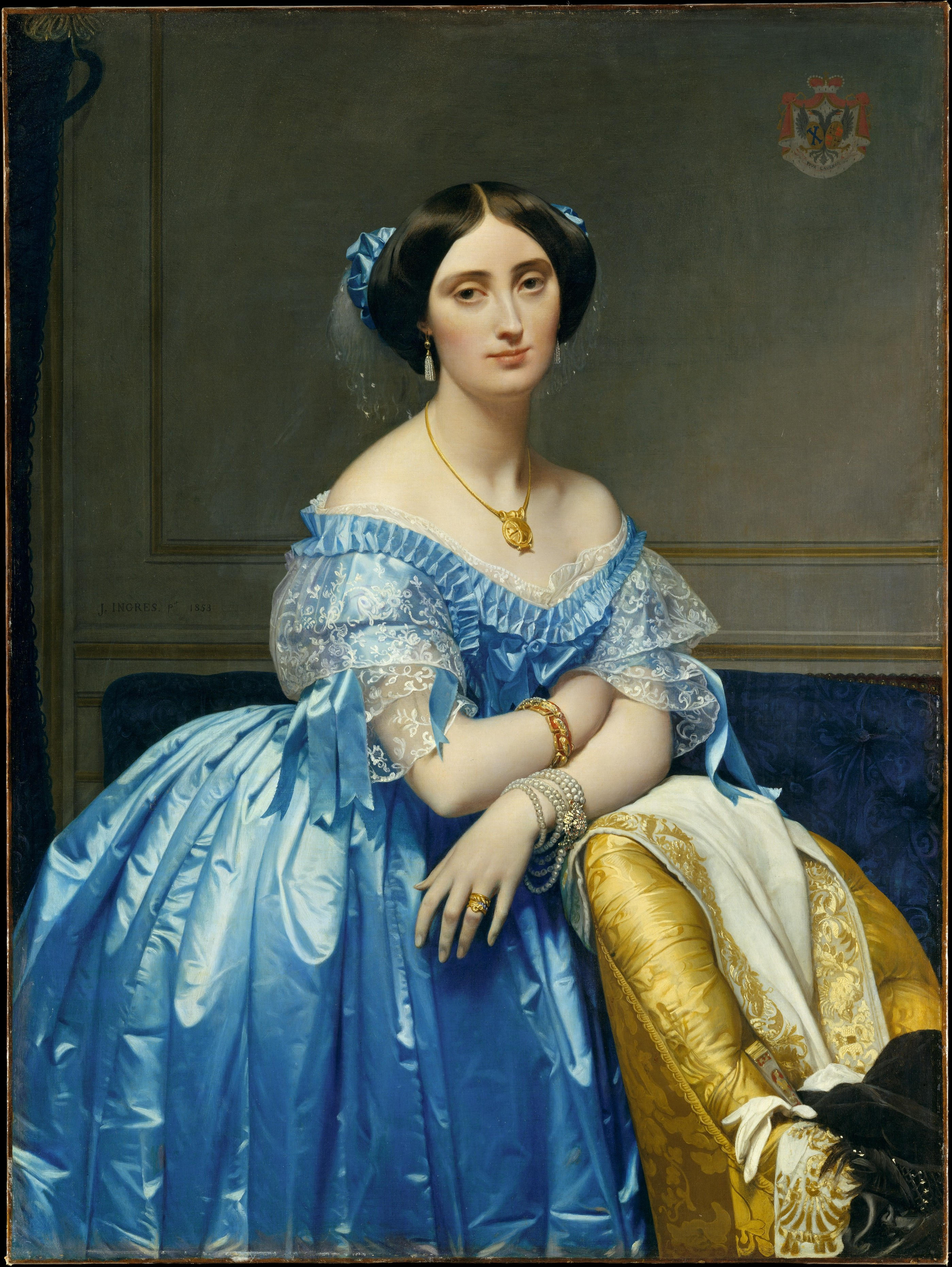
Joséphine-Éléonore-Marie-Pauline de Galard de Brassac de Béarn (1825–1860), Princesse de Broglie MET DT717.
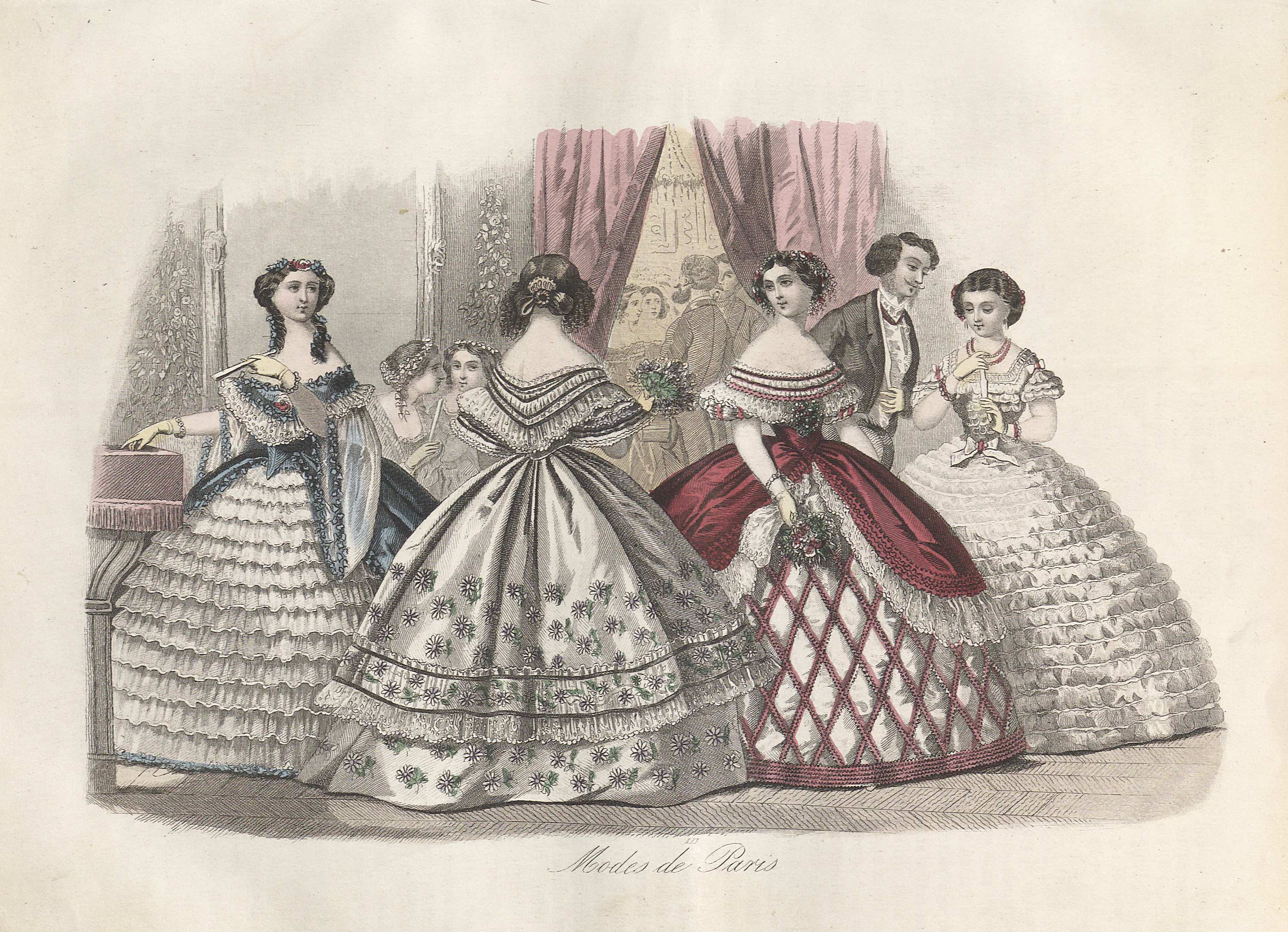
Nyaste journal för damer 1859, illustration nr 5
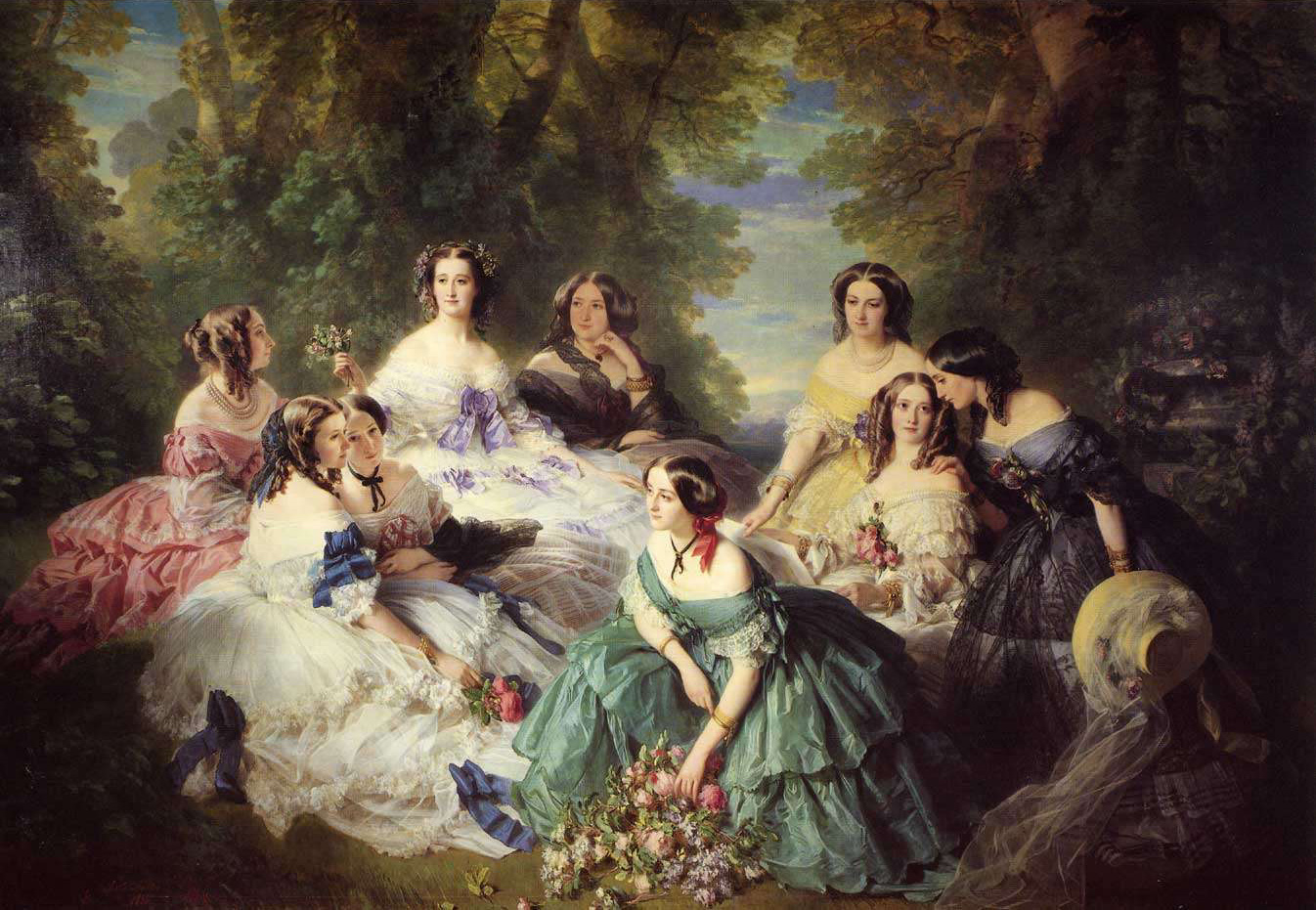
Kejsarinnan Eugénie omgiven av sina hovdamer, målning av Franz Xaver Winterhalter (1855)
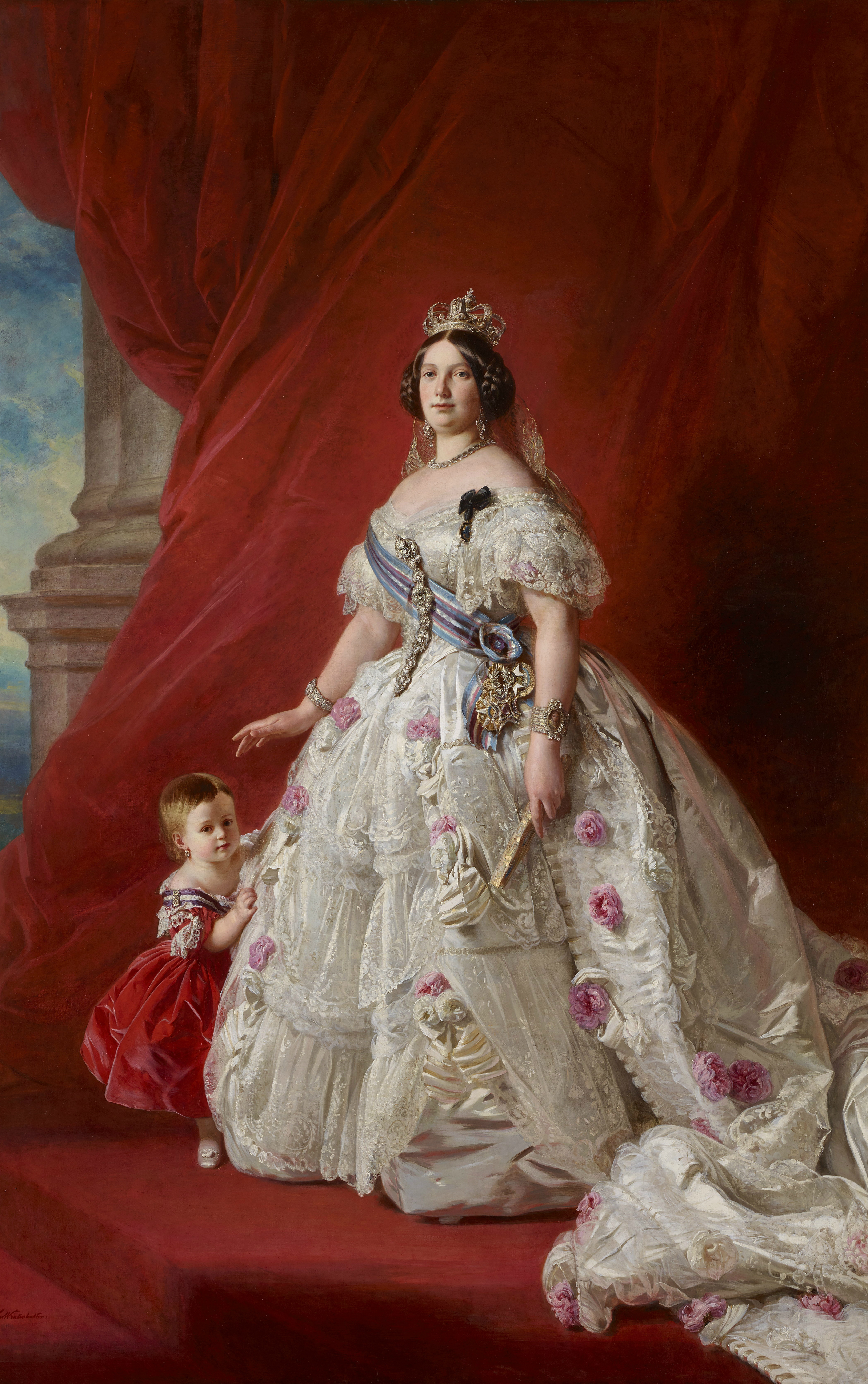
Franz Xaver Winterhalter - Isabel II con su hija Isabel, princesa de Asturias (Palacio Real, Madrid, 1855. Óleo sobre lienzo, 275 x 176 cm).
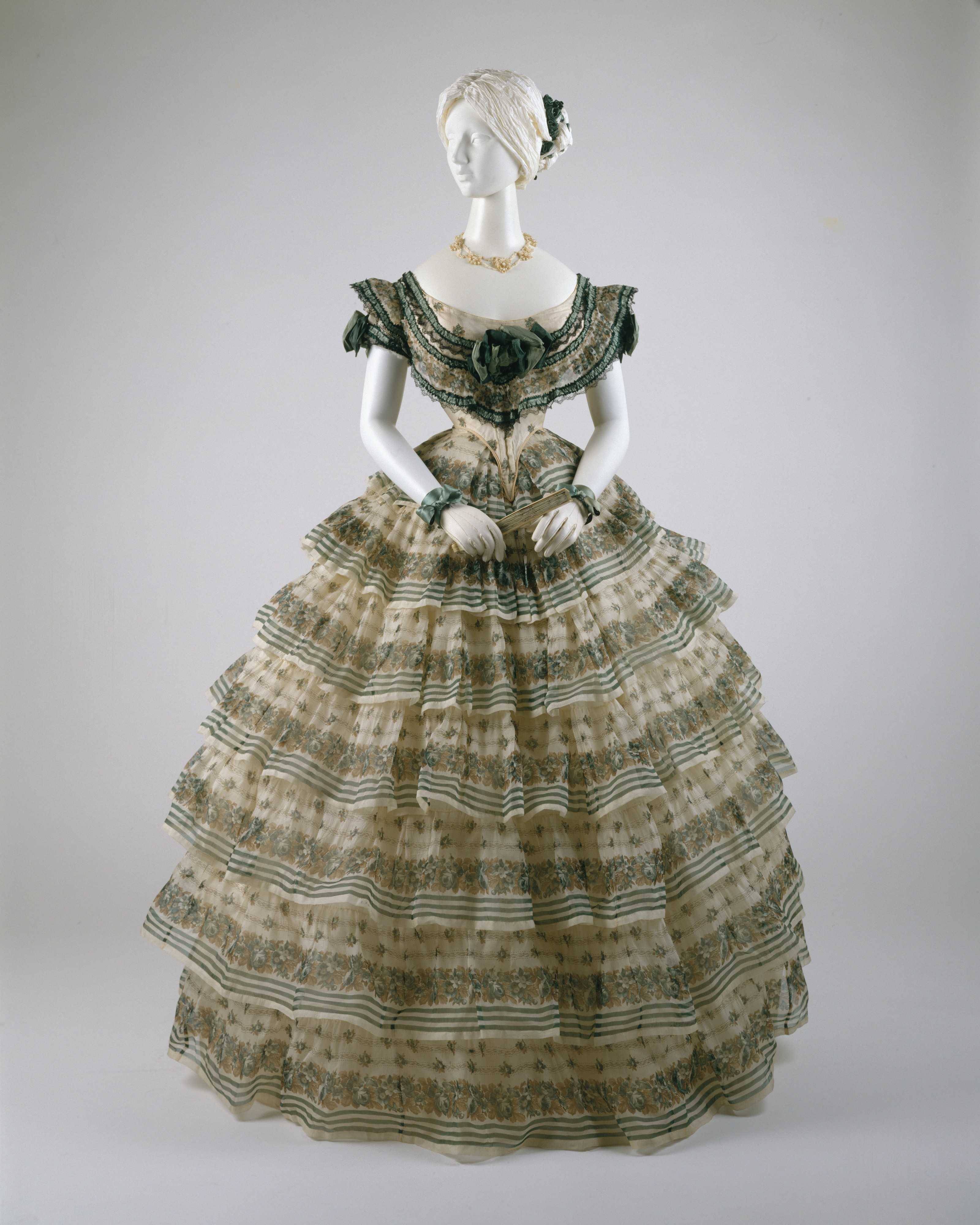
Ensemble MET DT6846

##### 1860–1870
Under 1860-talet blev volangerna omoderna, och kjolen dekorerades istället med spetsar, applikationer, tofsar och band lagda i geometriska mönster. Medan 1850-talet kännetecknades av volanger, var det draperingar som blev 1860-talets stora modefluga.  
Krinolinen ändrade form från 1850-talets cirkelrunda krinolin till 1860-talets triangulära. Från cirka 1862 minskade den i omfång på framsidan och blev slät över höfterna, och vidden koncentrerades istället alltmer på nederdelen och över baksidan, där det blev modernt med ett släp. Under 1860-talets gång drogs vidden för varje år alltmer bort från framsidan och sidorna till baksidan, och förvandlades till en halvkrinolin och slutligen 1870 till en turnyr. De draperingar som var moderna vid denna tid underströk denna ändrade form genom att drapera en överkjol över en undre kjol till ett släp bakåt. 
Livet förändrades från en låg spetsig midja till ett rakt avskuret liv, gärna med skärp. Samtidigt som krinolinen ändrade form, höjdes midjan gradvis och blev allt kortare, och i slutet av 1860-talet hade den höga empirmidjan återkommit, med ett skärp strax under bysten. Den midjelösa prinsesskärningen blev modern under denna tid, och användes gärna till jackor och överplagg. 
Pagodaärmen var fortfarande modern, men ersattes gradvis av den snäva ärmen, gärna med en dekoration på överarmen.
Den stora innovationen under 1860-talet var att kvinnor nu började bära blus och kjol, efter att tidigare enbart ha burit klänningar. Kvinnoblusen var en innovation som hämtat inspiration från Garibaldis berömda skjorta 1860, och kombinationen blus och kjol blev från den här tiden ett populärt vardagsplagg. 
Under denna tid utvecklades de kemiska anilinfärgerna. De gjorde det möjligt och billigt med ett stort antal intensiva färger till kläder, och 1860-talet blev känt för sina starka och intensiva chockfärger. Lila var en stor modefärg, liksom rött, smaragdgrönt, intensivt blått och rutigt i flera starka färger.  
Chinjongen var fortsatt modern, men håret sattes nu upp högre på bakhuvudet snarare än i nacken, och chinjongen kunde ersättas av korkskruvslockar. Bahytten blev omodern och ersattes av kapotthatten, som knöts under hakan precis som bahytten men som saknade skärmar och bara satt fast ovanpå huvudet och bakhuvudet, oftast med riklig dekor. Ett informellt alternativ var den bredbrättade hatten, som sågs som djärv, och helst bars till fritidsdräkt på landet. 

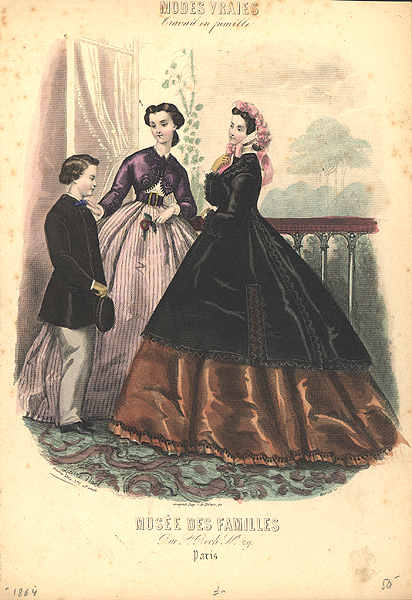
Fashion plate 1864.
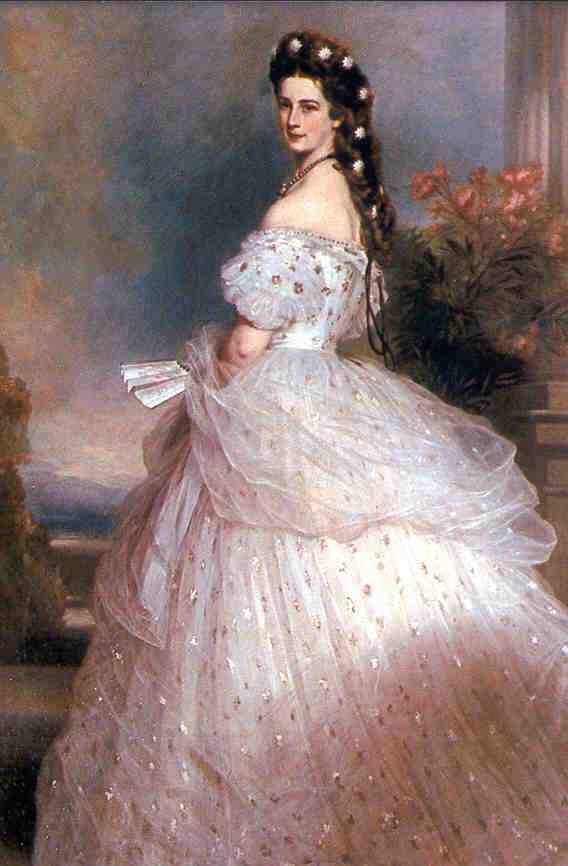
Winterhalter Elisabeth
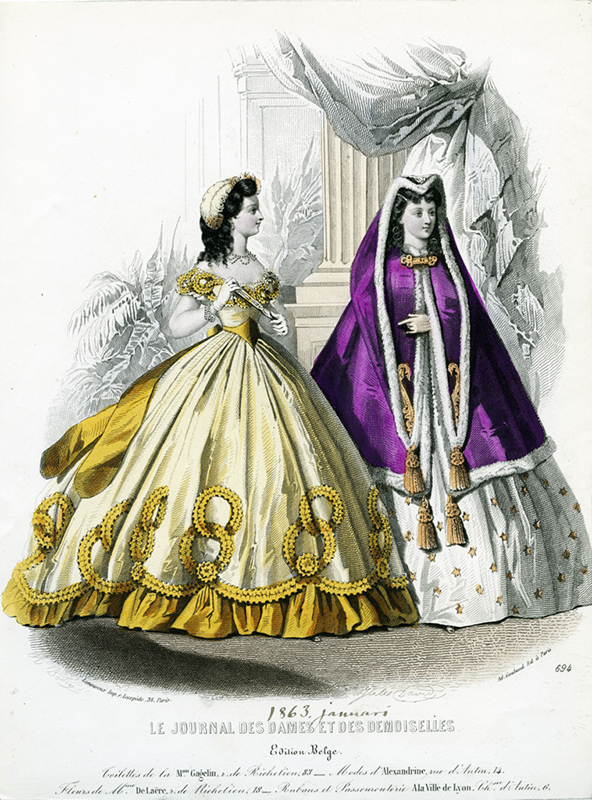
Tryck. Modebild från Le Journal des dames et des demoiselles. Januari 1863. Klänningar - Nordiska Museet - NMA.0052107
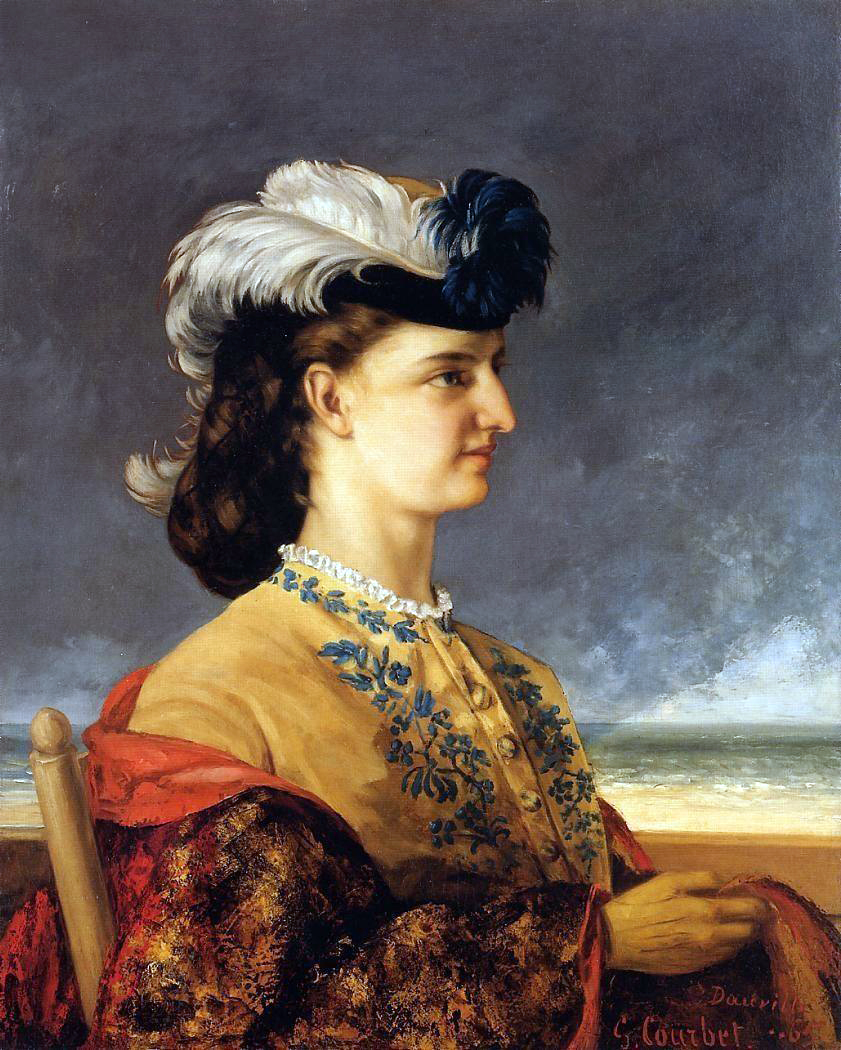
Courbet.karoly.550pix
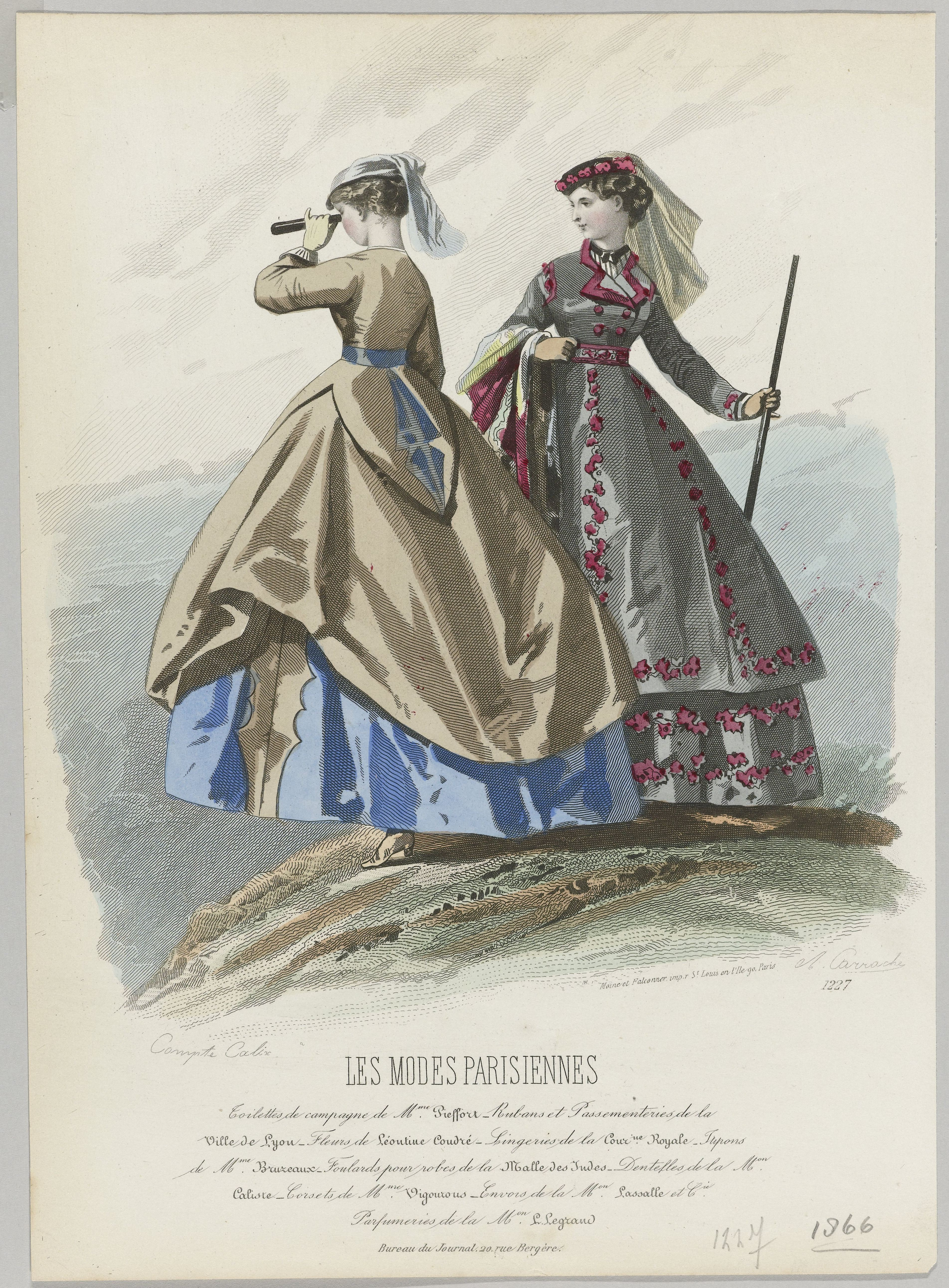
Een explosie van modetijdschriften Les Modes Parisiennes, 1866, No. 1227 Toilettes de campagn, RP-P-2009-3501
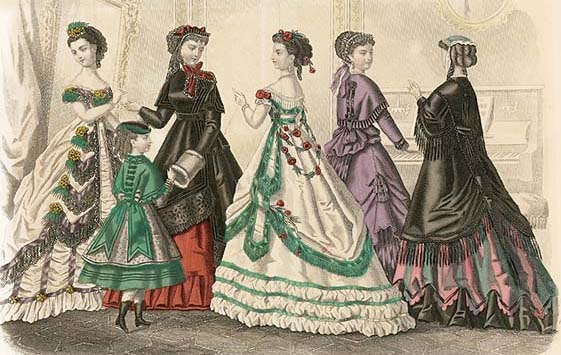
Godesy fashion plate 1869

#### Herrmode
Mannens klädedräkt hade aldrig varit mer diskret; helt mörk, även vad gällde väst och halsduk, med hög hatt, utan färg, och med en rock som nu knäpptes runt hela framsidan så varken väst eller byxor syntes; långbyxorna var vida. Dock hade männen påverkats av dammodet så även män nu i många fall använde korsett. Håret var kort och slätkammat, och det hade också blivit modernt med mustascher och skägg. Det var också nu slipsen utvecklades.

##### 1850–1860
Herrmodet hade nu den form den skulle ha till långt in på 1900-talet: en tredelad kostym bestående av väst, byxor och rock över skjorta, med hatt och käpp som accessoarer. Idealet under den viktorianska tiden var inte längre adelsmannen utan den borgerliga yrkesmannen, som framhävde sin yrkesskicklighet och kunskap samhället snarare än sina kläder, och visade sin rikedom genom att visa upp sin hustru i dyrbara modekläder snarare än att bära sådana själv. 
Skjortan bars fortfarande till kravatt, som gärna var liten och diskret och ofta i själva verket en fluga. Den figurnära bonjouren användes ännu som formellt plagg, men började ersättas som vardagsplagg av den löst sittande kostymjackan, som vid denna tid var ett fritidsplagg och mycket vid (sack coat). 
Till aftonklädsel bars nu frack. 
Långbyxorna användes nu även till aftonklädsel, och knäbyxorna användes endast till riddräkt. Långbyxorna var vida och lösa i hela sin längd, men hade fortfarande en hälla under foten. De kunde gärna vara rutiga eller randiga, och ljusare än rocken. 
Under denna tid började det bli vanligt för män att använda byxor och rock i samma färg, men det var snarare något som användes för ekonomiska skäl än för att det tillhörde modet: just för att det var ekonomiskt med en helfärgad kostym, användes det inte av överklassen och var därför inte mode. Undantaget var fritidskostymer i ljusa färger: eftersom ljusa färger inte var ekonomiskt, uppfattades de på samma sätt inte som ett tecken på att man inte var förmögen.
Färger ansågs i allmänhet vara något omanligt, utom de de grundläggande grått-svart-brunt. Fritidskläder på landet kunde ibland ha diskreta toner i beige och svagt gult. Även västen, som tidigare varit ett undantag, var ofta färglös. 
Under 1850-talet var det fortfarande modernt att ha halvlångt hår i sidbena, som under 1840-talet. En stor förändring var att skäggväxt slutligen blev modernt, i alla upptänkliga former: både mustasch, pipskägg och helskägg med polisonger. 
Cylinderhattarna var under 1850-talet som högst. På fritiden var dock en lågkullig och bredbrättad halmhatt populär.  

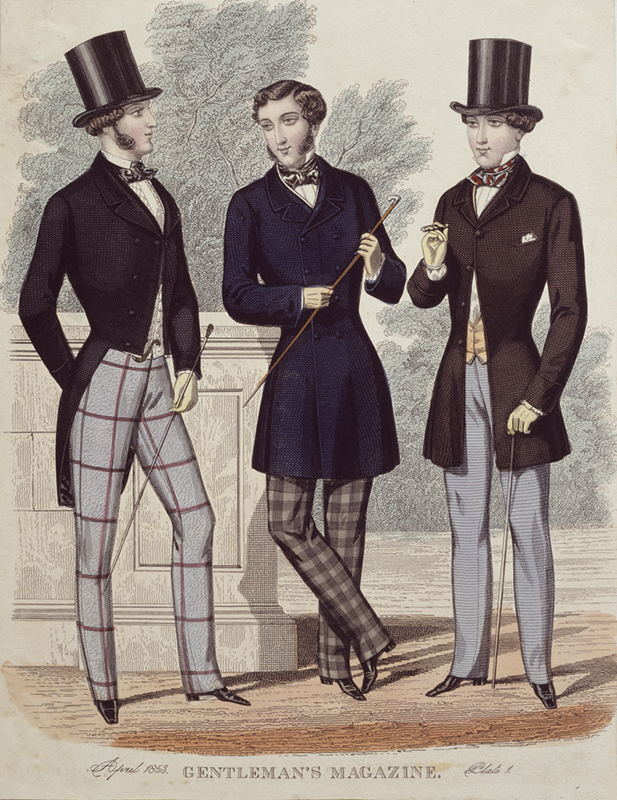
Tre män poserar framför en mur. Modeplansch, Gentlemen's Magazine, 1853 - Nordiska Museet - NMA.0060793
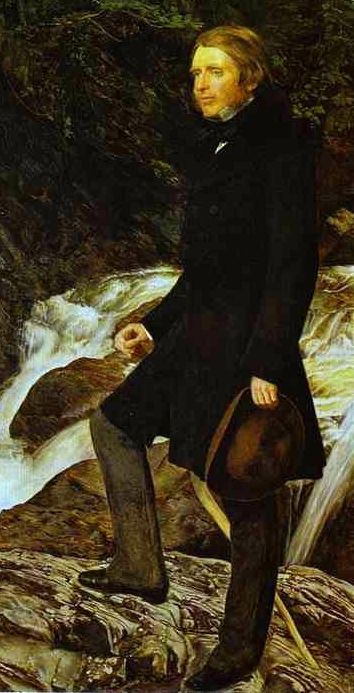
Millais Ruskin Detail
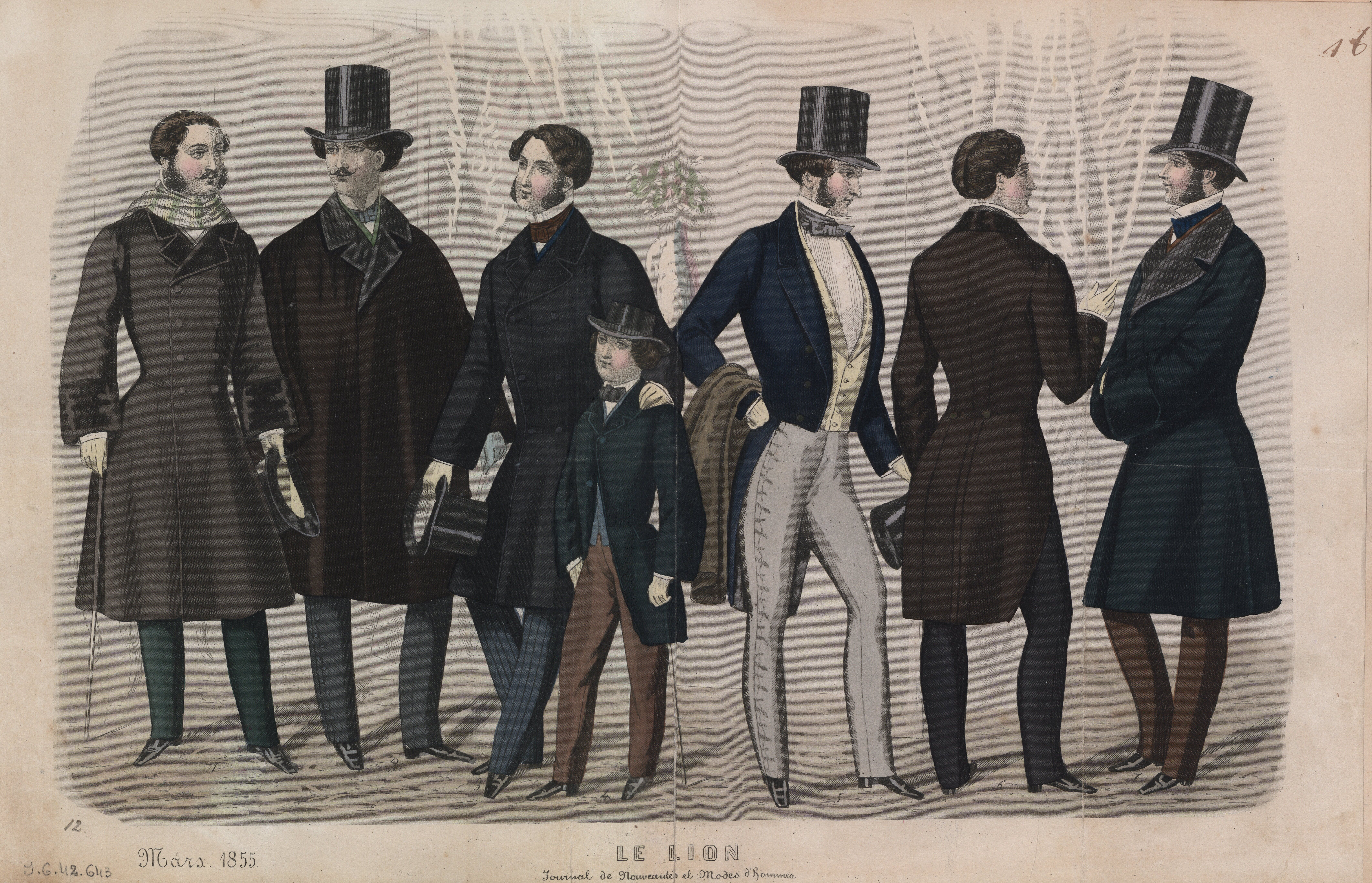
Album z ilustracjami do czasopism z moda francuska, niemiecka i angielska. ca 1855 (9109641)
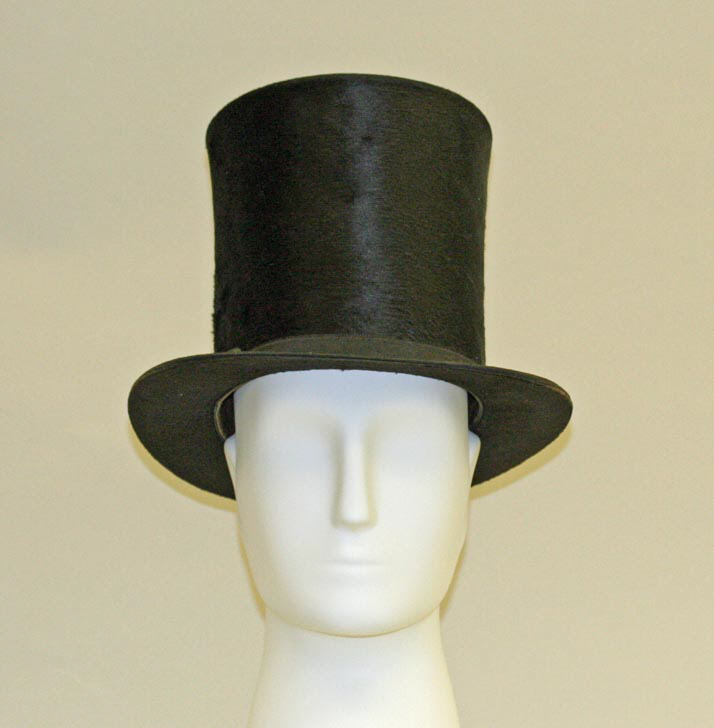
Top hat MET 1990.41a

##### 1860–1870
1860-talet herrmode ändrades obetydligt från 1850-talet. Detta var också en period när mode betraktades som något omanligt. 
Den tredelade kostymen, som kommit under 1850-talet men som då hade ansetts lågklassig, slog nu igenom som en accepterad standardkostym för män i alla samhällsklasser. 
Det blev också gradvis accepterat för män att bära kavaj, väst och byxor i samma tyg och färg, även bland män som tidigare hade sett detta som ett tecken på fattigdom. Därmed försvann färgen även från västen, och mannen var oftast klädd i helfärgat svart, grått eller brunt. Västen syntes nu knappast under den knäppta kavajen, och räckte numera ända upp till strax under kragen. 
Den enda färgklicken i en herrdräkt var nu vanligen kravatten, som ofta kunde vara av färgat siden. Till fritidsklädsel bars dock gärna vitt, som kunde tillåtas skifta i gult. 
Bonjour bars fortfarande, men nu endast vid de mest formella tillfällen som högtidsdräkt. Frack bars till aftonklädsel. 
Byxor bars fortfarande gärna i annan färg än kavajen, och då gärna rutiga eller randiga. Under 1860-talet var rutigt enormt populärt: det var också nästan den enda typ av mönstrade tyger som var accepterat för män.  
Det var under denna tid som sportkläder av olika slag blev populärt. Fritidskläder kunde vara i tweed eller ljust ylle. 
Hemmaklädselns lösa rock, banyan, var det enda mansplagg som kunde göras i färgrika och mönstrade tyger under denna tid, och var ofta i färgstarka broderade siden och satintyger. För att undvika att banyan skulle kallas feminina - då allt färggrant nu ansågs feminint - framhölls att banyans var färgrika för att de var i orientalisk stil. 
Cylinderhattarna var som högst, men parallellt blev också en rad andra hattmodeller acceptabla alternativ för en man, bland dem plommonstopet. Håret klipptes nu allt kortare. Garibaldi gjorde att helskägget blev enormt populärt vid denna tid, med stora polisonger. 

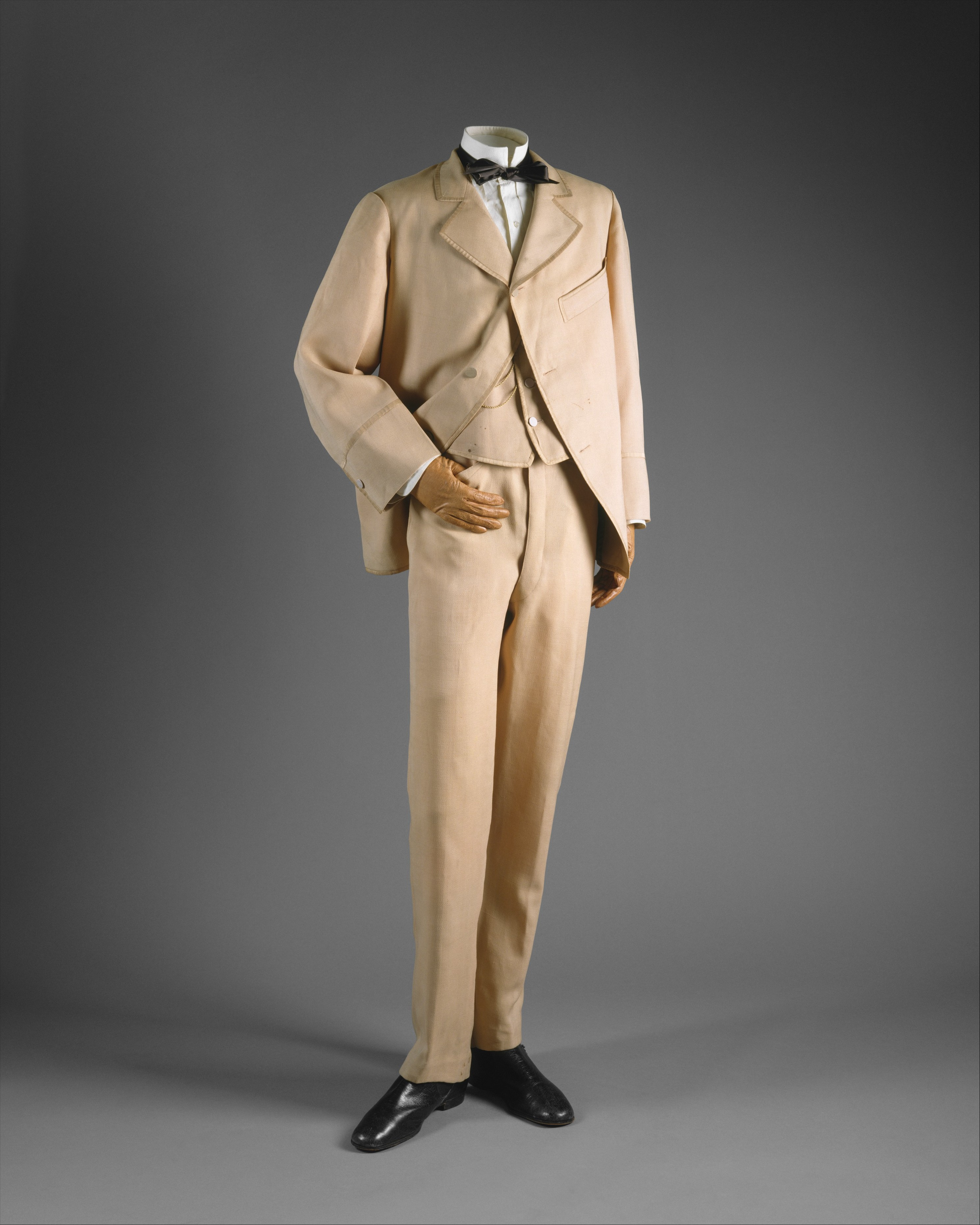
Suit MET DT8297
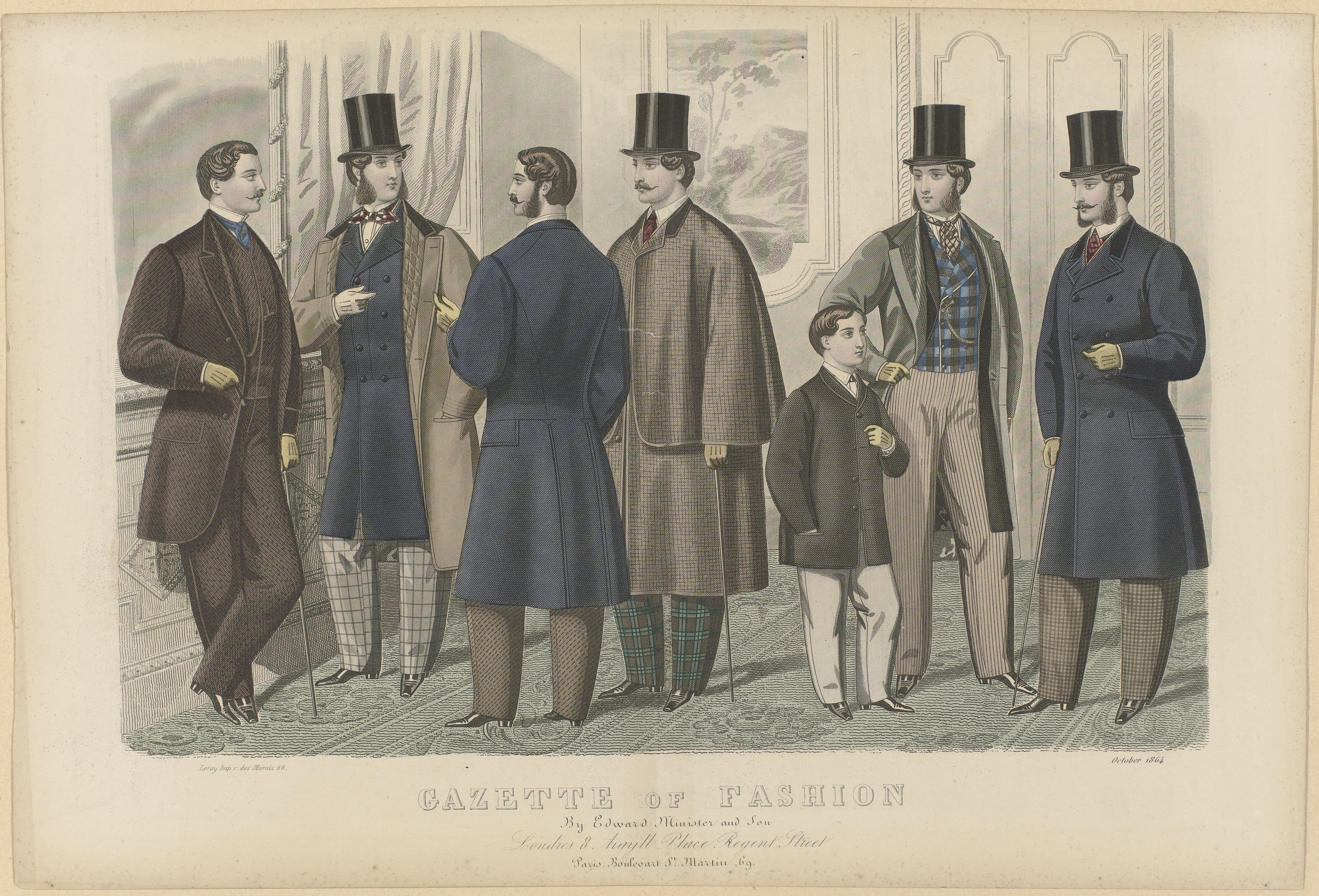
Gazette of Fashion, October 1864, RP-P-2009-2673

### 1870–1900
Se även Kläder och mode i Sverige 1850–1900
På 1870-talet hade modet blivit betydligt slankare, med konstfulla draperingar, ordentligt nerhasade i knähöjd på kjolarna som också hade långa släp. Magen var platt och allt tyg var skjutet till bakpartierna. För att få fram den önskvärda profilen introduceras nu turnyren, en kudde eller ställning av stålfjädrar vars konstruktion lyfter ut kjolen bak och skapar samma profil som en så kallad cul-de-Paris hade gjort hundra år tidigare. Livstyckena var hårt snörade och gick långt ner fram i en V-skärning, till skillnad mot tidigare då midjan markerades av skarven mellan överdel och nederdel i klädesdräkten. Korsetterna bars ibland utanpå överdel, för att ännu tydligare markera midjan och åstadkomma den eftertraktade timglasfiguren som kom att dominera kvinnoidealet under flera decennier.
Vid 1877 försvann turnyren från modet för att återuppstå igen vid 1882. På engelska kallade man dessa två perioder för Early Bustle Era and Late Bustle Era. Under mellanperioden bars en betydligt snävare version av den draperade klänningen, utan turnyr. Den turnyr som kom på modet vid 1882 skiljde sig dock från den tidigare versionen genom att den satt betydligt högre upp med ett dominerande horisontellt utskjutande parti som skapade illusioner av enorma "derrieres".
Balklänningarnas urringningar var runda i så kallade båtringningsstil. Klädedräkten på dagtid anbefallde en mycket mer modest framtoning varvid klänningen, om den hade någon urringning alls, fylldes med en så kallad stomacher och spetsar. En äldre dams urringning var alltid fylld av spetsar.
De accessoarer som var på modet inkluderade solfjädern och det spetsbesatta parasollet. Håret sattes upp högt, och blev på 1890-talet kammat åt sidorna med knut uppe på huvudet.
År 1888 blev turnyren omodern, och kjolen blev skuren i trattform utan veck. Under 1890-talet blev också de gamla puffärmarna från 1830-talet moderna igen. De växte i omfång så pass att de vid mitten av 1890-talet kom att kallas fårbogsärmar.
Damerna erhöll efter hand också råd om vilka färger som bäst passade hud- och hårfärg. Till exempel ansågs att blondiner med fördel alltid kunde klä sig i blått medan brunetter passade i mer intensiva färger och att svart, grått och vitt var färger som passade de flesta. Det rekommenderades försiktighet i användandet av färgen violett. 
Under denna tidsperiod började även damkläder tillverkas inom konfektionsindustrin. Konfektionskläder fick låg status och ansågs ha dålig passform, men de följde rådande modetrender och gjorde modekläder mer tillgängliga för kvinnor som inte tillhörde överklassen. Samtidigt började överrlasskvinnor under 1880- och 90-talen att bära sportkläder, och dessa kunde till skillnad från modekläderna lättare tillverkas inom konfektionen. Det var också nu konfektionssydda modekläder började bli tillgängliga för konsumenter genom postorderkataloger, avsedda för kunder som bodde på landsbygden långt från de varuhus som uppstått i städerna.

#### Dammode

##### 1870–1880

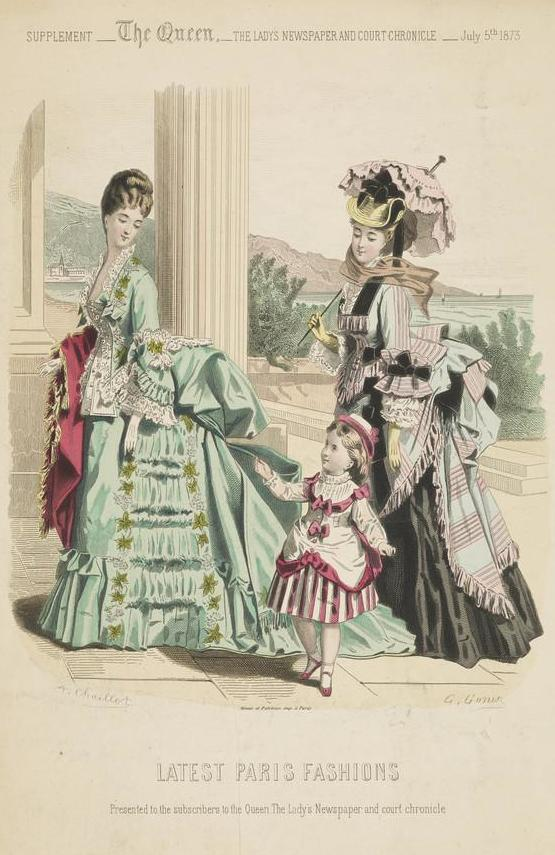
Paris Fashions in The Queen, The Ladies Newspaper and Court Chronicle, 5th of July 1873

Modet kan indelas i två separata perioder: 1870–1876 och 1877–1882.
Halvkrinolin hade 1870 slutligen utvecklats till en turnyr. 
Inspirationen kom fortfarande från rokokon, och kjolen var nästan alltid gjord i samma modell: en överkjol uppdraperad i ett förkläde fram och över turnyren bak, varifrån den sedan föll ut i ett släp. Modellen var en inspiration från rokokons robe a la polonaise. Kjolarna dekorerades dekorerades ofta med rysch eller volanger, som nu hade återkommit i modet. 
Livet satt högt under denna period, bara en bit under bysten. Överdelen bars gärna knäppt i rader med knappar på framsidan, men kunde också dekoreras med hängselrevärer. Kläderna var gärna mycket dekorerade med rysch. 
1876 blev turnyren omodern och ersattes av en snäv figurnära silhuett som kallades "natural form" ("naturlig form"), som syftade på att framhäva kvinnofigurens "naturliga form" ända ned till knäna. 
Det höga livet försvann och ersattes av ett liv längre liv än vad som någonsin förekommit tidigare. Livet hade hög hals och långa snäva ärmar och ett ytterst tättsittande liv, som räckte ned över höfterna och även en bit nedåt på låren. 
Kjolen hade fortfarande polonäsdrapering och släp med rysch, men denna började nu först en bit nedanför stussen, och det var först nedanför knäna kjolen vidgades. 
Denna snäva silhuett kallades cuirass eller prinsessklänning. Prinsesskärningen begränsade kraftigt rörelsefriheten och gjorde det nödvändigt att röra sig med korta steg, sitta försiktigt och undvika att böja sig. 
För att åstadkomma den önskade silhuetten bars en längre korsett än någonsin tidigare. Korsetten sträckte sig från armhålorna ned över höfterna och en bit över låren och gjorde rörelsemönstret stelt. Eftersom kjolarna var så snäva fanns mycket lite plats under dem, och strumpebanden fästes nu vid nedansidan av korsetten.
Prinsesskärningen uppfattades som ett mycket djärvt mode, som avslöjade mer av kvinnokroppens konturer än någonsin förut. 
Det var också under denna tid som det för första gången blev accepterat med ärmlösa klänningar. Aftonklänningarna fick så smala ärmar att de ofta bara bestod av ett axelband eller ett genomskinligt rysch över axeln, och i vissa fall inte hade någon ärm alls, något unikt som aldrig hade förekommit förut. Som motvikt till den obetydliga ärmen bars gärna handskar som räckte upp över armbågen.
Efter anilinfärgernas första popularitet återgick färgerna under 1870-talet till en något mer dämpad färgskala, men modet var mycket färggrant, med glada pastellfärger som fritt kombinerades med varandra: en omtyckt kombination var att kombinera två toner av samma färg, som till exempel ljusgult och mörkt gult. 
En nyhet var att även underkläderna började färgas. Tidigare hade underkläder setts som något enbart funktionellt och nästan undantagslöst bestått av vitt linne, men  under 1870-talet blev luxuösa och glamourösa underkläder ett begrepp och korsetter och underkjolar började färgas och dekoreras för att se vackra ut. Kjolarna började göras i siden och taft för att frasa när bäraren gick, något som betraktades som sensuellt och kallades froufrou. 
Håret skulle vara stort och lockigt, friserades med lugg på framsidan och bars högt uppsatt på bakhuvudet, varifrån det föll ned i korkskruvslockar över nacken. Löshår var vanligt för att åstadkomma de yviga och komplicerade höga uppsättningar modet krävde. Ovanpå håret bars en kapotthatt knuten under hakan eller ibland under nacken. Hattarna var prydda med dekor men mycket små, eftersom fokus låg på håret, och kvinnor använde parasoll snarare än hatt för att skydda sig mot solen.
Under denna period tog dräktreformrörelsen fart på allvar i Västvärlden, och i Storbritannien uppkom dessutom Artistic Dressrörelsen, som i reaktion mot det onaturliga och ohälsosamma modet ville omdefiniera det naturliga som vackert och det onaturliga som fult, och göra kläderna mer bekväma och hälsosamma för kvinnor. Ett exempel på Artistic Dress var den så kallade Tea gown, en löst sittande klänning som blev populär som alternativt hemmaplagg, men som länge var oacceptabel att bära utanför hemmet.  

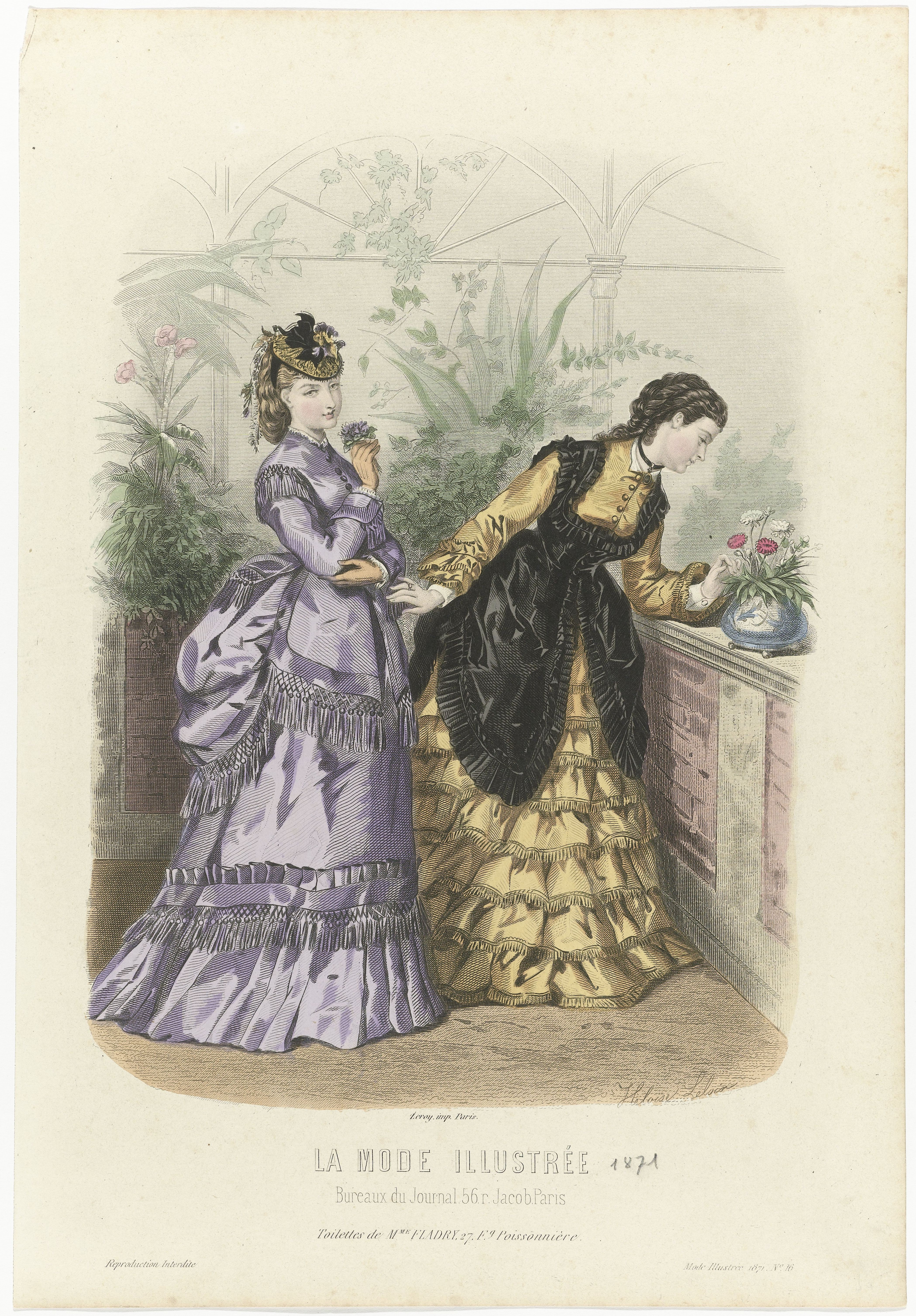
La Mode Illustrée, 1871, No. 16 Toilettes de Mme Fladry, RP-P-2009-3580
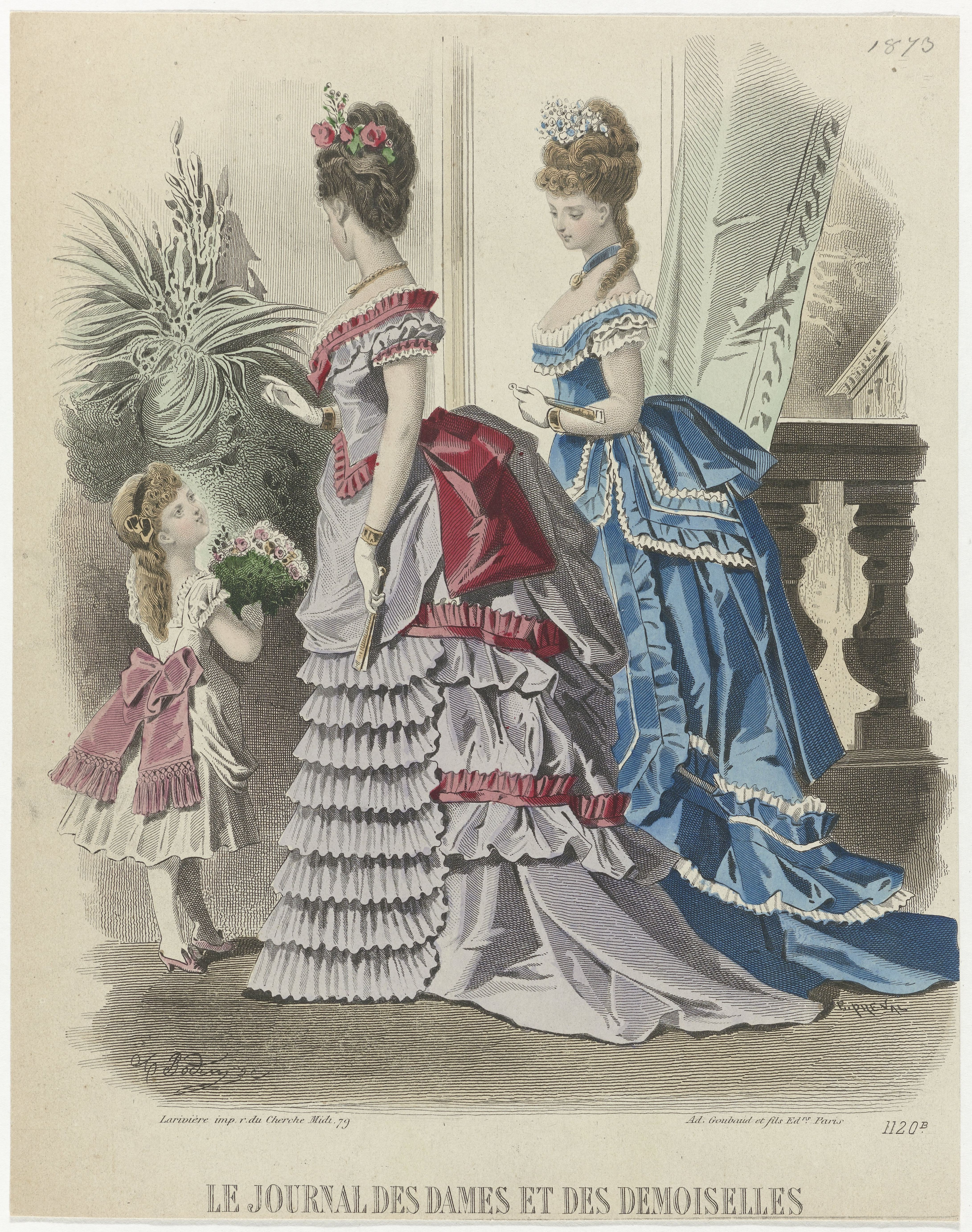
Le Journal des Dames et des Demoiselles, 1873, No. 1120b, RP-P-2009-3616
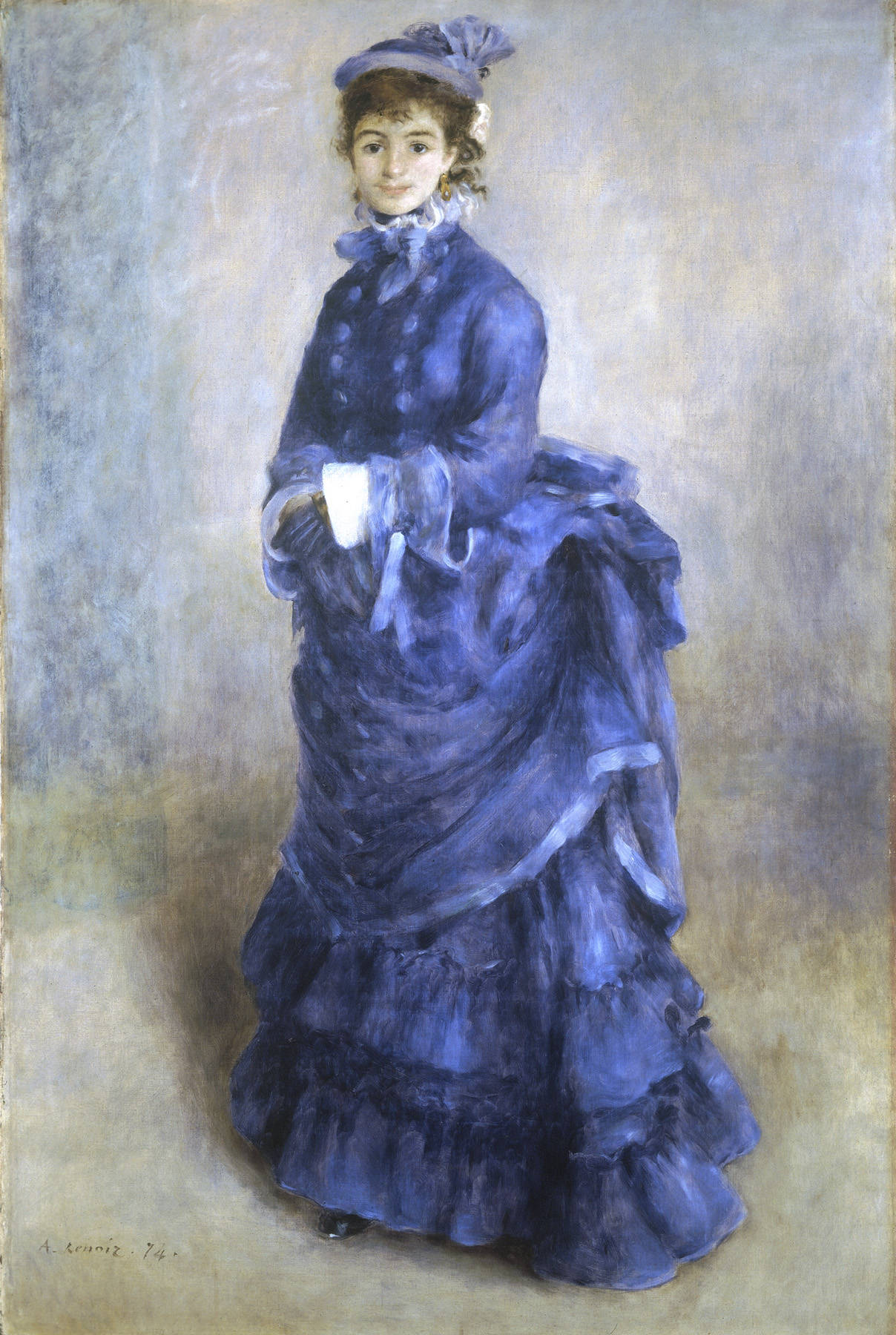
Pierre-Auguste Renoir 089
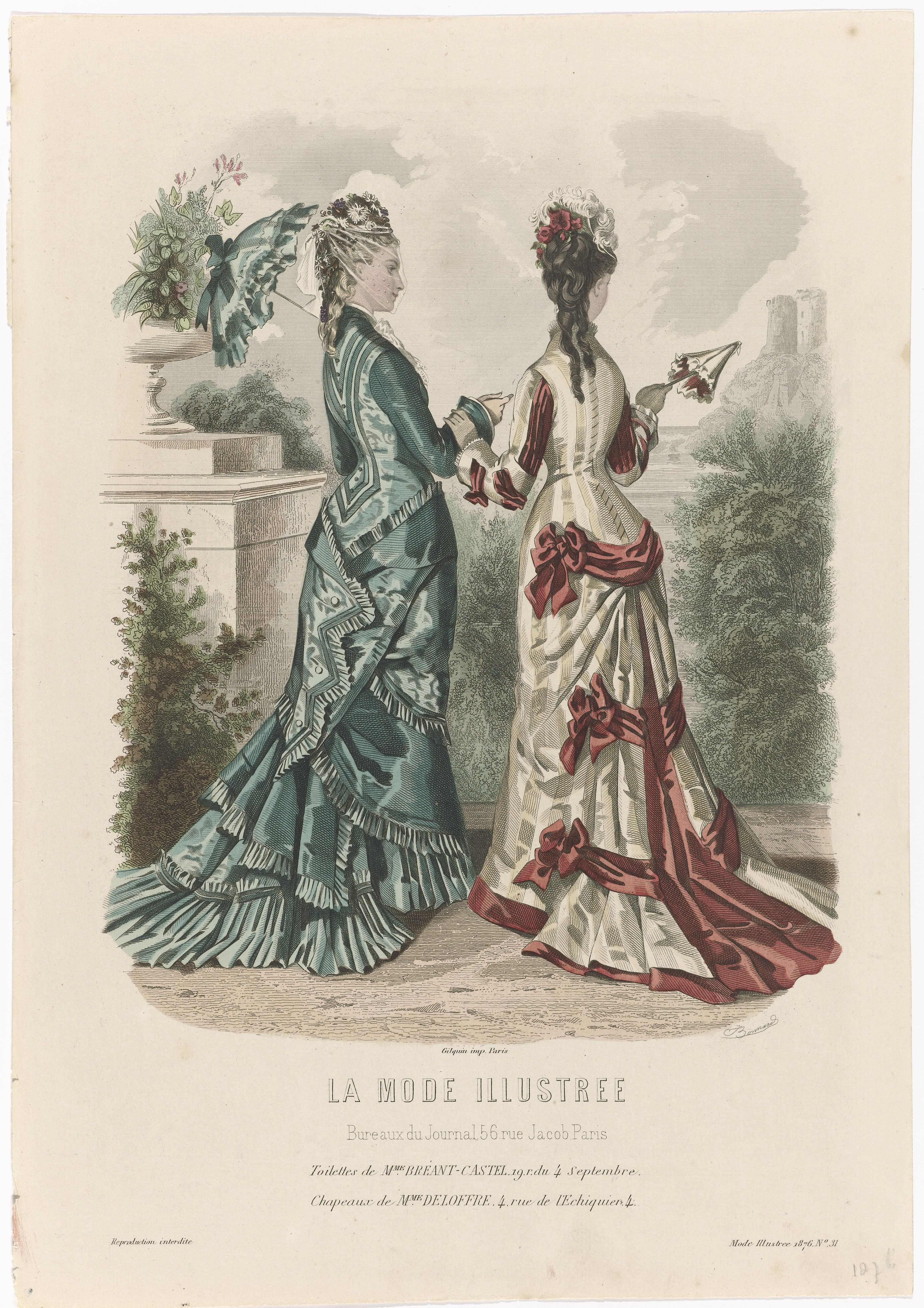
La Mode Illustrée, 1876, No. 31 Toilettes de Mme Breant-Castel, RP-P-2009-3642
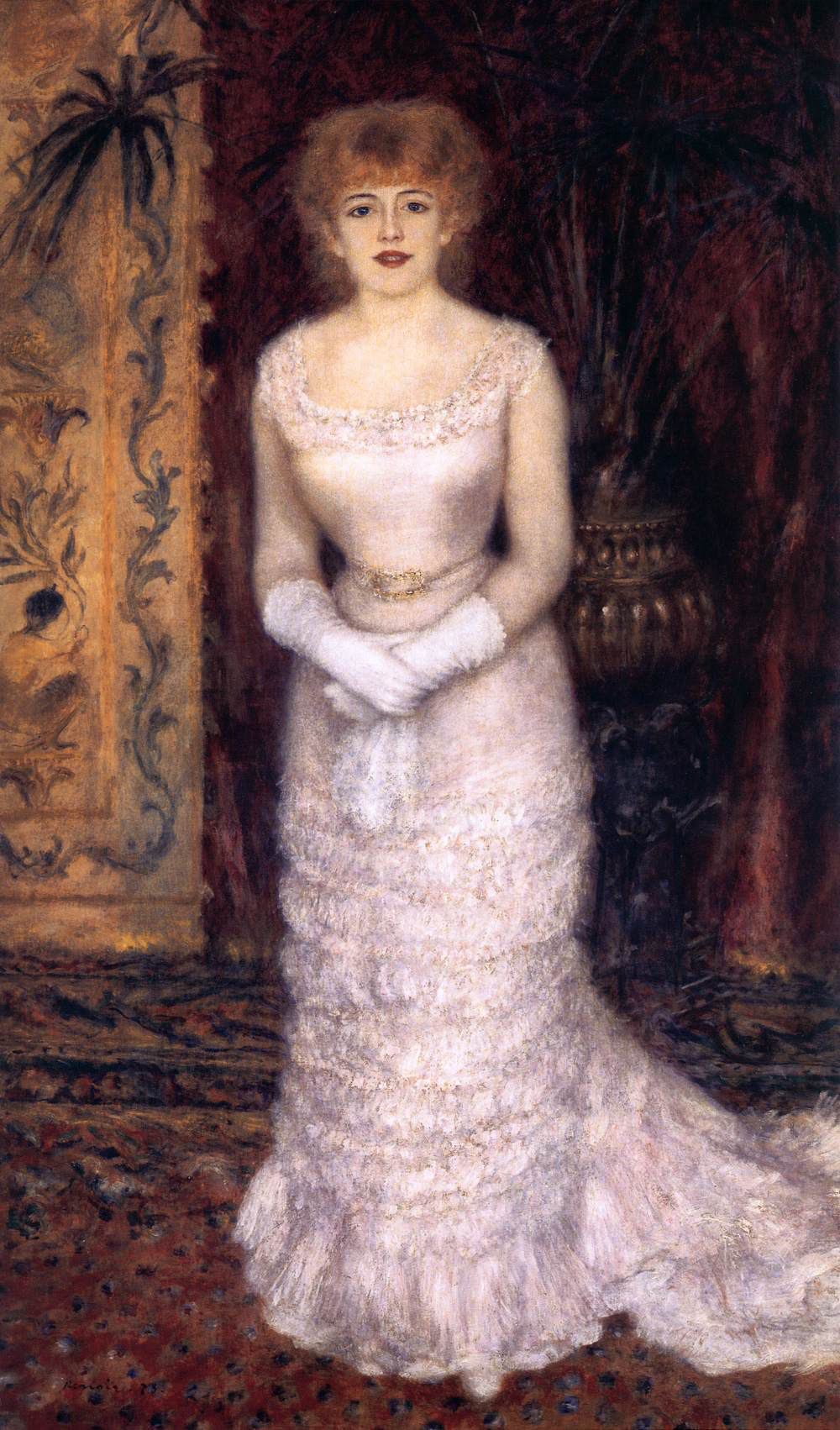
Jeanna Samary-Renoir.
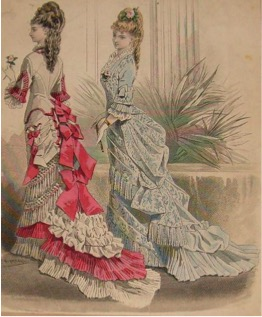
1877 Dress

##### 1880–1890
Den snäva prinsesskärningen och "natural form"-modet avlöstes 1882 av turnyrens återkomst, ett mode som varade resten av årtiondet. 
1880-talets turnyr var betydligt större än 1870-talets. 
Det var återigen populärt att bära en polonäs med en överkjol upplyft över turnyren på baksidan så den bildade ett förkläde på framsidan, men denna gång bars den inte med släp. En typisk detalj var en övre kjol som draperades upp över en slät undre kjol, gärna i brokad; draperingar förekom men var inte ett fokus för modet, och kjolen låg slätare över turnyren. Kjolarna var kortare och visade gärna fötterna, särskilt vardagsplaggen. 
En annan skillnad från 1870-talet var att 1880-talet hade en lågt sittande naturlig midja, medan 1870-talet hade en hög midja. Livet var höghalsat och knäpptes gärna ända upp till hakan, med långa snäva ärmar. Till aftonklädsel var livet som tidigare djupt urringat och med ärmar som knappt täckte axeln. Som motvikt till den obetydliga ärmen bars gärna handskar som räckte upp över armbågen. 
Midjan var mycket hårt korsetterad under denna period och livet gick långt ned, något som skapade en skarp kontrast mot den stora turnyren över stussen och den utpuffade bysten på framsidan, och gav ett kurvigt helhetsintryck. Överdelen bars gärna knäppt i rader med knappar på framsidan, men kunde också dekoreras med hängselrevärer, och en imitation av en jacka, kallad basque, var populär som överdel. 
Medan 1870-talet hade inspirerats av rokokon, inspirerades 1880-talet snarare av renässansen. Färgskalan var annorlunda och dominerades mer av starka och mörka färger än av pasteller. 
Frisyren var liten och bars tillbakakammad och helt uppsatt på bakhuvudet, gärna med lugg på framsidan, utan något nedhängande hår. Den lilla kapotthatten som knöts under hakan användes fortfarande, men det blev också modernt med höga hattar med hög kulle och smala skärmar, gärna dekorerade med stela dekorationer och raka fjädrar som byggde på höjden. Till aftonklädsel kunde en plym eller annan dekoration sättas fast i den diskreta uppsättningen. 

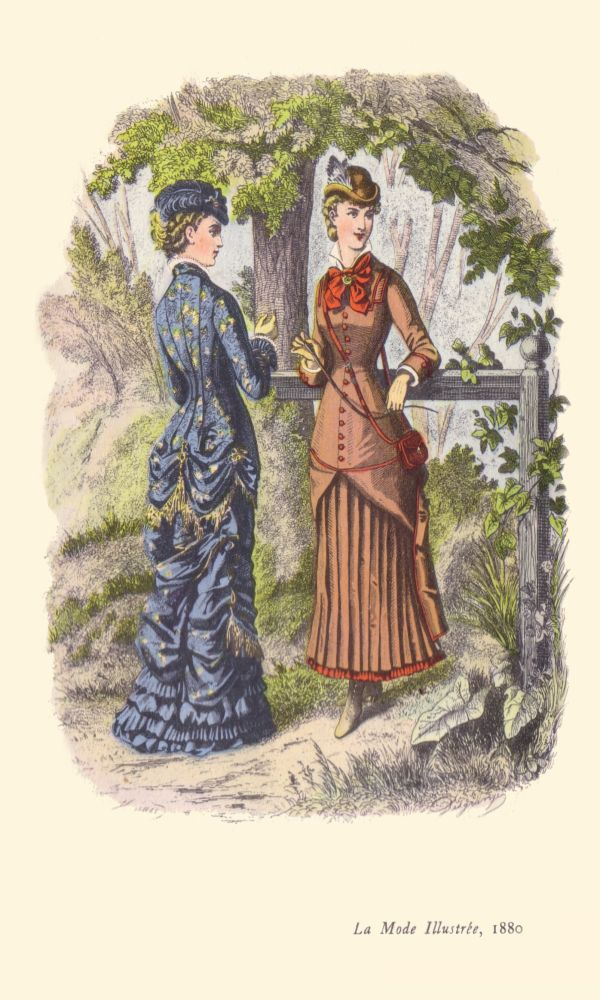
Fashion Plate 1880 Outdoors
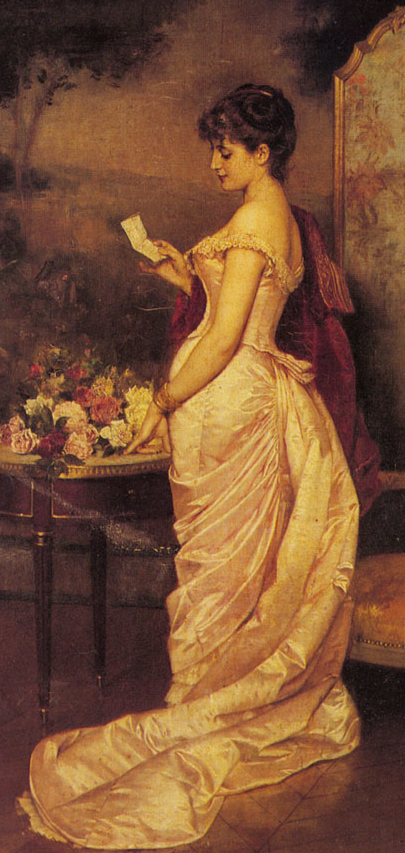
Toulmouche Love Letter Detail
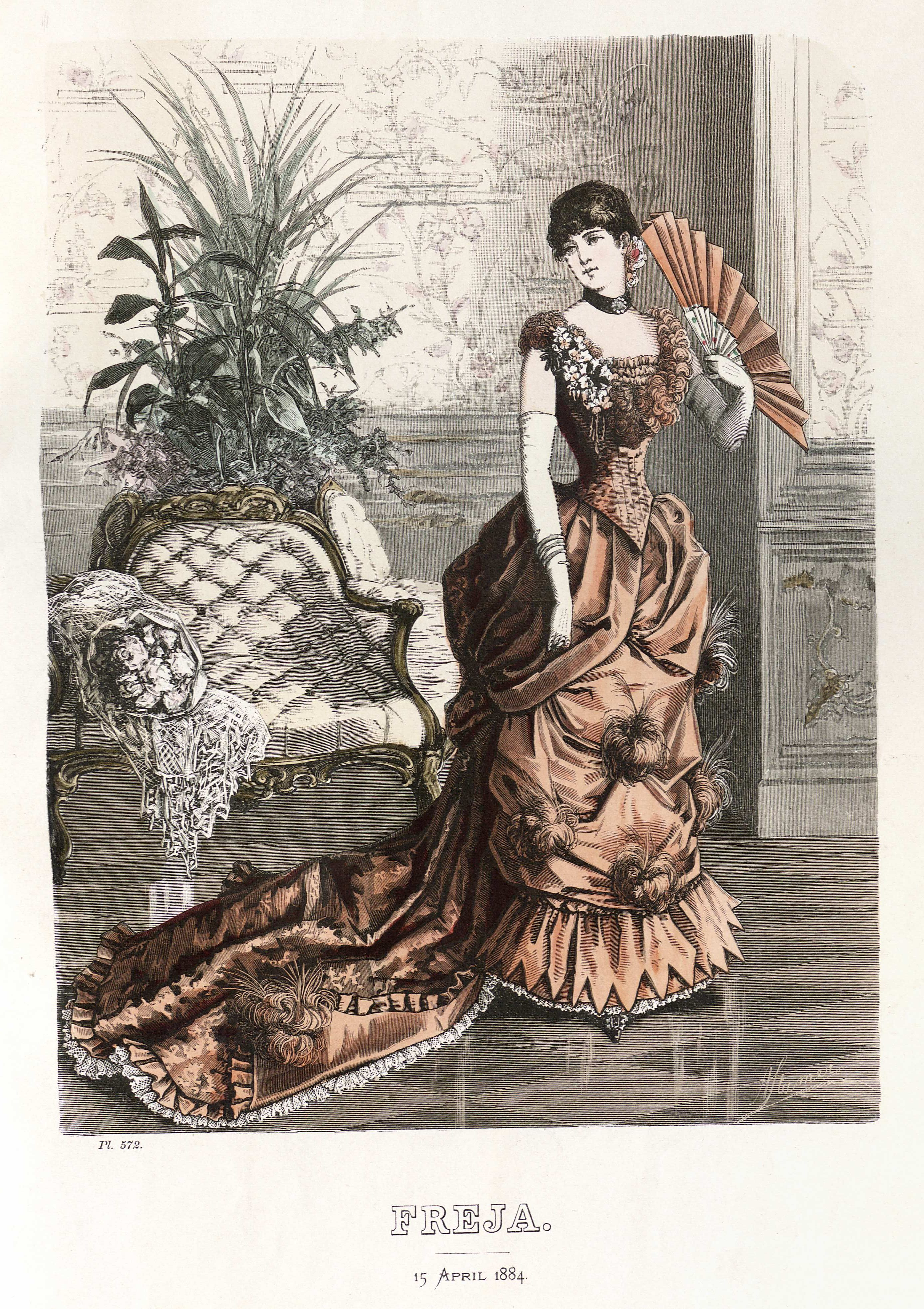
Freja- illustrerad skandinavisk modetidning 1884, illustration nr 8
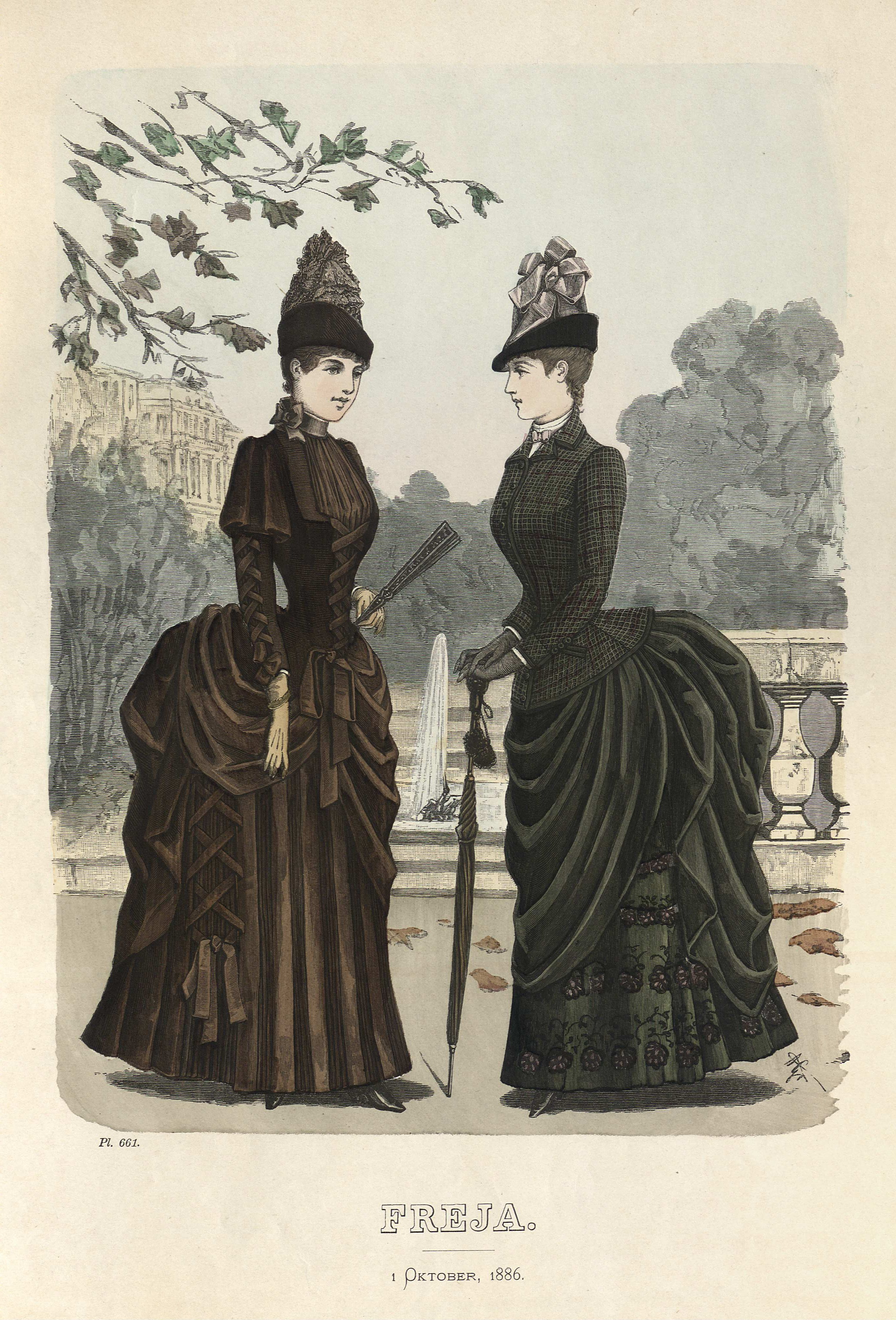
Freja- illustrerad skandinavisk modetidning 1886, illustration nr 19
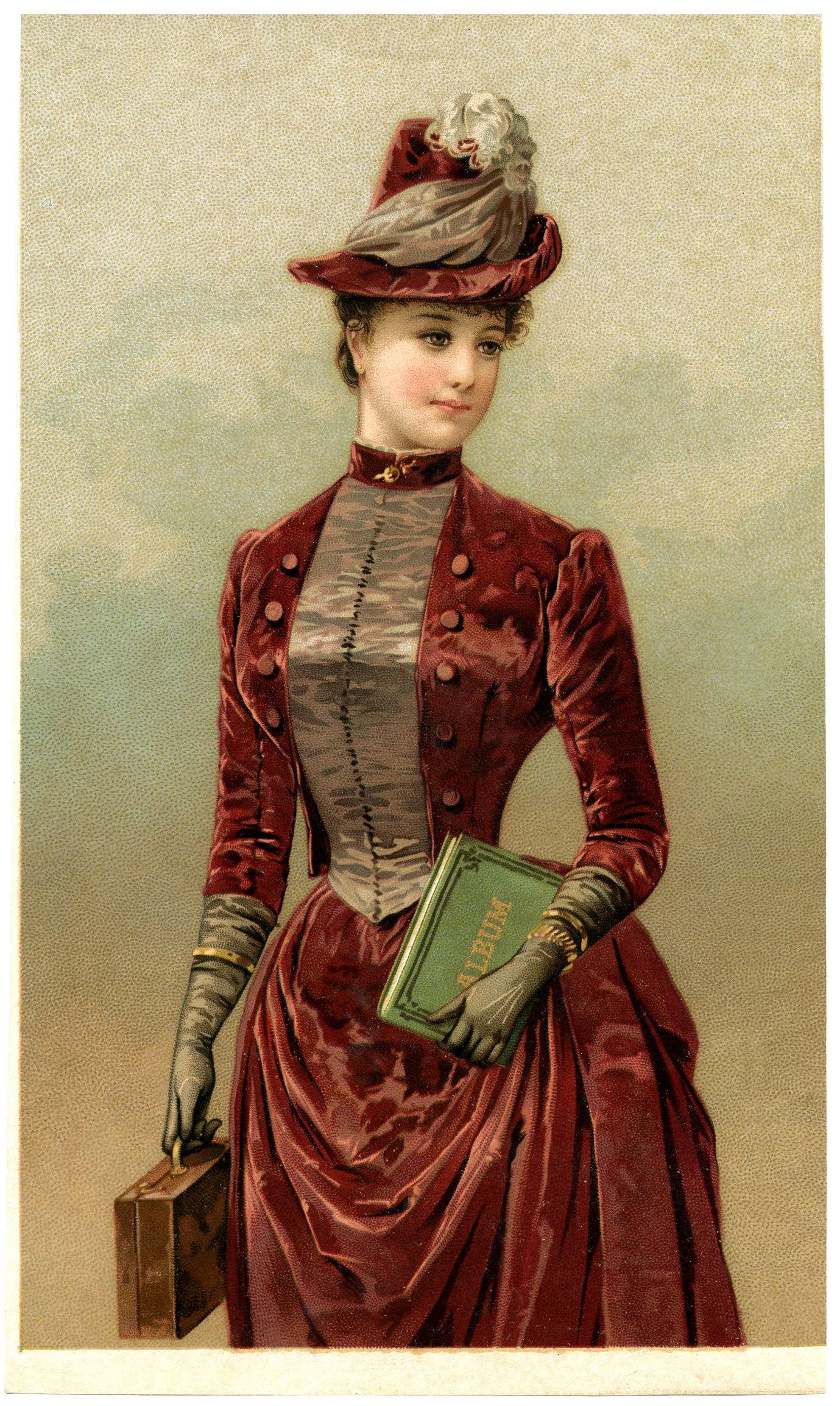
Fashionable woman, c.1886, in deep red dress and hat
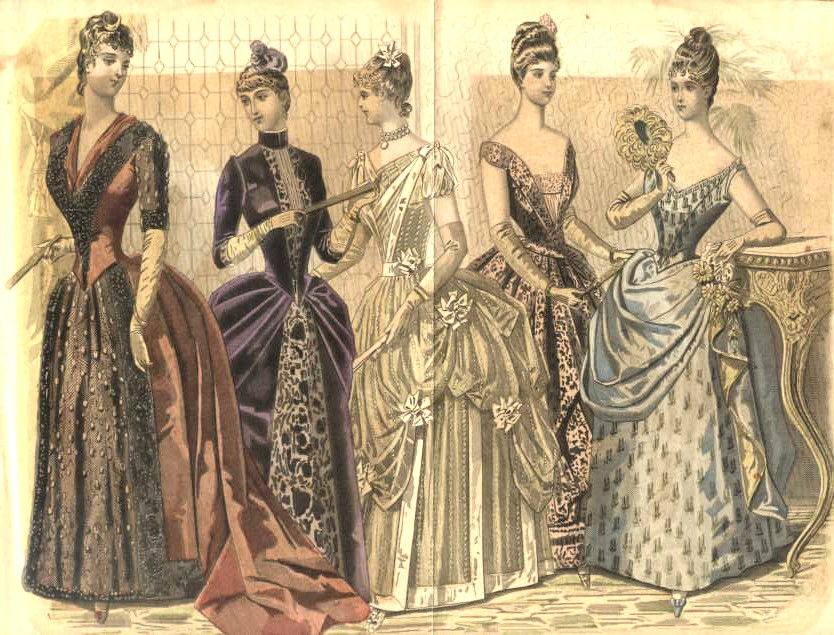
1888 Peterson's Magazine Fashion plate

##### 1890–1900

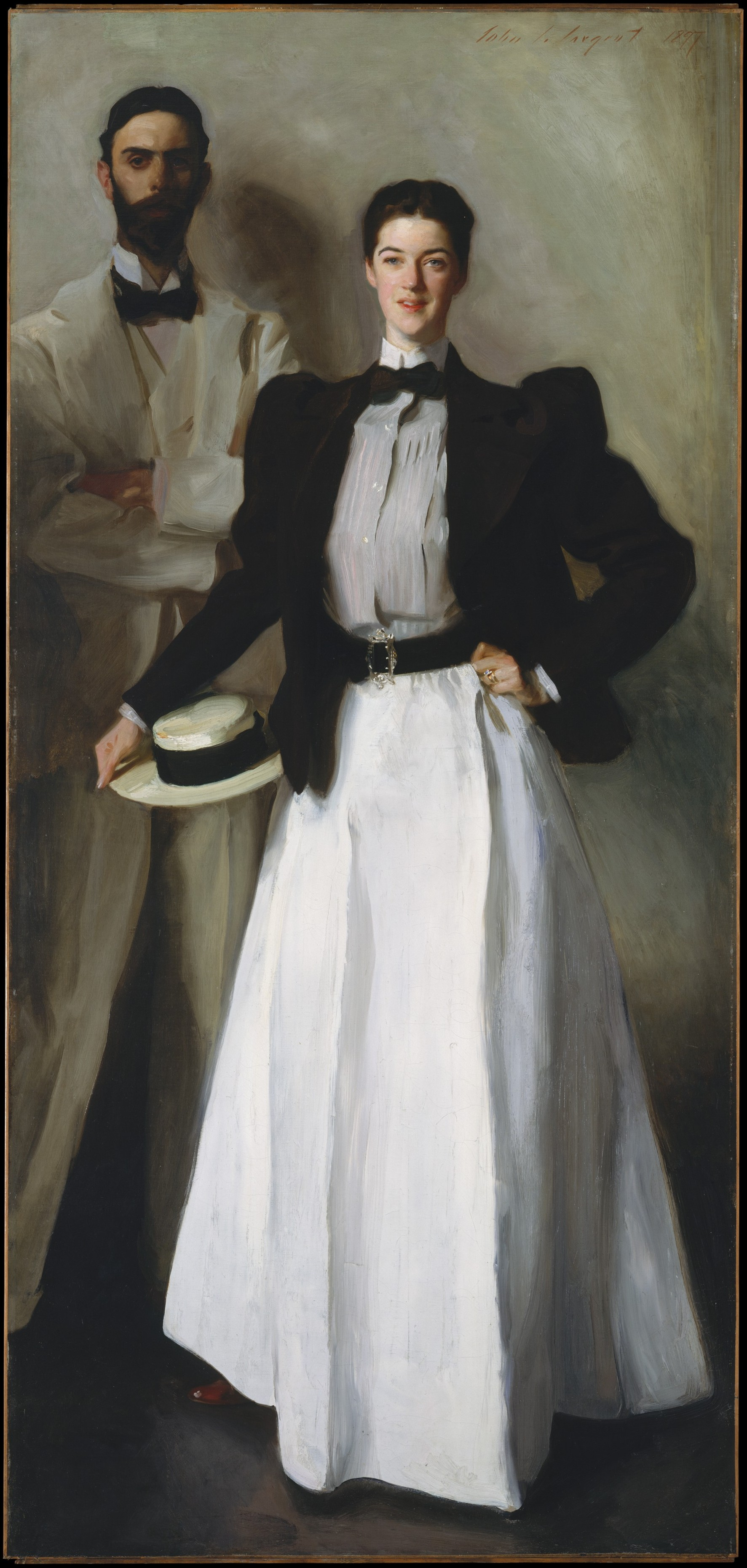
Mr. and Mrs. I. N. Phelps Stokes MET DT1225

Under 1890-talet förenklades dammodet och alla typer av ställningar som burits under kjolen de senaste fyrtio åren försvann, men korsetten utgjorde fortfarande ett mål för kritik från reformdräktrörelsen, och fårbogsärmarna återkom i modet efter sextio år. 
Turnyren blev nu omodern och ersattes av en utställd kjol med naturlig vidd. Kjolen var inte rynkad i midjan utan bars slät och klockformad i en A-linje, och dekorerades gärna i fållen, särskilt i aftonklänningar, då man även bar släp. Modets fokus låg nu främst på livet. 
Livet var sytt med en spetsigt och lågt sittande midja, med en hög hals upp till hakan under dagtid och en vid båtringning till aftonklädsel. Båtrigningen var gärna inramad av en dekorerad krage. En populär modell var en isättning av spets som räckte ända upp till hakan och som kunde bäras över urringningen under dagtid.
Livet var hårt korsetterat i timglasfigur, vars snäva midja framhävdes av fårbogsärmarnas vida puffar. Fårbogsärmarna var en återkomst av 1830-talets vida puffärmar och även denna gång kunde man binda fast löstagbara armbindlar med stoppning under ärmen för att hålla ut puffen. Fårbogsärmarna blev moderna cirka 1892 och var som störst i mitten av årtiondet, innan de snäva ärmarna återkom 1897.
Under denna tid blev idrott en accepterad och populär sysselsättning för kvinnor, vilket ledde till utvecklingen av mer bekväma sport- och fritidskläder. 
En promenadkjol, rainy daisy, erbjöd en kortare och mer bekväm kjol att bäras till promenad och motion: "promenaddräkt" uppfattades vid denna tid som en sportdräkt, och blev massproducerad med kortare kjol, dräktjacka och gjord i tweed, och blev en första föregångare till den långt senare uppfunna dräkten. Sportkläderna innebar att byxor för första gången blev accepterat som kvinnoplagg, om än bara i ett specifikt sammanhang. Cykling blev populärt för kvinnor, och då ansågs byxkjol vara ett mer respektabelt alternativ än en kjol, som kunde flyga upp och visa benen offentligt. 
Kombinationen blus och kjol, som nu funnits i trettio år, blev under denna tid ett populärt alternativ till en klänning, ofta med en tillhörande bolerojacka, och klänning började nu betraktas som finklädsel medan kjol och blus bars till vardags. 
Ett populärt mode för kvinnliga intellektuella var att bära fluga, slips och herrhatt till sin jacka, kjol och blus. Dräktreformrörelsen fick nu sitt genomslag. Artistic dress blev ett accepterat alternativ till modedräkten, och reformlivet (en mer hälsosam version av korsetten) blev ett vanligare alternativ till korsetten. Den så kallade Tea gown, en lös modell som inte följde modet, var nu en accepterad klädsel för hemmabruk även för att ta emot gäster i, därav det namn den fick vid denna tid. 
Vid mitten av årtiondet uppkom den typiska frisyren associerad med Gibson Girl: ett stort yvigt hår, borstat uppåt och uppsatt i knut mitt ovanpå huvudet. Hattarna var av blygsam storlek men växte och fick vidare brätten under årtiondets gång, även om kapotthatten fortfarande länge var accepterad som konservativt alternativ. Den lilla platta halmhatten som tidigare hade burits enbart av män till fritidsklädsel, blev under 1890-talet enormt populär även för kvinnor.   

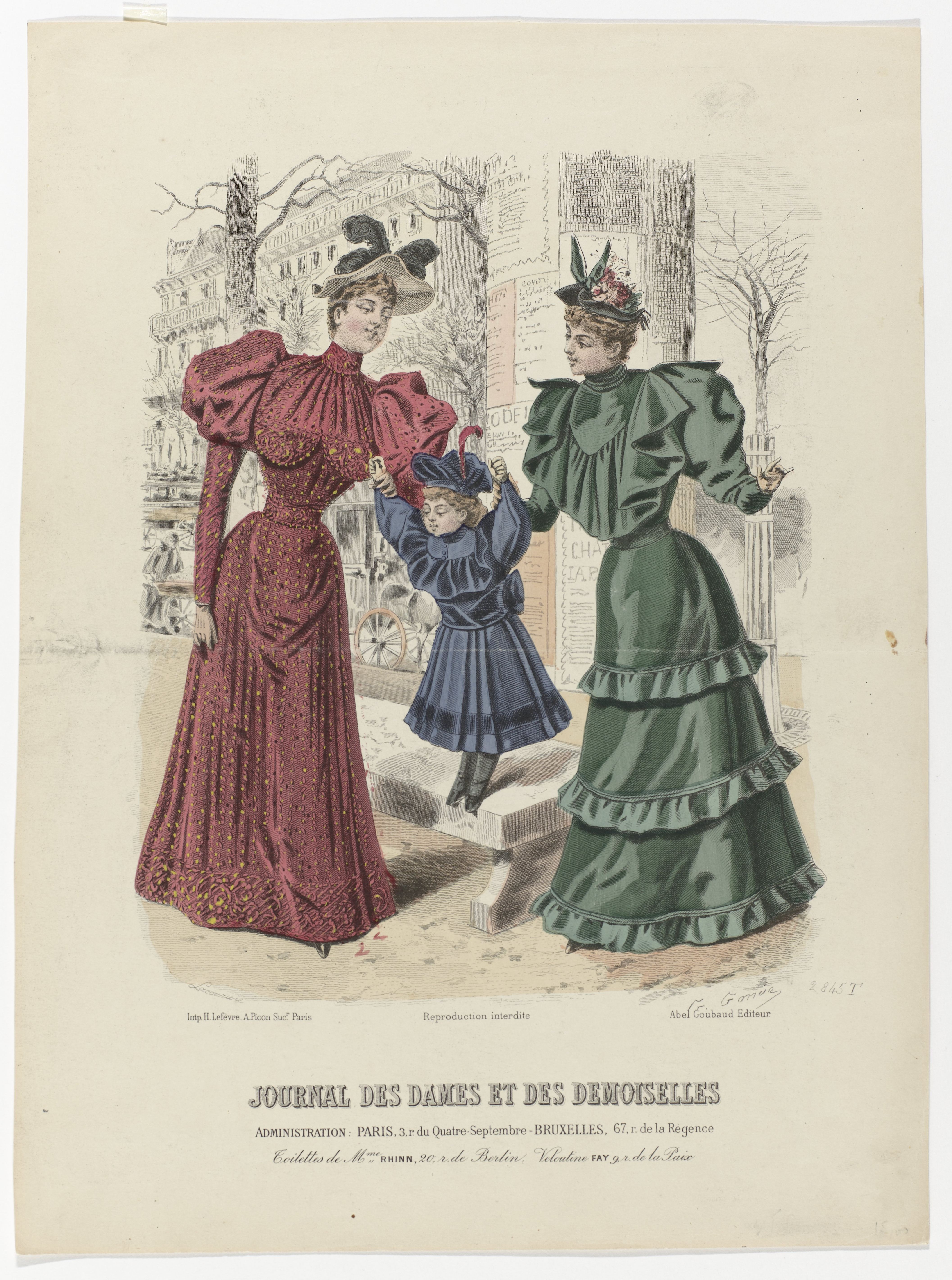
Journal des Dames et des Demoiselles, 4-2-1893, Nr. 2845T Toilettes de Mme Rhinn, RP-P-2009-3756
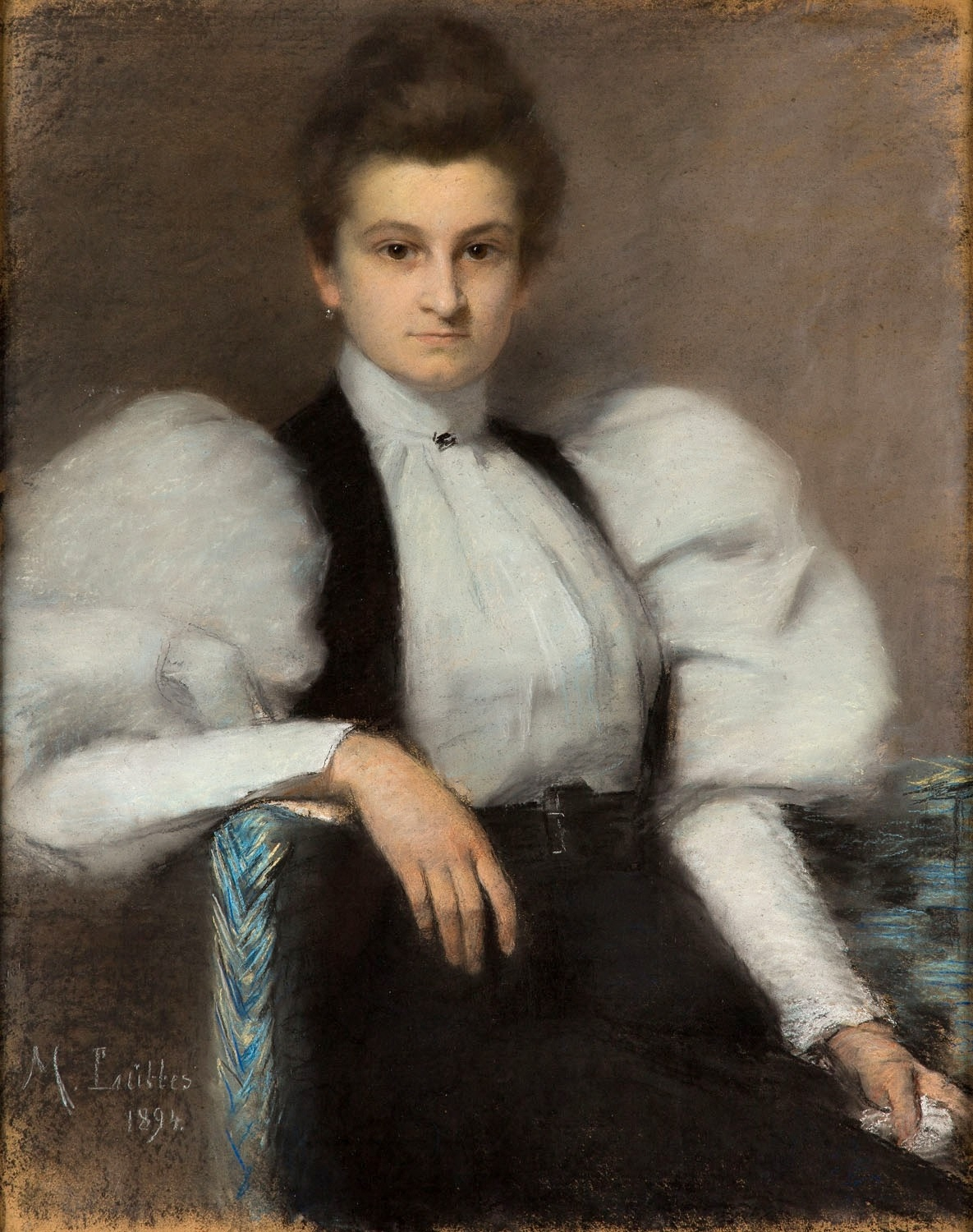
Maria Lübbes - Portret Izy Boznańskiej 1894
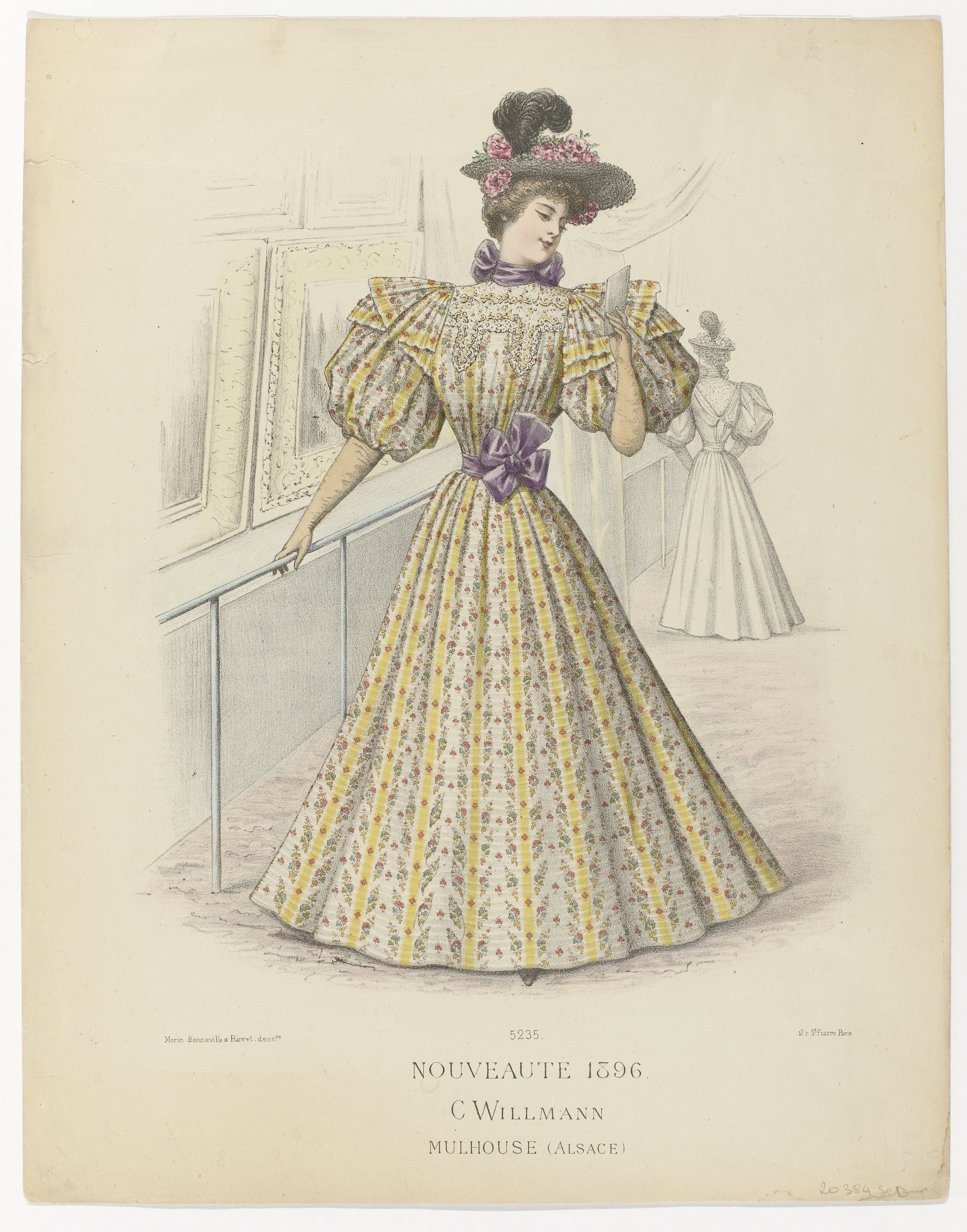
Museumbezoek La Nouveauté, Pl. 5235, 1896 C. Willmann Mulhouse (Alsace), RP-P-2009-3771
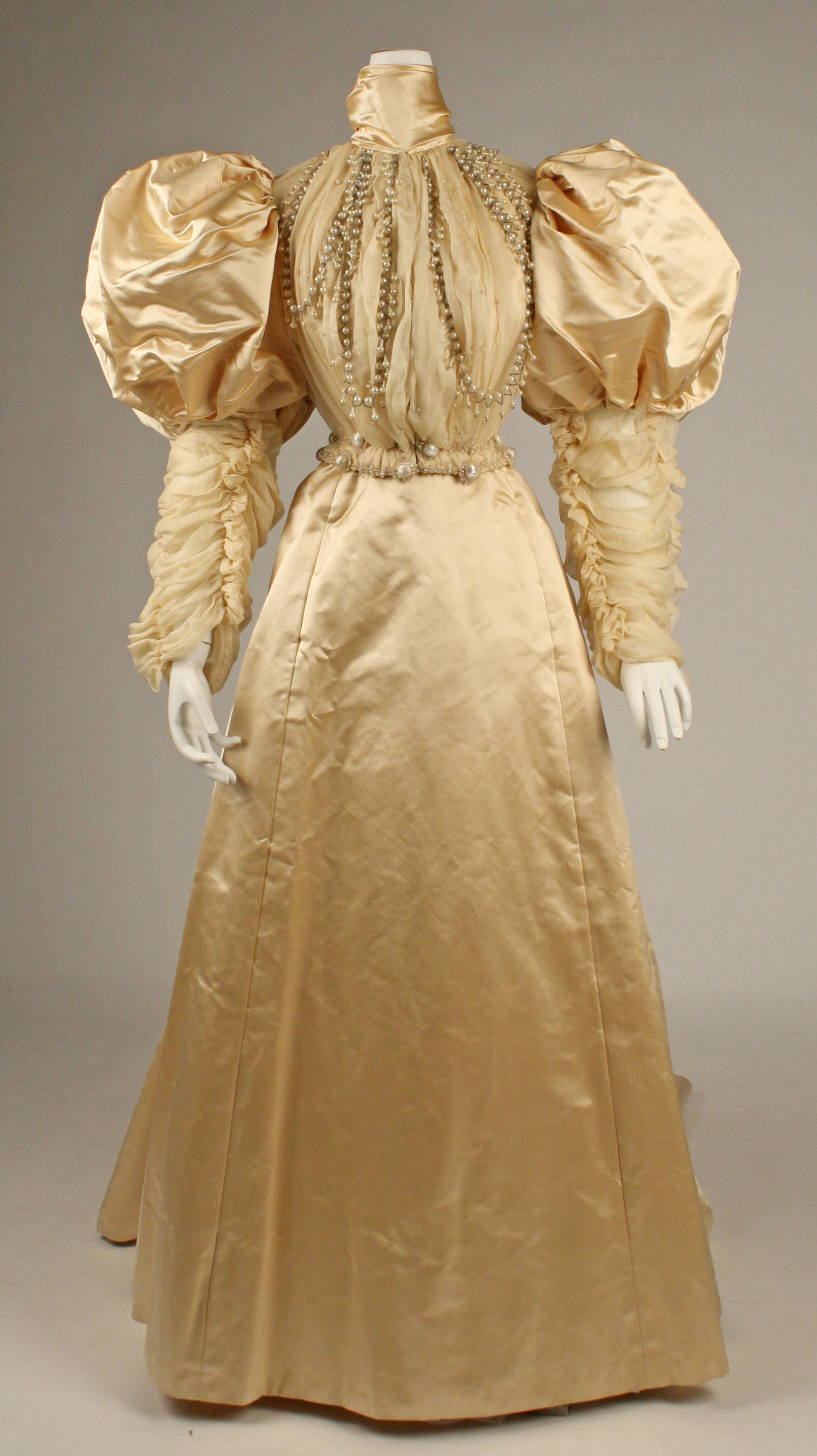
Wedding ensemble MET C.I.52.10.1ab F
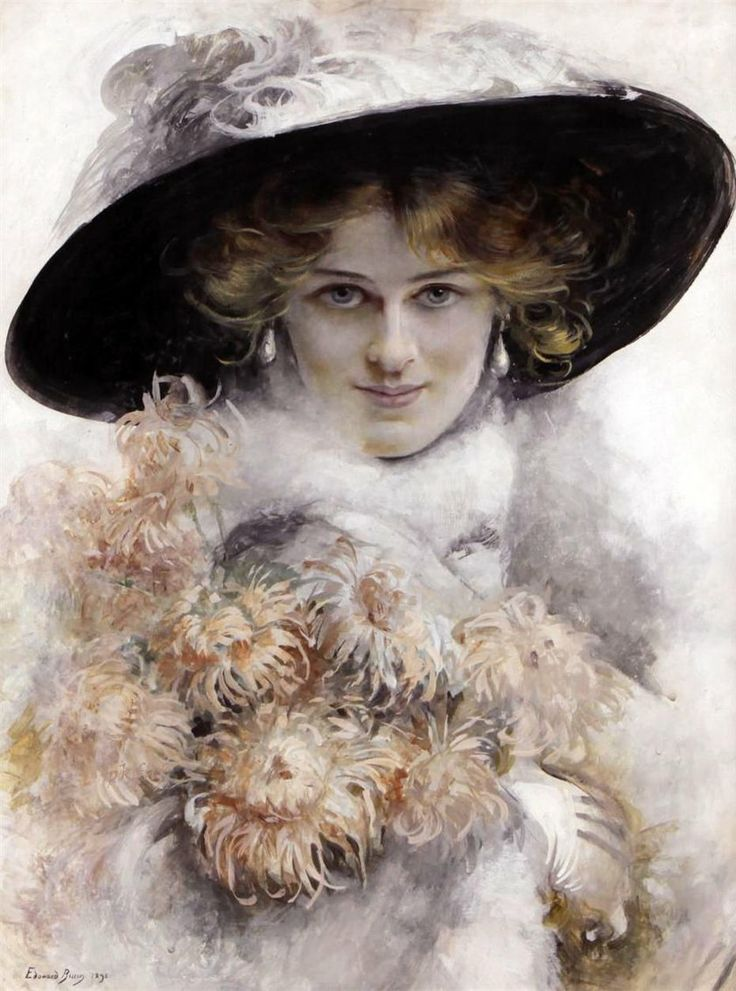
Édouard Bisson - A Portrait of a Lady in a Black Hat
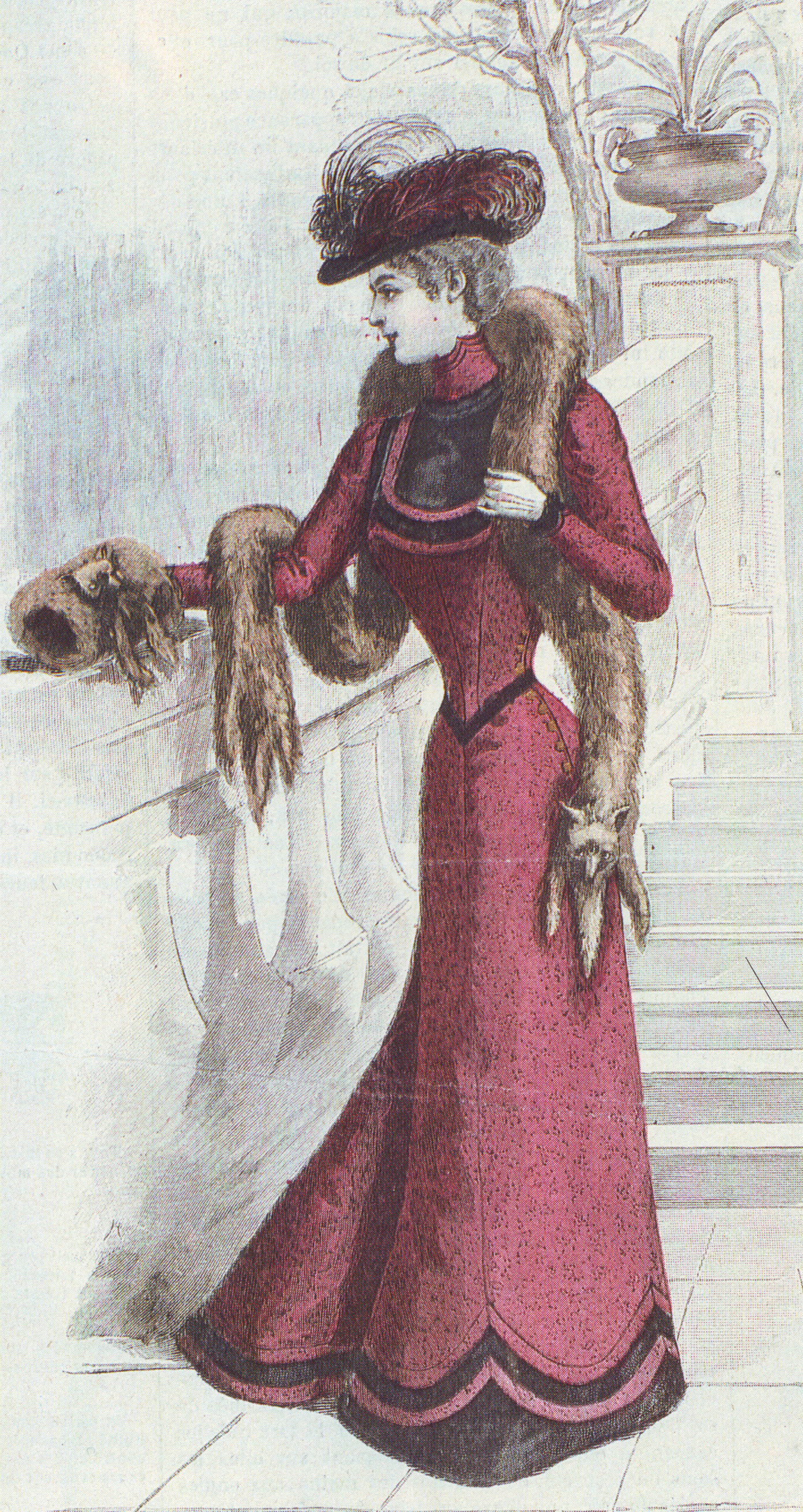
The toilette de promenade, M.lle Louise Piret, 1899

#### Herrmode
Under denna tid hade herrmodet industrialiserats av konfektionsindustrin som framställde billiga kostymer som var tillgängliga för män av ålla samhällsklasser, något som hade demokratiserat kostymen som en allmän klädedräkt för mannen i industrisamhället, samtidigt som en man ur överklassen demonstrerade sin status genom att få sin kostym uppsydd snarare än att köpa den, och en uppsydd kostym än mer sågs som kännetecknande för exklusivitet inom herrmodet.

##### 1870–1880
På 1870-talet hade herrmodet uppnått den grundmodell den skulle ha för decennier framåt. 
Den tredelade kostymen med samma färg för kavaj, byxor och väst bars nu av alla män oavsett klass, även om den i överklassen sågs mer som ett accepterat vardagsplagg än fullt korrekt klädsel. Kavajen var inte figurnära, men från att ha varit vid under 1860-talet blev den nu rak, dock fortfarande utan någon midjesöm. Kavaj och rock knäpptes högt upp i halsen och avslöjade nätt och jämnt slips och krage. 
Det var nu kravatten ersattes av slipsen, som sedan blev en självklar del av kostymen, och som var den enda del av manskläderna med färg. Slipsen kom ursprungligen från den brittiska internatskolans uniform. Ett alternativ till slipsen blev flugan, som dessutom blev självklar till aftonklädsel. 
Bonjour bars nu enbart som högtidsdräkt vid de mest formella tillfällena. 
Till aftonklädsel bars svart frack till vit väst, en modell som konserverades som högtidsdräkt. 
Mäns hår var nu helt kortklippt, och skägg populärt. Cylinderhatten hade nått sitt maximum i längd under föregående årtionde och skulle under 1870-talet ha låg kulle. Plommonstopet blev nu ett vardagsalternativ som huvudbonad, medan cylinderhatten började uppfattas som en huvudbonad för formella tillfällen. Till fritidskostym bars halmhatt, även den från den brittiska privatskolans uniform. 

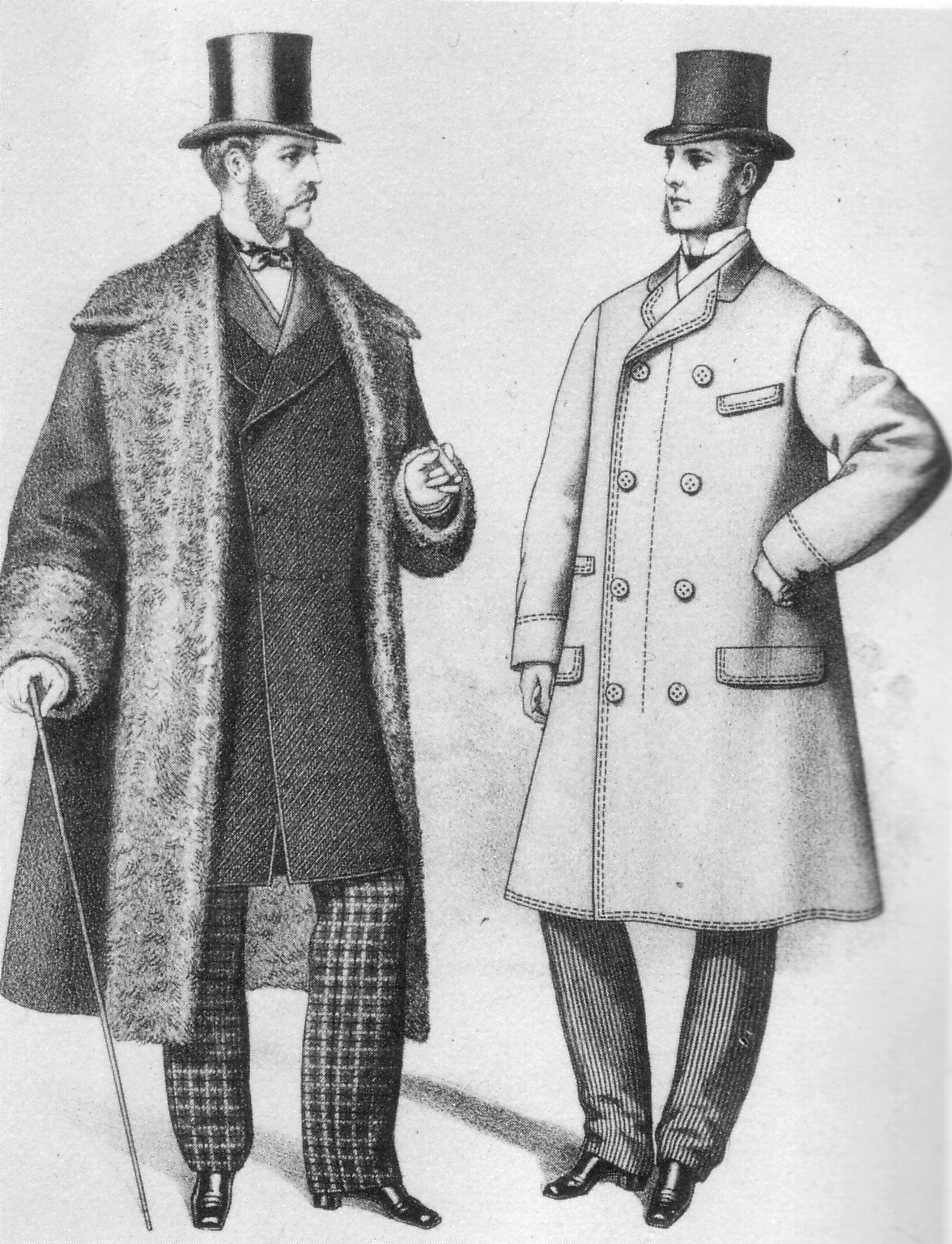
Mens Coats 1872 Fashion Plate
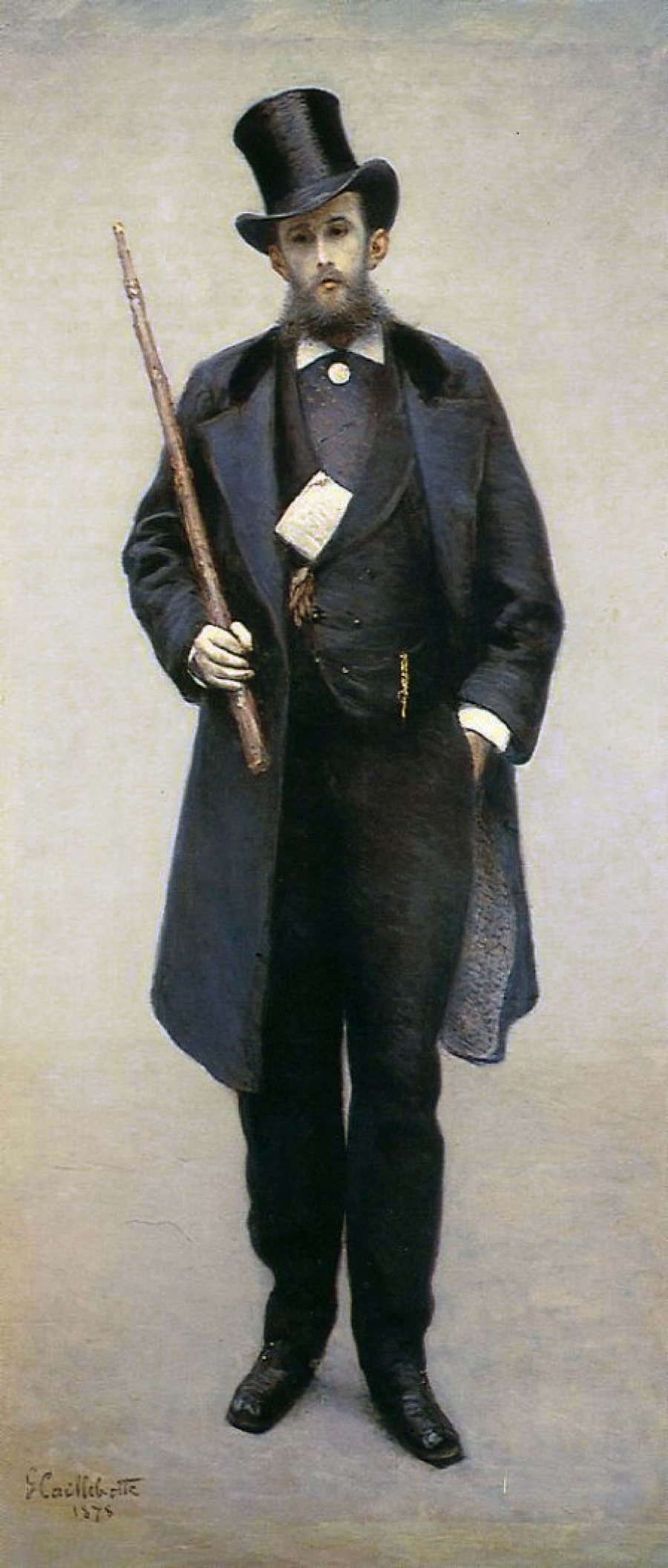
Caillebotte Hugot
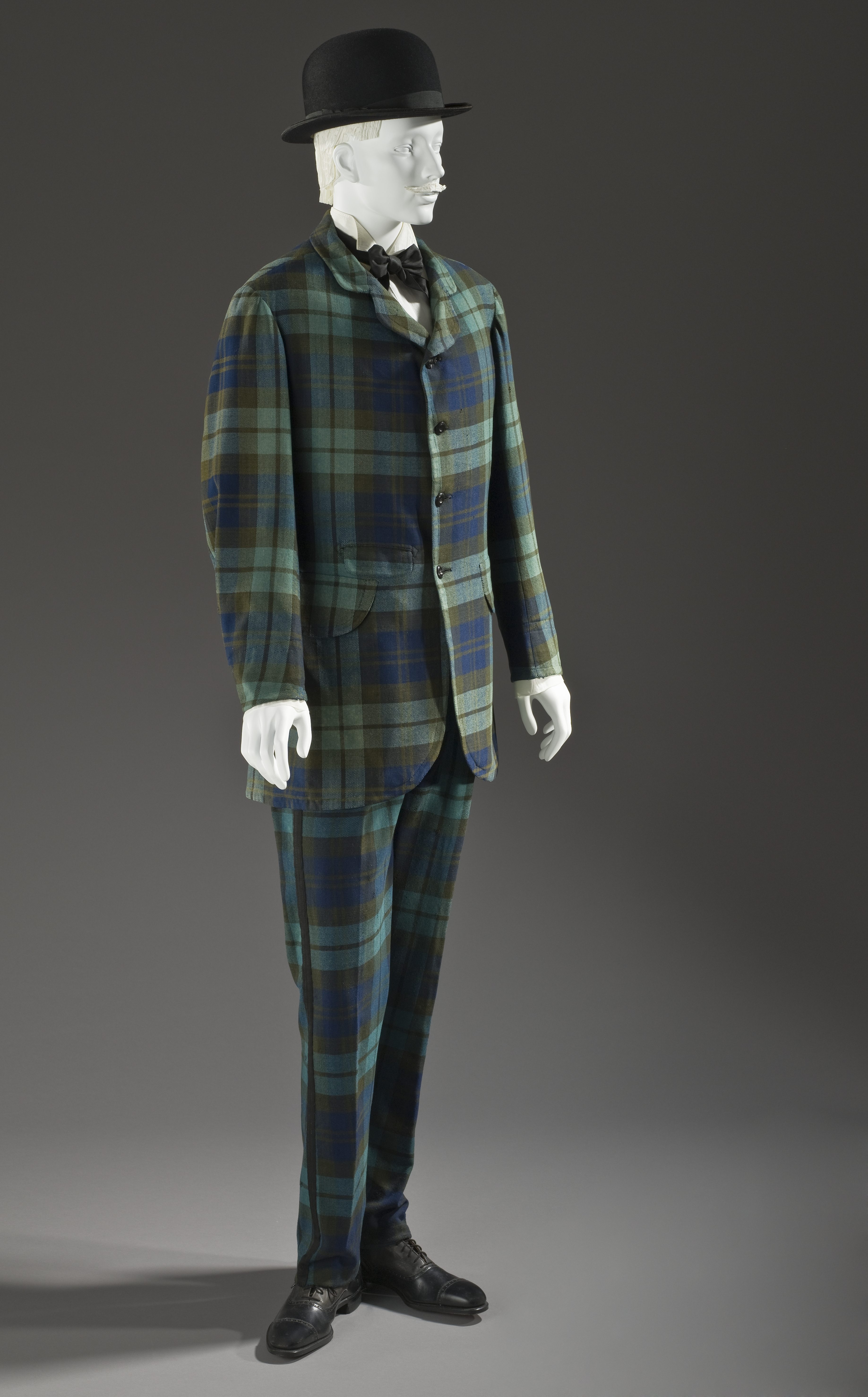
Man's two-piece lounge suit 1875–1880

##### 1880–1890
Herrmodet var i huvudsak mycket enkelt, avskalat och färglöst. Den tredelade kostymen med slips var nu den vanliga herrdräkten och bars gärna enfärgad i helsvart, brunt eller grått. Den enkelknäppta kostymen hade fortsatt hög hals, smala slag och knäpptes uppe vid kragen. Slipsen bars allmänt och oftare än flugan. 
Långbyxor bars vid alla tillfällen utom till sportkläder och hade inte längre någon hälla under foten. 
Smoking introducerades nu som mindre formell festdräkt och alternativ till den mer formella festdräkten frack. Till festdräkt bars fluga och vit väst. 
Olika typer av idrott blev nu alltmer moderna som fritidsnöjen och varje aktivitet började få sin speciella dräkt. En innovation var den så kallade Norfolk jacket, som bars till fritids- och sportkläder. Som fritidskläder bars gärna en vit kostym med halmhatt. 
Män var kortklippta och hade gärna skägg. Cylinderhatten användes under 1880-talet främst vid formella tillfällen och till festdräkt, medan plommonstopet ersatte den i vardagsdräkten. 

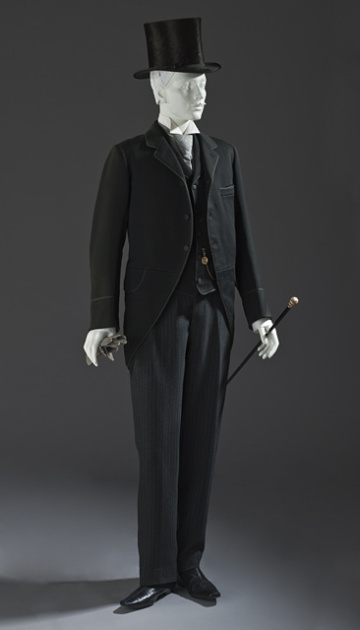
Man's Morning Coat and Vest LACMA M.2010.33.15a-b (1 of 3)
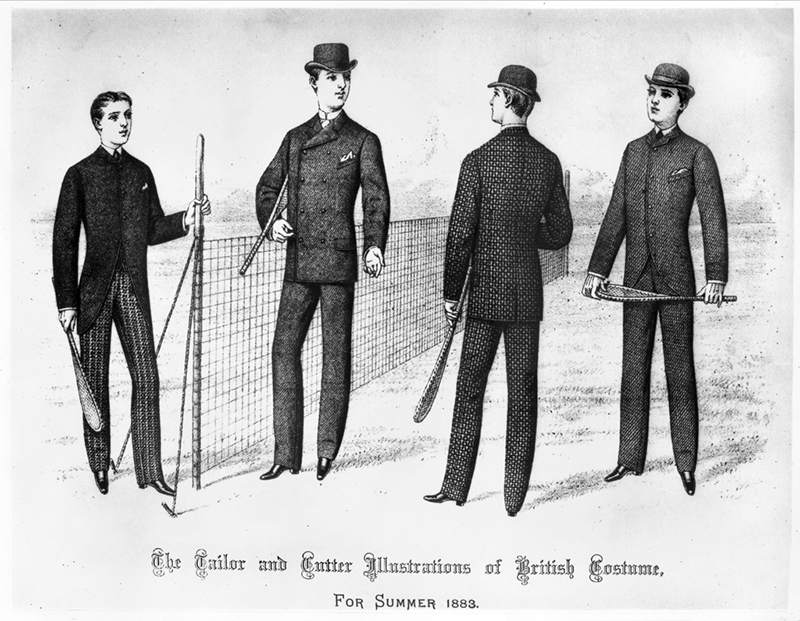
The Tailor and Cutter illustrations of British Costume. Brittiskt herrmode, sommaren 1883 - Nordiska Museet - NMA.0041539

##### 1890–1900
Skjortans krage var fortfarande ofta stående, men ett alternativ var den nedvikta kragen. 
Den tredelade kostymens enkelknäppta kavaj var fortfarande höghalsad, knäpptes högt upp och hade smala slag. 
Flugan upplevde en stor popularitet under just 1890-talet och var en utmärkande detalj i herrmodet då, även om slipsen hade blivit standard. Flugan kunde liksom slipsen ha en kontrasterande färg och vara mer färgrik. 
Frack användes som formell festklädsel och smoking som informell festklädsel. Blazern blev vid sidan av Norfolk jacket från och med nu ett populärt fritidsplagg, och bars gärna till påsiga vadlånga knäbyxor (knickerbockers). 
Den typiska frisyren var kortklippt och pomaderad; istället för helskägg bars nu gärna mustasch och pipskägg. Som huvudbonad bars plommonstopet och liknande mjuka filthattar: cylinderhattar förekom nu endast som tillbehör till festklädsel och andra högtidsdräkter. Precis i slutet av 1890-talet började homburghatten bli modern. Till fritid bars halmhatt.  

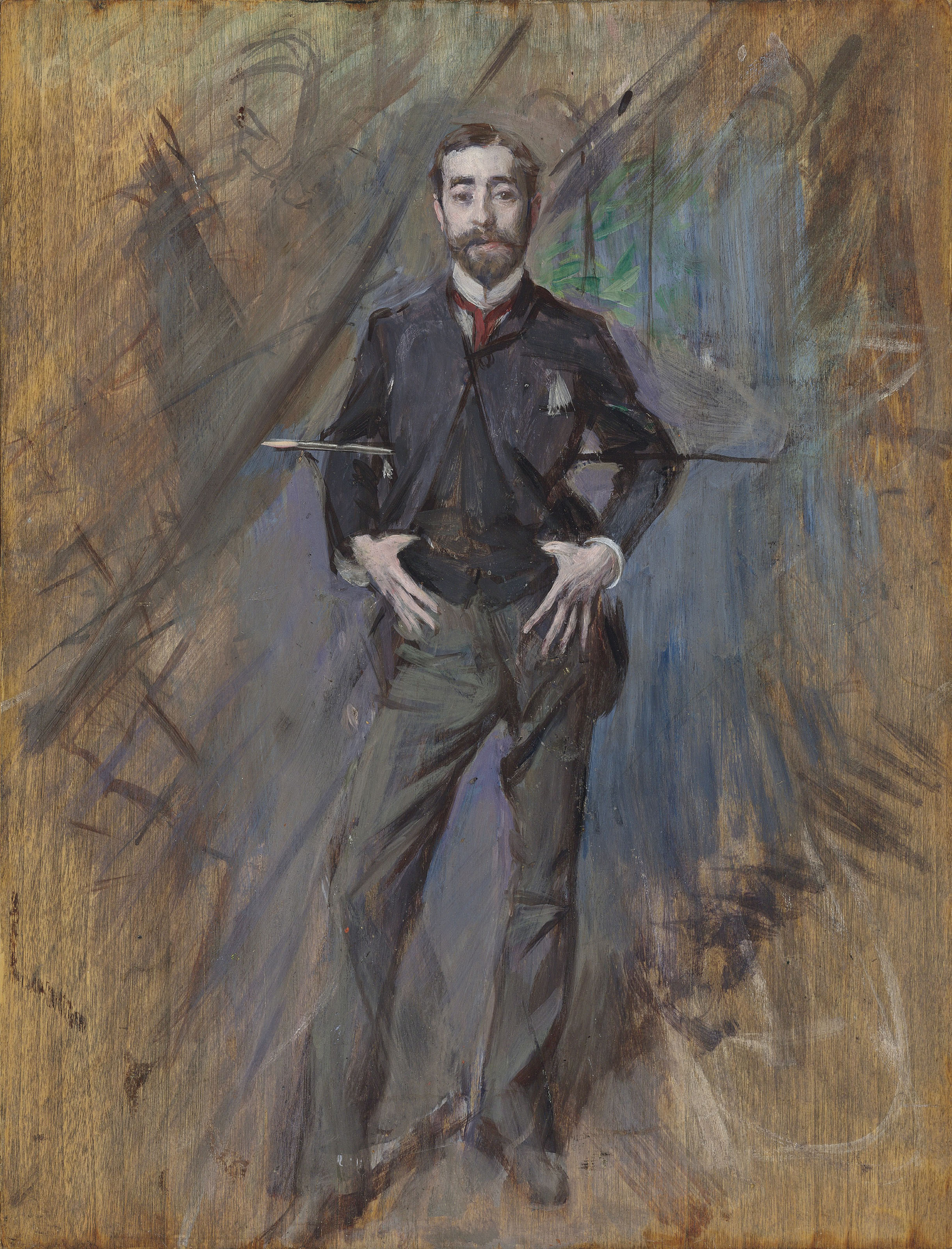
Giovanni Boldini (1842–1931) - John Singer Sargent.
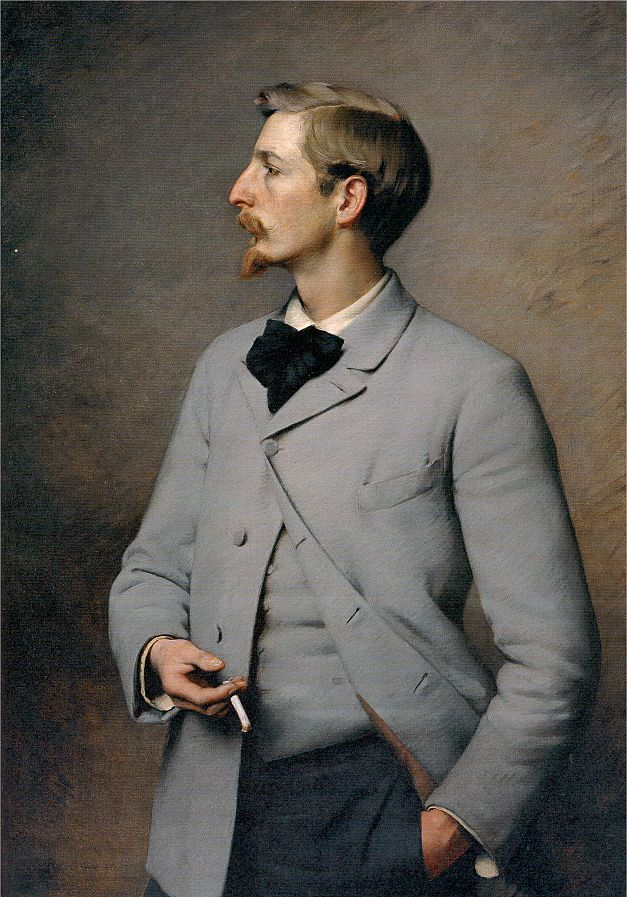
Pearce Bartlett

### 1900–1910

#### Dammode

##### 1900–1910

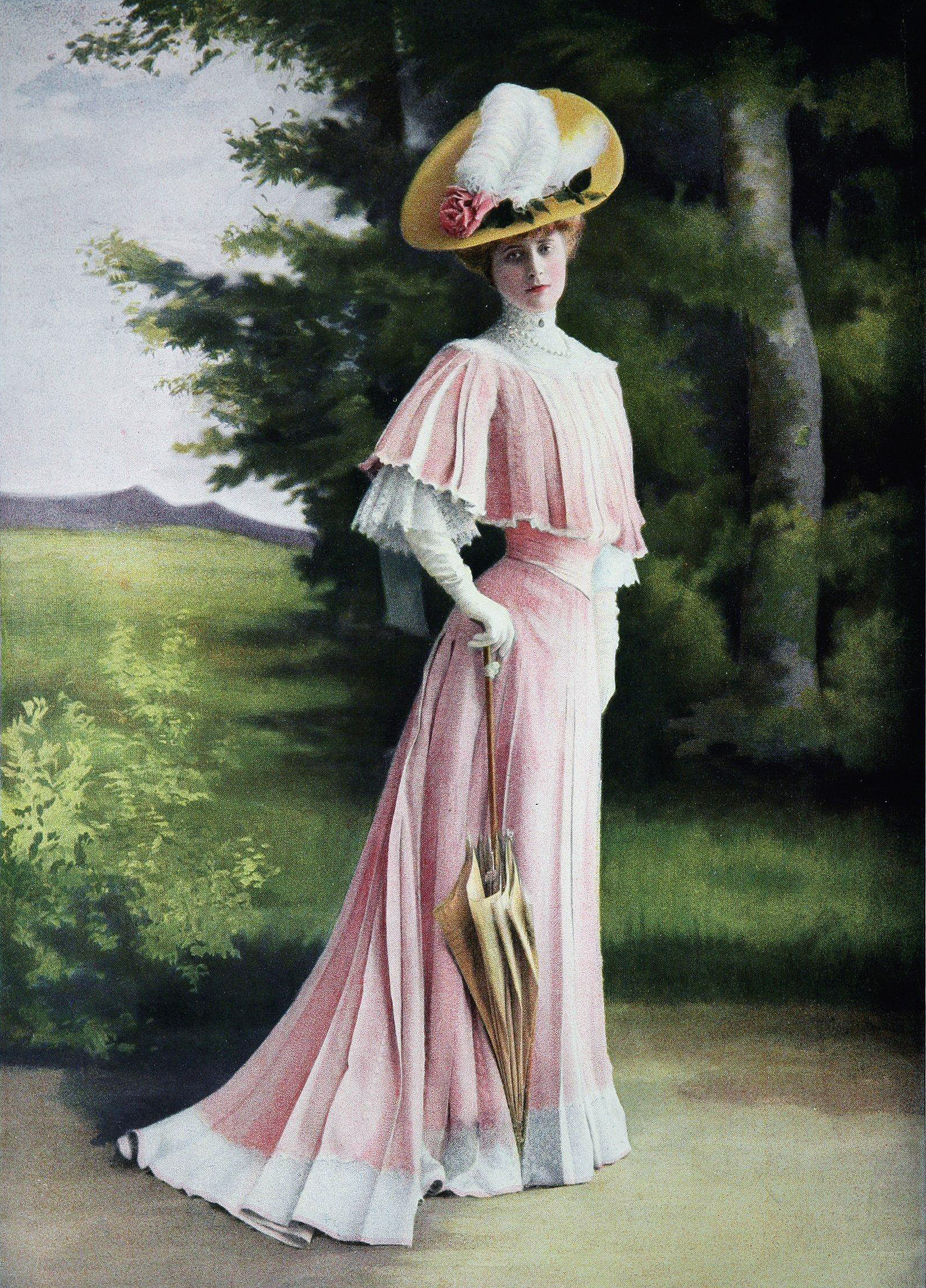
Robe de ville par Redfern 1905

Silhuetten präglades nu av den så kallade S-linjen, som ersatte timglasfiguren. Den nya så kallade hälsokorsetten satt endast över mellangärdet och lämnade bröstkorgen fri. Detta skapade en visuell lutning av rygg och axlar bakåt, och ett överdimensionerat bröstparti ovanför den smala getingmidjan. I kombination med att det blev modernt med långa kjolar och släp, kom den fashionabla silhuetten att liknas vid bokstaven S. 
Silhuetten visade smala höfter och midja och en smal släpande kjol, med vidden koncentrerad vid kjolens nederdel; vid nederdelen av ärmarna; över bröstet, som kallades "duvbröst", och i hår och hatt. 
Klänningslivet eller blusen hade smal midja men var rikligt dekorerad, alternativt med en pelerin, över bröstet för att markera kontrast mellan den smala midjan och bröstkorgen. Armarna hade gärna puff, men nu under armbågen istället för över, och var gärna dekorerade på nederdelen av ärmen. 
Kjolen var smal över höfterna men skulle nu vara mycket lång och ha svepande släp även under dagtid, och nederdelen av kjolen dekorerades rikligt för att framhäva den moderna silhuettens smala kjol, höfter och midja. 
Modet dikterades ljusa glada färger med mycket rysch och dekorationer, och vita ryschiga klänningar i lätta tyger som tyll och chiffong var populära. 
Ett mycket populärt plagg var den så kallade tea gown (teklänningen), en klänning som ursprungligen varit en protest mot modeindustrin genom sina lösa modell utan korsett, inkluderades nu allmänt i en modemedveten garderob, och bars hemma till vardags med all den rysch som modet dikterade. 
Parallellt med modedräkten användes också den nu klassiska och omtyckta blusen och korta promenadkjolen med kostymjacka allmänt som vardagsklädsel, särskilt av de nu allt oftare arbetade eller studerande medelklasskvinnorna. Till denna nya "dräkt", som inspirerats av herrmodet, bars också gärna slips, fluga och herrhatt.  
Frisyren var stor: håret borstades från ansiktet över en valk som låg runt huvudet för att ge volym, och fästes i en knut uppe på huvudet. Även hattarna skulle vara stora, och det var modernt med den vidbrättade kvarnhjulshatten med stora brätten och rikligt dekoration av blommor, frukter och plymer. Kosmetika användes nu allmänt av kvinnor. 
Denna era var genombrottet för haute couture och de internationellt berömda modeskaparna. I Sverige syddes franska modeskapares modeller upp av NK:s Franska damskrädderi och senare Märthaskolan. Att modet nu kom att bero på den enskilda modeskaparens idéer snarare än på en gemensam modelinje gjorde att modet så småningom skulle komma att bli mindre enhetligt, men ännu hade den inte nått denna punkt, och modeskaparna höll sig till olika versioner av samma mode.  

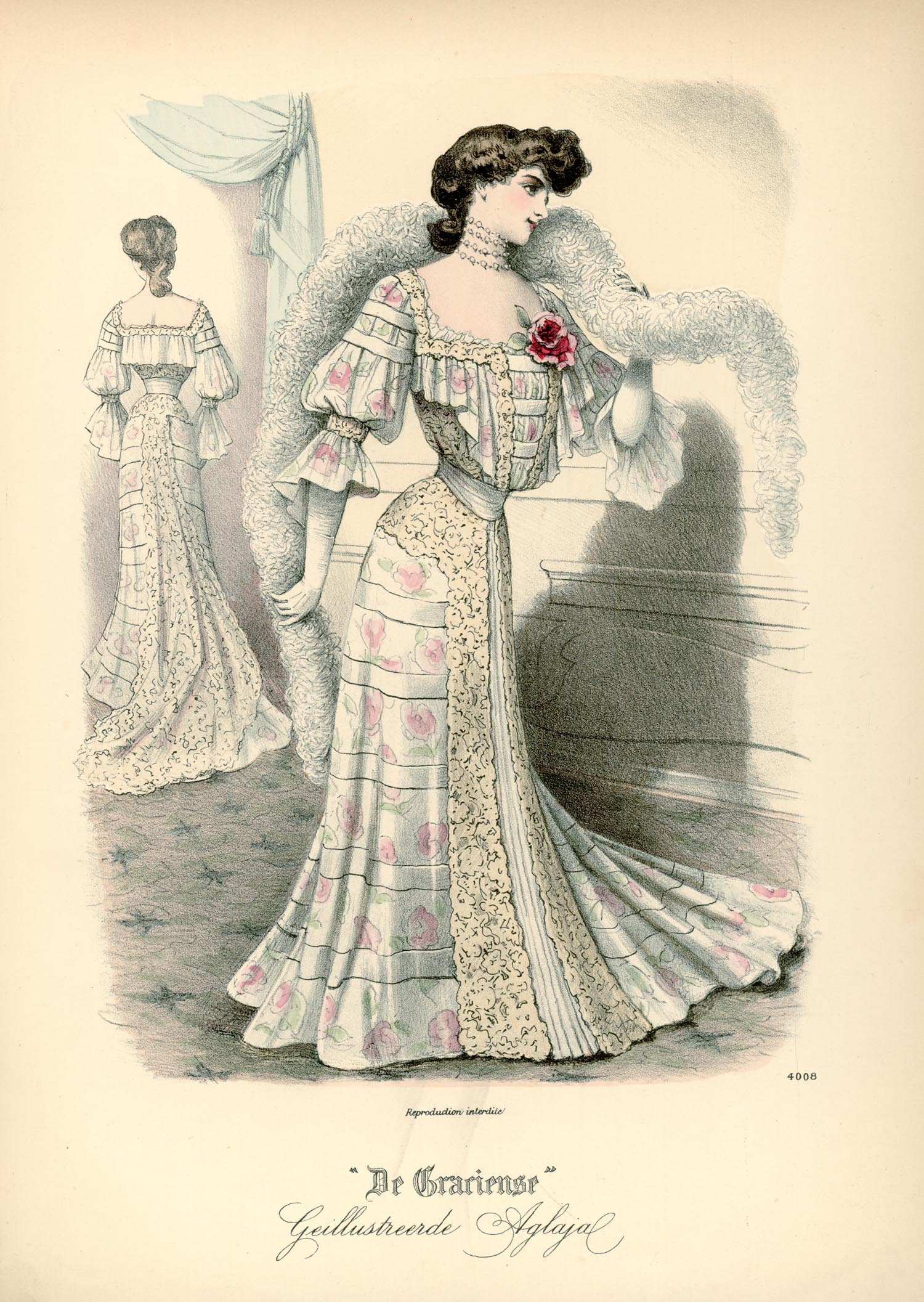
Gracieuse. Geïllustreerde Aglaja, 1902, aflevering 9, pagina 72-1
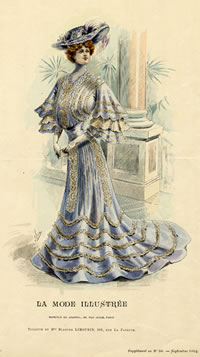
Fashion Plate 1904
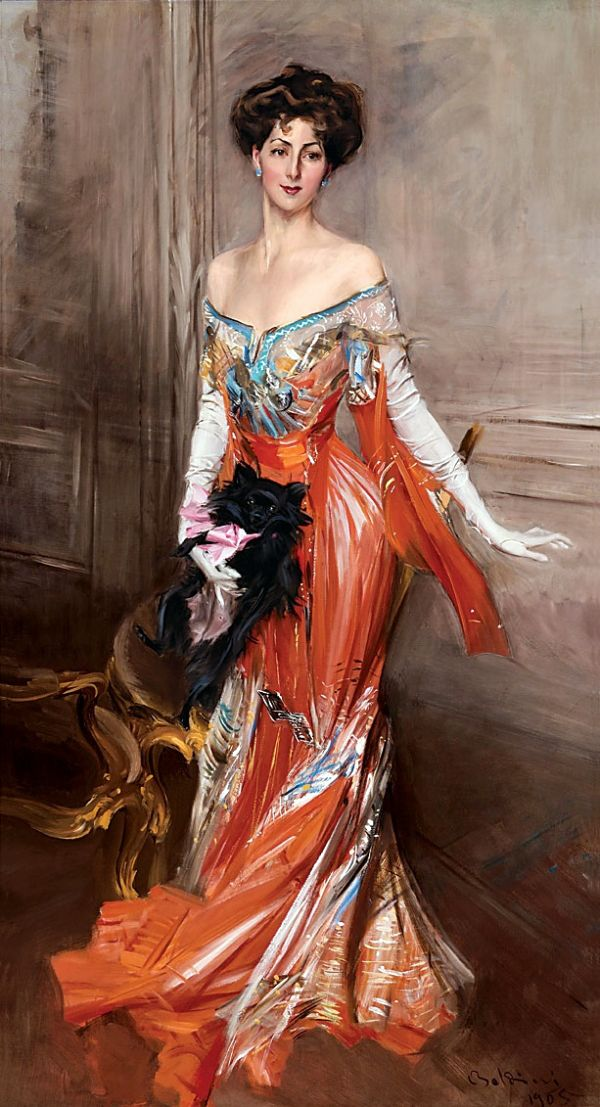
Elizabeth Drexel
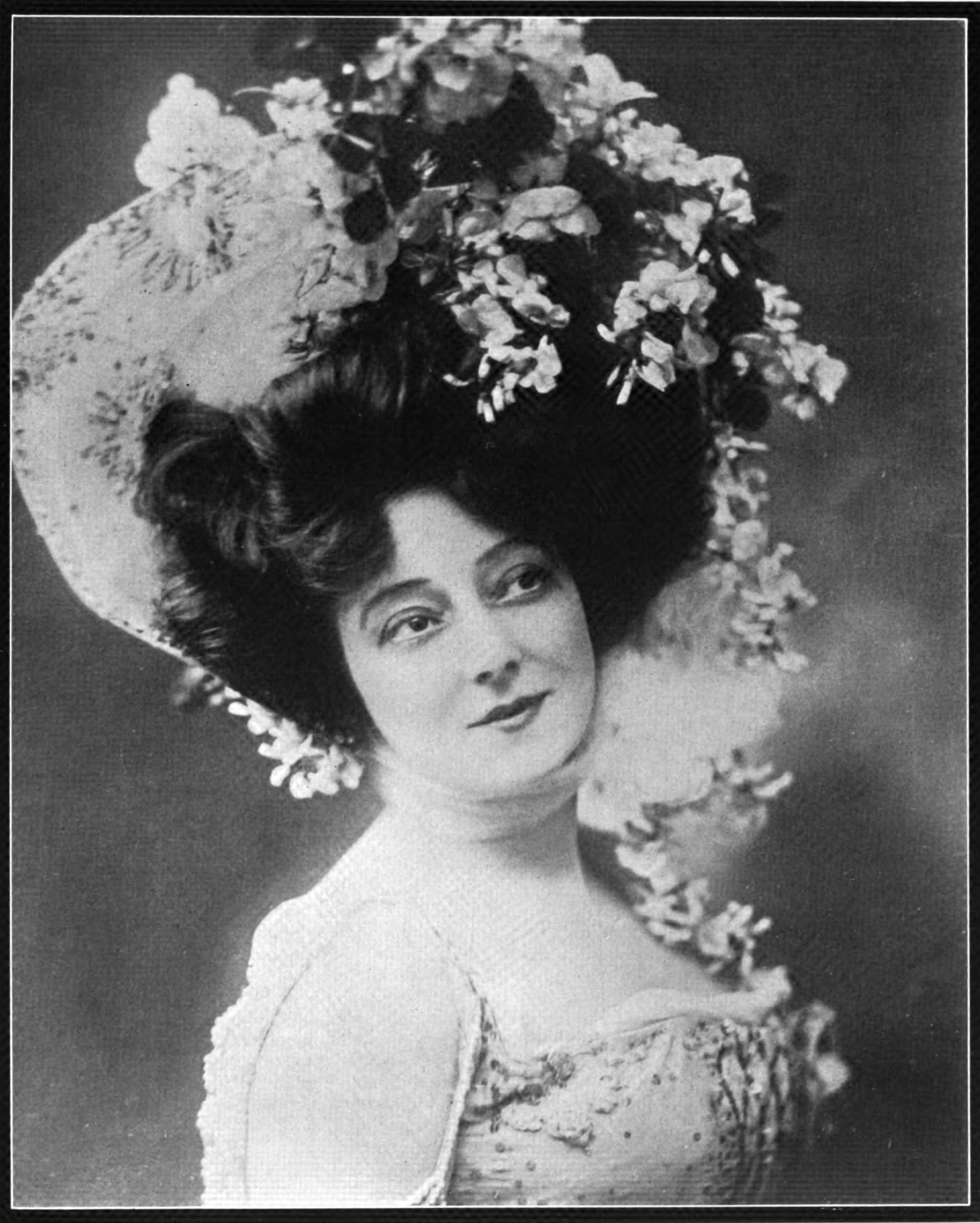
Anna Held 001
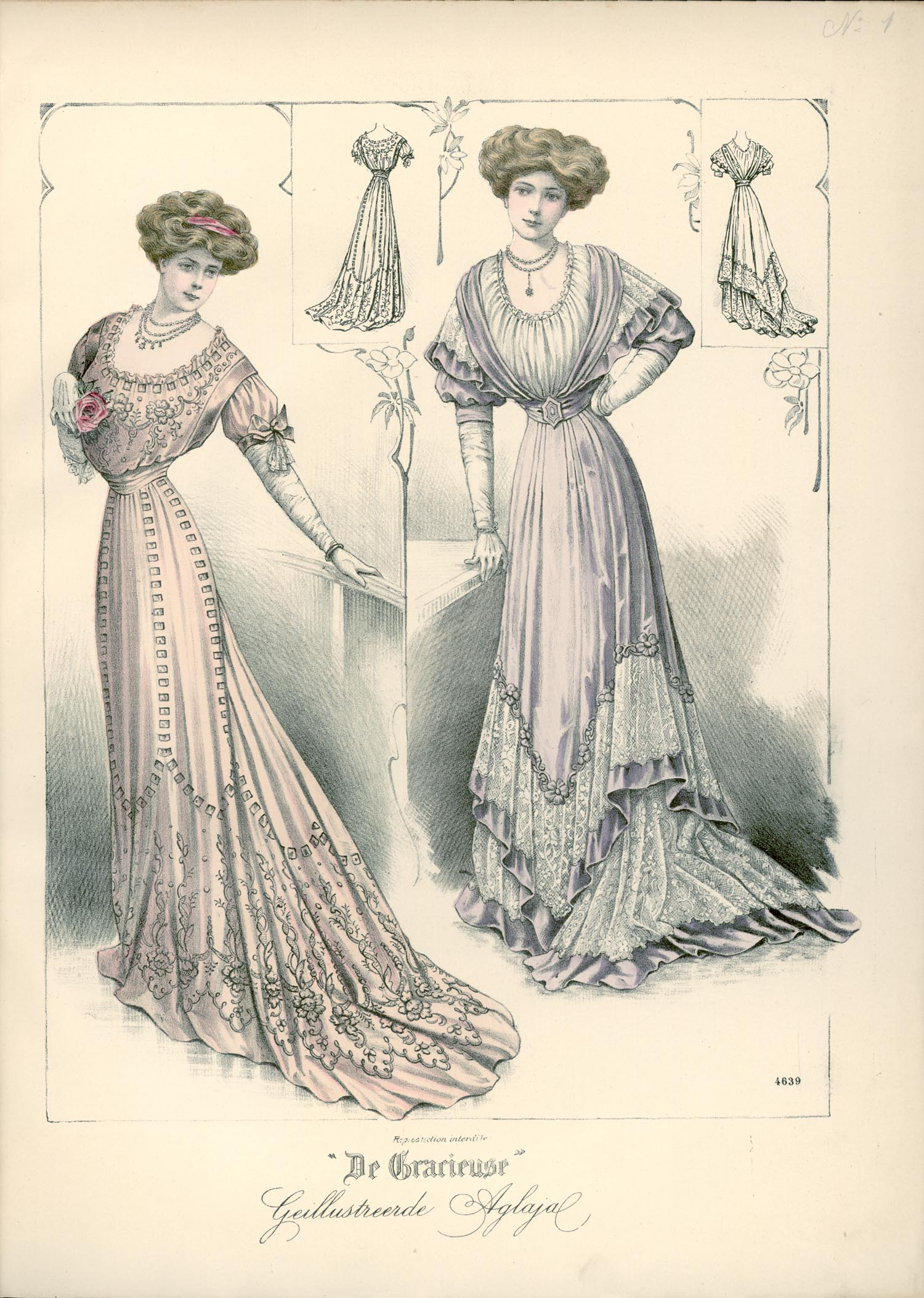
Gracieuse. Geïllustreerde Aglaja, 1908, aflevering 1, pagina 16-12
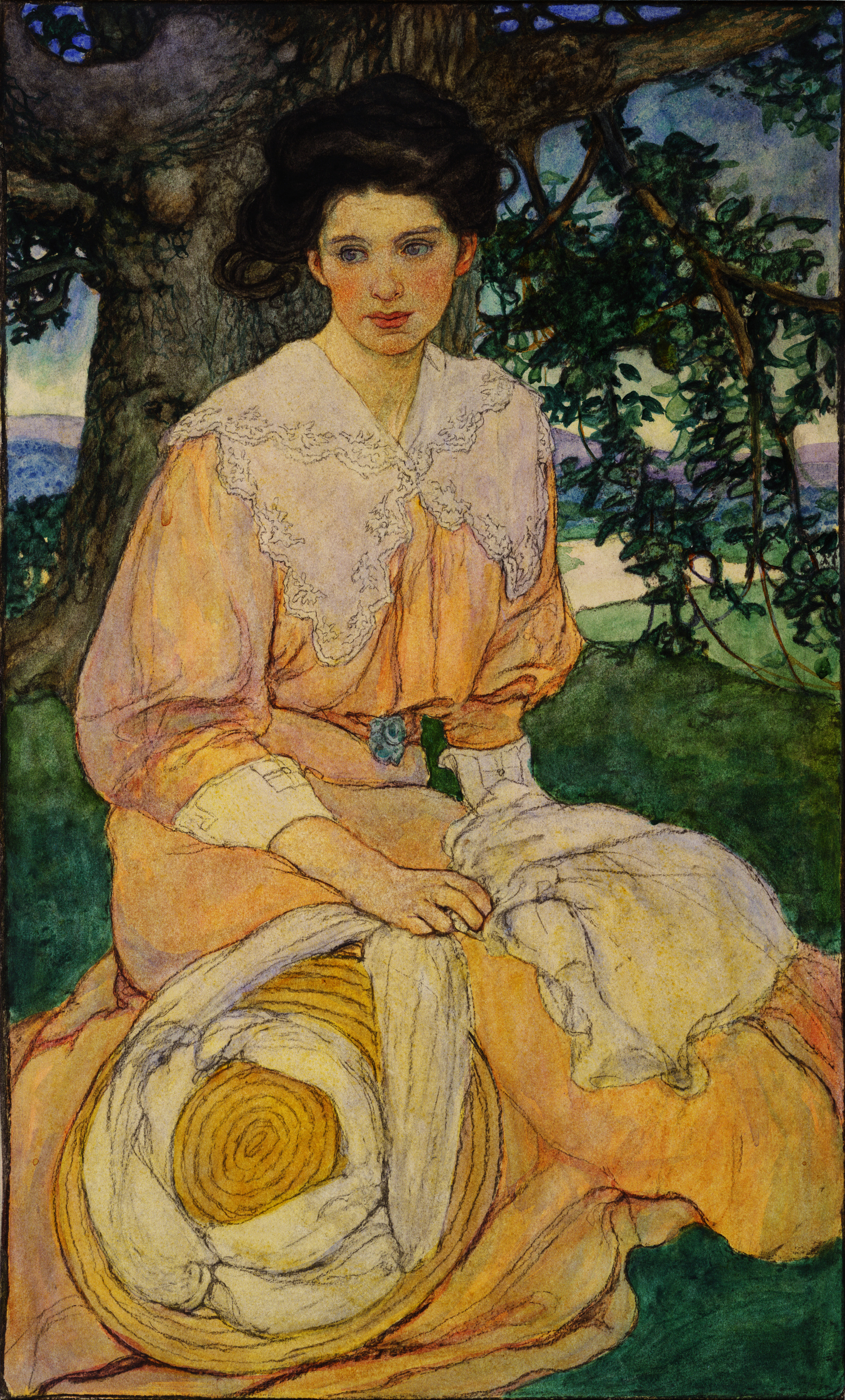
Giséle, by Elizabeth Shippen Green, 1908

#### Herrmode

##### 1900–1910
Herrmodet var konservativt och ändrades mycket litet från föregående årtionde. 
Den tredelade kostymen bestående av kavaj, väst och byxor var den självklara basen för herrdräkten. Skjortan hade inte längre hög hals utan en nedvikt krage över slips. Kavajen var enkelknäppt och gick högt upp mot halsen. Vid denna tid blev det modernt med pressveck för kostymbyxorna. Kostymerna var under denna tid enfärgade. Homburghatten bars nu allmänt till kostymen. Liksom tidigare var kostymen gärna vit eller ljus då den bars på fritiden. 
Frack bars till formell festdräkt och smoking till informell festdräkt. Cylinderhatt bars ännu ofta som assecoir till festdräkt.  
Den så kallade Norfolk suit, en Norfolk jacket till knickerbockers-byxor, var en populär fritidsklädsel. Den utvecklades till att senare bli golfkläder. Till fritidsklädsel var nu också blazern populär, gärna marinblå till ljusa byxor. 

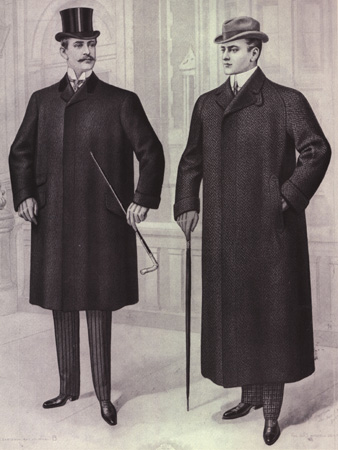
Coats Dec 1900
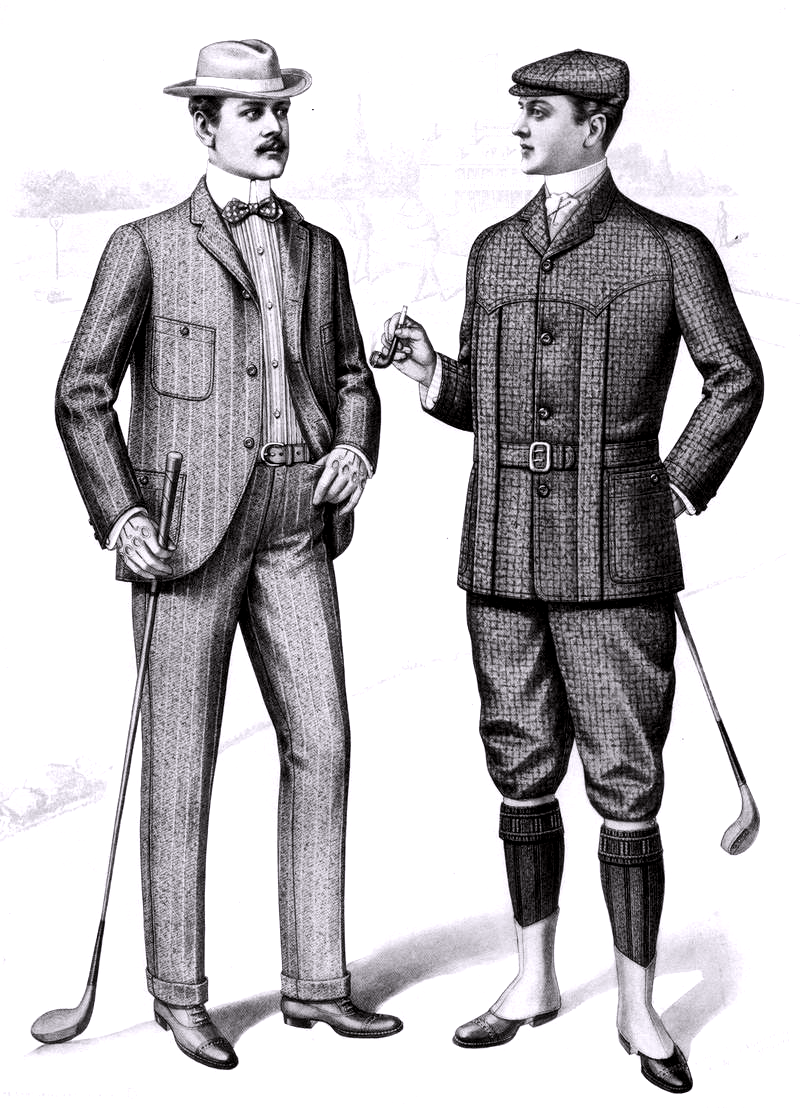
1901 Sartorial Arts Journal Fashion Plate Men's Golfing Clothes

### 1910–1920
Det första världskriget kom att påverka modet på ett genomgripande sätt. Till exempel genom kragar på kläderna. 

#### Dammode

##### 1910–1920
Överdelen fick en hög midja, som satt strax under bysten, och modet kallades "den andra empiren". Korsetten avskaffades inte men i praktiken blev den mindre nödvändig när midjan blev hög.  
Kjolen blev snäv, vid över höfterna och smalnande av nedåt, kallad hobble skirt. 
Den mest moderna kombinationen var en kortärmad tunika med en hög midja, buren ovanpå en snäv kjol. Den figurnära tunikaklänningen, med ett skärp strax under bysten, var en populär modell. Under första världskriget blev vidare kjolar 1915–1917 tid modernt som en reaktion mot tygbristen under kriget.  
Dräkter var mycket populära som vardags- och resdräkt. Kombinationen blus och kjol var en självklart basklädsel. 
Hattar och hår ändrades bara blygsamt. Det var fortfarande populärt med stort hår och stora hattar, som fungerade som kontrast till den snäva kjolen. 
Under denna tid började modet bli något mindre enhetligt, eftersom haute couture förde fram olika modeskapare, som började lansera sina egna personliga skapelser. En av de mest inflytelserika modeskaparna var Paul Poiret, som har hyllats som den som avskaffade korsetten. 

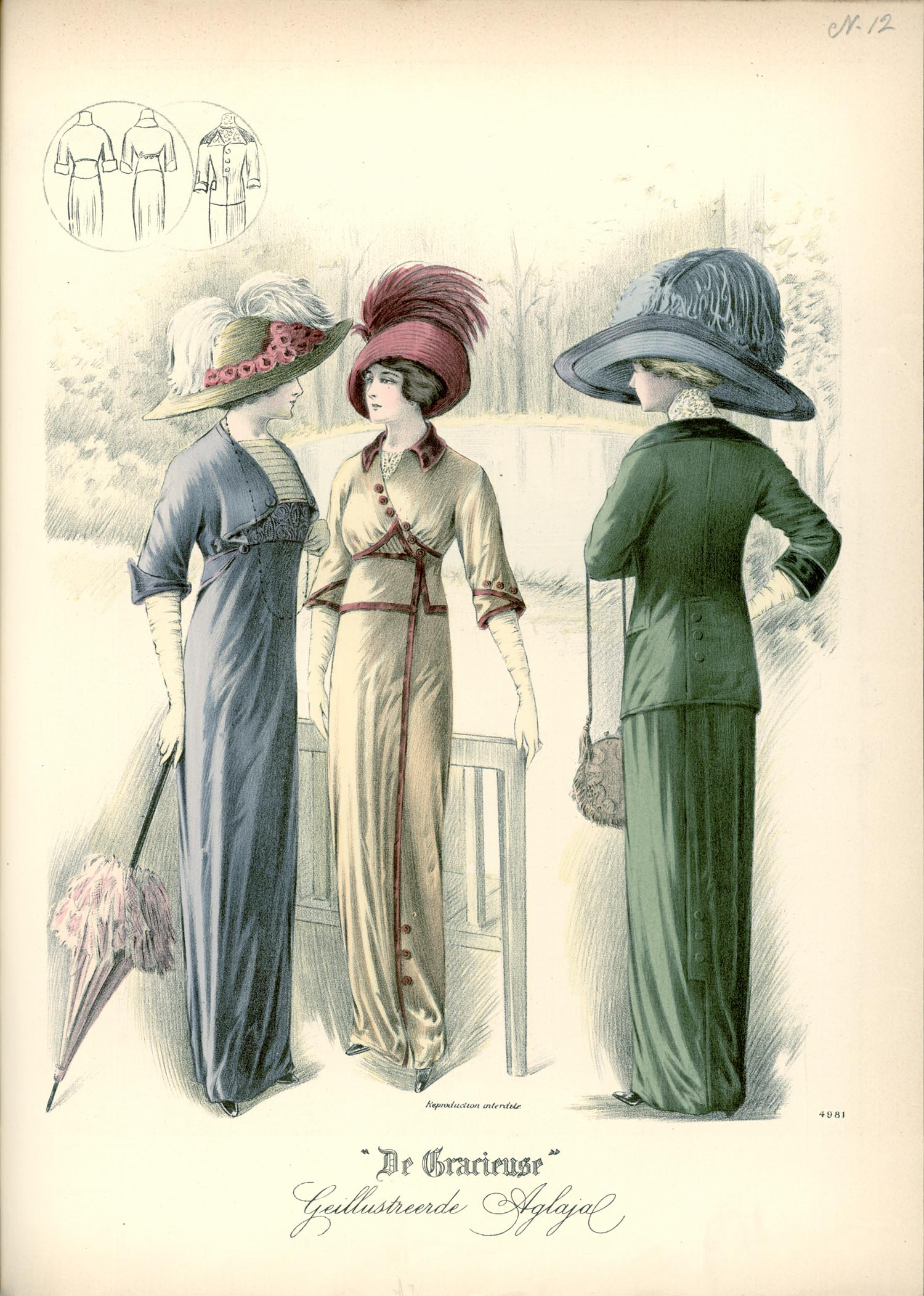
Gracieuse. Geïllustreerde Aglaja, 1911, aflevering 12, pagina 20–3
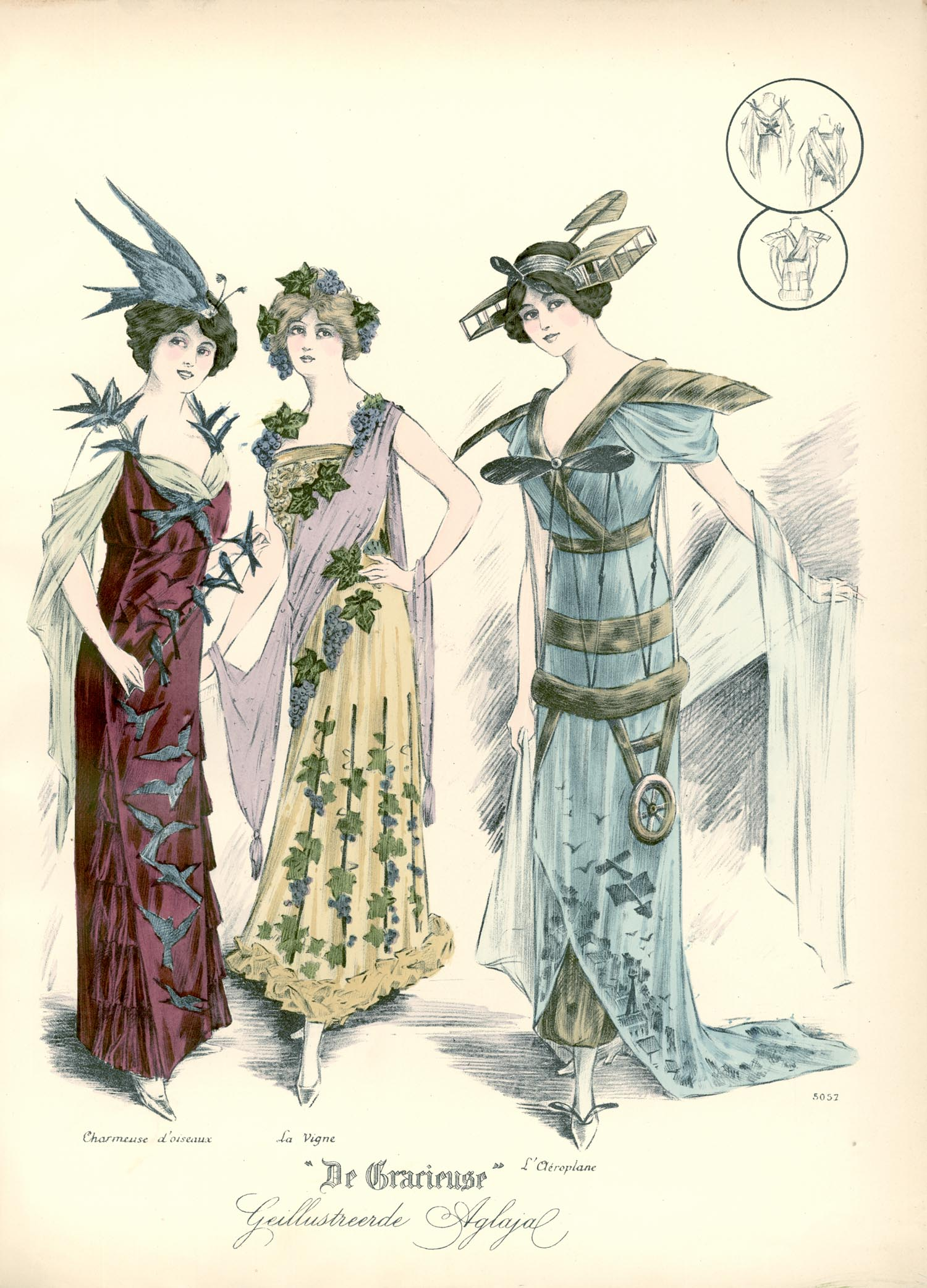
Gracieuse. Geïllustreerde Aglaja, 1912, aflevering 4, pagina 20-5
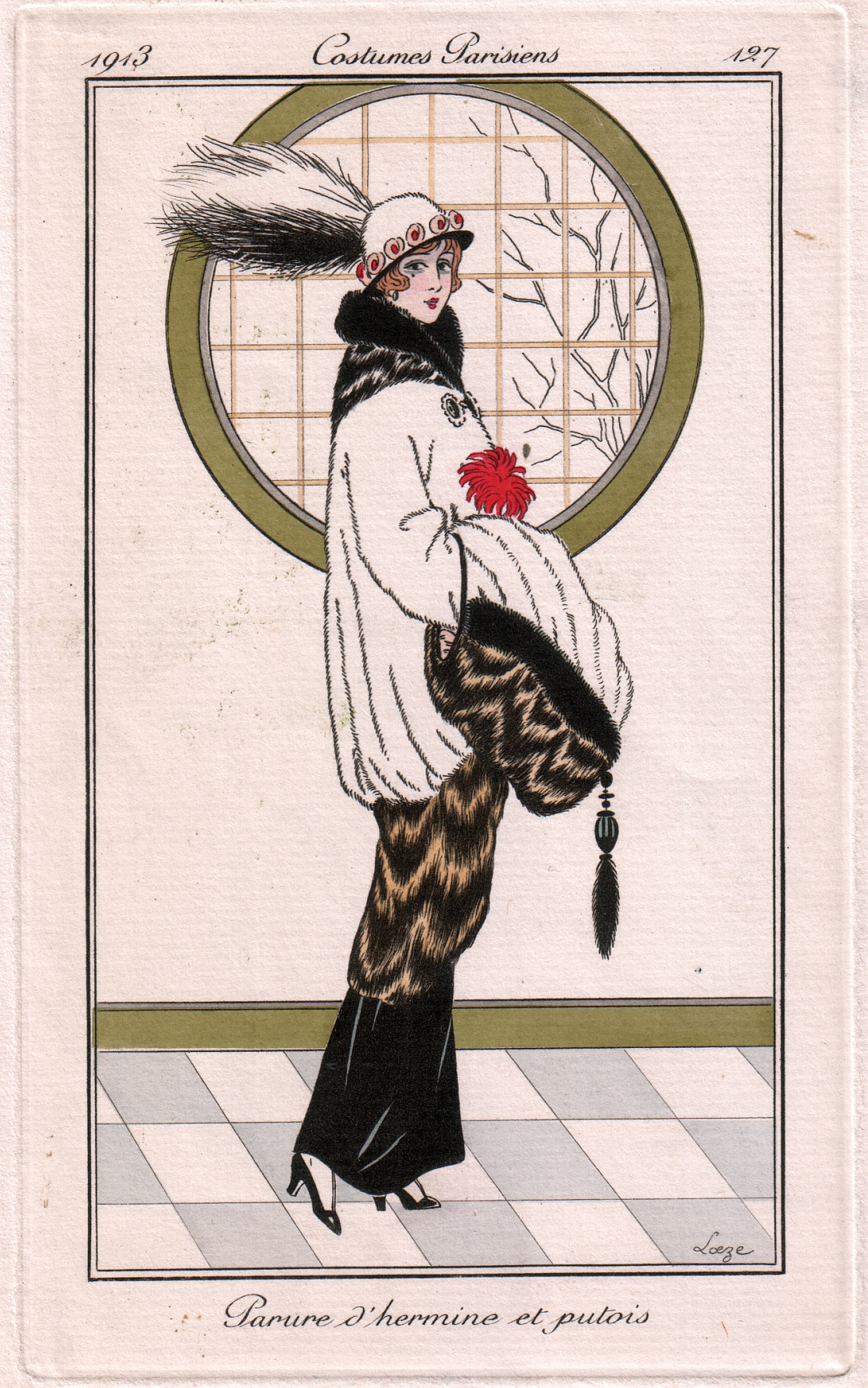
Costumes Parisiens, 1913, Parure d'hermine et putois
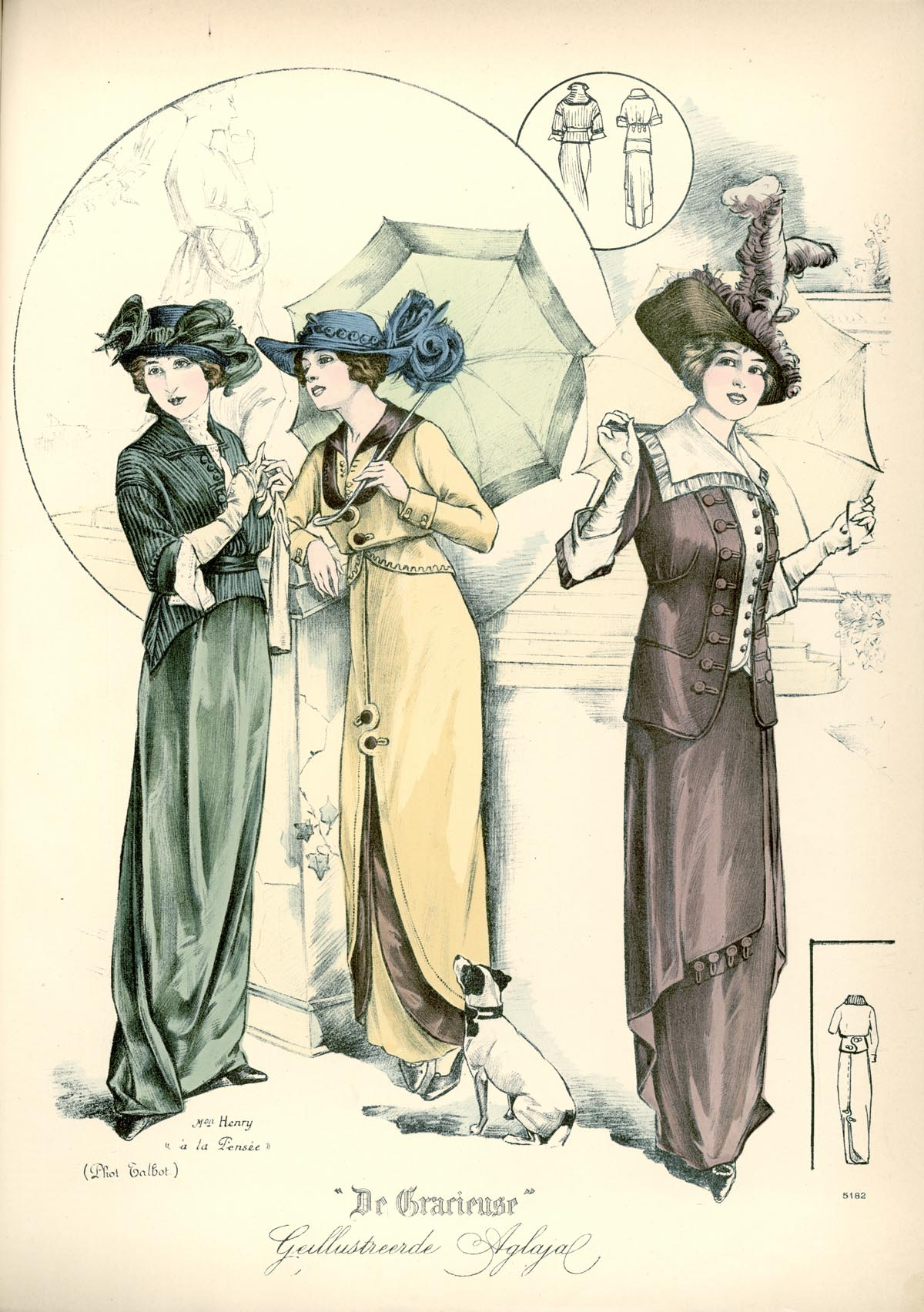
Gracieuse. Geïllustreerde Aglaja, 1913, aflevering 10, pagina 20-9
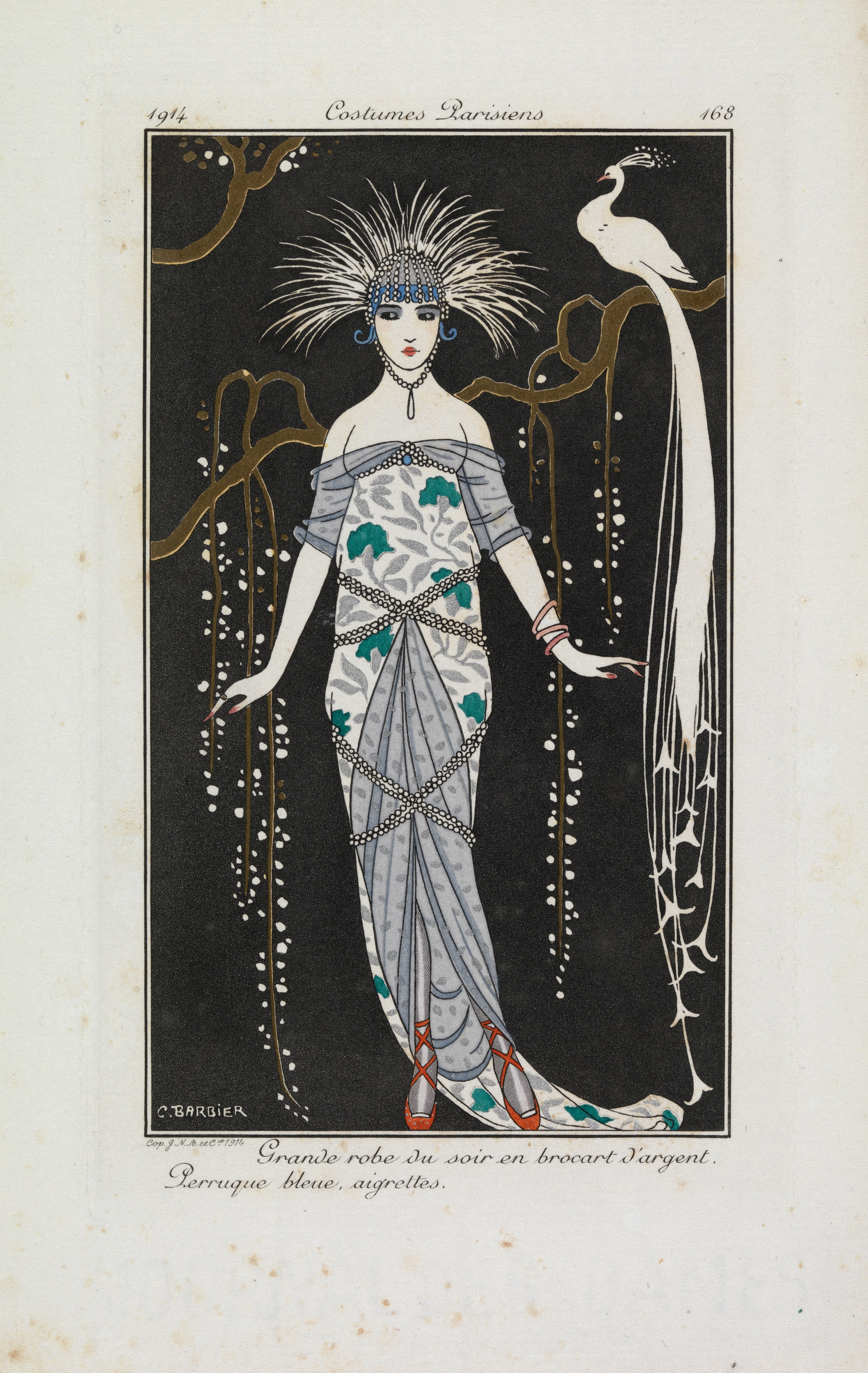
Evening dress (Grande robe du soir en brocart d'argent. Perruque bleue aigrettes) (CBL WEp 0944)
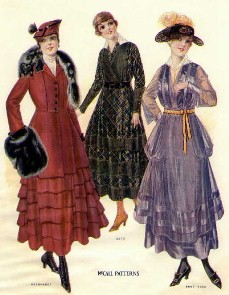
McCalls Magazine Fashion Print c 1916

#### Herrmode

##### 1910–1920
Den enfärgade tredelade kostymen var fortsatt den självklara basen för herrdräkten. En nyhet var att kavajen, som länge hade knäppts högt upp i halsen, nu återigen blev lägre skuren och började visa skjorta och väst igen. 
Pressveck hade nu blivit en fast del av dräkten. Liksom tidigare var kostymen gärna vit eller ljus då den bars till fritiden. 
Bonjour med randiga byxor kunde bäras som ytterst formell dagdräkt. 
Frack bars till formell festdräkt och smoking till informell festdräkt. Cylinderhatt bars då ännu som assecoir till fracken. 
Den så kallade Norfolk suit, en Norfolk jacket till knickerbockers-byxor, var fortsatt den vanliga fritidsklädsel, med blazern som alternativ. 
Homburghatten var den vanliga formella hatten, men fedoran blev nu ett mer informellt alternativ, och skärmmössan ett ännu mer informellt. 

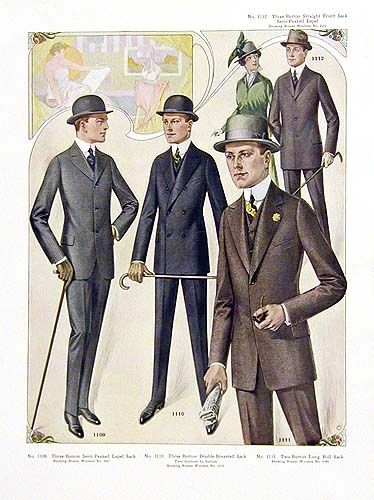
Mens Styles NY Tailor 1914 Young Men
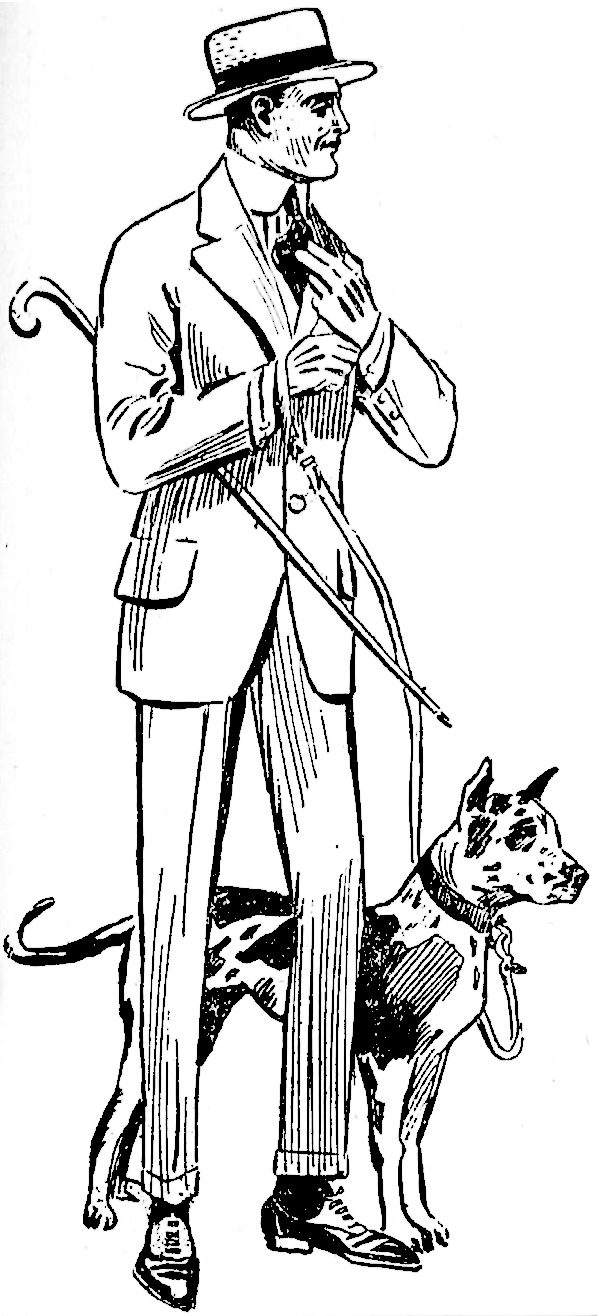
Manandhisdog1916
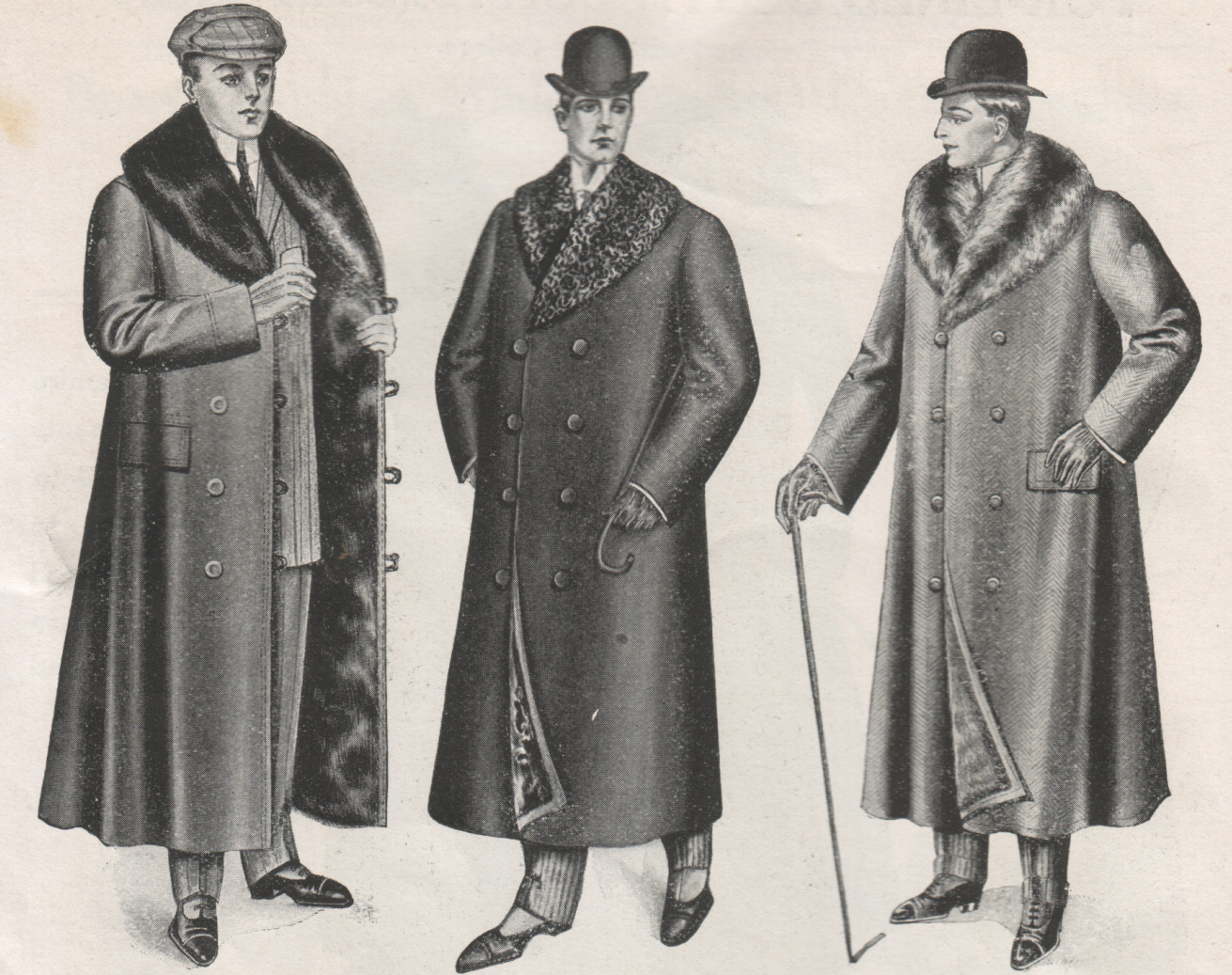
The Fur House Max Neuburger & Co, No 598 Broadway, New York, Season 1910–1168 (cropped)

### 1920–1930

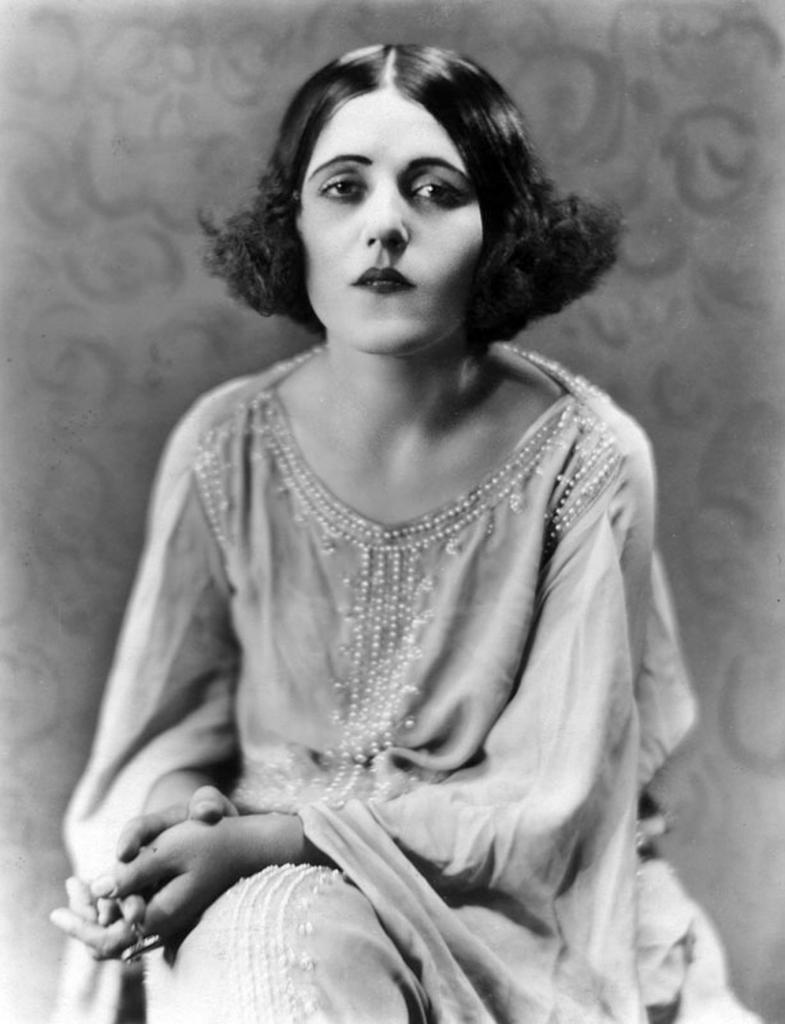
1920 1921 Zalla Zarana

Åren efter första världskriget kom en mängd revolutionerande modenyheter och många av de moden som pågått under lång tid blev plötsligt utdaterade.
På 1920-talet blev klänningen ett smalt rör, som hängde ledigt på kroppen. Istället för att som tidigare markera midjan lades fokus på höften för att skapa en androgynt strömlinjeformad, gänglig, slank och ungdomlig figur som markant skilde sig från den fullvuxna kurviga siluett som gällt under 1900-talets första år. De mjuka runda formerna ersattes av rena enkla linjer och kantiga vinklar. Istället för korsetter bar man nu slimmande gördlar. Kjolarna blev korta men nådde fortfarande nedanför knäna. År 1925 visades knäet för första gången. Hollywood kom att influera kvinnoidealet, som till exempel med Clara Bow, flickan med "det".
Den ikoniska flappern, ungkarlsflickan La Garçonne, gjorde entré. Det engelska ordet "flapper" syftar på en halvvuxen flicka, en s.k. backfisch, men kan också betyda slampa. Unga kvinnor började anamma beteenden som tidigare varit reserverade för män. Flapperns livsstil var att festa och leva för dagen i en sorts livsbejakande reaktion mot de svåra krigsåren och alla konventioner som inte längre hade samma mening. Dessa flickor kunde till exempel ha knäkorta klänningar med rader av fransar och utan ärm, målade naglar, bobbat eller shinglat hår, långa pärlhalsband och pannband med fjäder. De rökte, och dansade Charleston hela natten lång, använde högklackade skor och bar teatrala och effektfulla klänningar täckta av pärlbroderier, paljetter och fransar som gjorde sig bra till de nya snabba danserna. Det förekom också små snäva hattar som kallades skopor eller klockhattar och som var långt framdragna i pannan. Även festhattar som såg ut som peruker förekom. Hon kunde också ha herrkostym och kort bakåtkammat hår. I sällskap med flappern sågs ofta stilmedvetna ungkarlsmän i oklanderlig kostym, pressade byxor, med välfriserat hår och ibland smink.
1923 kom Coco Chanel hem från en kryssning i medelhavet med en rejäl solbränna och plötsligt, för första gången i västerländsk modehistoria, blev det status att vara solbrun. Det kom att associeras med hälsa och ledighet, från att ha förknippats med folk som arbetade ute på fälten. De fattigaste var nu fabriksarbetare som arbetade inne hela dagen, inte hade råd att resa bort, och därför var bleka. Män och kvinnor började solbada.
Under första världskriget lärde sig konfektionsindustrin utveckla moderna standardiserade storlekssystem genom masstillverkningen av uniformer, samtidigt som dammodet genomgick en kraftig förenkling. Detta innebar att klädindustrin från 1920-talet kunde tillverka välsittande modekläder för både män och kvinnor, och att både postorderkataloger och konfektionskläder i allmänhet fick ett gott rykte och gradvis blev allmänt accepterat och vanligt i alla samhällsklasser, något som också innebar en allmän demokratisering av modet. 

#### Dammode

##### 1920–1930
1920-talets mode innebar en revolution inom dammodet. Dräktreformrörelsen uppnådde efter femtion år i praktiken sitt mål genom avskaffandet av korsetter och långa kjolar. 
Korsetten försvann, kjolarna blev korta och kvinnor klippte av sig håret. Alla dessa förändringar var och uppfattades av samtiden som radikala och kom att symbolisera en ny roll för kvinnan i samhället: den nya kvinnan, en utbildad och självförsörjande yrkeskvinna som levde ett aktivt liv i samhället. Detta var en roll som modeindustrin anpassade sig efter och Coco Chanel kom att bli en ledande modeskapare inom detta ideal. 
Den nya slip on dress var en tubformad klänning som lätt kunde dras över huvudet, inte krävde någon hjälp, inte begränsade rörelsefriheten och som kunde massproduceras och därför var tillgänglig för alla. Kjolen skulle nu vara kort, en förändring som var mycket kontroversiell i samtiden men som ändå blev normen. Även aftonklänningarna hade oftast kort kjol, med undantaget att de ofta hade släp och alltså var långa på baksidan.
Blus och kjol användes som vardagskläder men användes mer för att de var praktiska snarare än för att de motsvarade modets krav, eftersom en blus och kjol framhävde midja och figur mer än vad som var modernt. För att få dem att motsvara klänningens raka linje mer, drog man gärna ut blusen mer från kjolens linning och lät den hänga ned över den. 
Coco Chanels dräktkostym för kvinnor blev en av årtiondets stora modenyheter och blev sedan ett självklart basplagg associerat med yrkeskvinnor. 
Korsetten försvann och BH:n uppfanns för att hålla in bysten. Under denna tid var en pojkaktigt slank figur modern och brösten slätades snarare ut än framhävdes.
Tillsammans med korsetten försvann underkjolarna och underkläderna bestod av BH, trosor, strumpebandshållare och en slät underklänning. 
Kvinnors hår skulle nu vara kort. Modefrisyren var shinglat hår, kort i nacken och inramande ansiktet på sidorna. Frisyren var en förutsättning för den enormt populära, tättsittande klockhatten, som inte hade plats för något hår. 

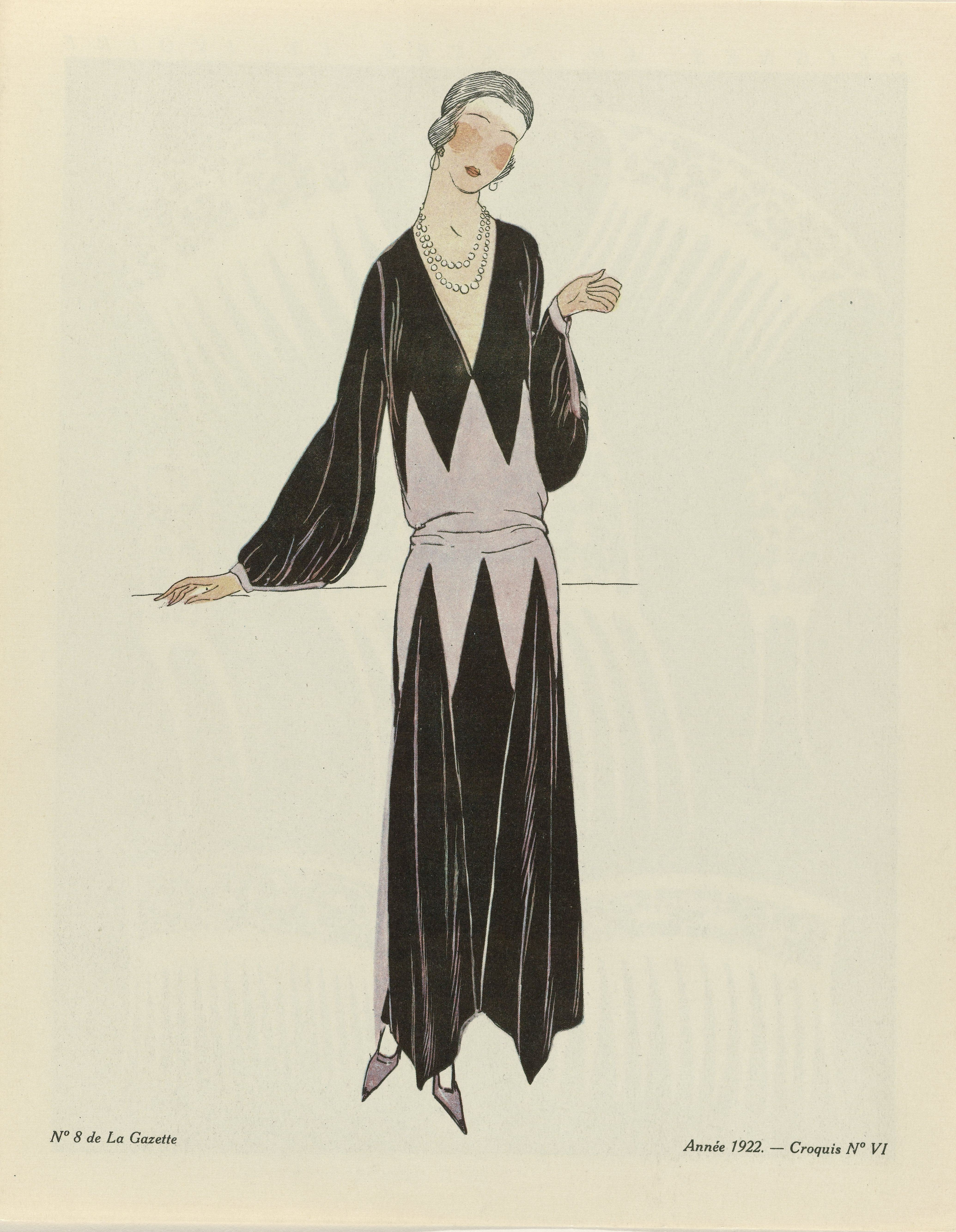
Gazette du Bon Ton, 1922 - No. 8 Croquis No VI, RP-P-2009-1962-14
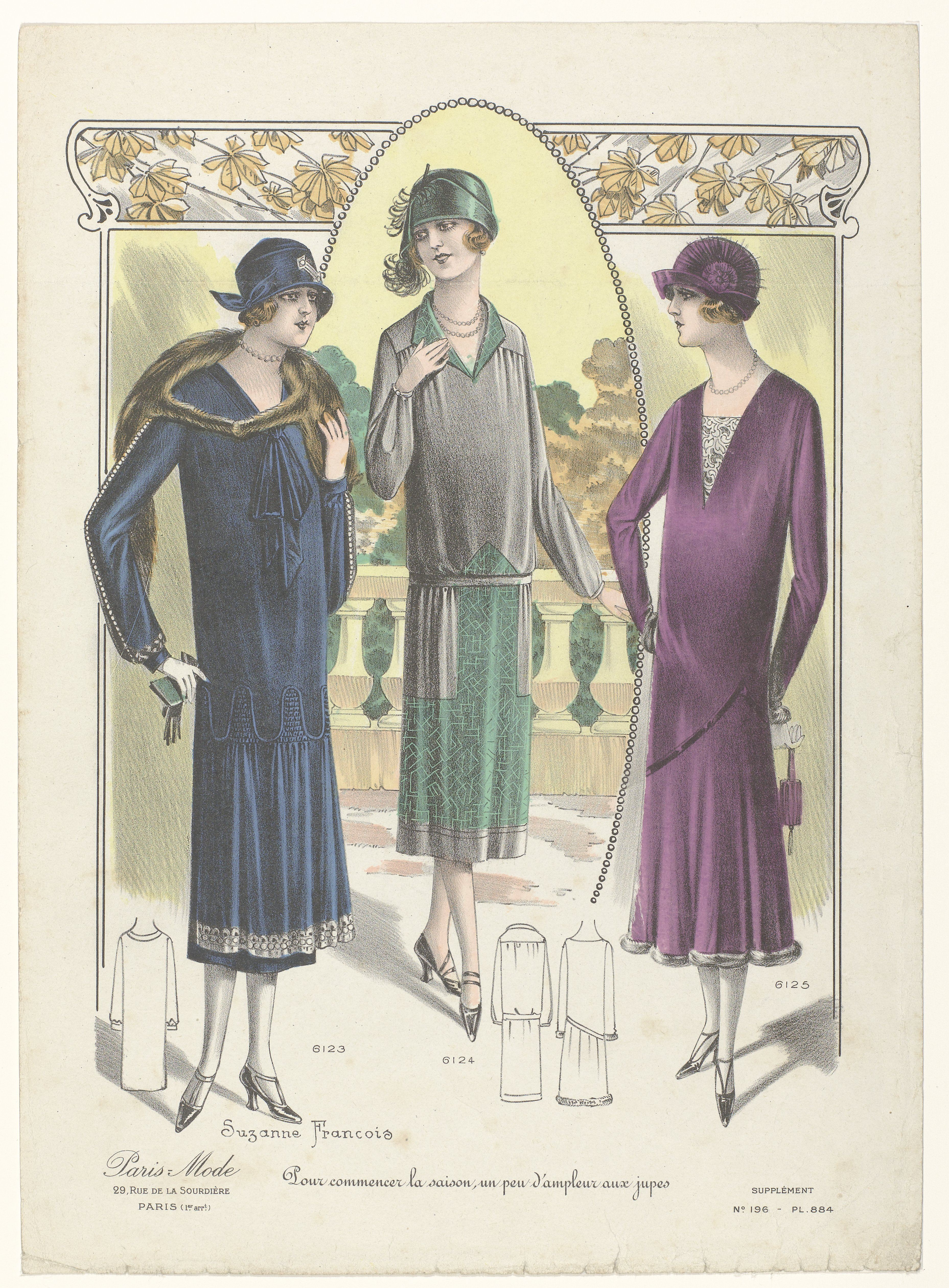
Paris Mode, ca.1924, Supplément No. 196, Pl. 884, Fig. 6123, 6124 en 6125 Suzanne Francois, RP-P-2009-1896
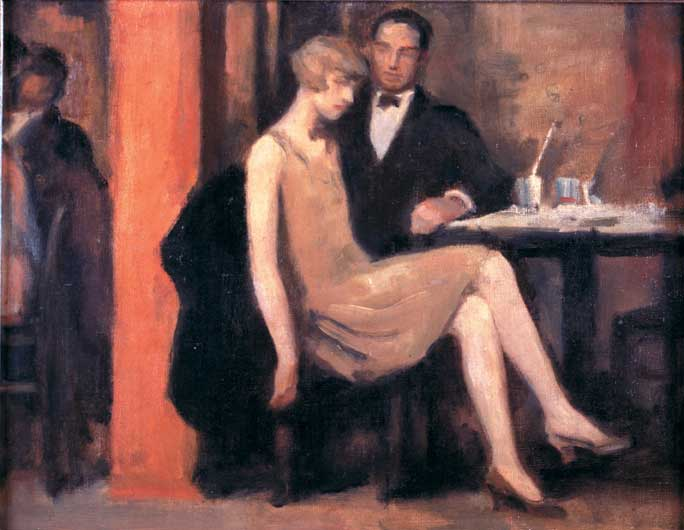
Boettinger, Hugo - V kavarne (1926)
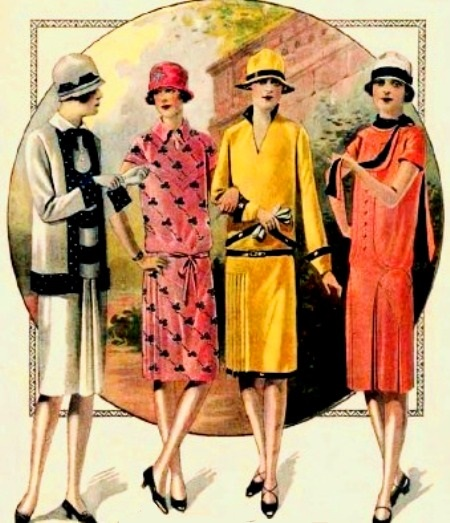
1924.-84.kép
Aftonklänning i 1920-talsmodell.
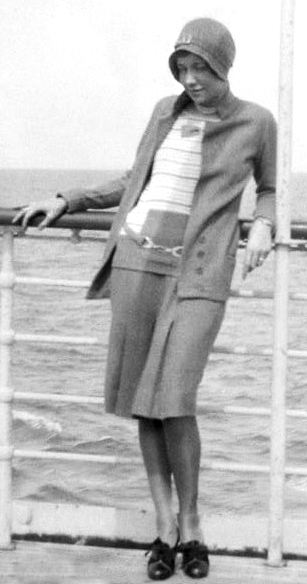
FlapperOnShip1929 crop

#### Herrmode

##### 1920–1930
Kostymen hade 1920–1925 hög midja och knäpptes högt upp. Byxorna blev kortare, visa en del av strumporna och vara uppvikta längst ned. Detta förmodas ha varit influerat av militäruniformerna under kriget. 
1925 sänktes kostymens midja till sin naturliga plats. Byxorna blev samtidigt mycket vida. 
Vid festliga tillfällen ersattes nu fracken helt av smokingen. 
Herrmodet blev mindre formellt och det blev mer accepterat för män att visa sig i fritidskläder offentligt (dvs i stadsmiljö). Att bära blazer över tröja och korta fritidsbyxor (de knälång knickers-byxorna, som bars till långs strumpor), blev nu accepterat som vardagsklädsel.
Efter att herrmodet varit färglöst och mörklagt i hundra år, blev nu återigen mer accepterat för män att använda färg i sina kläder, framför allt i fritidskläderna. Även kosmetika återkom i åtminstone blygsam mån till herrmodet, om än inte långvarigt.   
Homburghatten bars allmänt jämsides men den mer informella fedoran och den allra mest informella skärmmössan. 
Slätrakat återkom nu i modet för första gången på hundra år och skäggväxt blev omodernt. Att ha kort hår var dock fortfarande normen för män, och pomaderades gärna bakåt. 

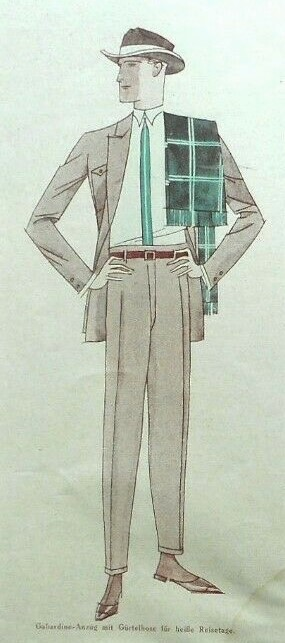
Ernst Ludwig Kretschmann - Gabardine-Anzug mit Gürtelhose für heiße Reisetage, 1922
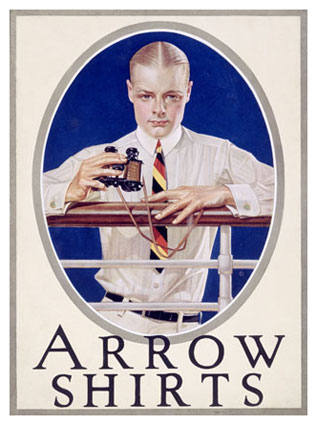
Arrow shirt 1920s
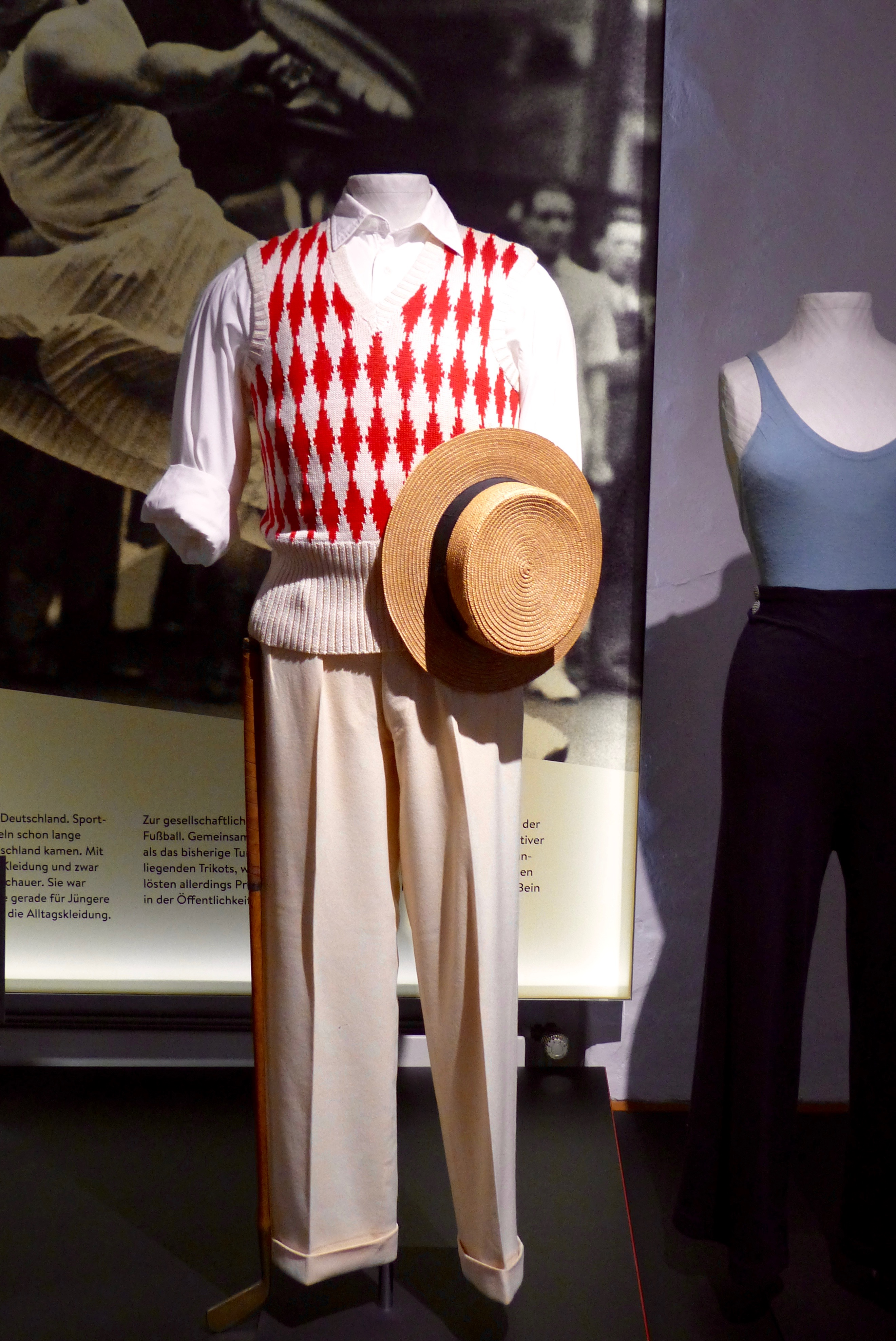
GLAM ON TOUR MACHT DER MODE 49
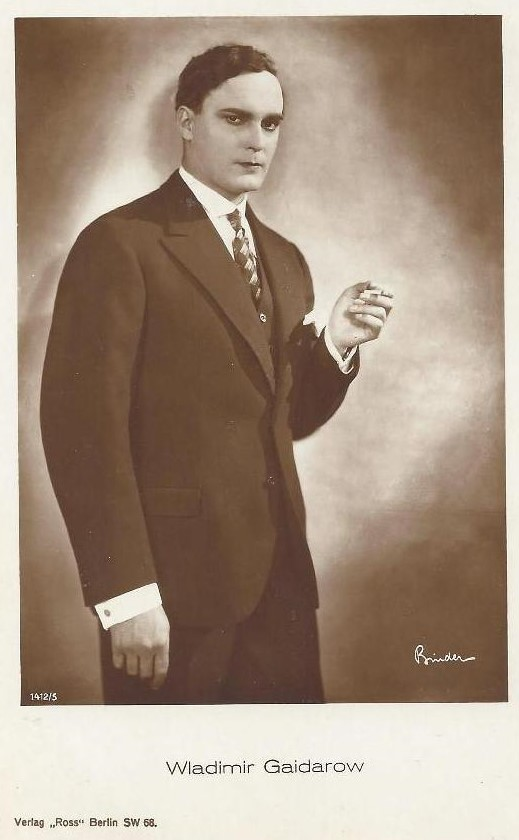
Wladimir Gaidarow - Alexander Binder - Ross-Verlag

### 1930–1945

#### Dammode

##### 1930–1945
1930-talet innebar ingen radikal förändring från 1920-talet. Den mjuka så kallade slip-on dress eller tubklänningen som drogs över huvudet var fortfarande den självklara basklänningen, men klänningar blev längre och även mindre lösa och mer skräddade och figurnära allteftersom årtiondet fortskred. 
Dräkt blev en populär standarkosym för kvinnor, och Coco Chanel-dräkten fick konkurrens från andra typer av kostymer för kvinnor. Fjärilsklänningen, med en vid krage som även fungerade som ärmar och som påminde om en fjäril, blev mycket populär. Shiffong var omtyckt material för sommarklänningar, som kunde vara långa och ryschiga. 
Vid denna tid etablerades slutgiltigt regeln att aftonklänningar skulle vara lång och fotsida, medan vardagsklänningar och kjolar skulle vara korta. 
En nyhet var långbyxor, som slog igenom i dammodet på 1930-talet med hjälp av Coco Chanel och filmstjärnor som Marlene Dietrich och Greta Garbo. Men det var långt ifrån helt socialt accepterat bland vanliga människor ända in på 1960-talet. De uppfattades i praktiken som utmanande fritidskläder som bars endast av en radikal minoritet, och att bära byxor var inte allmänt accepterat som klädsel för kvinnor offentligt, även om en minoritet kvinnor började bära dem som fritidskläder. 
Håret låg de första åren fortfarande i en kort frisyr runt huvudet, men skulle nu inte längre vara rakt utan lockigt (permanentat). Håret blev gradvis längre under årtiondets gång. Klockhatten ersattes allteftersom av andra hattmodeller, gärna med hög kulle och med olika dekorationer, eller inspirerade av herrhatten. Assecoirer var viktiga under denna period: hatt, handskar och handväska skulle gärna vara koordinerade, och med assecoirer kunde man åstadkomma olika intryck av samma kläder. 
Under andra världskriget 1939–1945 begränsades modet av ransoneringen och tog till viss del en paus. Det ransonerade tyget användes till funktionella kläder, och kjolar och klänningar var raka och bara långa nog att täcka knäna, vilket definierades som nödvändigt och funktionellt. 
Inom ramarna för ransoneringens begränsade möjligheter fortsatte dock modeutvecklingen på sin inslagna väg, vilket innebar att midjan och figuren blev alltmer markerad, klänningar och jackor allt mer figursydda och axlarna allt rakare, gärna med puffärmar. 
Ett fokus under denna tid var hatten, som inte omfattades av ransoneringen och ofta var fantasifull och dekorerad. Man dekorerade också gärna klänningslivet med påsydda blommor vid ringningen. Frisyrerna var gärna invecklade. En populär frisyr var den axellånga stilen, med håret lockat, mittbenat och sedan uppsatt med kammar över tinningarna. 

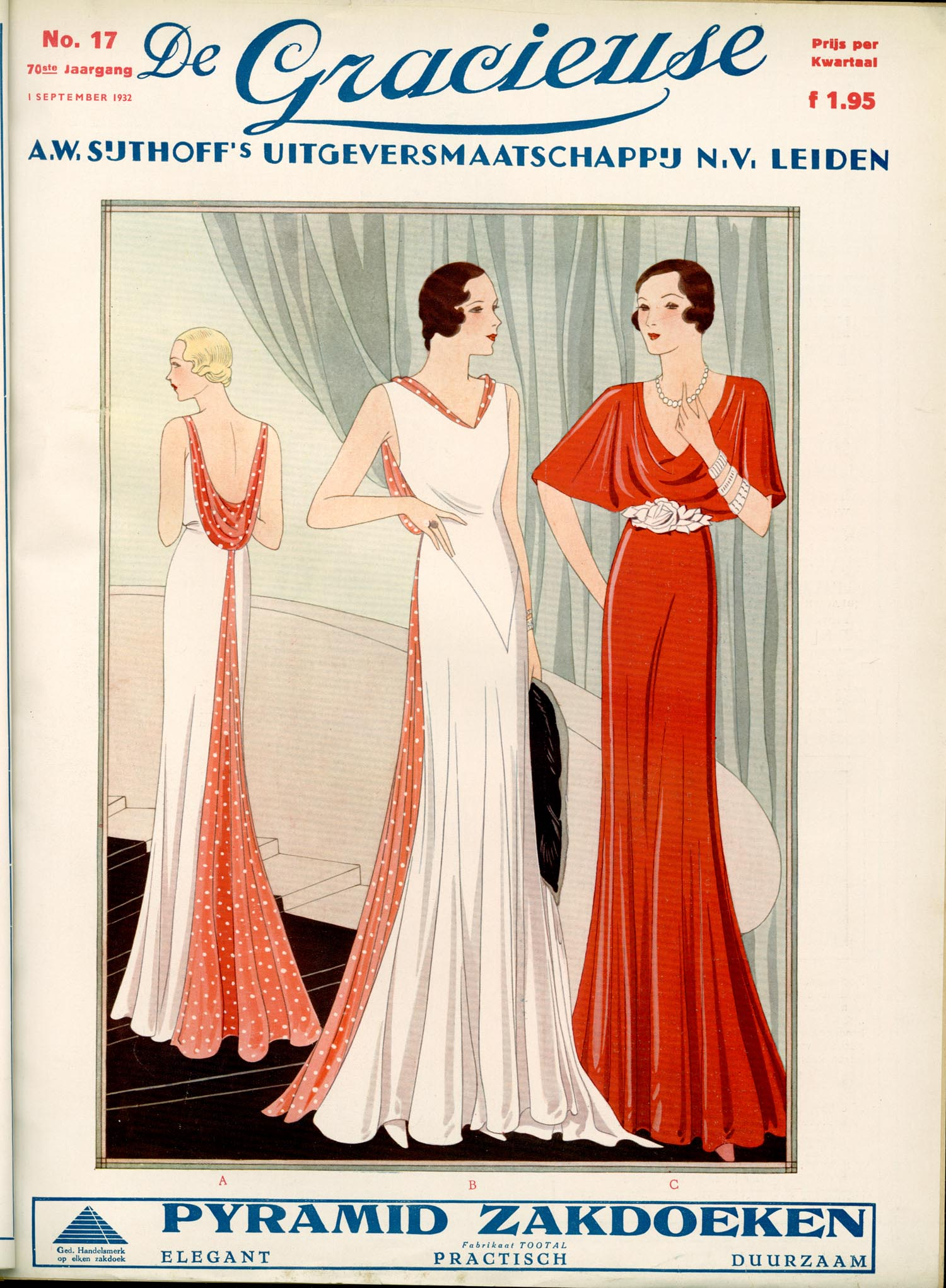
Gracieuse. Geïllustreerde Aglaja, 1932, aflevering 17, pagina
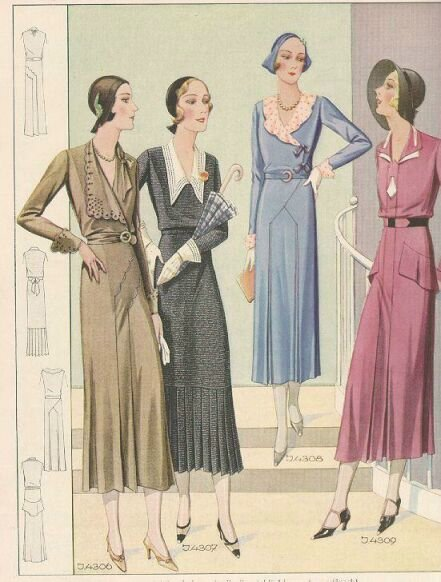
Divat31
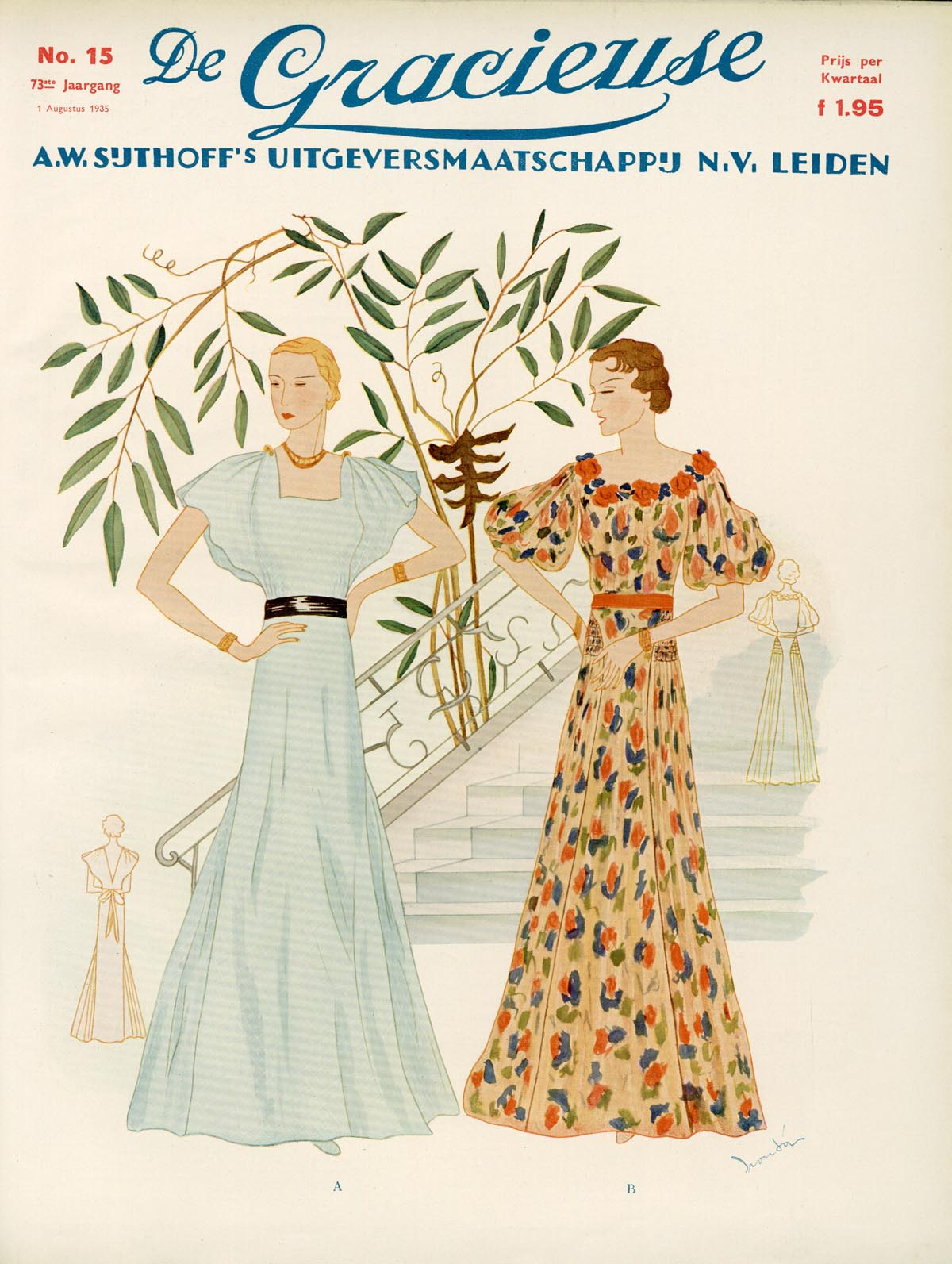
Gracieuse. Geïllustreerde Aglaja, 1935, aflevering 15, pagina
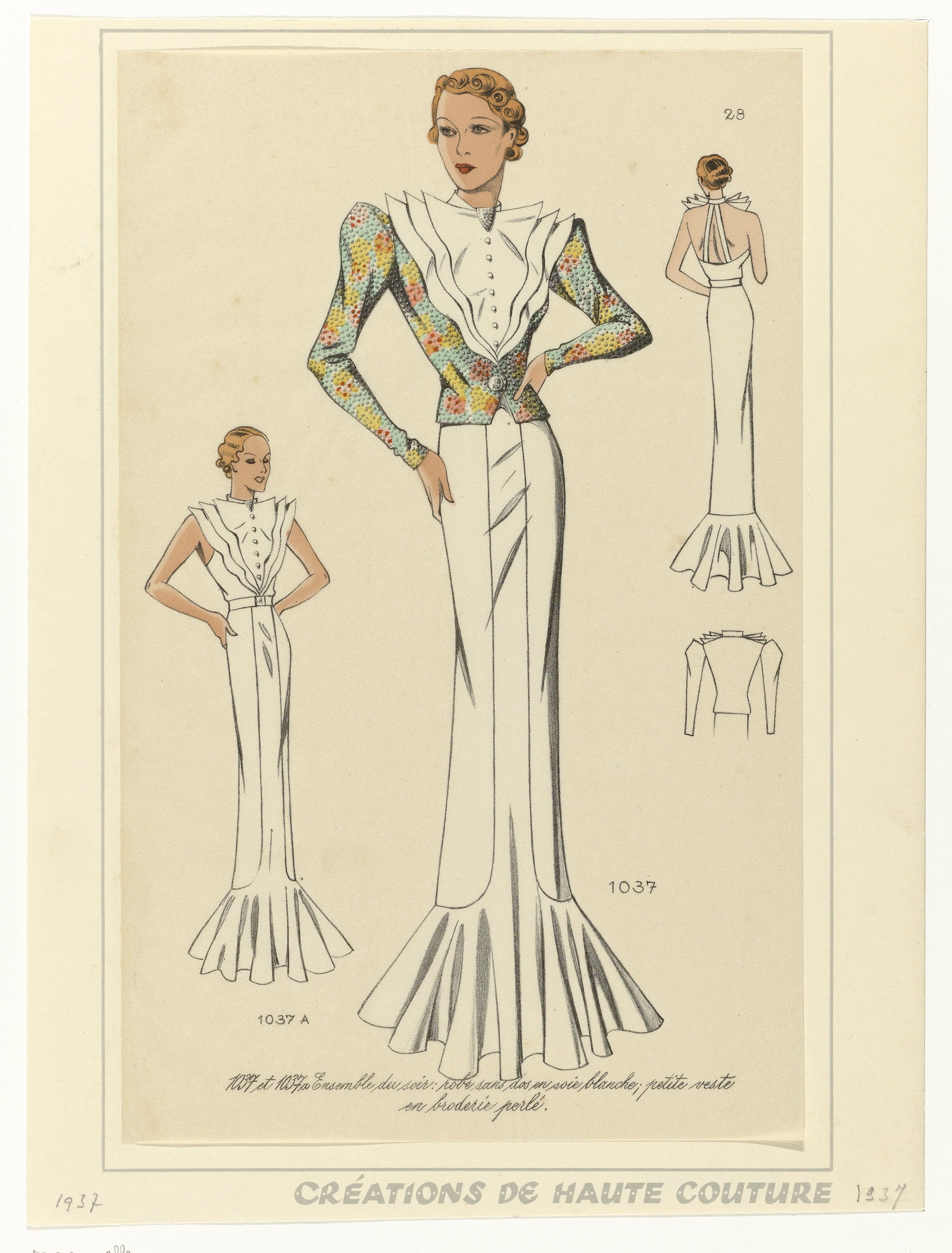
Créations de Haute Couture, No. 28, No. 1037, 1037A Ensemble du soir, RP-P-2009-3883
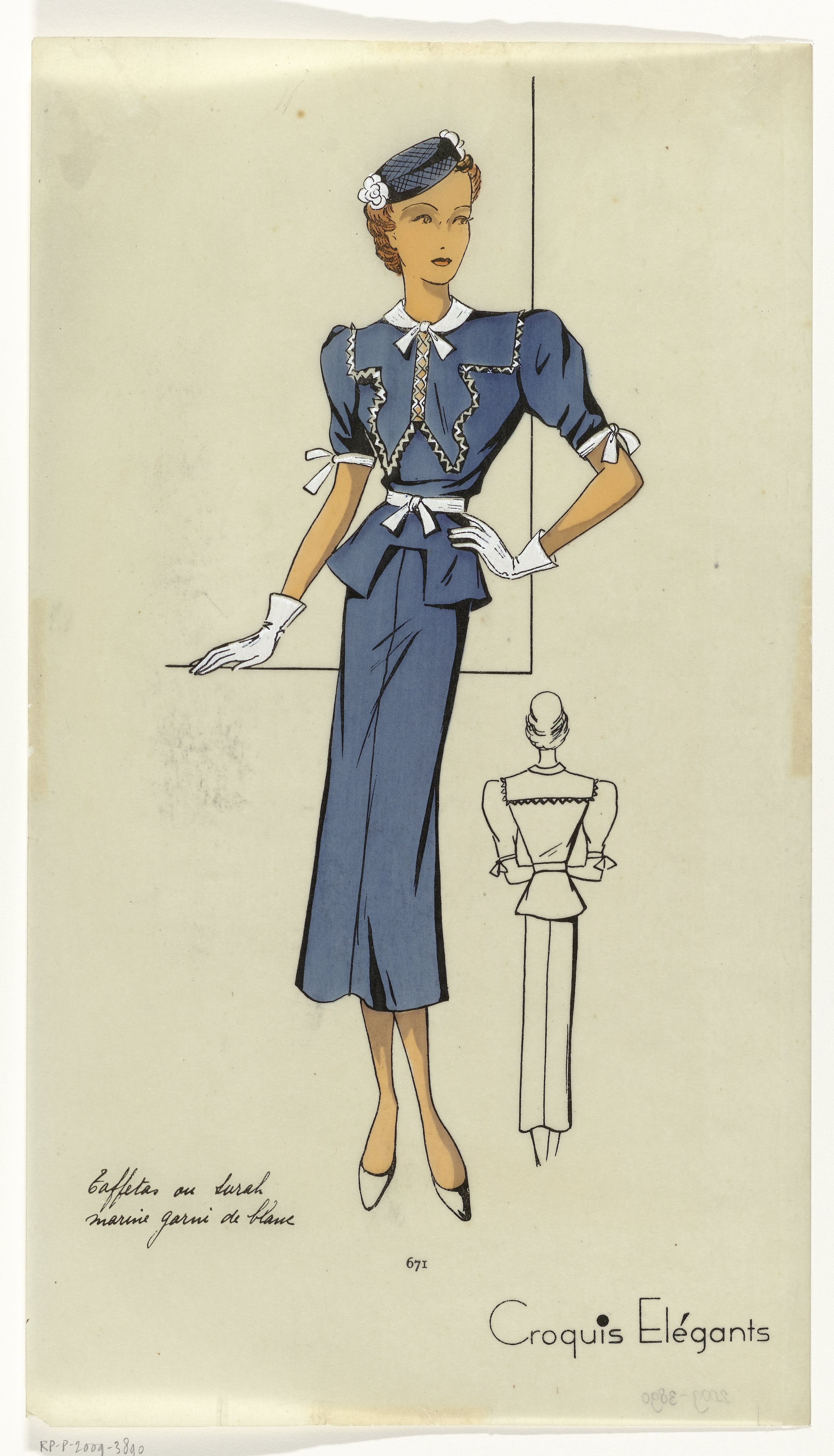
Croquis Elégants, 1939, No. 671 Taffetas ou surah, RP-P-2009-3890.
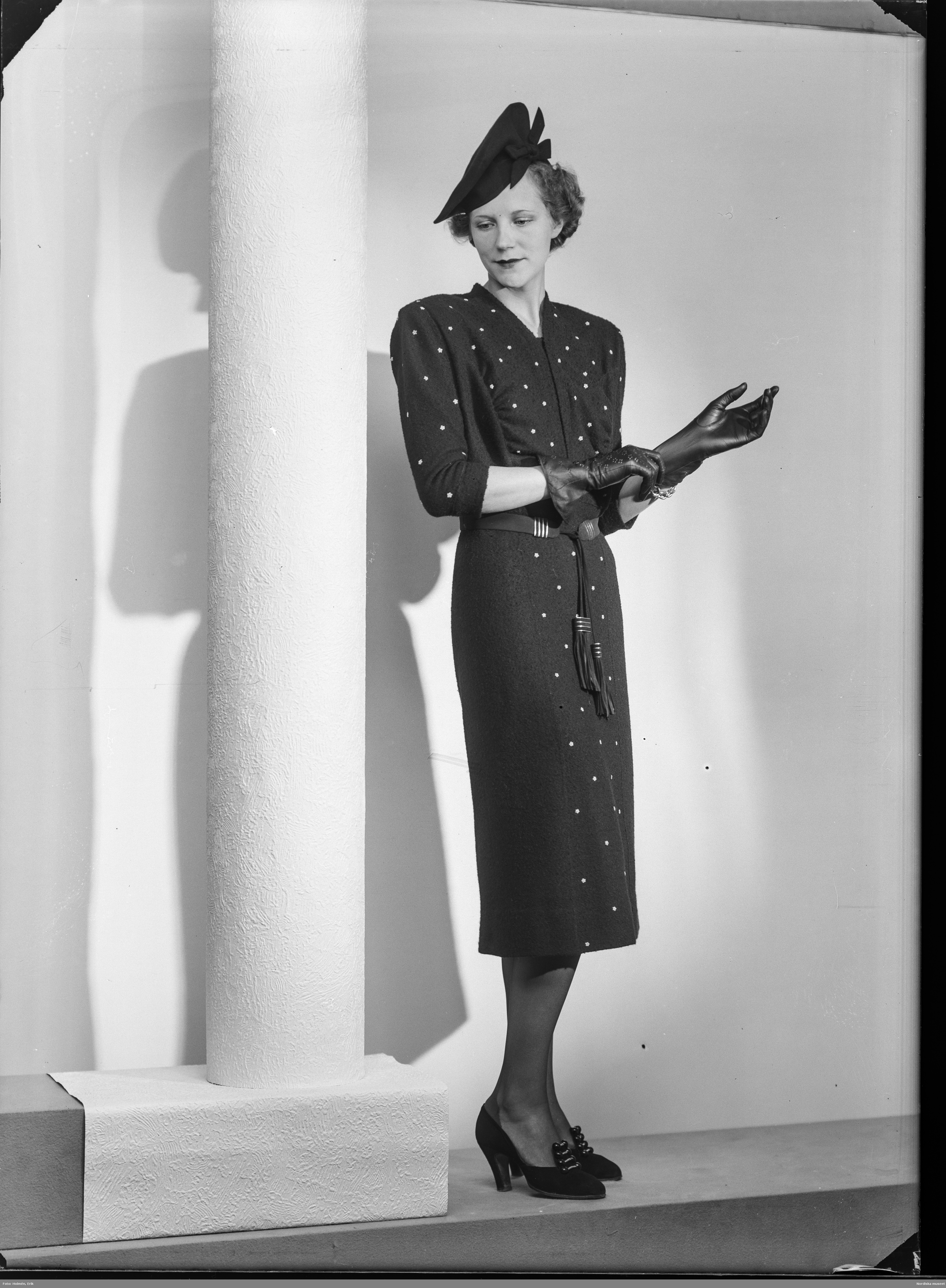
Dammode - Nordiska museet - NMA.0097210

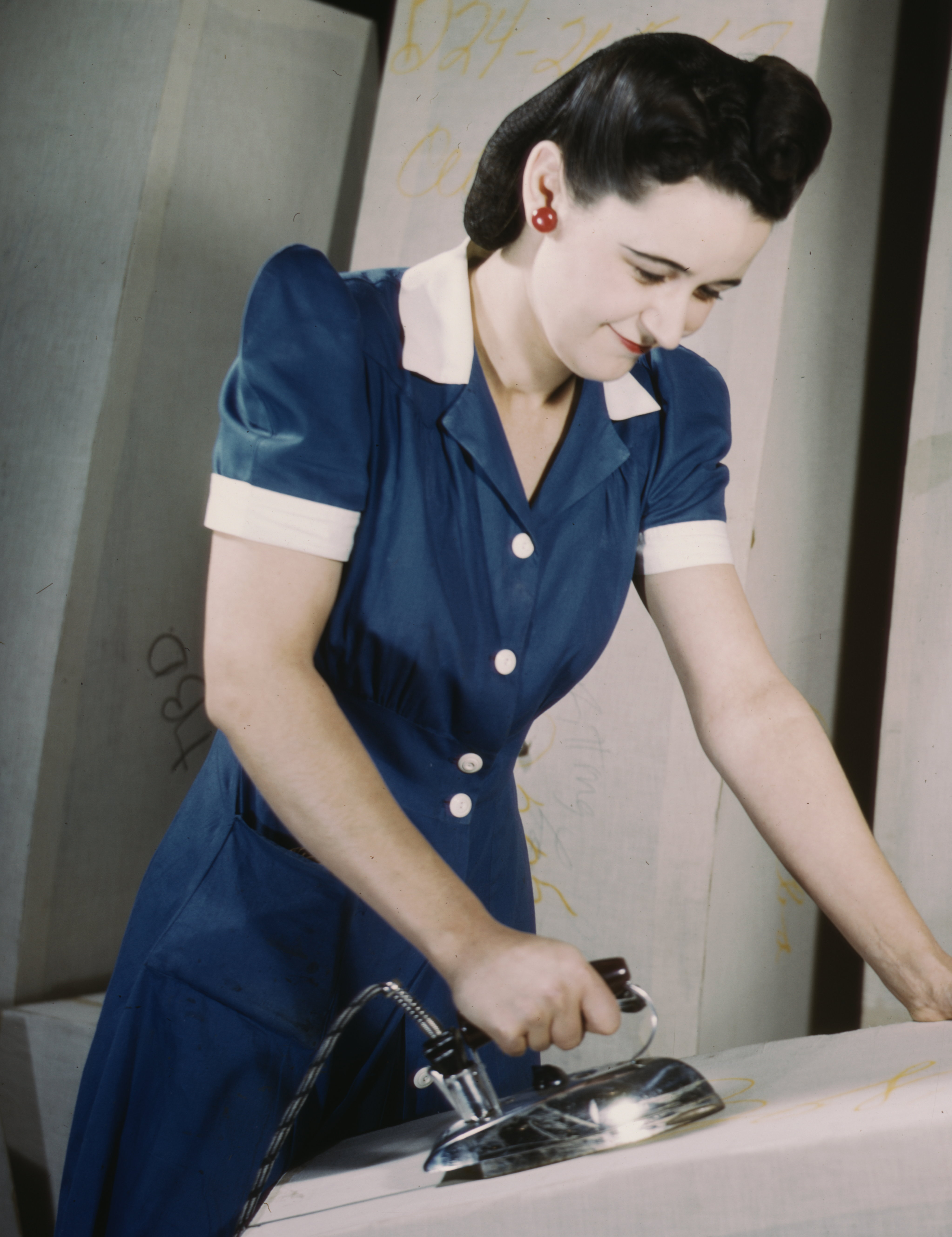
Ironing (cropped)
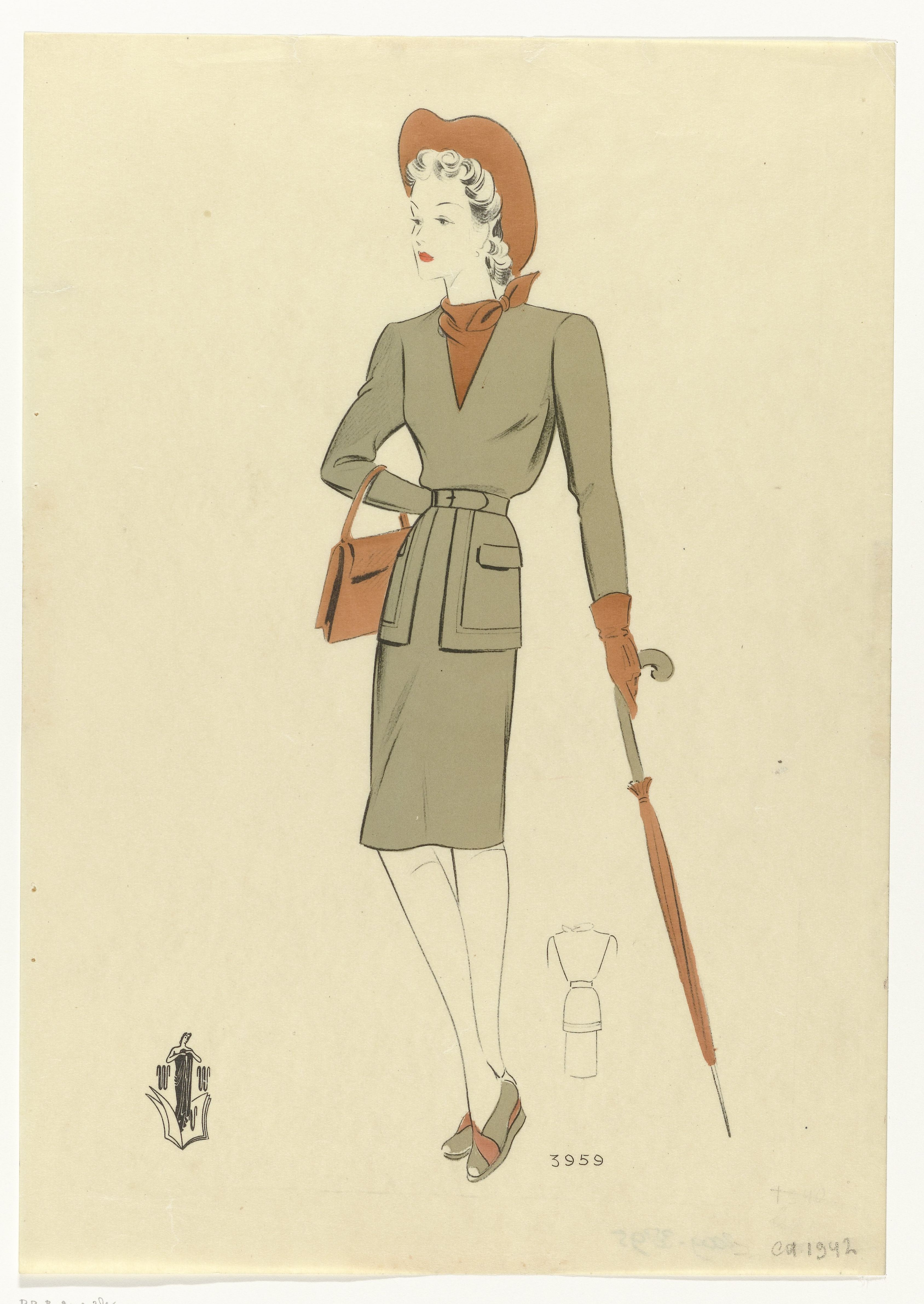
Vrouw met handtas en paraplu, ca. 1942, No. 3959, RP-P-2009-3895
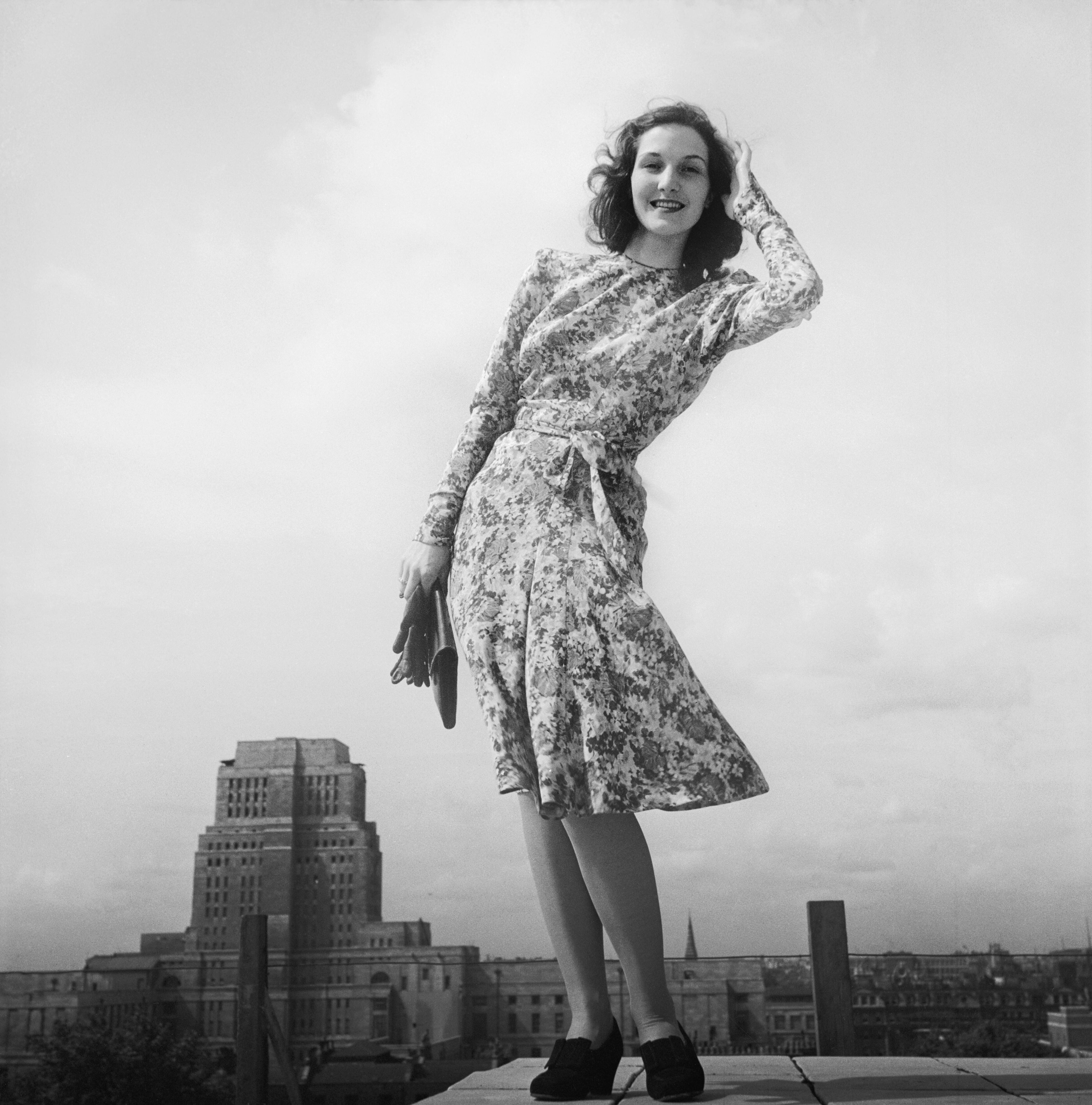
Austerity Clothes- Fashion Restrictions in Wartime Britain, 1943 D14820
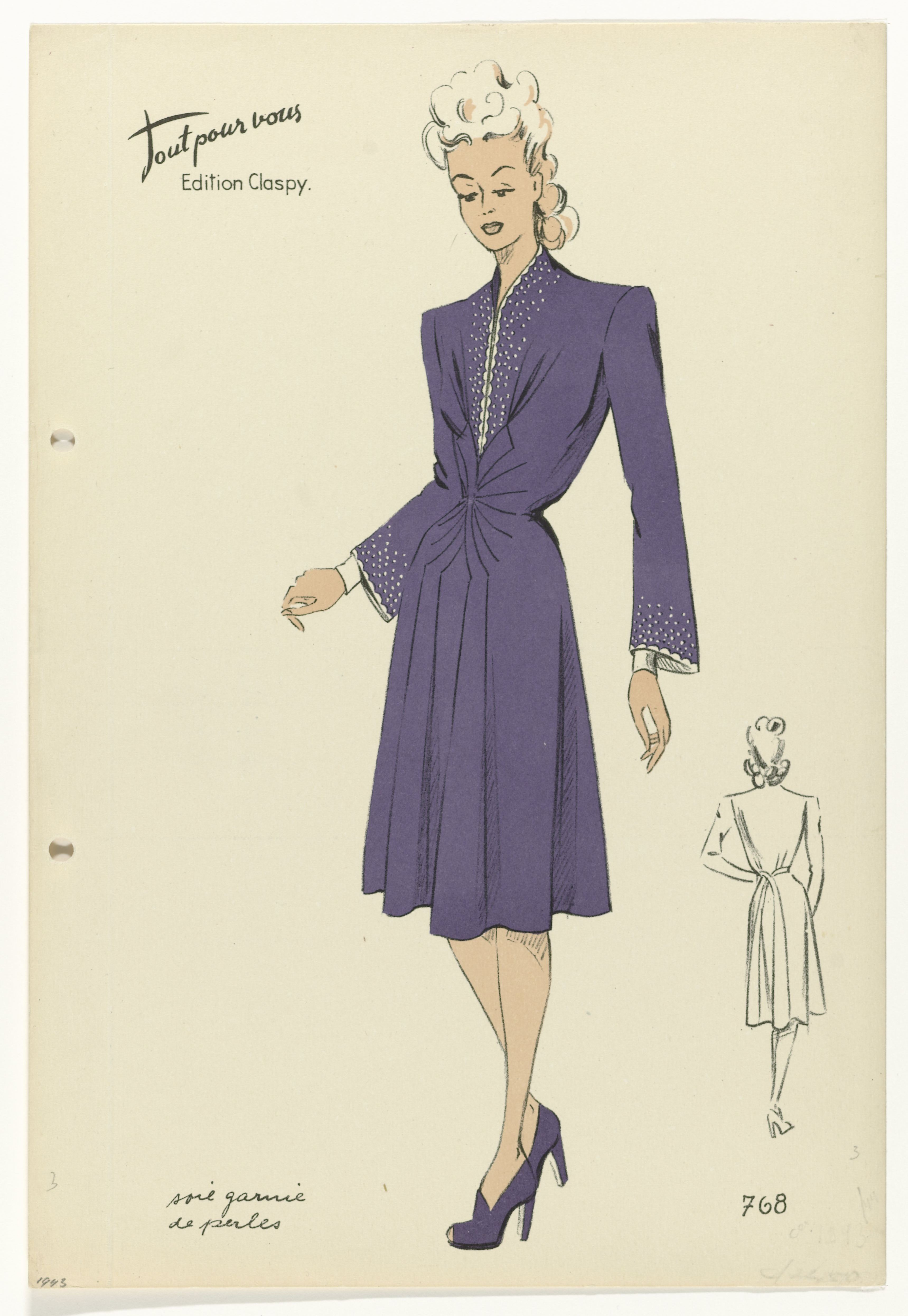
Tout pour vous, Edition Claspy, 1943, No. 768 Soie garnie de perles, RP-P-2009-3904
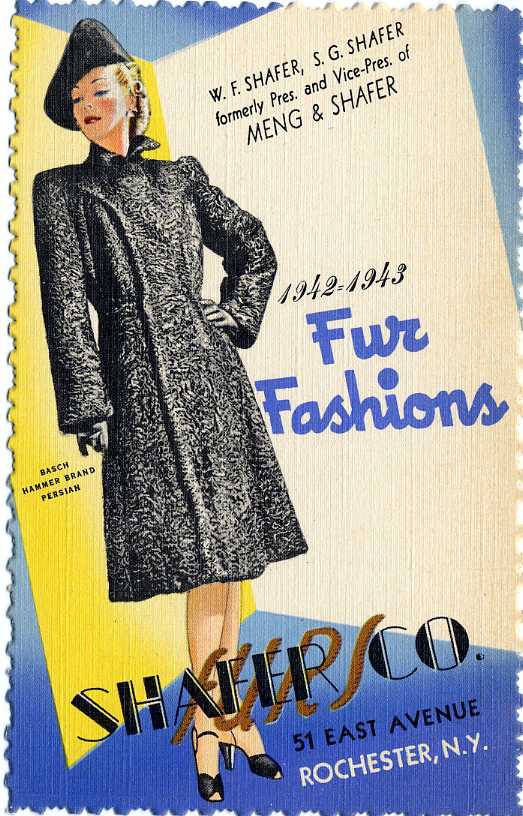
1942-1943 Fur Fashions, Shafer Co (NBY 10276)
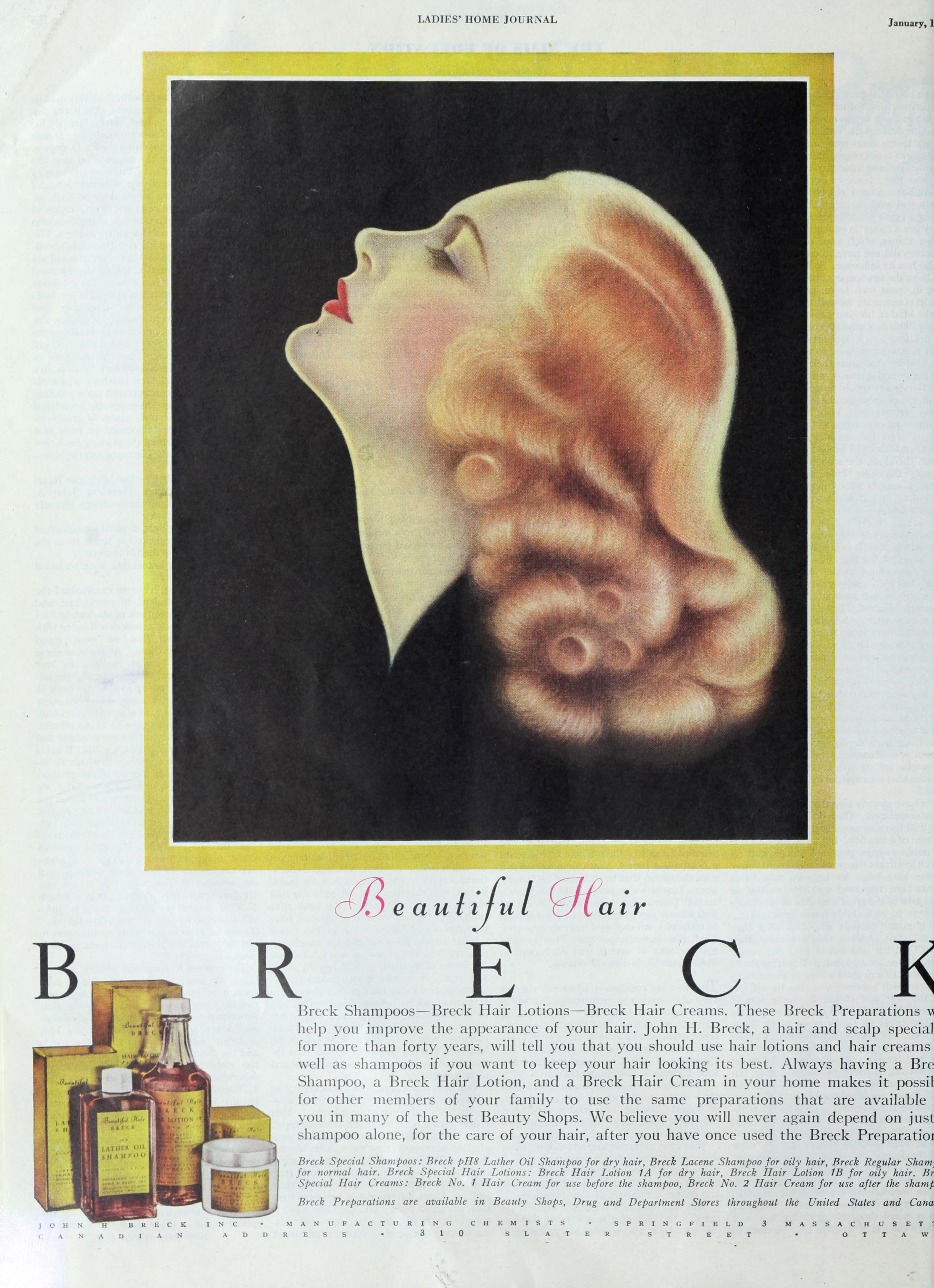
The Ladies' home journal (1948) (14765488145)

#### Herrmode

##### 1930–1945
En nyhet för kostymen var den så kallade Drape suit. Det var en ny skärning av kostymen där mer tyg syddes in i den dubbelknäppta kavajen över axlarna, som vadderades, och midjan syddes in samtidigt som byxorna blev vidare. Detta skapade en V-form som fick mannen att se mer atletisk ut, samtidigt som den var mer bekväm att bära än den tidigare kostymen. Drape suit populariserades av filmstjärnorna och blev oerhört populär. 
Den mest formella festklädseln var nu smoking. En mer informell festklädsel utgjordes av den vita så kallade mässjackan. 
I fritidsklädseln hade nu de knäkorta knickersbyxorna ersatts av vanliga bekväma byxor. Blazern, gärna röd, vit och blå-randig, var nu den självklara överdelen till fritidskläder. Fritidsbyxor skulle gärna vara ljusa och överdelen mörk. Till den bars ofta skärmmössa. 
Männens kortklippta hår pomaderades gärna bakåt. Slätrakat ansikte var det mest populära, men mustasch blev en alternativ stil.   
Herrmodet, som var mer konservativt och ändrades långsammare än dammodet, konserverades under krigsåren. Hugo Boss designade kläder för tyska armén under andra världskriget.

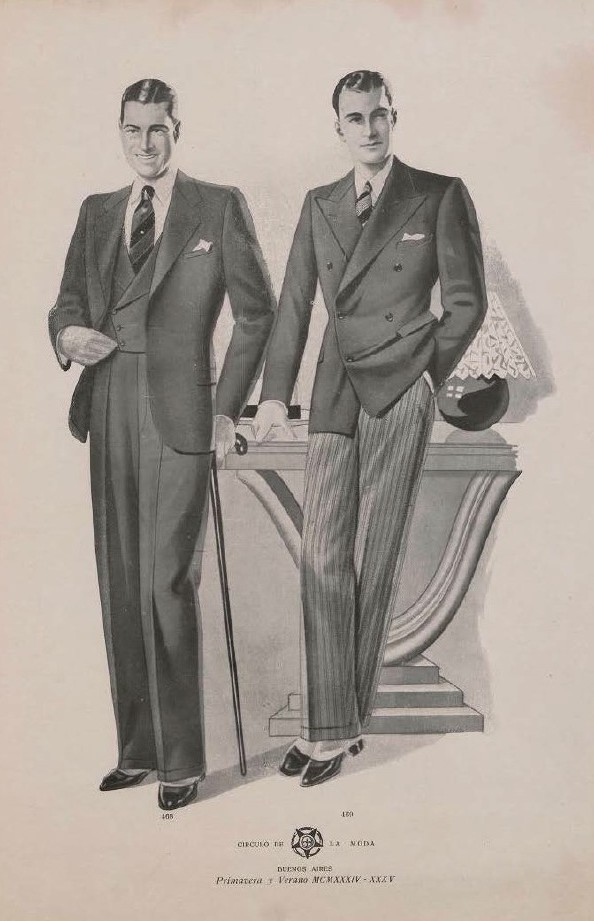
Argentine fashion plate menswear 1934
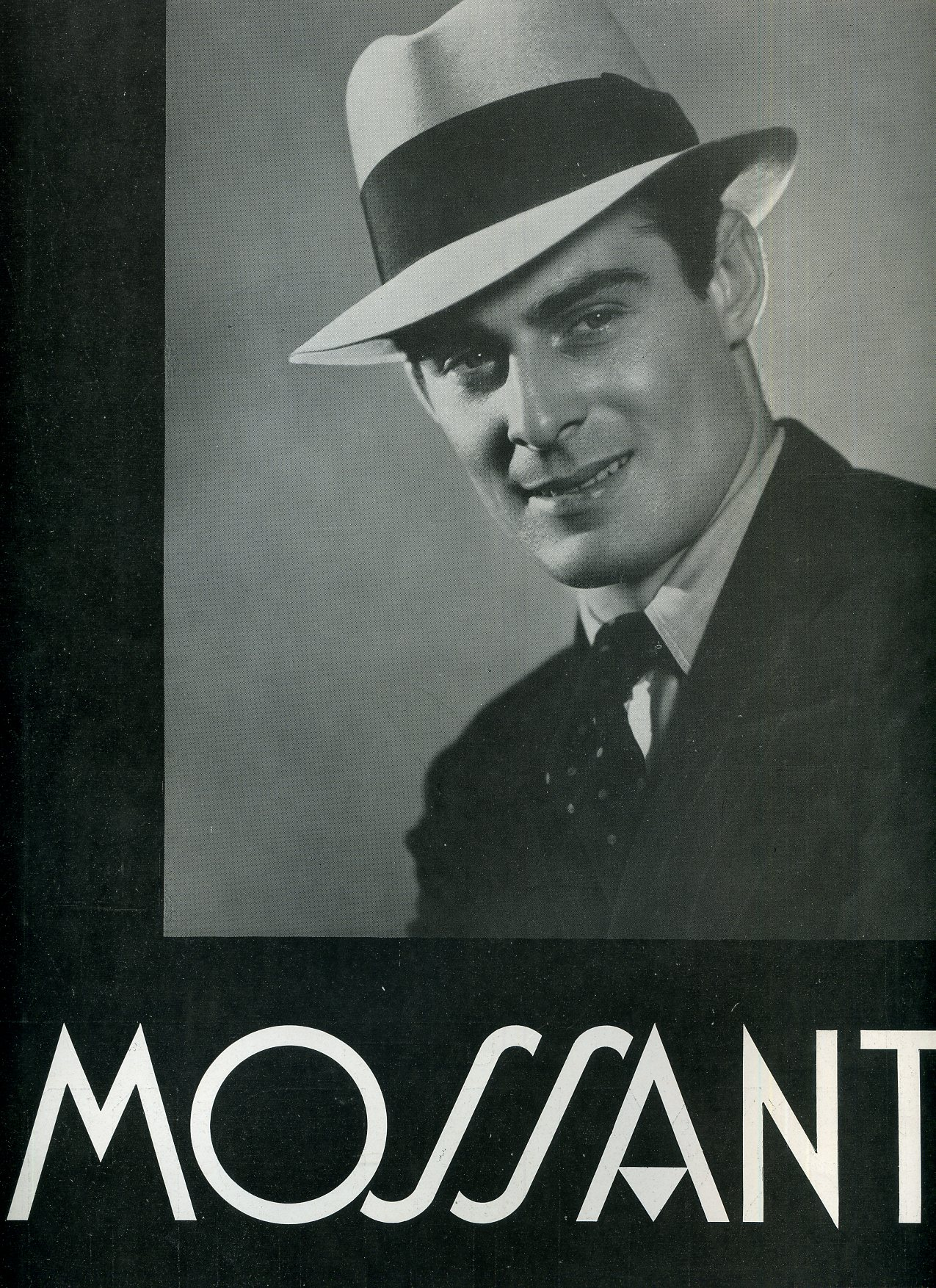
Mossant
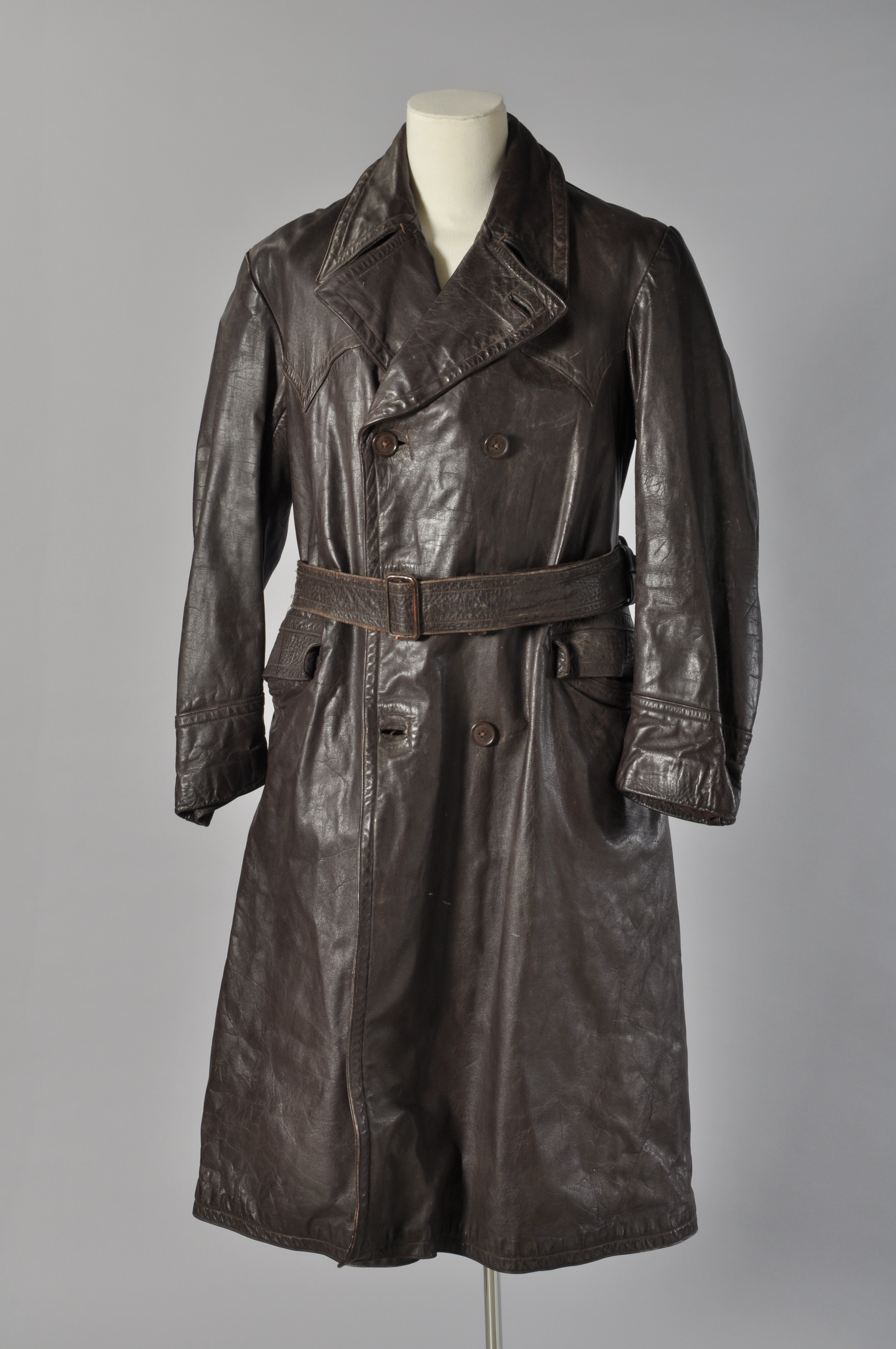
Motorjas van leer, “Willem de Jongh”, objectnr 65137(1)

### 1950–1960
1950-talet präglades av en reaktion mot krigstidens mode. Under andra världskriget begränsades modet av ransoneringen. Det ransonerade tyget användes till funktionella kläder som skulle täcka behoven. Efterkrigstidens mode var en reaktion mot ransoneringen under kriget och symboliserade det överflöd man ville få njuta av när ransoneringen släppte, men det symboliserade också en längtan efter en trygg traditionell livsstil efter de kaotiska krigsåren. 
1950-talet var det första decennium, då ett särskilt mode för ungdomar tog plats mellan åldrarna för barnkläder och vuxnas mode. Coco Chanel kom att påverka dammodet med den lilla svarta. Det var vid denna tid USA med dess överflöd blev en stilförebild för ett Europa som höll på att återhämta sig efter krigets krisår, och jeansen blev populära fritidskläder. 
Det var under 1950-talet som tonårsmodet tillsammans med fritidsmodet, skapade ett klädskick med jeans och t-tröja, som längre fram skulle övergå till att bli  självklara vardagsplagg för alla: under 1950-talet användes det dock ännu endast av tonåringar i informella sammanhang. 

#### Dammode

##### 1950–1960
Under andra världskriget begränsades modet av ransoneringen. Det ransonerade tyget användes till funktionella kläder, och kjolar och klänningar var raka och bara långa nog att täcka knäna, vilket definierades som nödvändigt och funktionellt. Efterkrigstidens mode var en reaktion mot ransoneringen under kriget. Denna reaktion exemplifierades i Christian Diors The New Look våren 1947, där kjolen hade en slösande vidd och slutade 24 cm ovanför fotknölen. 
New Look-stilen varade till de första åren på 1960-talet. Kännetecknande för New Look var de vida kjolarna, vars vidd bars upp av stärkta underkjolar, och ett figursytt liv, gärna med korsett. En snäv kjol kunde dock bäras som alternativ, och den var liksom den vida kjolen knälång. En nyhet under denna tid var cocktail-klänningen, som definierades som en festklänning mellan vardagskläder och balklänning och som blev mycket populär. 

Argentine fashion plate 1951
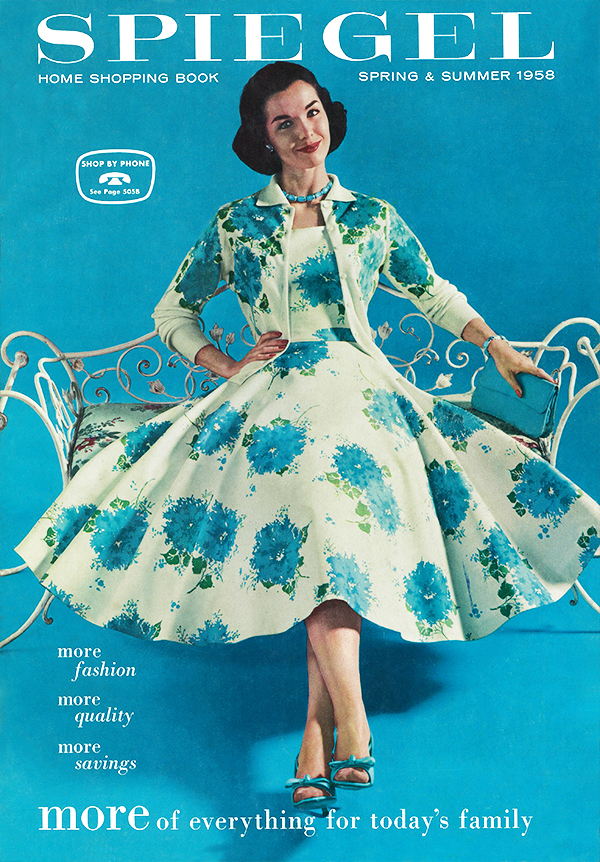
Spiegel2
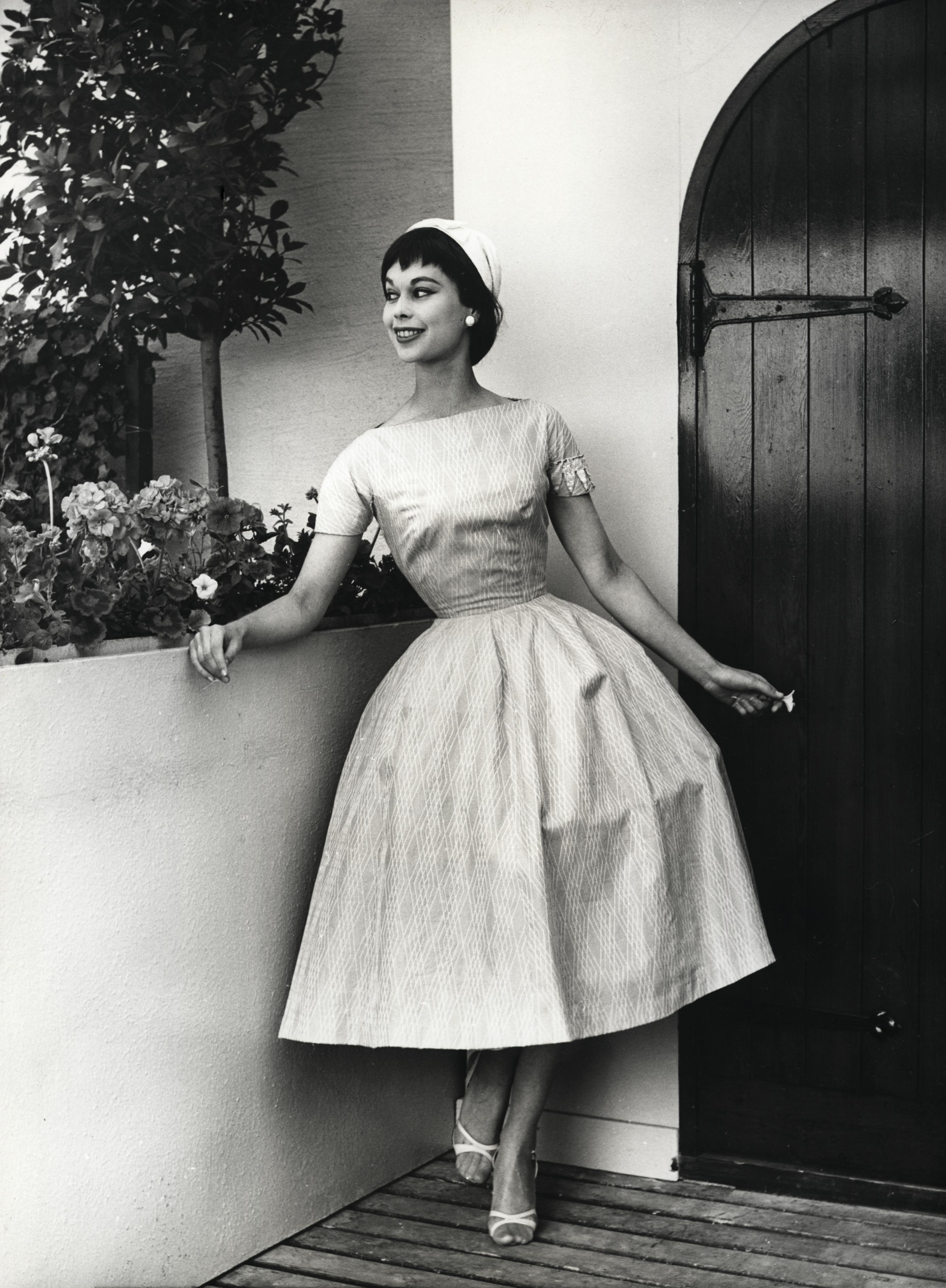
NMA.0033738, Fashion Photo by Lars Nordin-Nordin Nilson 1955
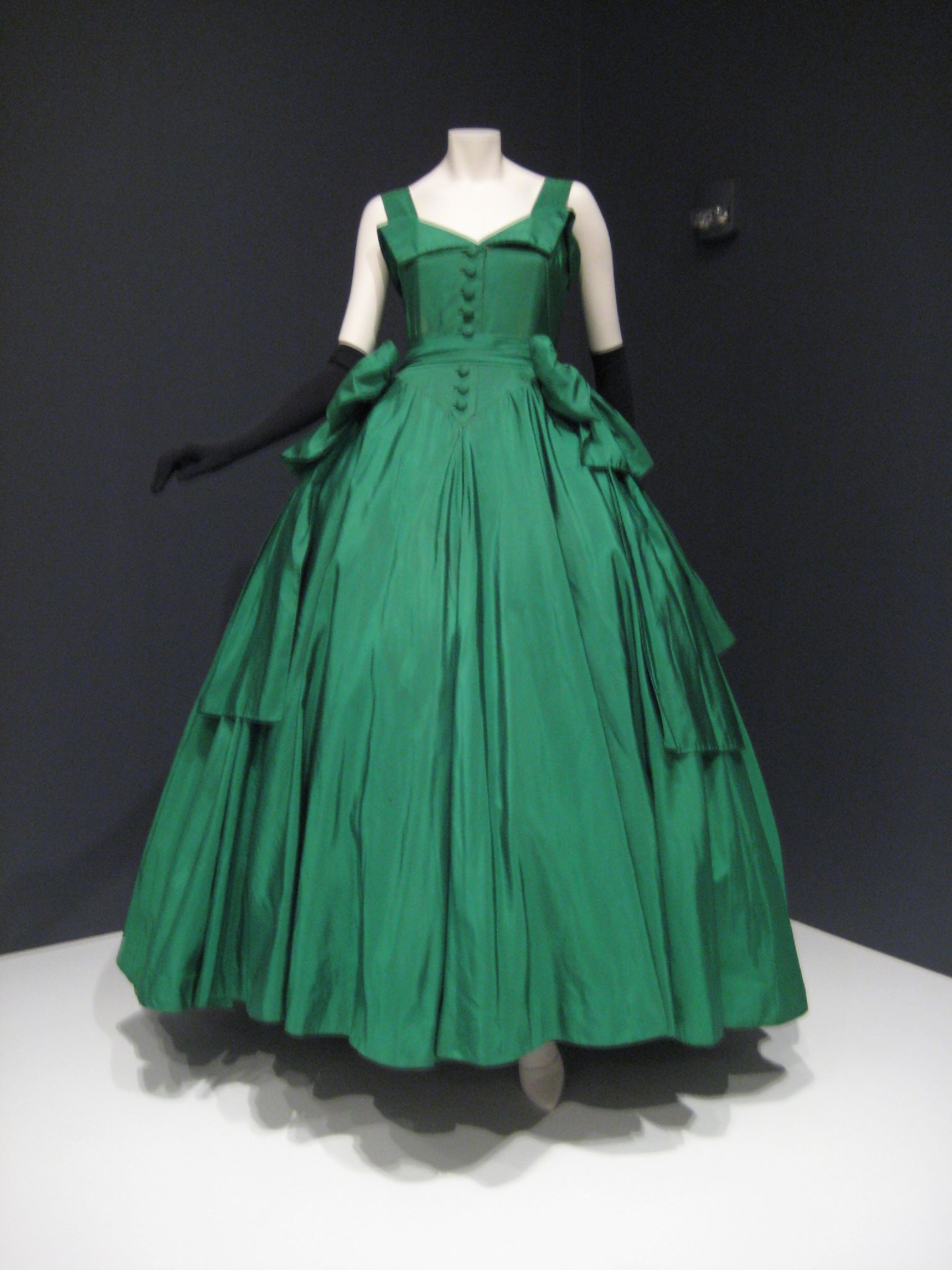
Christian Dior-klänning
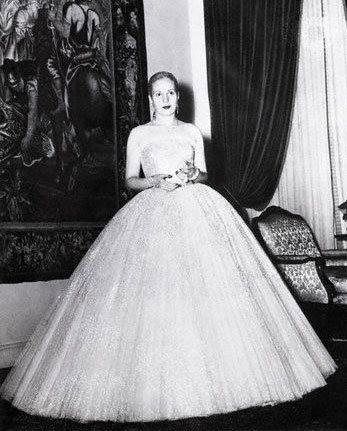
Evita Dior
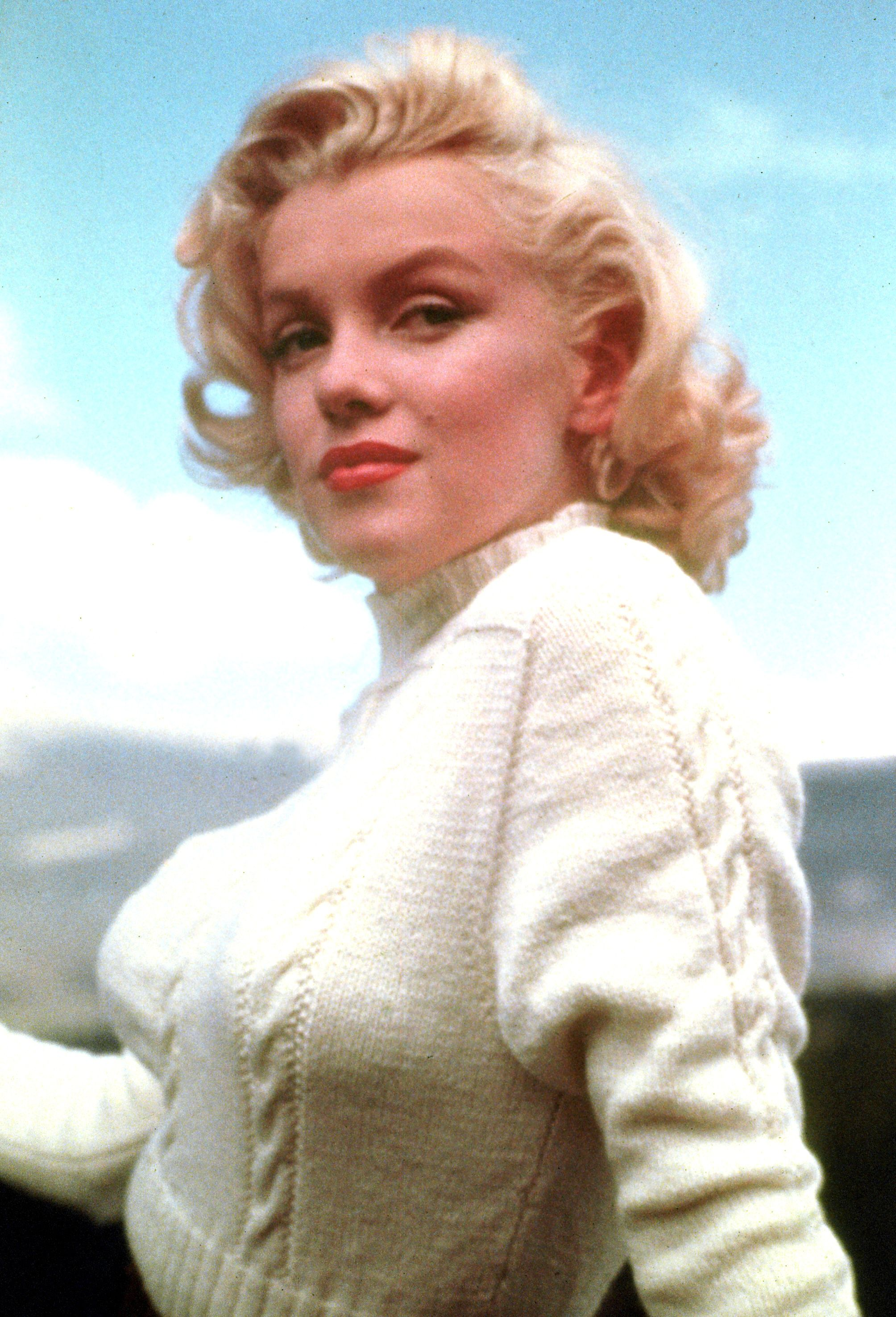
Monroecirca1953

#### Herrmode

##### 1950–1960
Under 1950-talet ersattes den tredelade kostymen av den tvådelade, och västen uppfattades inte längre som en nödvändiga del av kostymen. Drape suit blev omodern och kostymen blev rak, med raka byxor och axlar och kortare enkelknäppt kavaj. 
Till fritidskläder bars blazer och tröja till chinosbyxor. Det var också nu shortsen började bli populära, dock ännu enbart som mycket informella fritidskläder: de bars heller inte till bara ben utan med strumporna dragna högt upp. 
Fedorahatten var populär till kostymen och skärmmössan till fritidskläder. 
Den vanliga stilen för män var kortklippt bakåtkammat hår och slätrakat ansikte. Bland tonåringar blev det dock modernt att experimentera med något längre hår format i hängande lockigt hår på framsidan. 

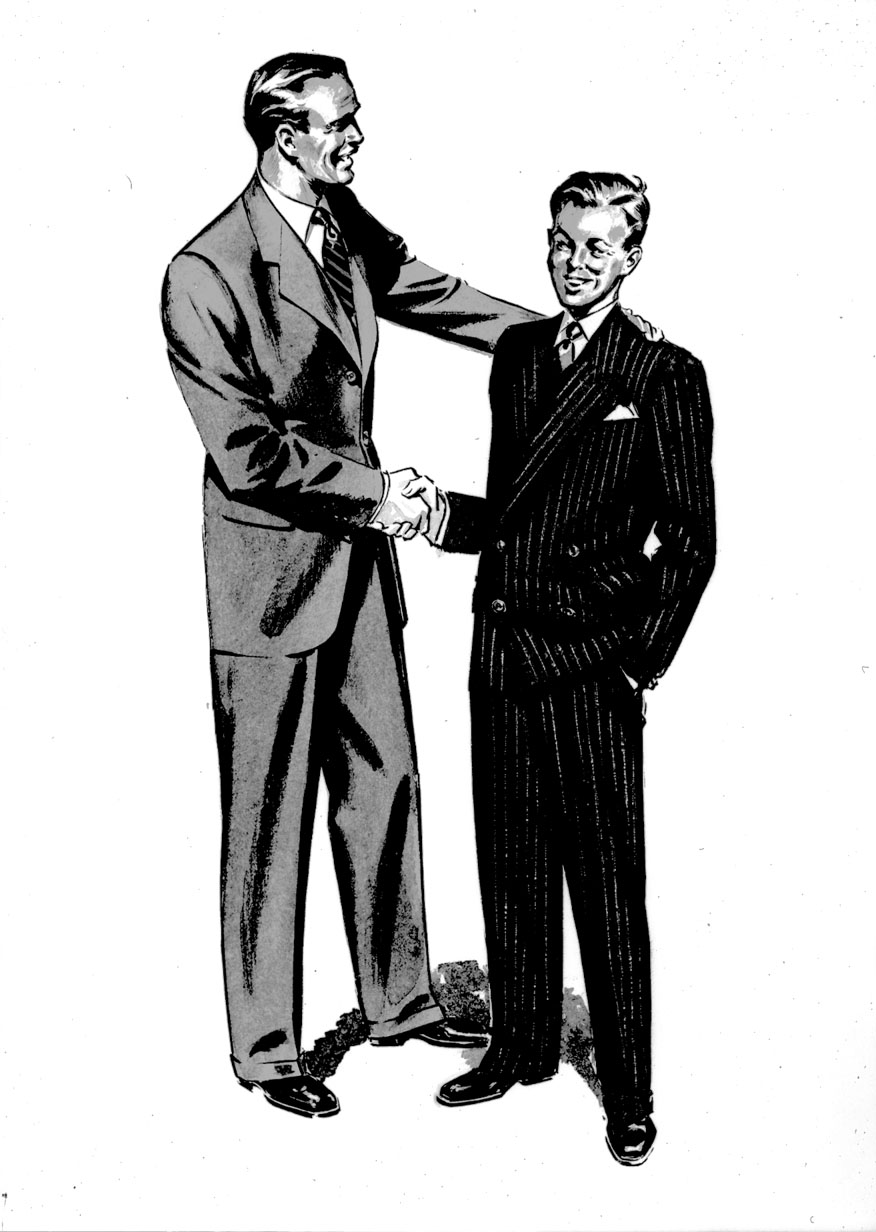
A Fashion Illustration (8734843682)
631136102 A 70515 Catalogue automne 1953
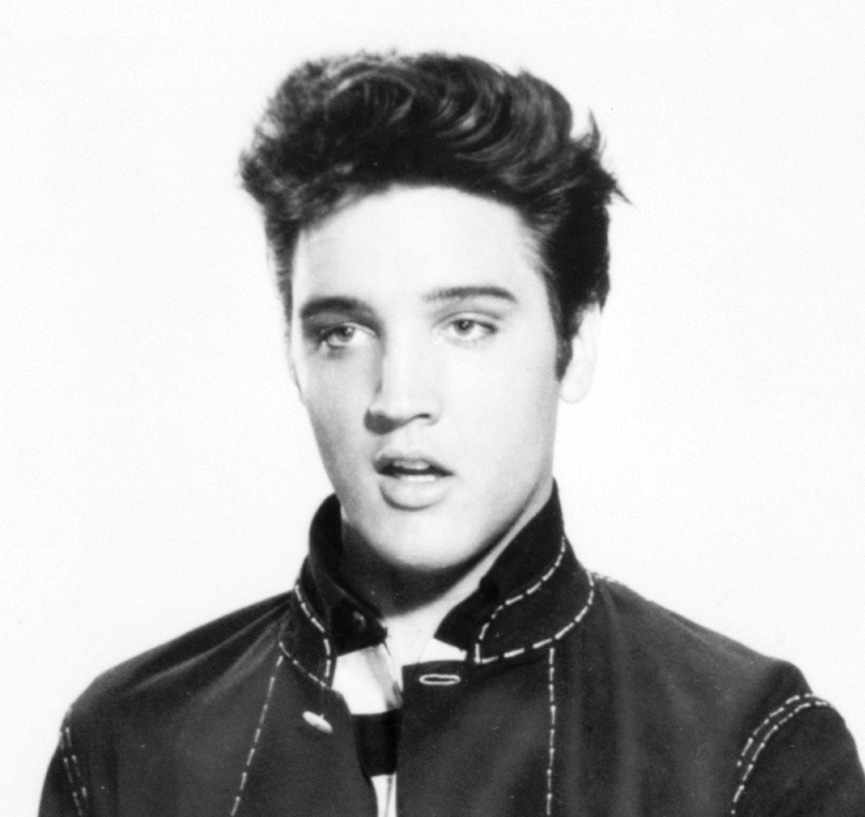
YoungElvisPresley

### 1960–1970
1950-talets modeperiod sträckte sig fram till mitten av 1960-talet, som innebar starka förändringar. Den kraftiga könsskillnaden som hade rått i modet sedan början av 1800-talet luckrades upp, och dam- och herrmodet blev nu återigen mer likt varandras. 
Både män och kvinnor bar polotröja och håret i page. För första gången på hundrasjuttio år, sedan 1790-talet, blev det nu återigen accepterat för män att ha långt hår. 
Tonårsmodet utvecklades och under Mary Quant kom på 1960-talet minikjolen och strumpbyxan. Under 1960-talet ersattes också den hela baddräkten av bikinin.

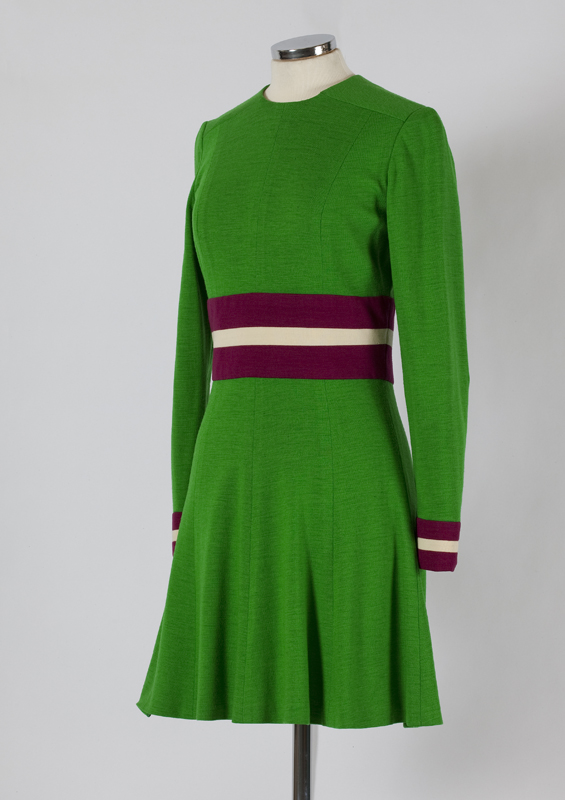
1960s Mary Quant minidress, green, purple and white jersey
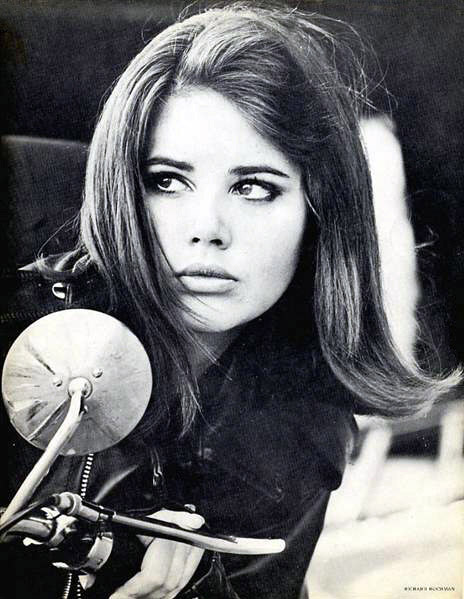
Colleen Corby

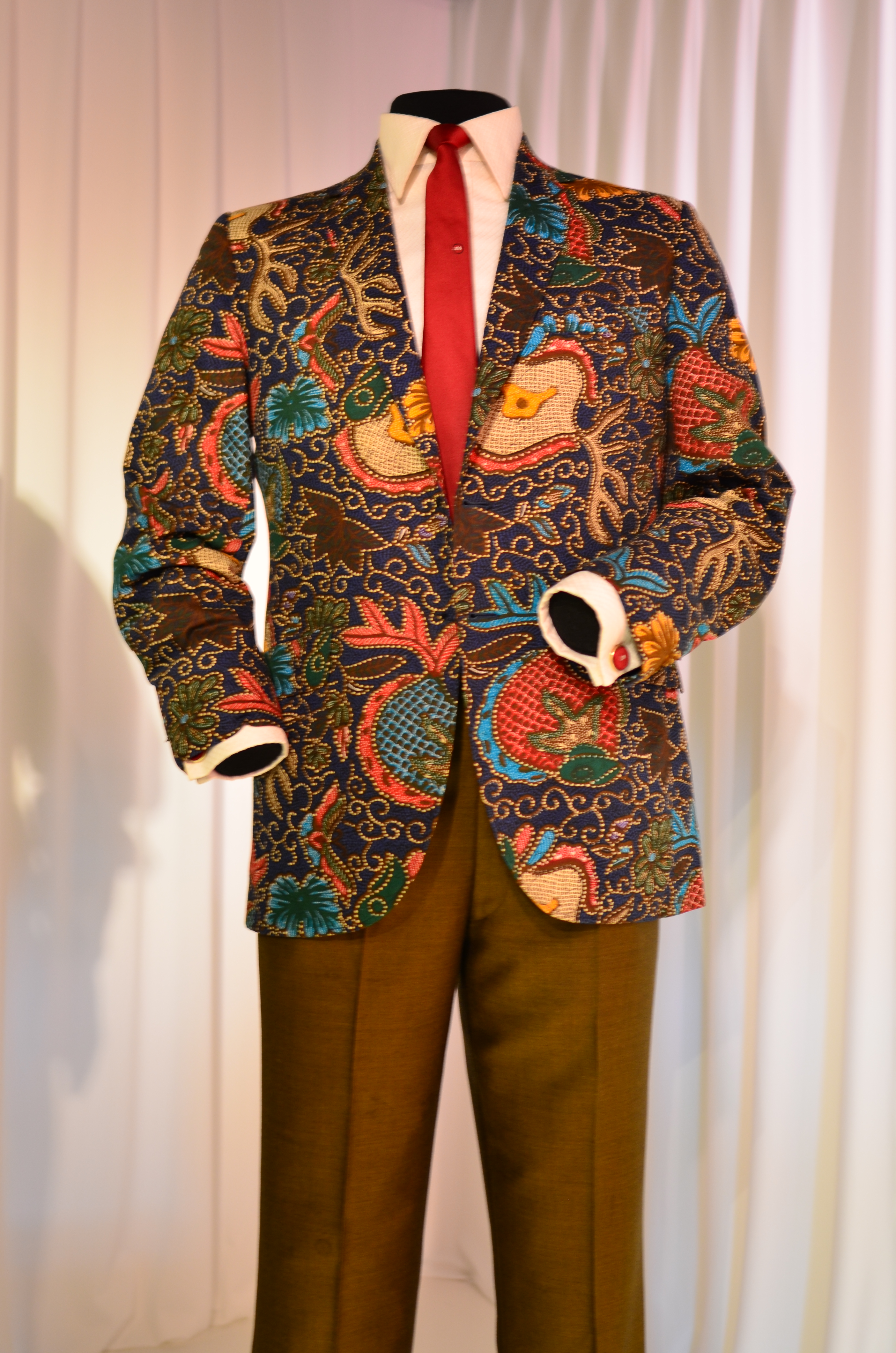
John Doyle Bishop's batik print jacket (cropped)
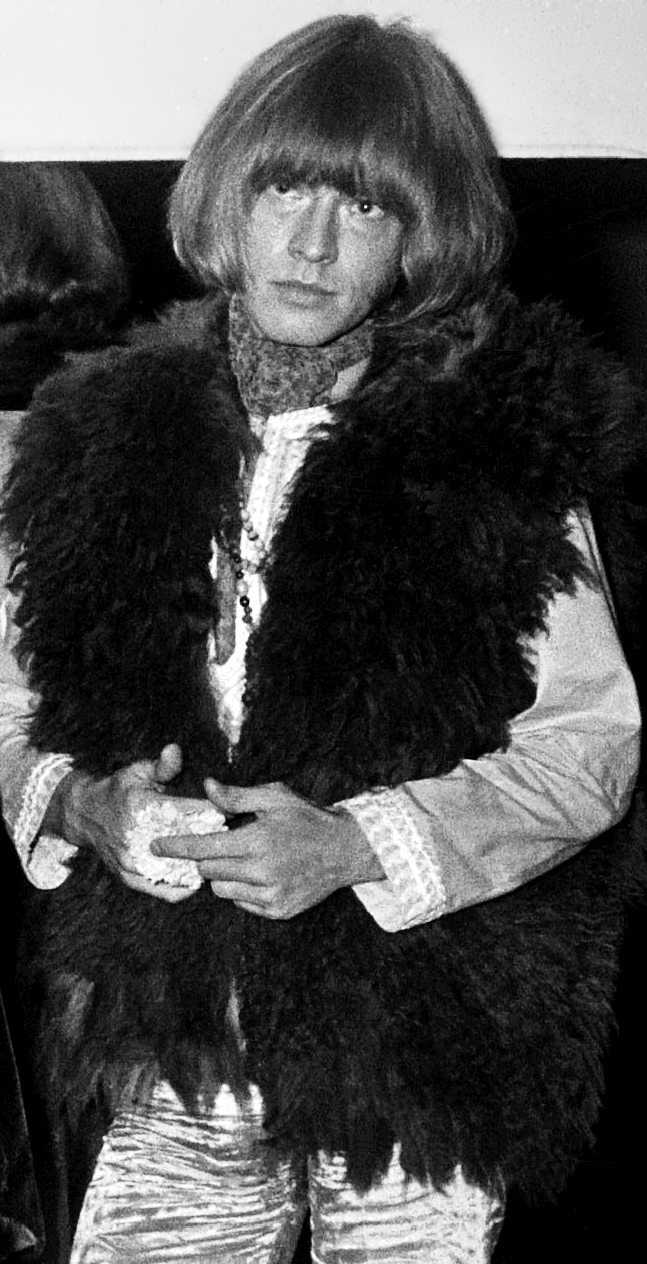
Brian Jones 1967

### 1970–2000
Under 1970-talet kom unisexmodet, och den informella vardagsklädseln med jeans, t-tröja och jacka blev nu den självklara könsneutrala basen för både män och kvinnor. Att lansera unisexmode i form av overaller för fick däremot aldrig fullt genomslag. Vardagsklädseln frigjordes nu från modet, och fritidsklädseln blev vardagsklädsel.  
Ungdomar och subkulturer började skapa egna stilideal, något som har kommit att kallas gatumode. Bland subkulturella modestilar kan nämnas hippie-stilen under 1970-talet med långt hår i mittbena, fransiga väskor och naturfärger; disco-modet omkring 1980 med stora sprayade hår och glittrande trikåer (stilikoner var John Travolta och Charlies änglar-tjejerna), samt grunge-modet under tidigt 1990-tal (med Kurt Cobain som stilikon).

### 2000-talet
En retrokultur växte under början av 2000-talet fram i modesammanhang. Kläddesigners hämtade inspiration från klassiska plagg, ofta från 1950-talets något banbrytande klädstil och modskulturen från 1960-talet. Att utforma en personlig stil kryddad med moderiktiga basplagg och/eller accessoarer började bli viktigare än att följa de tidsenliga direktiven till fullo.
Män började allt mer intressera sig för mode, som ett resultat av mäns allt större intresse för utseende och stil i allmänhet. Skönhetsproduktsföretag, klädbutiker och modevärlden riktar alltmer in sig på marknaden för män. Jämför hipster och metrosexuell.